# Mons (Var)
 (septembre 2018).
 (septembre 2018).
Pour les articles homonymes, voir Mons (homonymie).
Mons (Mouns en provençal) est une commune française située dans le département du Var, en région Provence-Alpes-Côte d'Azur.

## Géographie

### Localisation
Village perché, construit sur un énorme rocher, village fortifié, le village de Mons offre un panorama sur la mer Méditerranée, les îles de Lérins, les Maures et par temps clair, la Corse.

### Géologie et relief
Le territoire, d'une superficie de 7 663 ha, s'étage du confluent de la Siagne et de la Siagnole à 241 m jusqu'au plus haut sommet du Var, la montagne de Lachens, à 1 714 m. Le village est à 814 mètres d'altitude. Il se trouve à la limite supérieure de culture des oliviers sur la moindre terrasse retenue par des restanques ou faïsses.
Les gorges de la Siagnole, avec leurs moulins et leurs grottes, sont chargées d'histoire.

### Voies de communications et transports

#### Voies routières
Commune desservie par la départementale 563 depuis Fayence.

#### Transports en commun
- Transport en Provence-Alpes-Côte d'Azur

Mons bénéficie du réseau départemental Varlib.

#### Lignes SNCF
La gare la plus proche de Mons se trouve à Grasse (31 km).

### Communes limitrophes
| La Roque-Esclapon | La Bastide, Séranon | Escragnolles             |
| Seillans          | Mons                | Saint-Cézaire-sur-Siagne |
| Fayence           | Tourrettes          | Callian                  |

### Hydrographie
Cours d'eau sur la commune ou à son aval :
- La commune est arrosée par le Chautard, sous-affluent de la Siagne, long de 7,6 km[3],
- Siagne de Pare,
- vallons de Miron, des Mourlans, du Ray, de Barosse, des Travers, des Vennes, de Roque Abeillière, des Ambus, de Saint-Peire,
- ruisseaux la Camiole, le Chautard.

### Sismicité
Il existe trois zones de sismicité dans le Var : 
- Zone 0 : Risque négligeable. C'est le cas de bon nombre de communes du littoral varois, ainsi que d'une partie des communes du centre Var. Malgré tout, ces communes ne sont pas à l'abri d'un effet tsunami lié à un séisme en mer ;
- Zone Ia : Risque très faible. Concerne essentiellement les communes comprises dans une bande allant de la montagne Sainte-Victoire au massif de l'Esterel ;
- Zone Ib : Risque faible. Ce risque, le plus élevé du département mais qui n'est pas le plus haut de l'évaluation nationale, concerne 21 communes du nord du département.

La commune de Mons est en zone sismique de très faible risque Ia.

### Climat
Pour des articles plus généraux, voir Climat de Provence-Alpes-Côte d'Azur et Climat du Var.
En 2010, le climat de la commune est de type climat méditerranéen altéré, selon une étude du Centre national de la recherche scientifique s'appuyant sur une série de données couvrant la période 1971-2000. En 2020, Météo-France publie une typologie des climats de la France métropolitaine dans laquelle la commune est exposée à un climat méditerranéen et est dans la région climatique Var, Alpes-Maritimes, caractérisée par une pluviométrie abondante en automne et en hiver (250 à 300 mm en automne), un très bon ensoleillement en été (fraction d’insolation > 75 %), un hiver doux (8 °C) et peu de brouillards.
Pour la période 1971-2000, la température annuelle moyenne est de 11,9 °C, avec une amplitude thermique annuelle de 15,4 °C. Le cumul annuel moyen de précipitations est de 1 077 mm, avec 6,3 jours de précipitations en janvier et 3,6 jours en juillet. Pour la période 1991-2020, la température moyenne annuelle observée sur la station météorologique de Météo-France la plus proche, « St Cézaire sur Siagne », sur la commune de Saint-Cézaire-sur-Siagne à 8 km à vol d'oiseau, est de 13,3 °C et le cumul annuel moyen de précipitations est de 970,5 mm. 
La température maximale relevée sur cette station est de 36,4 °C, atteinte le 28 juin 2019 ; la température minimale est de −8,1 °C, atteinte le 12 février 2010,,.
Les paramètres climatiques de la commune ont été estimés pour le milieu du siècle (2041-2070) selon différents scénarios d'émission de gaz à effet de serre à partir des nouvelles projections climatiques de référence DRIAS-2020. Ils sont consultables sur un site dédié publié par Météo-France en novembre 2022.

## Urbanisme

### Typologie
Au 1er janvier 2024, Mons est catégorisée commune rurale à habitat dispersé, selon la nouvelle grille communale de densité à sept niveaux définie par l'Insee en 2022.
Elle est située hors unité urbaine et hors attraction des villes,.

### Occupation des sols
L'occupation des sols de la commune, telle qu'elle ressort de la base de données européenne d’occupation biophysique des sols Corine Land Cover (CLC), est marquée par l'importance des forêts et milieux semi-naturels (93,6 % en 2018), une proportion sensiblement équivalente à celle de 1990 (93 %). La répartition détaillée en 2018 est la suivante : 
forêts (57,5 %), milieux à végétation arbustive et/ou herbacée (29,1 %), espaces ouverts, sans ou avec peu de végétation (7 %), cultures permanentes (2,4 %), zones agricoles hétérogènes (1,8 %), zones urbanisées (1,5 %), prairies (0,6 %). L'évolution de l’occupation des sols de la commune et de ses infrastructures peut être observée sur les différentes représentations cartographiques du territoire : la carte de Cassini (XVIIIe siècle), la carte d'état-major (1820-1866) et les cartes ou photos aériennes de l'IGN pour la période actuelle (1950 à aujourd'hui).

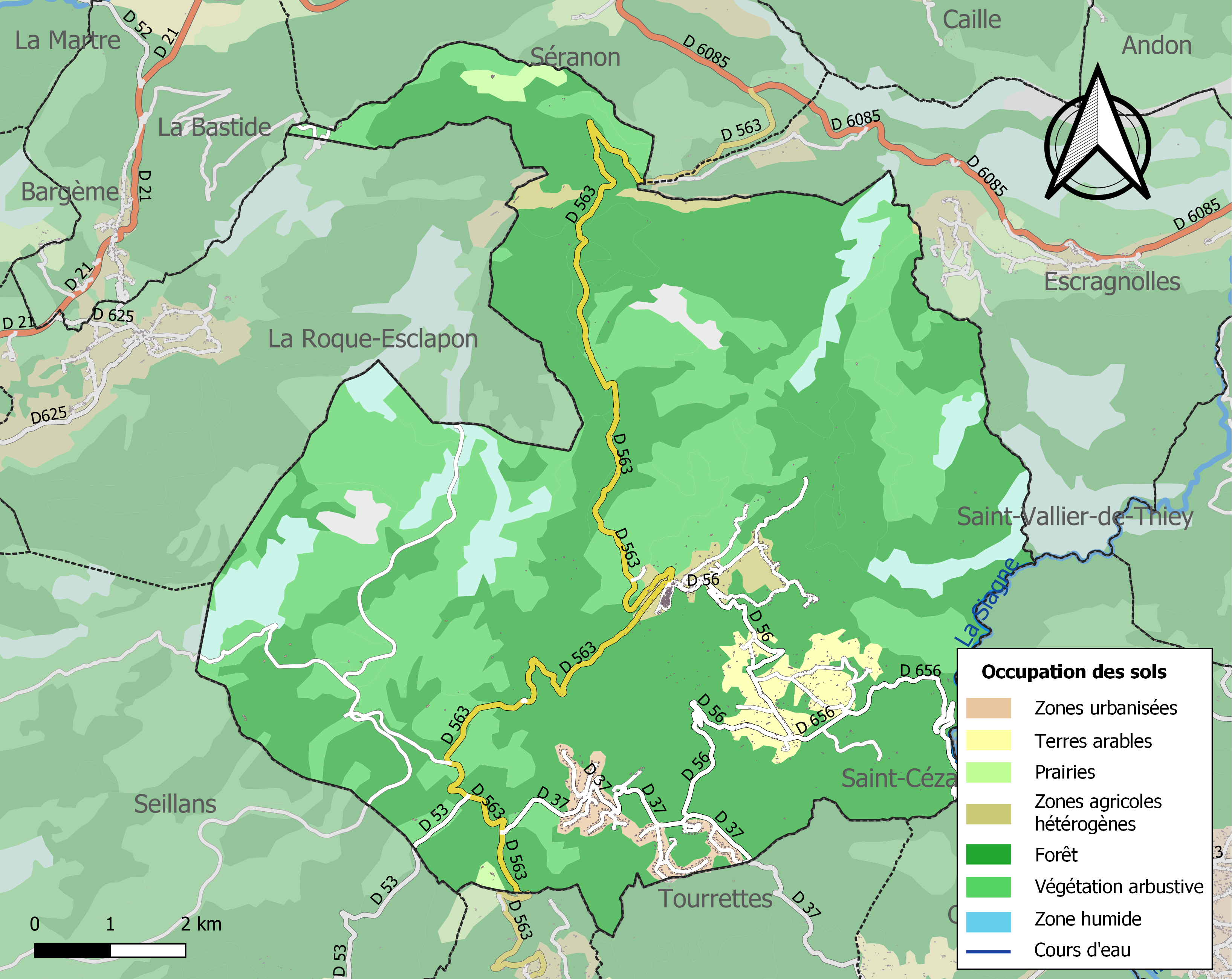
Carte des infrastructures et de l'occupation des sols de la commune en 2018 (CLC).

## Toponymie
Mons s'écrit Mouns en provençal selon la norme mistralienne et Mons selon la norme classique. La prononciation locale est /muŋs/.

## Histoire

### Préhistoire
Les hommes sont présents à Mons depuis la Préhistoire, comme en témoignent de nombreux dolmens ou autres formes de tombes. La première implantation connue s'appelait Avaye.

### Antiquité
Vers le milieu du Ier siècle apr. J.-C., les Romains construisent un aqueduc de 41 567 m qui permet de conduire l'eau des sources de la Siagnole à Fréjus. Il est toujours en fonction dans son trajet sur la commune de Mons.

### Moyen Âge
La première mention de Mons se trouve dans le cartulaire de Lerins, qui mentionne un « Fulco de Mons » (1026-1066) qui paye l'albergue et la cavalcade (1249-1252)
- À la suite de plusieurs épidémies, surtout de peste, de catastrophes naturelles (hiver rigoureux), la population est décimée et, à plusieurs reprises, il faut faire appel à des étrangers de l'arrière-pays génois, les « Figouns », qui conservent leur dialecte le figoun. Ainsi, au milieu du XVe siècle, Antoine de Villeneuve doit à nouveau inviter une quarantaine de familles à venir à Mons. Escragnolles fait de même.
- 1227 : tremblement de terre de Provence (séisme douteux)[22],[23],[24].
- 1260 : premier acte d'habitation.
- 1348 : épidémie de peste : Avaye-Villevieille abandonné.
- 1364 : famine.

La mort de la reine Jeanne Ire ouvre une crise de succession à la tête du comté de Provence, les villes de l'Union d'Aix (1382-1387) soutenant Charles de Duras contre Louis Ier d'Anjou. Le seigneur de Mons, Francisque de Bollière, soutient le duc d’Anjou dès le printemps 1382, ce soutien étant conditionné à la participation du duc à l’expédition de secours à la reine.
- 1391 : sac de Callian par Raymond de Turenne (une des causes ayant concouru au dépeuplement de Mons).
- 1392-4 : épidémie de peste.

#### LeFigounet les Figouns
Les Figouns de Mons furent accueillis (contre franchises à payer en retour) en deux périodes : 1260 et 1468. Ils provenaient principalement de la région de Vintimille (vallée de la Nervia, de Pigna). En bons maçons, ils participèrent largement à l'édification de la ville et de ses remparts. C'est à leur époque que l'olivier fut introduit dans la région. Ils sont souvent liés à la culture, au commerce et à la préparation des figues (frigoule ou frigoure), d'où leur appellation.
Le figoun est un mélange non structuré de ligure et de provençal, comme on en retrouve à Escragnolles ou Biot. Les patronymes Bosio, Brosco, Bruzon, Canille, Chappory, Chiappe, Chichon, Durante, Galliano, Machiavello, Massa, Monteverde, Olivero, Parody, Passano, Pisarello, Poggio, Porro, Restano, Risso, Sanguinetti, Traverso, y sont très répandus. Certains Monsois se servent encore du figoun quand ils ne veulent pas être compris par les « estrangers » !
L'abbé Jean-Pierre Papon (1780) rapporte un des premiers témoignages de ce dialecte : « On croit que c'est l'idiome des Sarrasins : on se trompe, c'est l'ancien oasis de Gênes ».
Il fut utilisé jusqu'à la fin du XIXe et a laissé très peu de traces écrites.
|  | i m'an pillàou | |
|  | Grigeur Guignon, a lagna, Ou dije che l'avea de lou ben à la campagna. I m'an pillaou ca' mea; I nous m'an lascaon pa un choun. Mi foun entra misero; Sa posso me sacatero La ca, lou ben & la terro | Grigneur guignon, est triste il dit qu'il avait des biens à la Campagne: "on m' a pris ma maison on n'y a pas laissé un clou, Je suis dans la misère, si je puis, je rachèterai le bien, et la maison et la Terre." |
|  | ou dije | |

En 2007, dans les archives du château de Beauregard, on retrouve une dizaine des feuillets manuscrits anciens, mais impossibles à dater, portant traduction de ce qui semble être des termes de figoun  et identifiés par Fiorenzo Toso comme ayant des similitudes avec un patois ancien de la région Nord de Gênes (XVIIe).

### Renaissance
- 1448 : tremblement de terre nord-méditerranéen.
- 1468 : acte d'habitation ou transaction entre Antoine de Villeneuve et ses villageois, leur accordant des droits nouveaux.
- 1481 : la Provence est rattachée à la France.
- 1532 : arrêté municipal interdisant aux hommes et aux femmes de s'embrasser en balant (dansant) !
- 1572 : Massacre de la Saint-Barthélemy : le comte de Carcès refuse de l'exécuter, Mons se range derrière lui (carcistes) et les Razats (rasés) derrière les Arcs, d'où la suite :
- en 1590[30], le 15 novembre, le duc Charles-Emmanuel Ier de Savoie, bon catholique, briguant la Provence, poussé par vengeance par Henri de Villeneuve, dit le Cruel, réussit l'exploit de faire monter ses canons jusqu'à Mons, commence le siège du village fortifié, les femmes le défendent en envoyant des ruches (bruscs. Voir Miel de Provence) sur les assiégeants et, faute de terre, réparent les brèches avec des matelas de feuilles et de foin. Au 11e jour les Savoyards pénètrent dans la cité... une vingtaine d'assiégés sont pendus et Mons est condamné à une amende de 20 000 écus.

### Période moderne
- 1613 : neige abondante.
- 1629 : peste.
- 1644 : tremblement de terre Nice-Marseille[31].
- 1685 : arrêté municipal interdisant l'achat d'olives (pour éviter les vols sur l'arbre).
- 1709 : hiver redoutable : les oliviers meurent.
- 1720 : peste de Marseille.
- 1744 : maladie du clou (chèvres).
- 1753 : (sécheresse) arrêté municipal interdisant de prendre de l'eau pour laver, pour bâtir ou fabriquer des chapeaux !
- 1755 : froid intense.
- 1762 : grêle dévastatrice.
- 1767 : affermage des moulins communaux, épidémie de tuberculose.
- 1770 : plantation d'ormes sur la place Saint-Sébastien (voir Sébastien (saint)).
- 1788 : hiver rigoureux : les oliviers gèlent.

### Période contemporaine
- 1813 : le préfet visite la grotte de la Combrière.
- 1835 : séparation Tanneron-Callian.

La réputation de travailleurs de ses habitants leur avait valu en 1835 le surnom de Chinois de la Provence. En 1970, la création du camp de Canjuers ampute la cité de Mons des territoires de Saint-Marcellin (le blé de Saint-Marcellin était renommé), du Villars et d'une partie des monts du Malay.
- 1843 : la commune achète du poison contre les loups.
- 1855 : chômage important.
- 1860 : création du département des Alpes-Maritimes avec remodelage du département du Var.
- 1920 : réalisation du monument aux morts
- 1954 : hiver rigoureux.

#### Résistance
- Les maquis du Malaye : Maquis Vallier, FTP, Section atterrissage parachutage (S.A.P.) du camp Lafayette[33],[34],[35].

## Politique et administration

### Budget et fiscalité 2016
En 2016, le budget de la commune était constitué ainsi :
- total des produits de fonctionnement : 722 000 €, soit 813 € par habitant ;
- total des charges de fonctionnement : 720 000 €, soit 811 € par habitant ;
- total des ressources d’investissement : 564 000 €, soit 635 € par habitant ;
- total des emplois d’investissement : 447 000 €, soit 504 € par habitant.
- endettement : 342 000 €, soit 385 € par habitant.

Avec les taux de fiscalité suivants :
- taxe d’habitation : 12,84 % ;
- taxe foncière sur les propriétés bâties : 6,68 % ;
- taxe foncière sur les propriétés non bâties : 36,04 % ;
- taxe additionnelle à la taxe foncière sur les propriétés non bâties : 35,33 % ;
- cotisation foncière des entreprises : 16,95 %.

Chiffres clés Revenus et pauvreté des ménages en 2014 : Médiane en 2014 du revenu disponible, par unité de consommation : 20 240 €.

### Liste des maires
| Période | Période  | Identité           | Étiquette | Qualité                           |
| ------- | -------- | ------------------ | --------- | --------------------------------- |
| 1953    | 1971     | Alexandre Valente  | SFIO      | Instituteur, syndicaliste         |
| 1971    | 1977     | Ernest Audibert    |           |                                   |
| 1977    | 1983     | Alexandre Valente  | PS        | Instituteur, syndicaliste         |
| 1983    | 2001     | Alfred Rolland     |           |                                   |
| 2001    | 2008     | Roger Pelassy      |           |                                   |
| 2008    | 2020     | Eliane Feraud      | DVG       | Retraitée de la Fonction publique |
| 2020    | En cours | Patrick De Clarens |           |                                   |

## Démographie
Les habitants de Mons se nomment les Moussencs.
L'évolution du nombre d'habitants est connue à travers les recensements de la population effectués dans la commune depuis 1793. Pour les communes de moins de 10 000 habitants, une enquête de recensement portant sur toute la population est réalisée tous les cinq ans, les populations de référence des années intermédiaires étant quant à elles estimées par interpolation ou extrapolation. Pour la commune, le premier recensement exhaustif entrant dans le cadre du nouveau dispositif a été réalisé en 2007.

En 2022, la commune comptait 873 habitants, en évolution de +4,55 % par rapport à 2016 (Var : +4,98 %, France hors Mayotte : +2,11 %).
| 1793  | 1800  | 1806  | 1821  | 1831  | 1836  | 1841  | 1846  | 1851  |
| ----- | ----- | ----- | ----- | ----- | ----- | ----- | ----- | ----- |
| 1 120 | 1 021 | 1 041 | 1 078 | 1 108 | 1 099 | 1 074 | 1 027 | 1 029 |

| 1856  | 1861 | 1866  | 1872  | 1876  | 1881 | 1886 | 1891 | 1896 |
| ----- | ---- | ----- | ----- | ----- | ---- | ---- | ---- | ---- |
| 1 000 | 973  | 1 003 | 1 005 | 1 000 | 889  | 866  | 852  | 764  |

| 1901 | 1906 | 1911 | 1921 | 1926 | 1931 | 1936 | 1946 | 1954 |
| ---- | ---- | ---- | ---- | ---- | ---- | ---- | ---- | ---- |
| 773  | 703  | 731  | 568  | 523  | 452  | 423  | 361  | 298  |

| 1962 | 1968 | 1975 | 1982 | 1990 | 1999 | 2006 | 2007 | 2012 |
| ---- | ---- | ---- | ---- | ---- | ---- | ---- | ---- | ---- |
| 248  | 226  | 239  | 291  | 459  | 671  | 840  | 863  | 866  |

| 2017 | 2022 | - | - | - | - | - | - | - |
| ---- | ---- | - | - | - | - | - | - | - |
| 817  | 873  | - | - | - | - | - | - | - |

### Curés de Mons
| - 1673-1705 : Anglési Laugier - 1705-1713 : Jordany - 1705-1707 : Rossel - 1710-1713 : Jourdan | - 1713-1736 : Raynaud - 1728-1734 : Pélassy - 1746-1782 : Jordany - 1750-1755 : Pélissier | - 1782-1825 : Pélacy - 1838-1846 : Rebuffel François - 1868-1881 : Jean Rebuffel - 1884-1891 : Martel | - 2015 - Aujourd’hui : Dom Martin Bonnassieux |

### Jumelages, parrainages
- La ville a décidé d’adopter le village de  Gurbeşti (Roumanie) dans le cadre de l’opération « Villages Roumains » organisée sur le plan national.
- Mons parraine[44], depuis le 24 juin 2001, le remorqueur côtier Buffle de la Marine Nationale[45] et ceci, afin de remémorer le temps où les Monsois entretenaient un feu  en face de l’église Notre-Dame-de-la-Pitié afin de servir d'amer aux bateaux entrant dans le port de Saint-Raphaël de nuit ou par mauvais temps[46].

## Patrimoine bâti
: document utilisé comme source pour la rédaction de cet article.
J. P. Brun, Carte archéologique de la Gaule, Le Var 83/2, Fondation Maison des Sciences de l'Homme, Paris, 1999, p. 518-523.

### Préhistoire
Néolithique, Chalcolithique : Castrum, Dolmens, Habitats fortifiés, Tumulus, Tombes en Bloc, Grottes sépulcrales.

#### Les habitats fortifiés

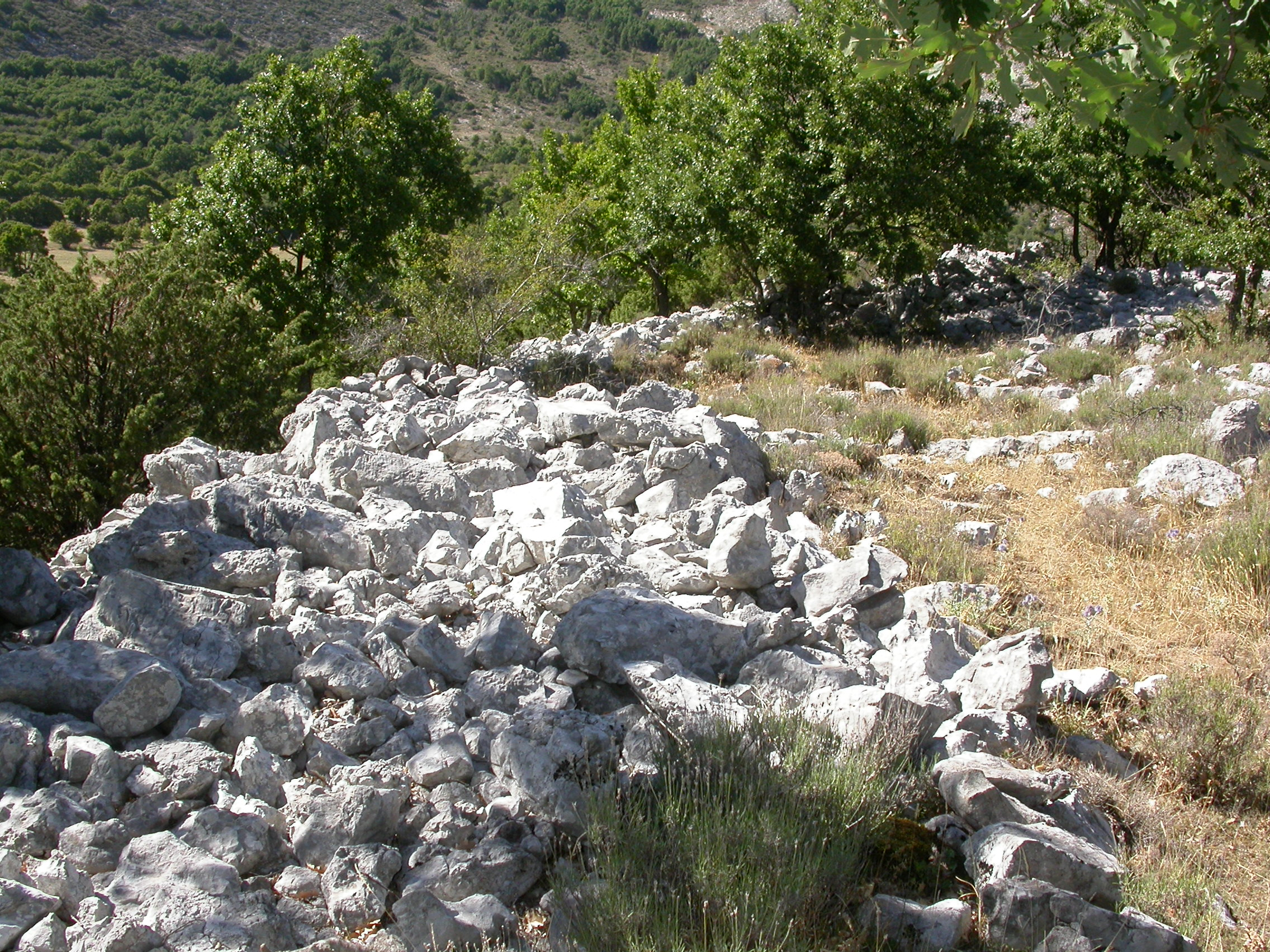
Habitat fortifié de pente du Villard (Canjuers).
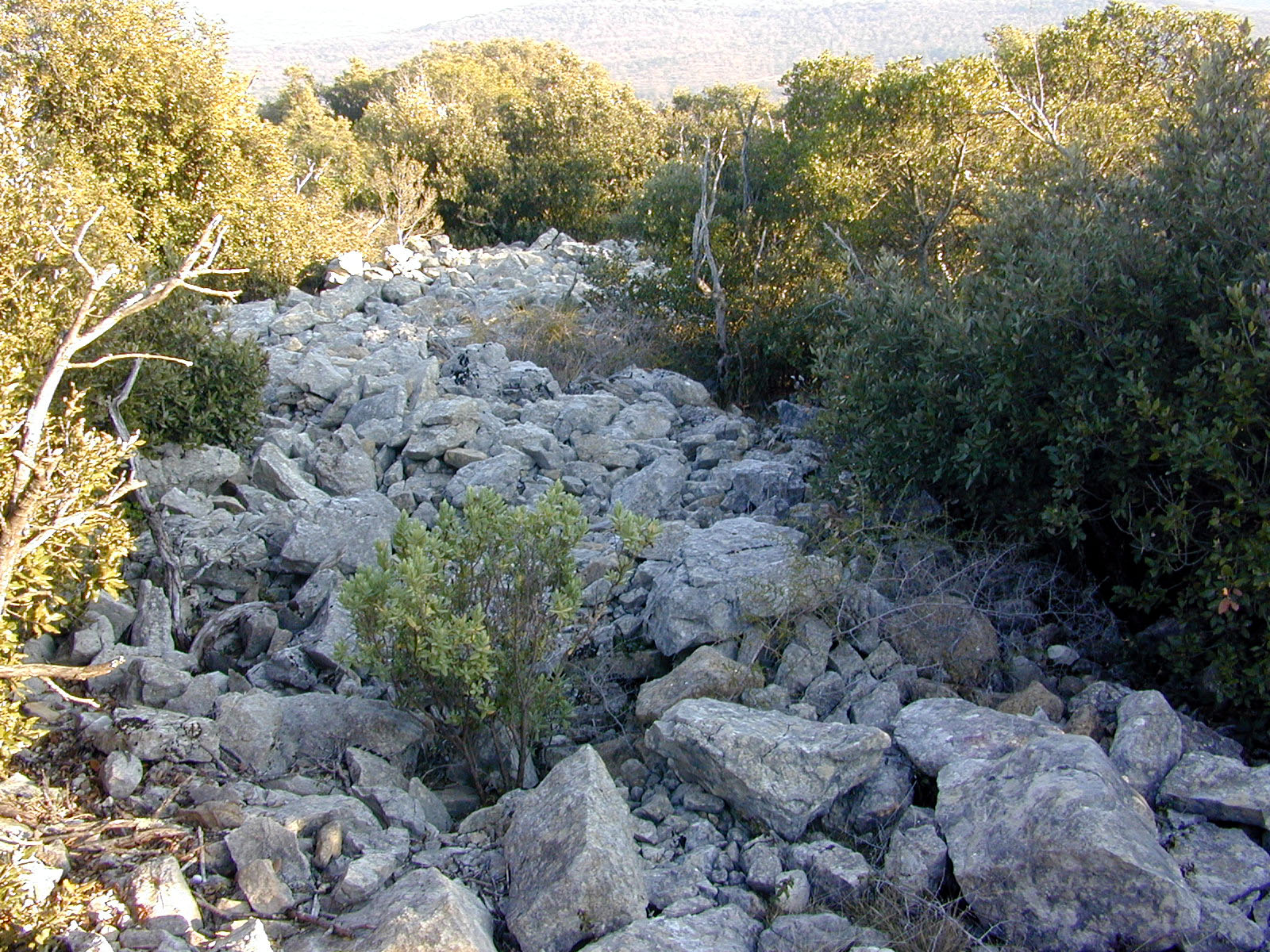
Habitat fortifié de Roubiès.

#### Dolmens(Chalcolithique) et autre tombes collectives
Toujours ouvertes vers le couchant, parfois à double chambre (cella), la première pour les dépouilles récentes, 
la seconde pour les 'réductions'. Les deux sont précédées d'une antichambre.
Le nombre des dents retrouvées sur place permet d'évaluer le nombre de sépultures.

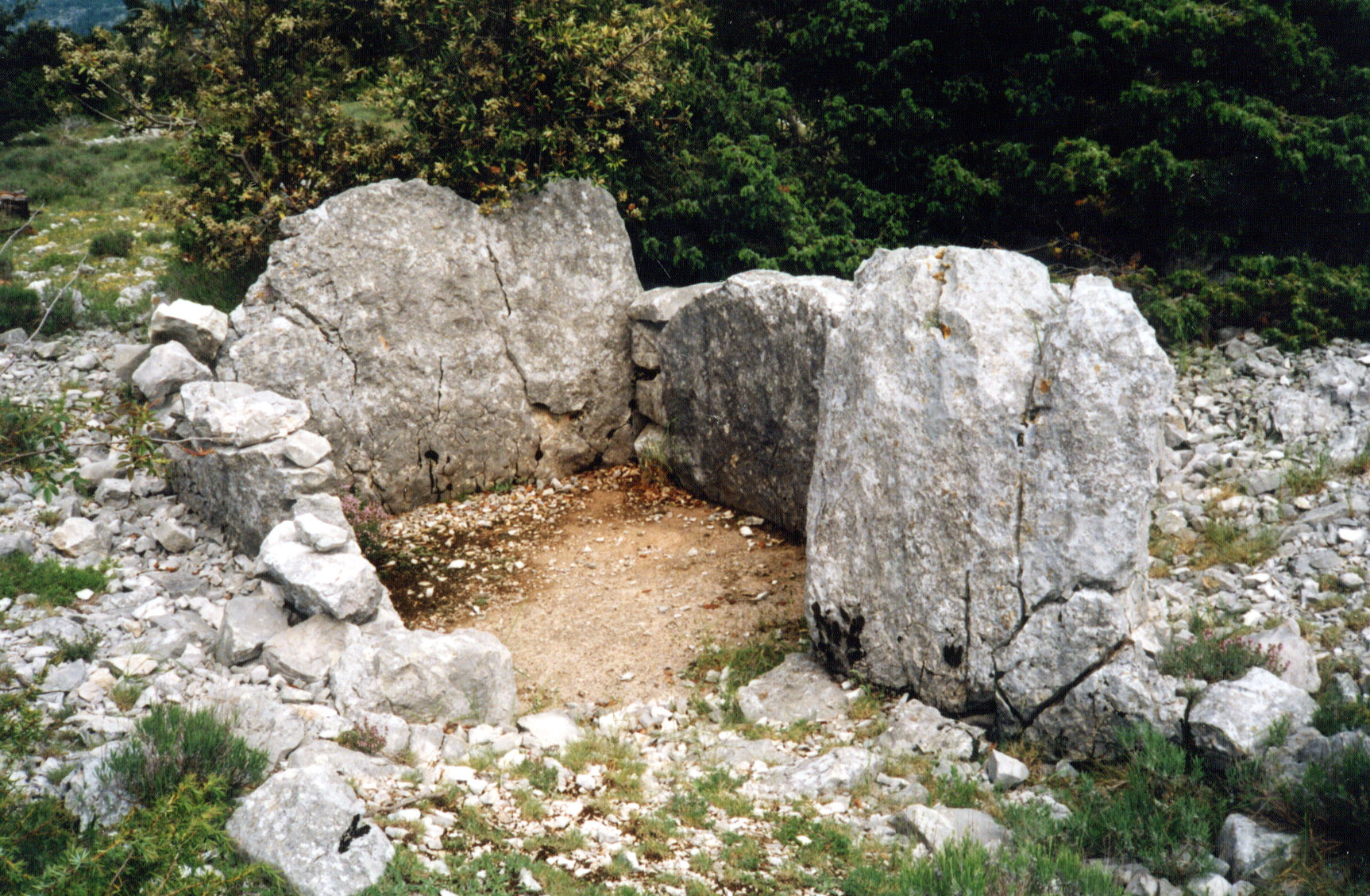
Dolmen de la Colle[47].
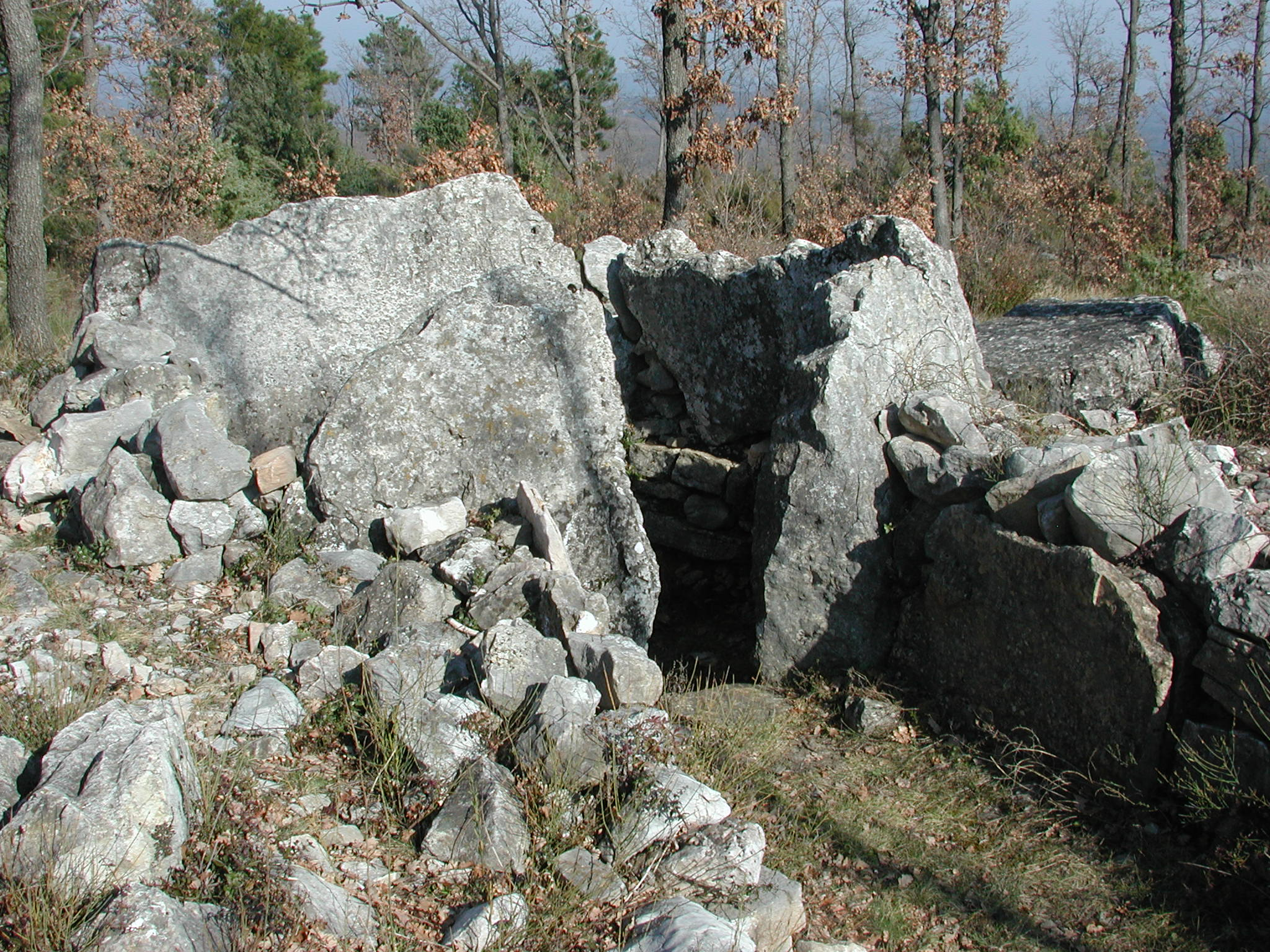
Dolmen de Peygros[48].
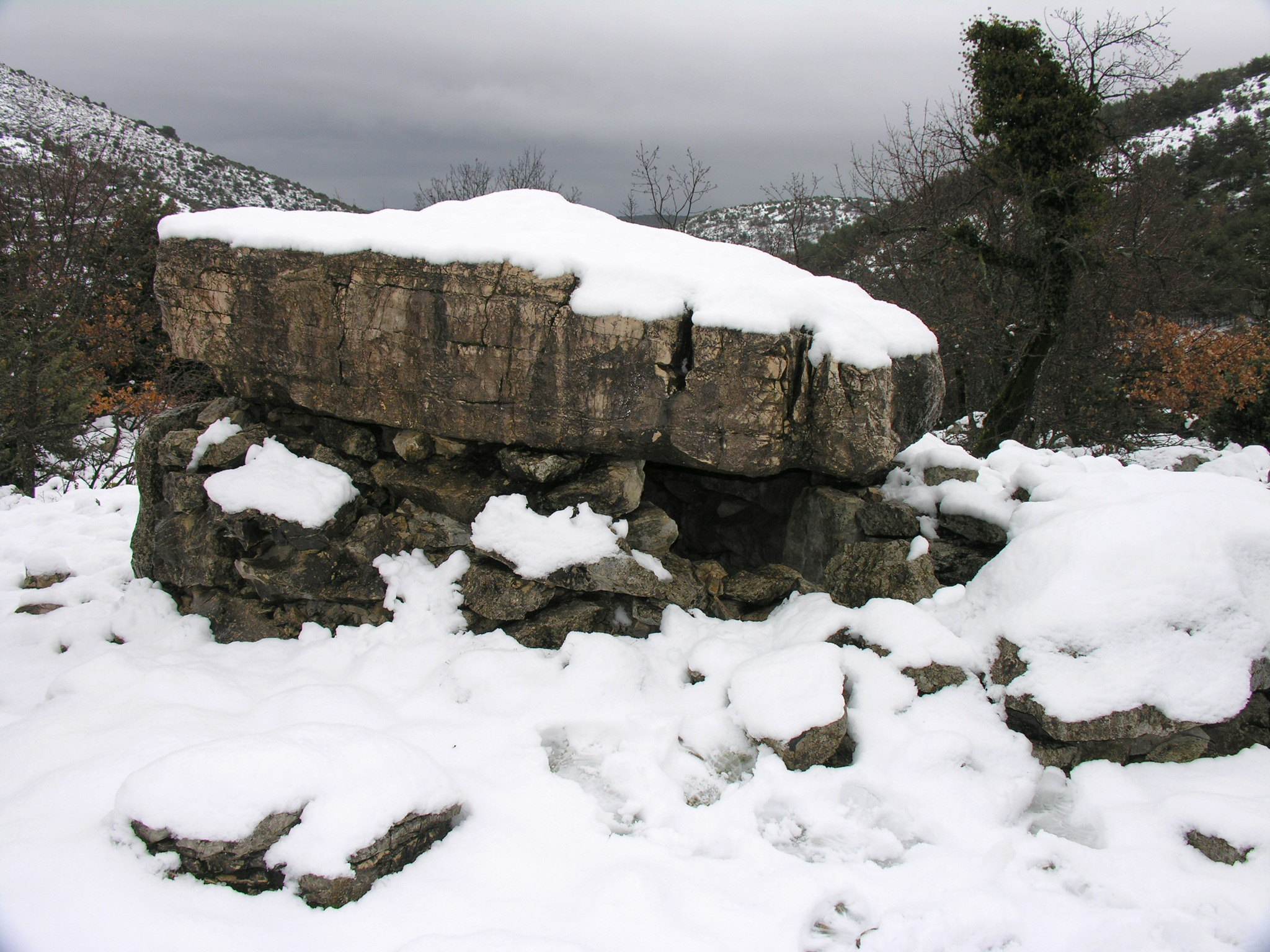
Dolmen de Saint-Marcellin (Canjuers)[49].

#### L'âge Celbano
Mons fait partie de cette circonscription dépendant de l'abbaye Saint-Victor de Marseille.

#### Aqueducromain de Mons à Fréjus

##### Des sources vauclusiennes du Neissoun et sa partie initiale

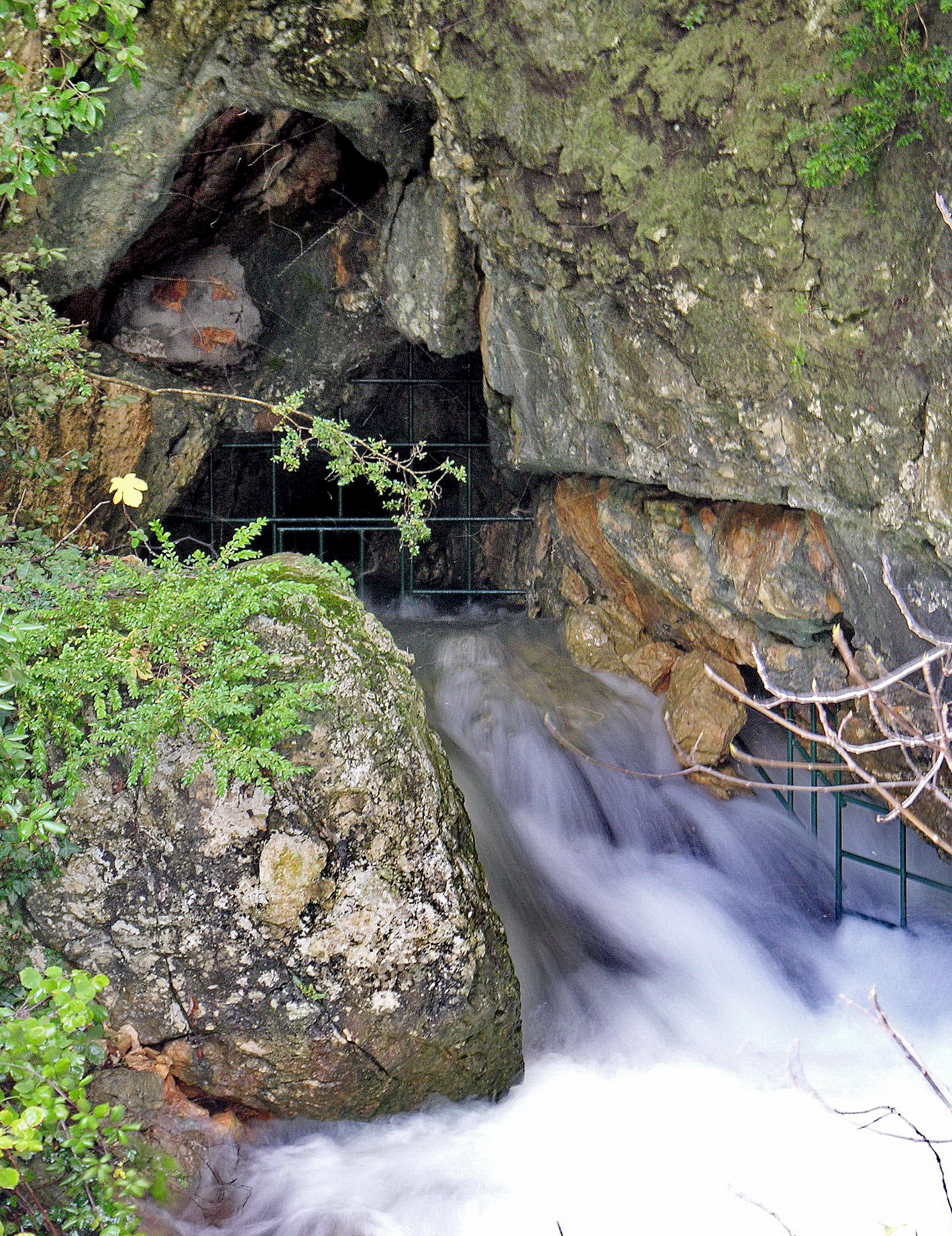
Exutoire de la grotte du Neissoun.
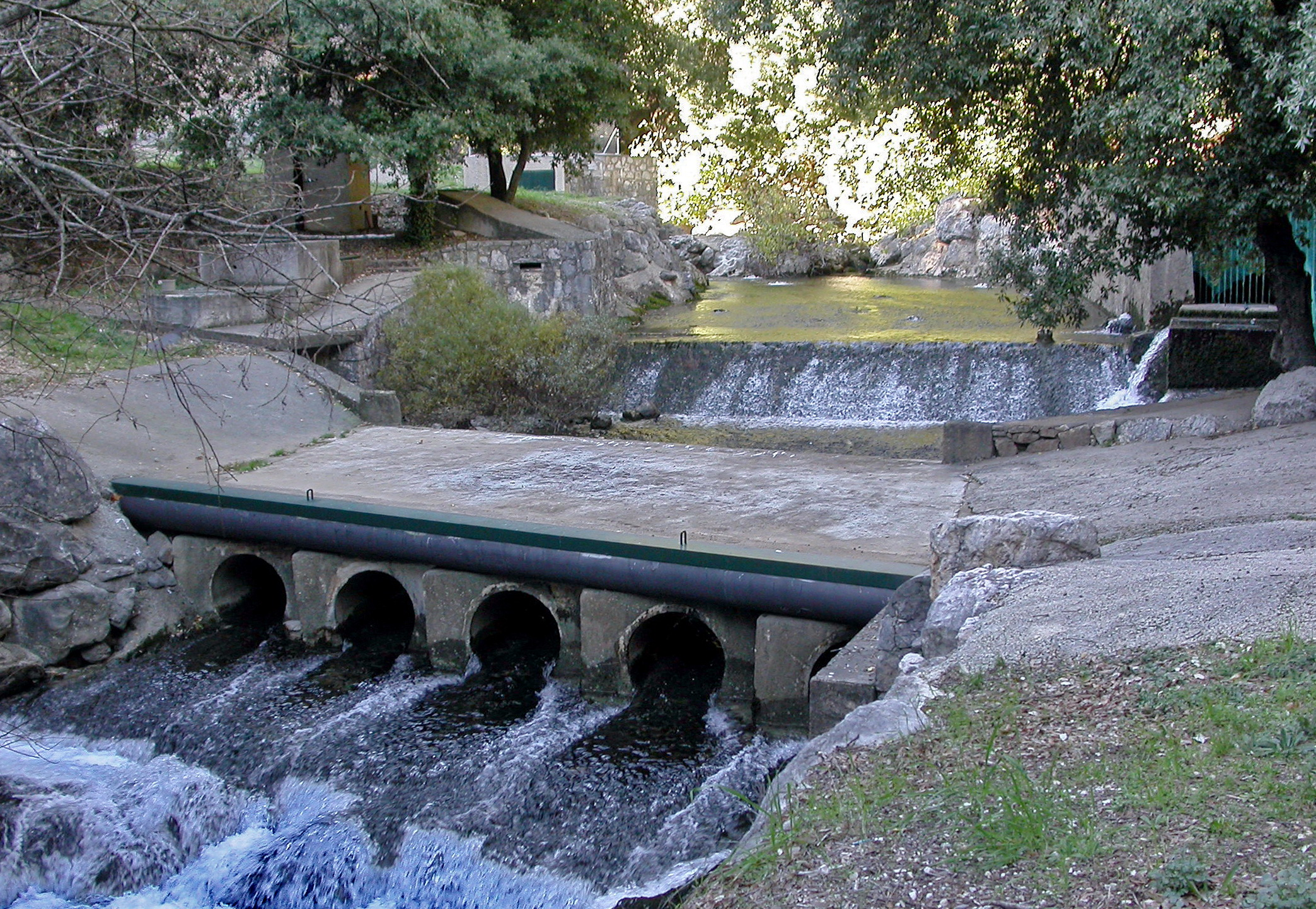
Barrage romain réutilisé, puits radier submersible.

##### À Fréjus dans le domaine de San-Peyre

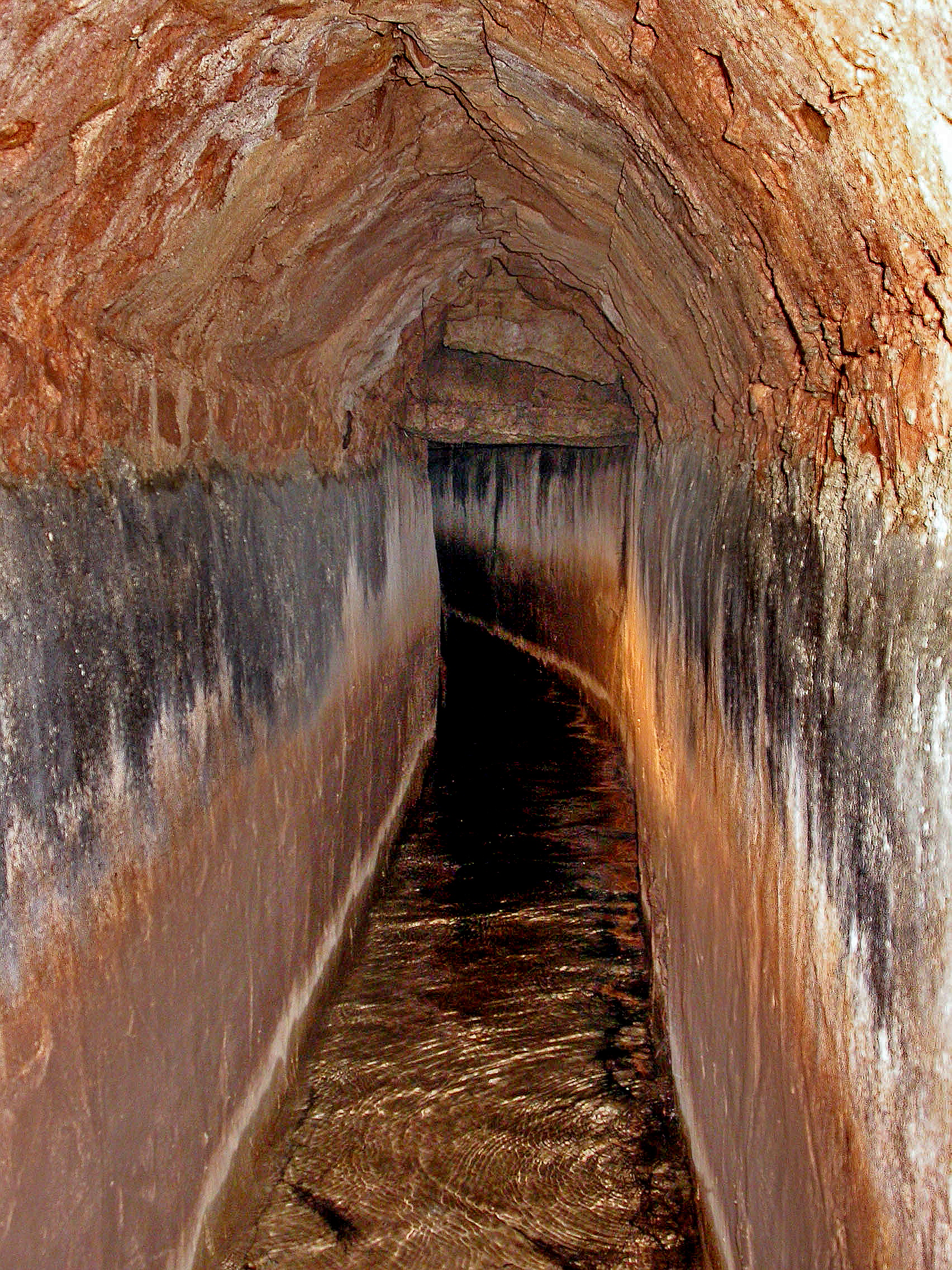
Intérieur de l'aqueduc[50].
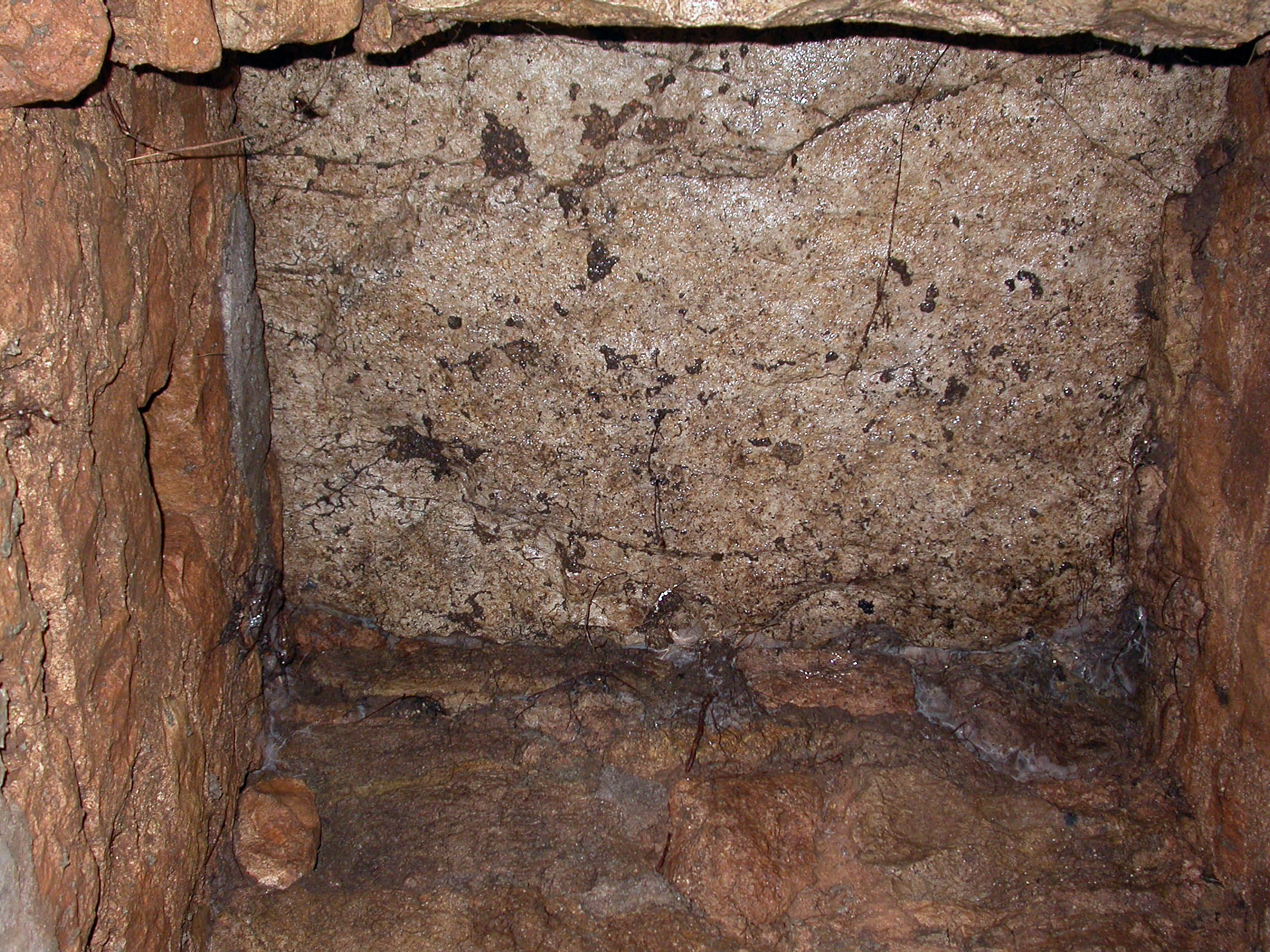
Regard (puteus luminae).
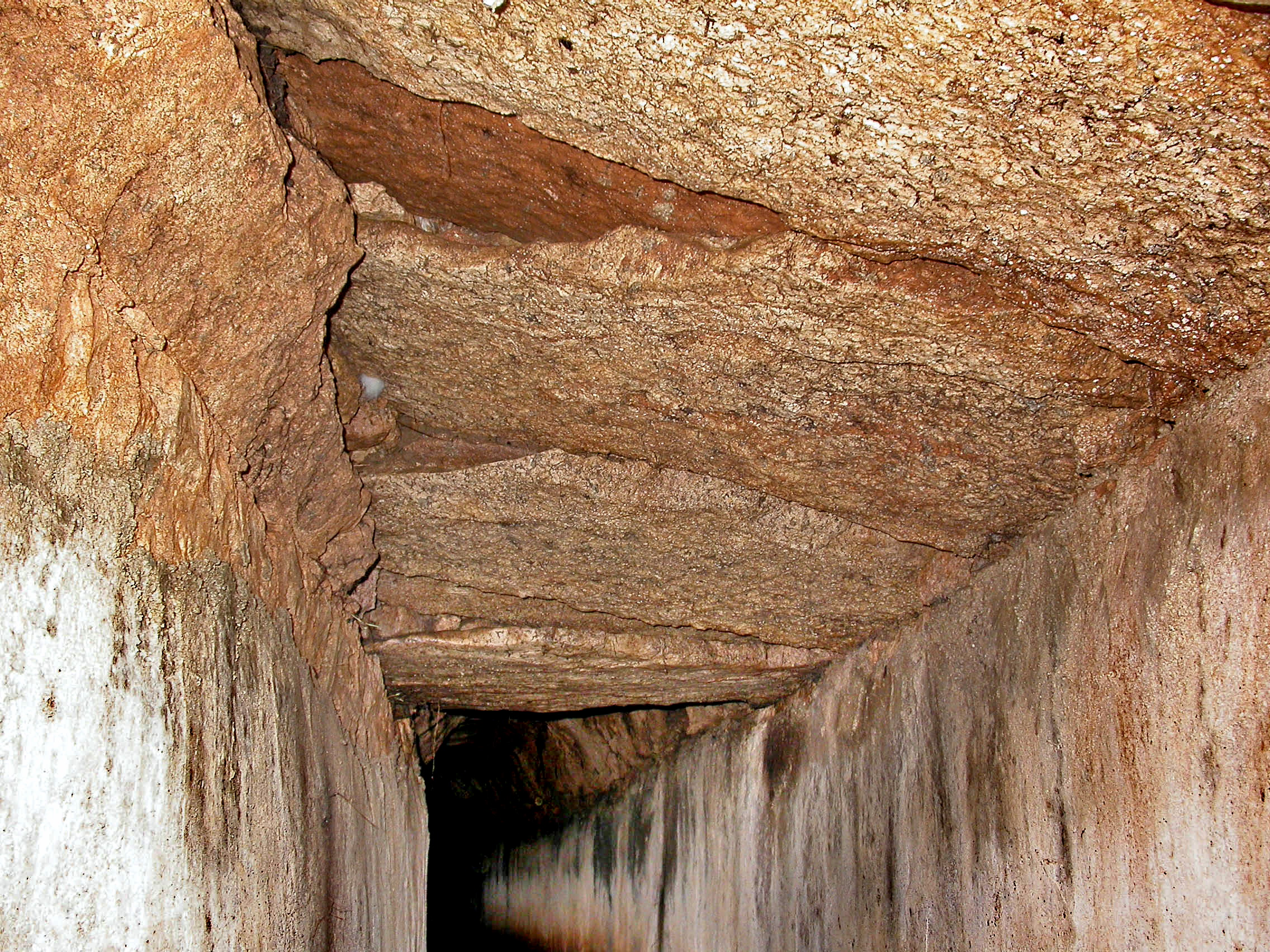
Réfection récente d'une voûte effondrée.

### Transition vers le Moyen Âge

#### les Castrum

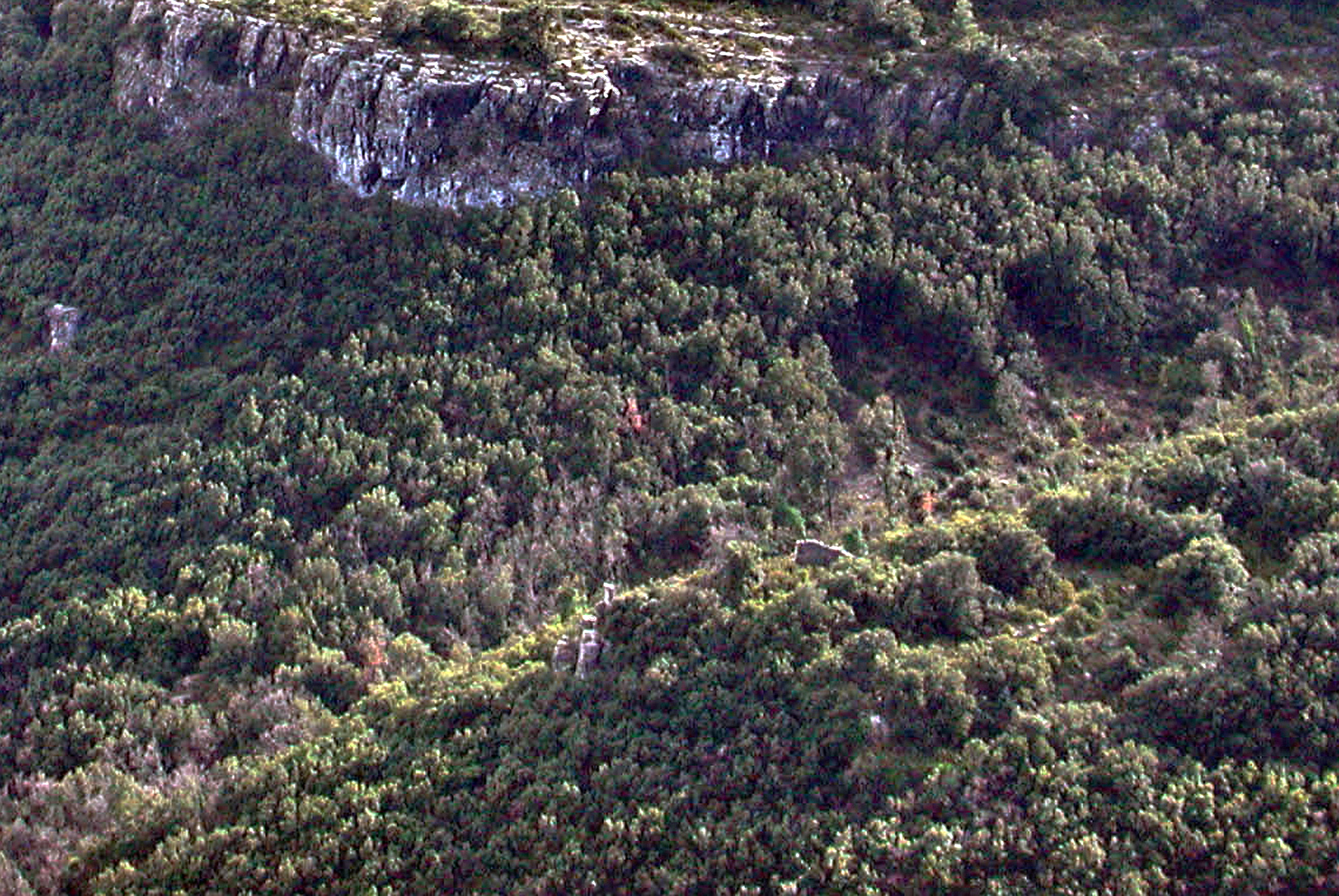
Castrum d'Avaye[51],[52].
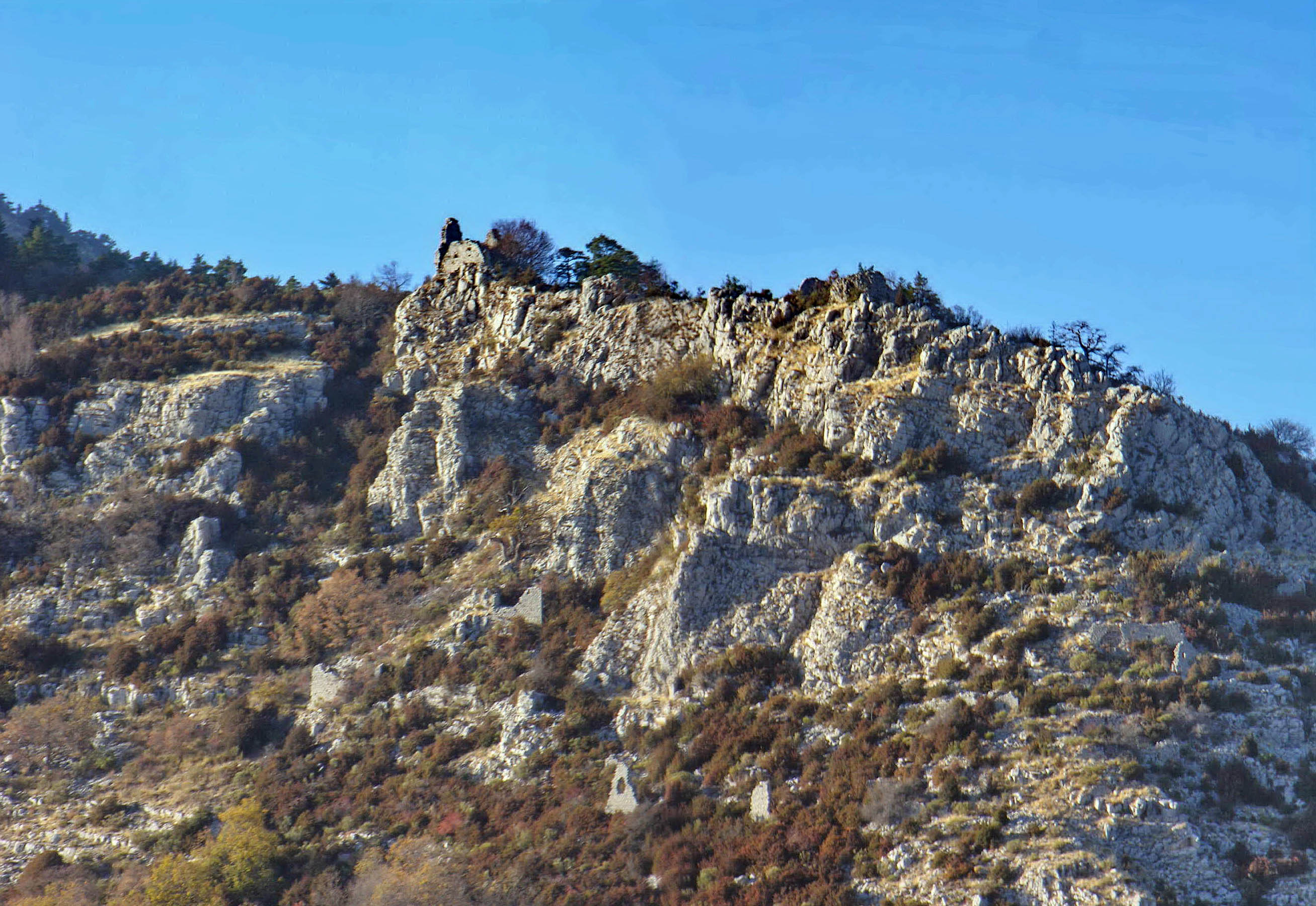
Castrum de Villevieille-Esclapon.
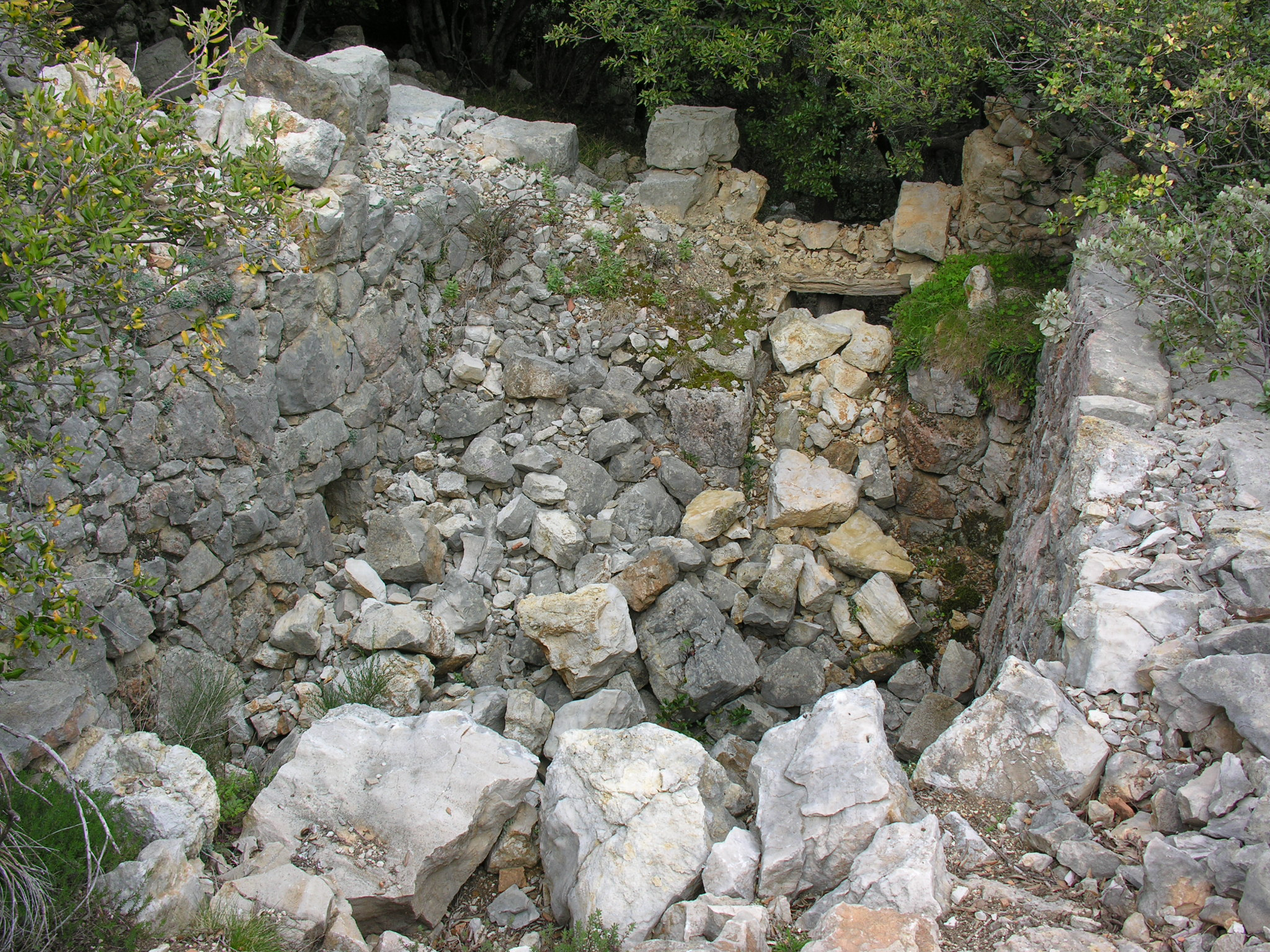
le castrum de Saint-Laurent, symétrique de Villevieille.

### Post-médiéval

#### Architecture religieuse
- Église paroissiale Saint-Pierre-et-Saint-Paul XIIe et XVIIe siècles, inscrite sur l'inventaire supplémentaire des monuments historiques par arrêté du 28 mars 1991[53]. Elle appartient à la paroisse de Fayence[54],
  - Le campanile en fer forgé est l’œuvre du maître forgeron Bonfante de Castellane et date de 1835[55],
  - ses trois cloches sont classées au titre des objets mobiliers[56],[57],[58],
  - son riche mobilier est classé ou inscrit au titre des objets mobiliers[59] : six retables de style baroque, en bois sculpté, doré ou peint polychrome et leurs toiles. La toile du maître-autel (1680) représente l’assomption de la Vierge.
- Église paroissiale Notre-Dame (XIIIe, roman haut provençal) et son triptyque monumental, retable baroque du XVIIe siècle classé à l'inventaire des Monuments historiques. Le Maître-Autel est un autel tombeau de marbre blanc, surmonté d'un imposant retable en bois doré. Il est orné de quatre colonnes torsadées et surmonté de six angelots. En 1860, le retable a été redoré. Il a été entièrement restauré en août 2017[60]
- Chapelle Saint-Sébastien, fin XVIe (ou des Pénitents). Elle abrite un retable en bois sculpté peint polychrome daté de 1713[61], avec son triptyque et son mobilier de pénitents. Cette chapelle a été transformée en partie en salle pour la mairie.
- Chapelle de Saint-Marcellin (romane, avec abside en cul-de-four) (Canjuers)[62]. Une messe y est célébrée annuellement.
- Chapelle Notre-Dame-de-la-Pitié, début XVIIe, avec son retable en bois doré. Sur la route de Callian[63]. Elle servait de reposoir pour les défunts des campagnes avant l’enterrement à l’église.
- Chapelle de Saint-Pierre-d- Riens.
- Oratoire de Saint-Pierre ou de Riens, au nord-est, à proximité des vestiges romains.
- Chapelle appelée Saint-Roch et / ou Saint-Laurent, avec sa toile du maître-autel qui représente les deux saints[64],[65].
- Chapelle de San-Peyre (la ferme du château privé de Beauregard).
- Chapelle rustique de Sainte-Roseline, caveau privé des Villeneuve-Beauregard.
- Monuments aux morts réalisé en 1920[66],[67],[68],[69].

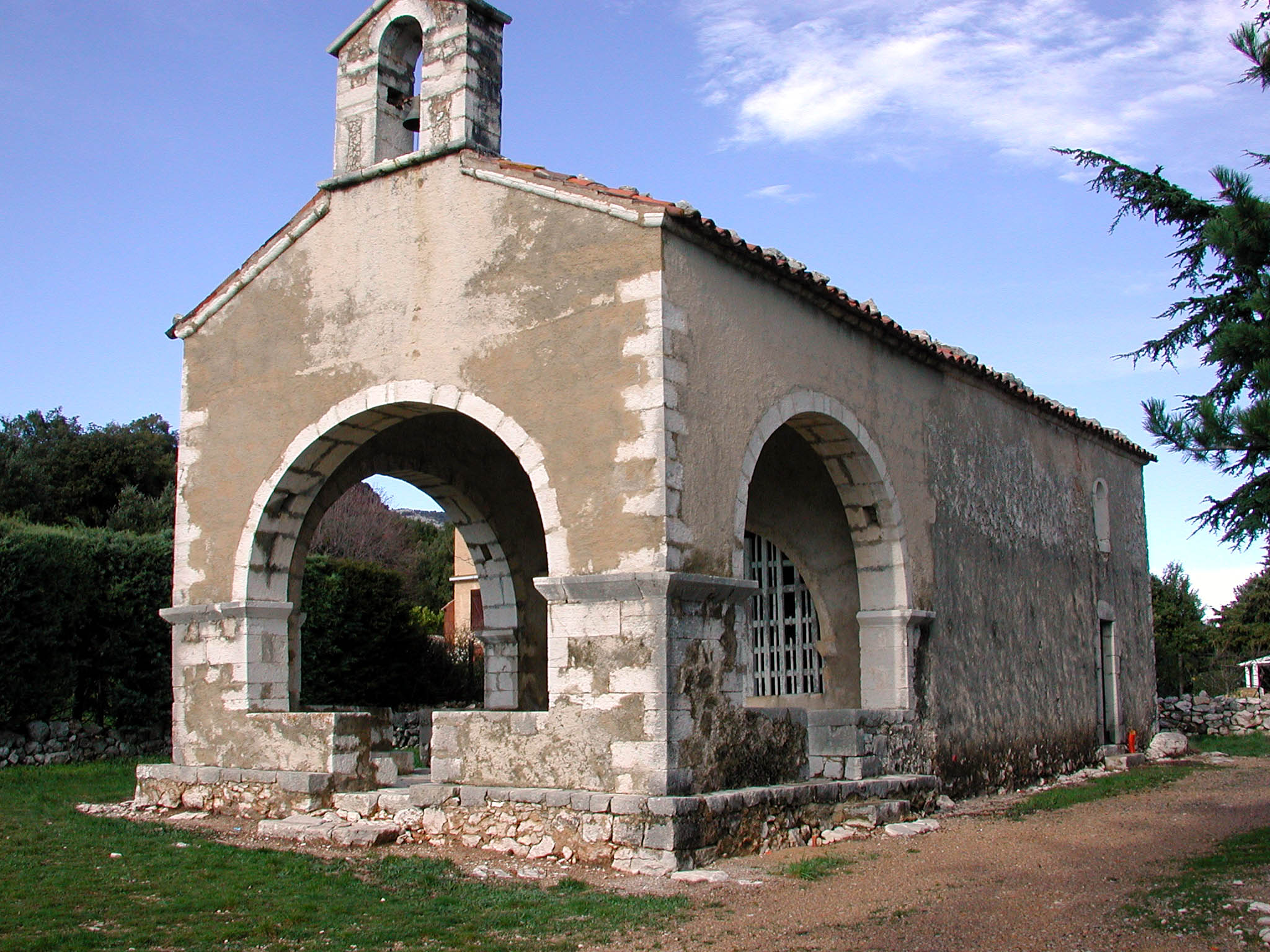
Chapelle Notre-Dame-de-la-Pitié.
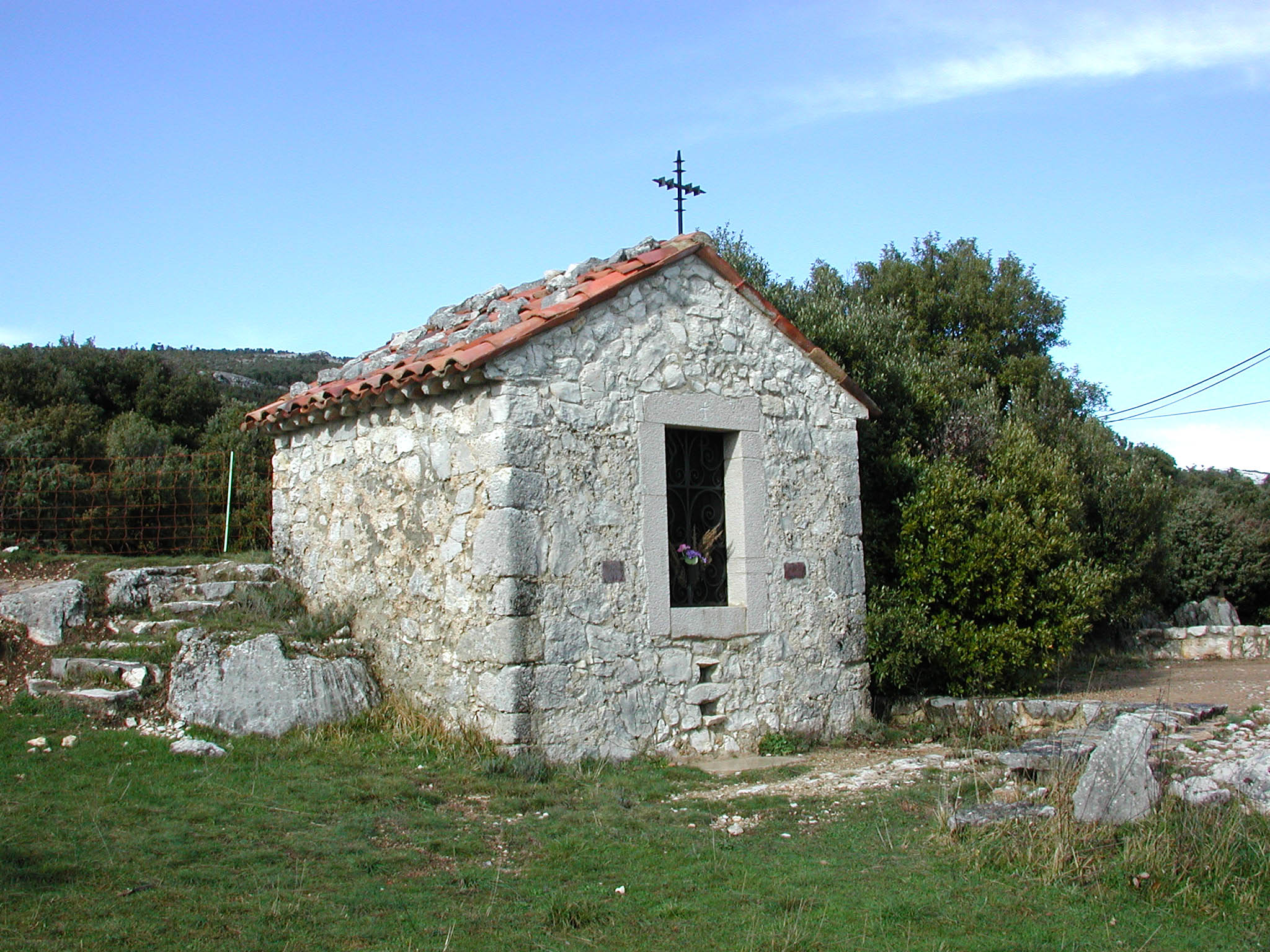
Oratoire de Saint-Pierre ou de Riens.
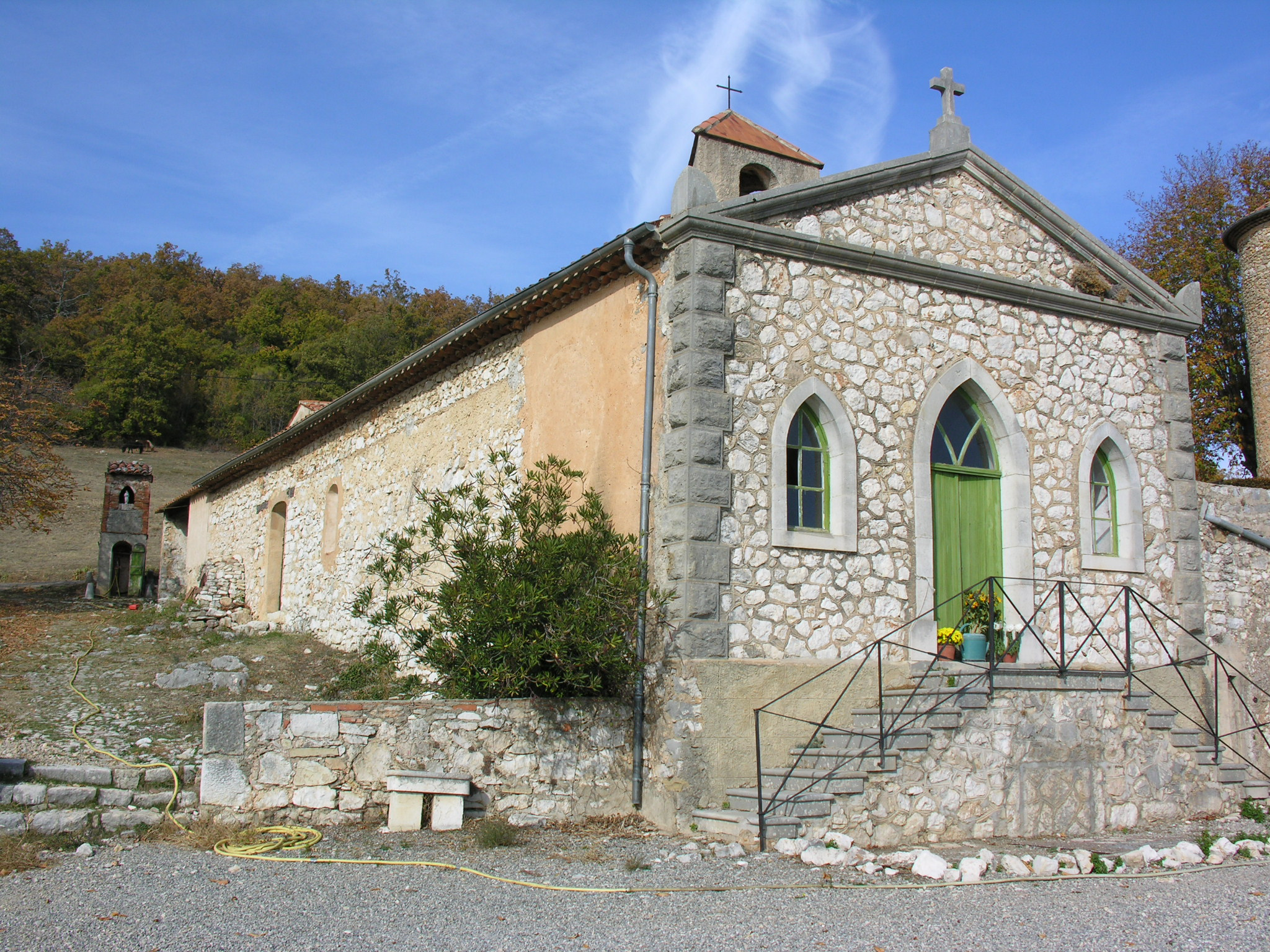
Chapelle rustique de Sainte-Roseline.

#### Châteaux

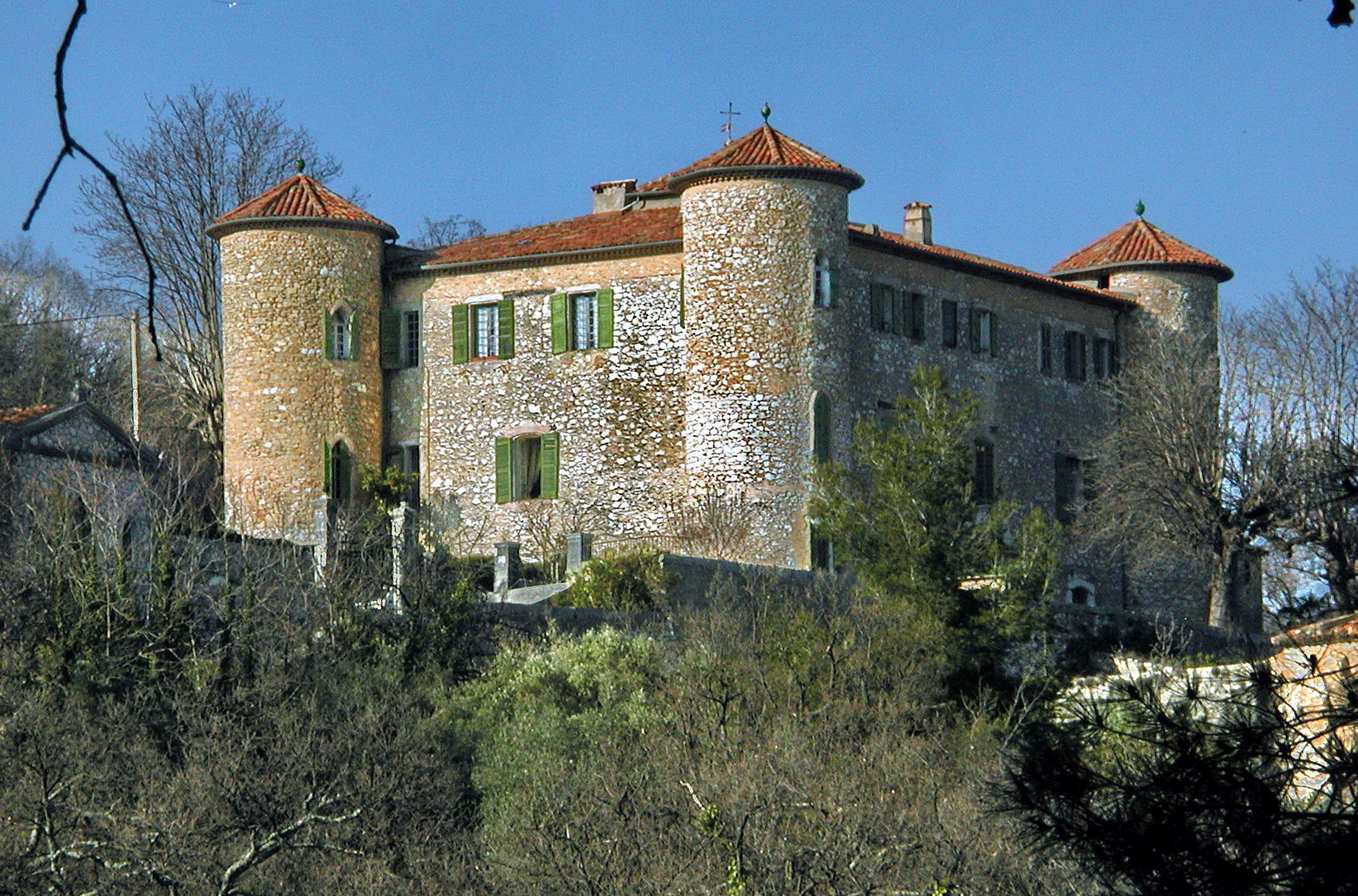
Château de Beauregard.
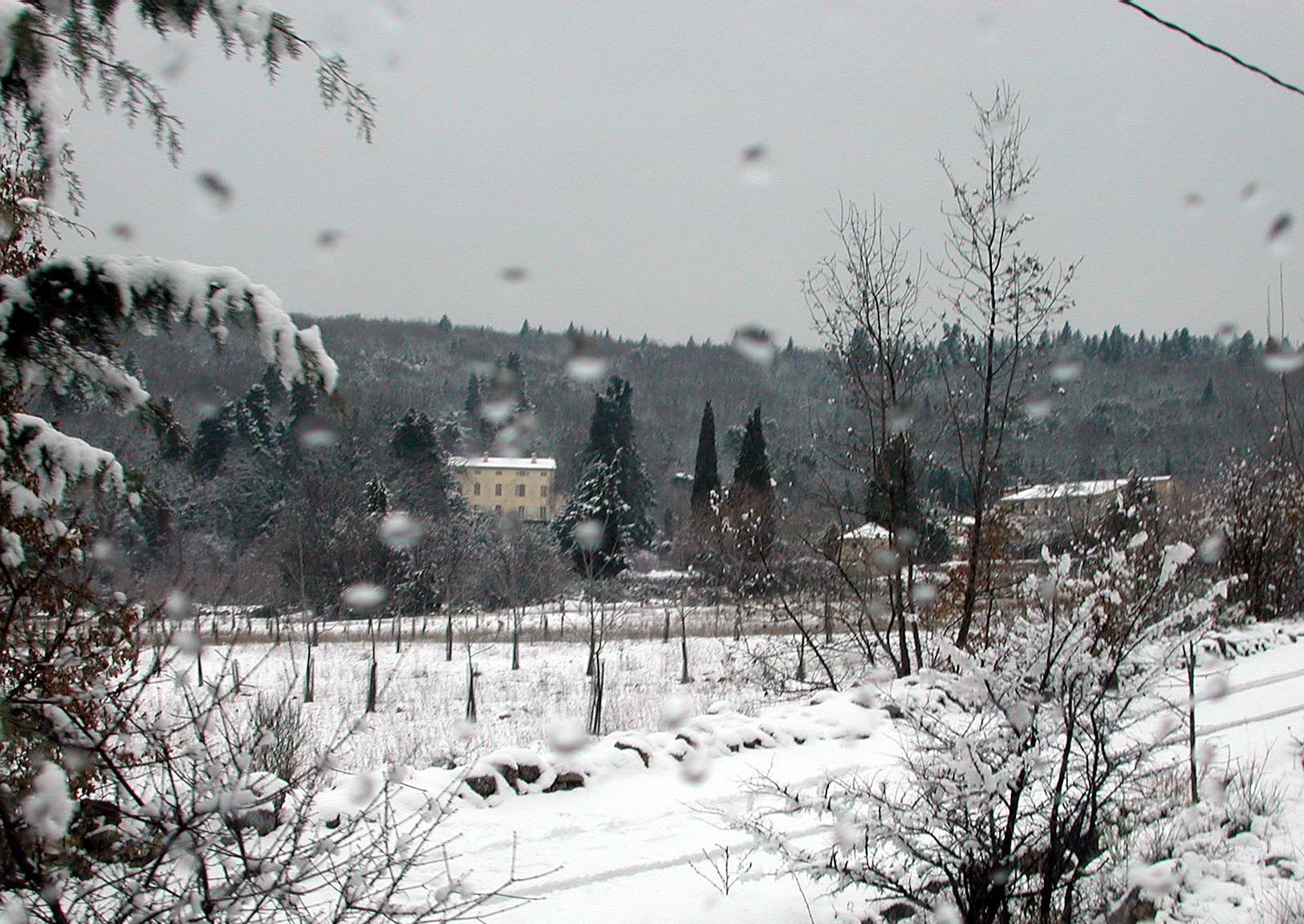
Château de Bourrigaille (XIXe).
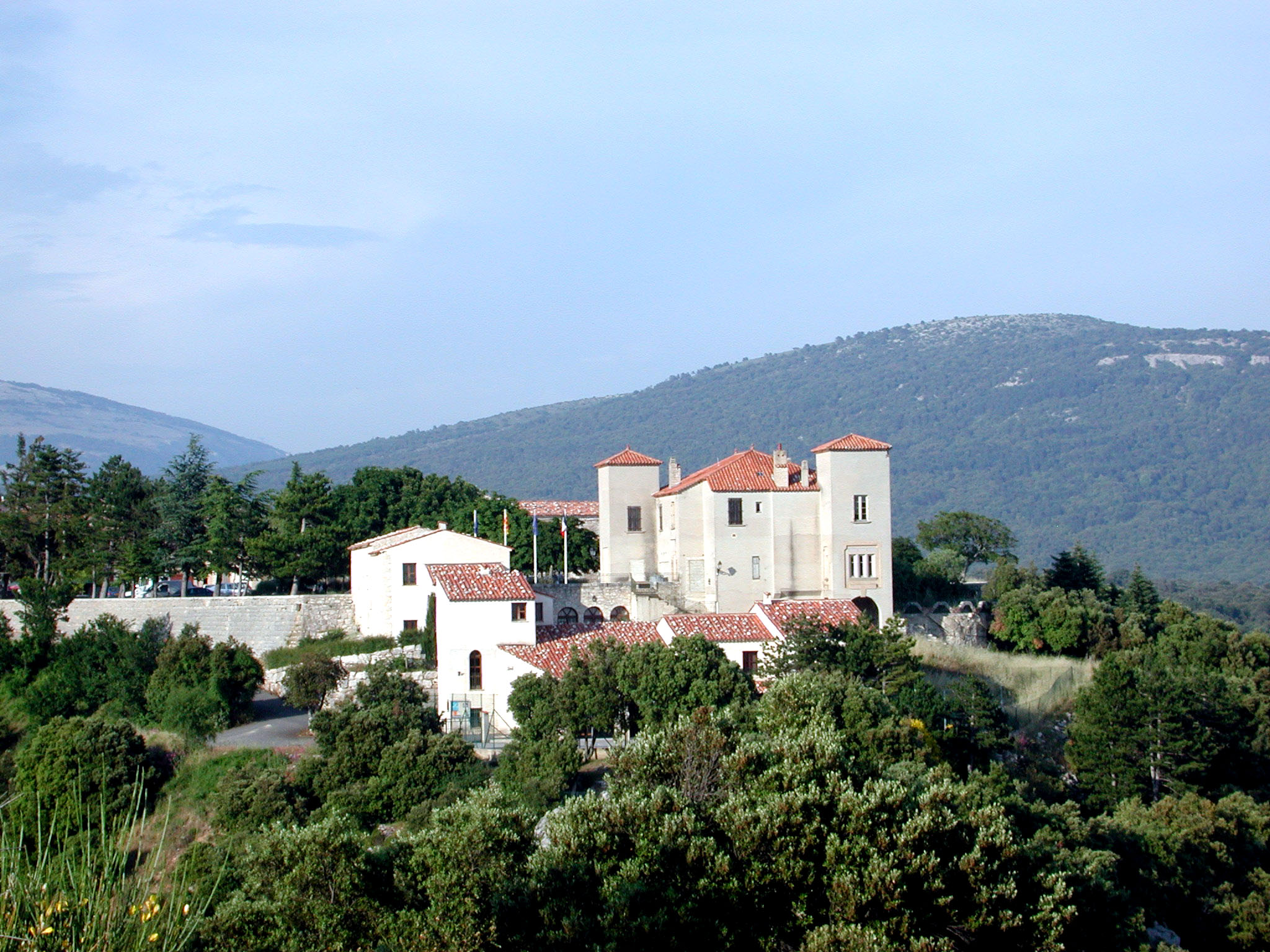
Château moderne.
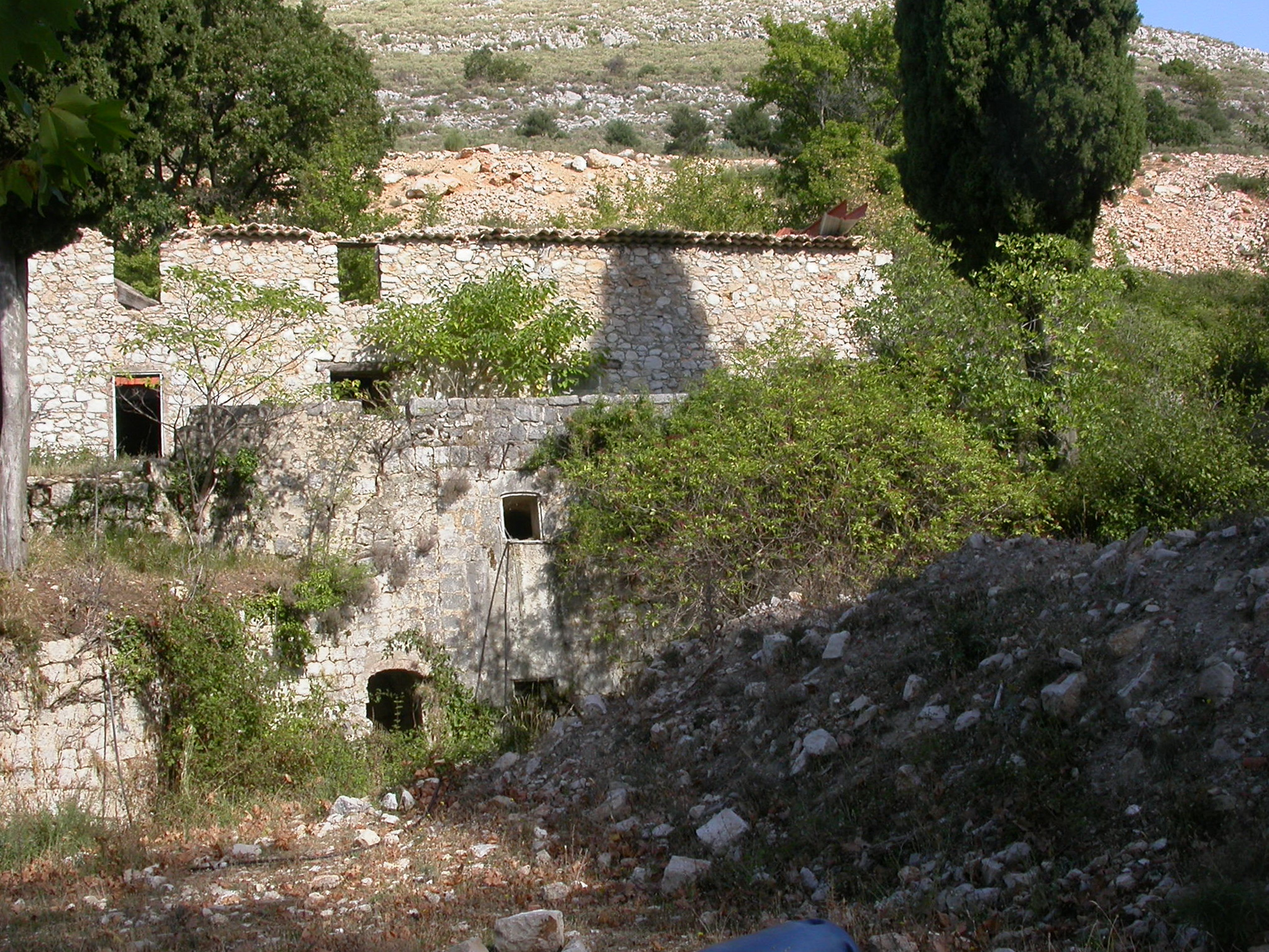
Château de Saint-Marcellin (Canjuers).
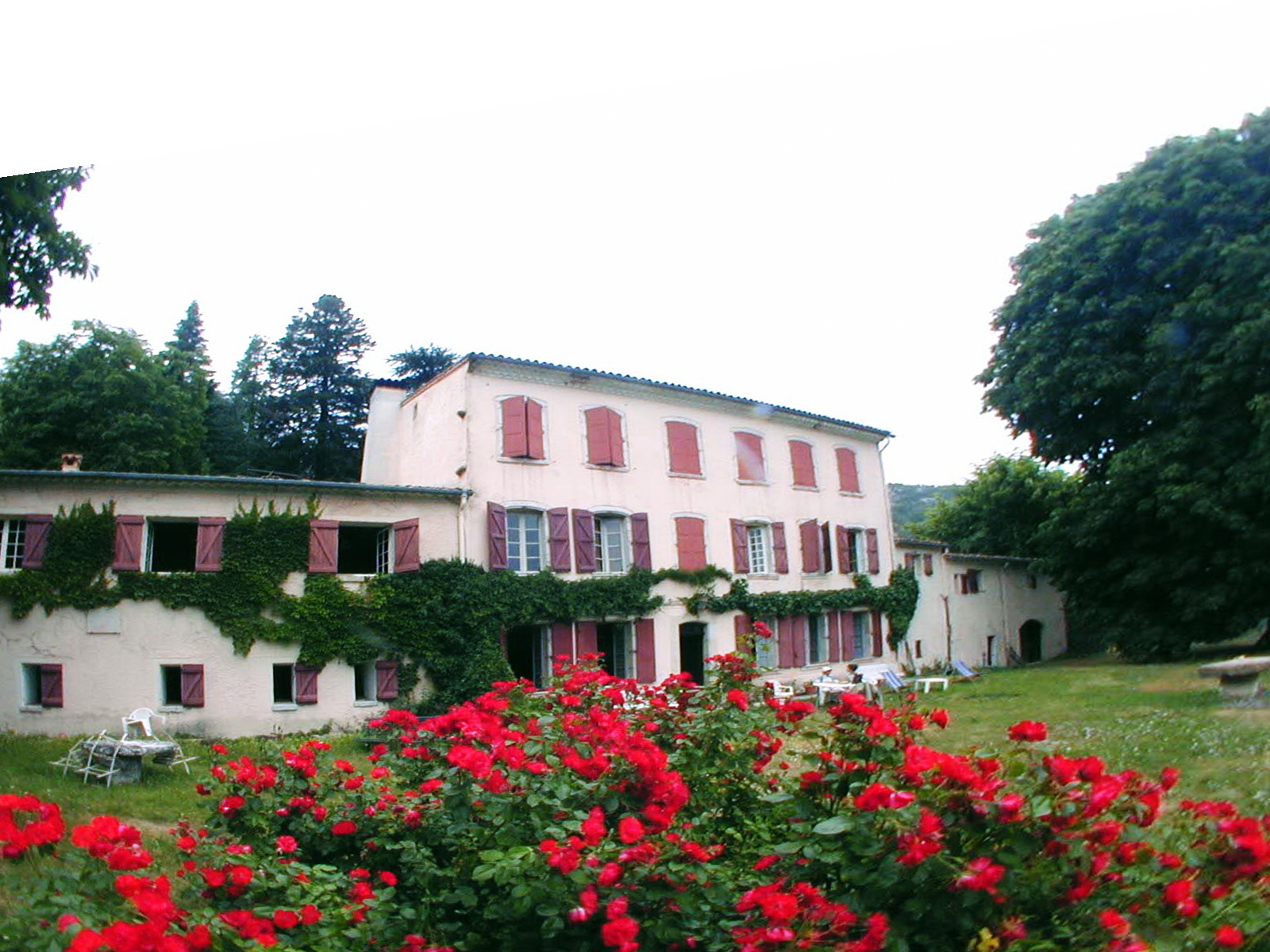
Château d'Esclapon-bas.
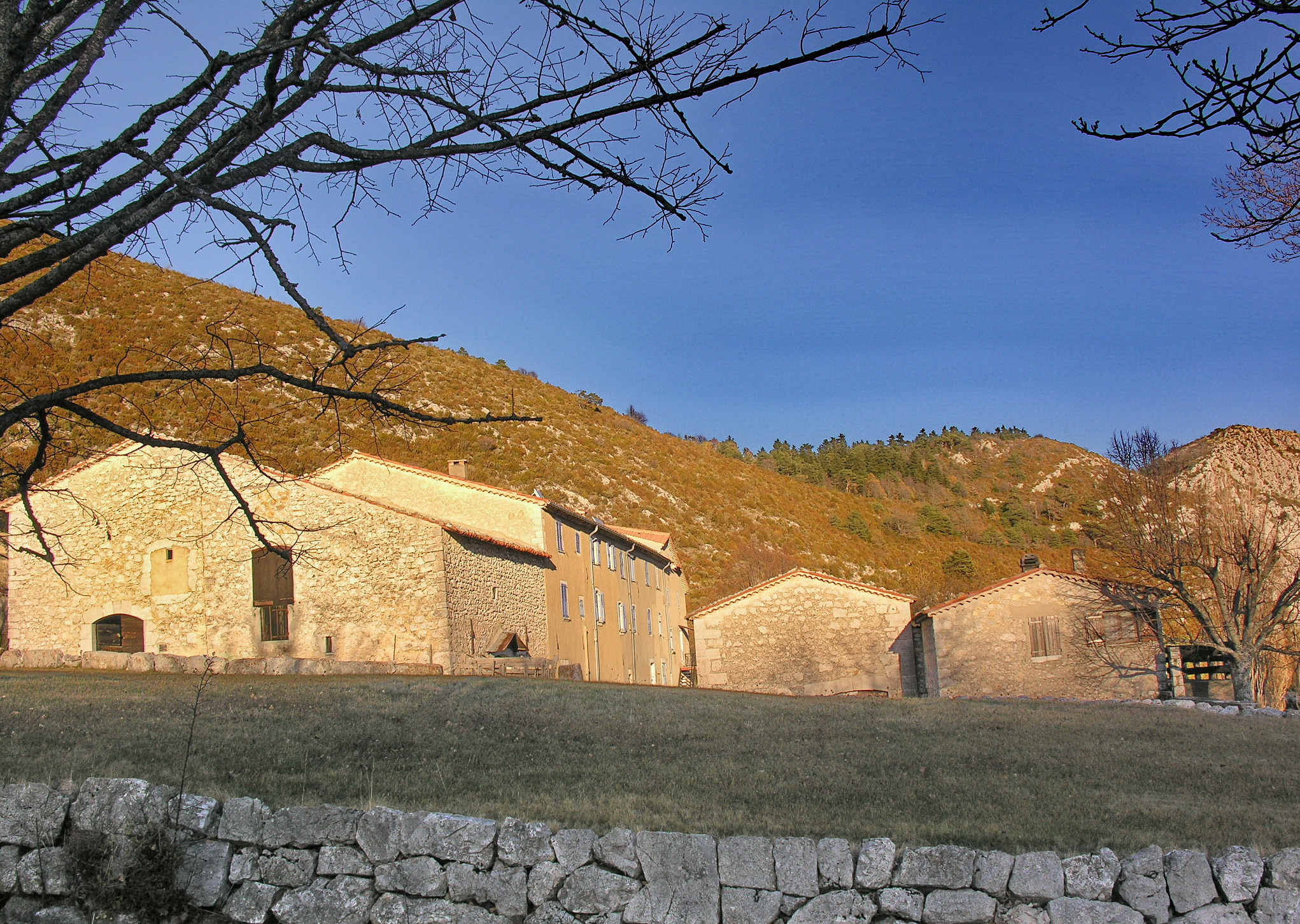
Château de la Lubi.

Il existe en rive droite de la Siagne, entre la Siagne de la Pare et le Miron, en face du bois des Malines, un lieu-dit Château de l'Enfer où on retrouve quelques pierres perchées en haut d'un piton rocheux. On ne dispose cependant d'aucune information à son sujet.

#### Infrastructures

##### Aqueduc de Riens ou de Saint-Pierre (XVIe)

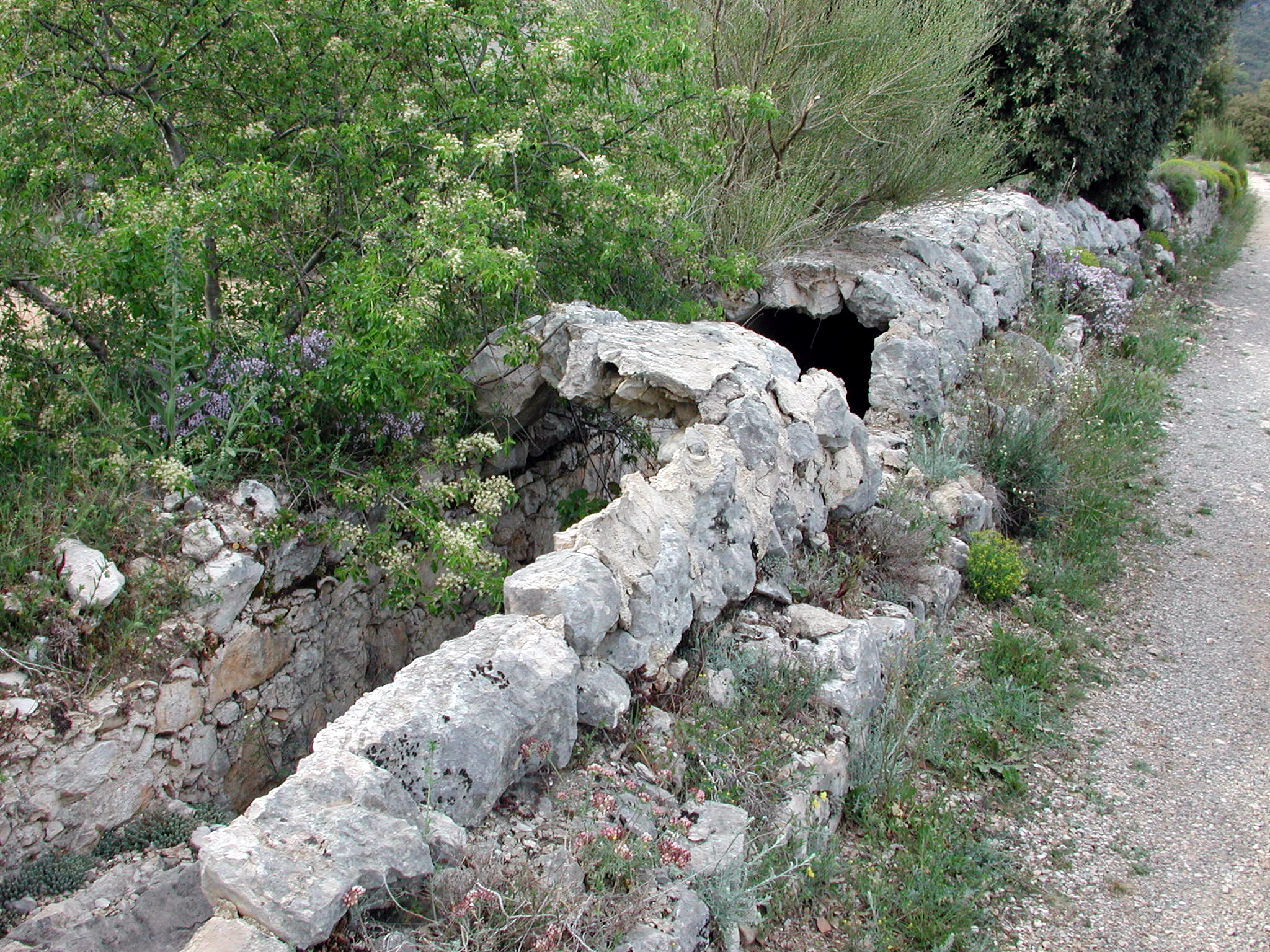
Aqueduc de Riens.
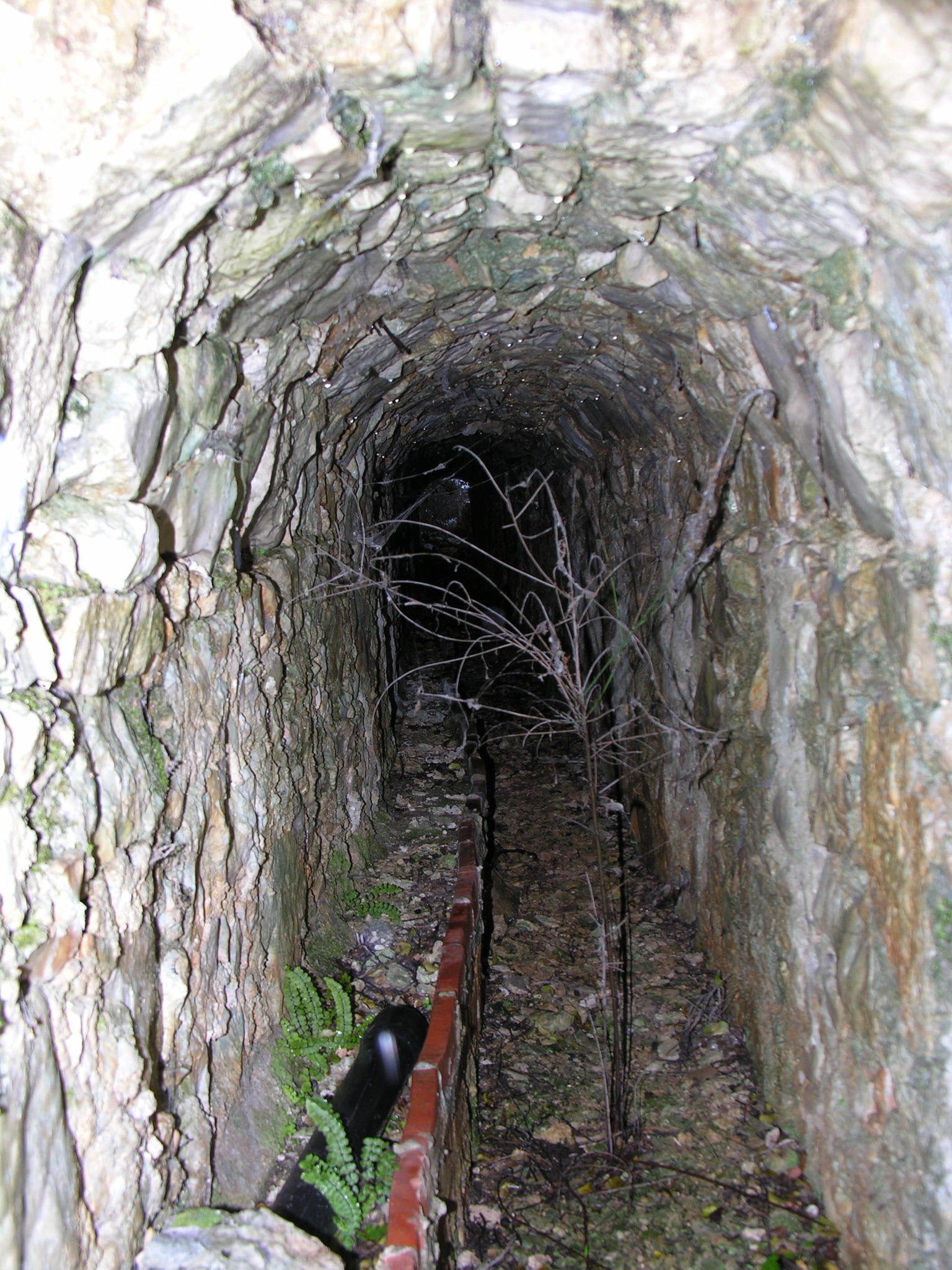
Aqueduc de Riens.
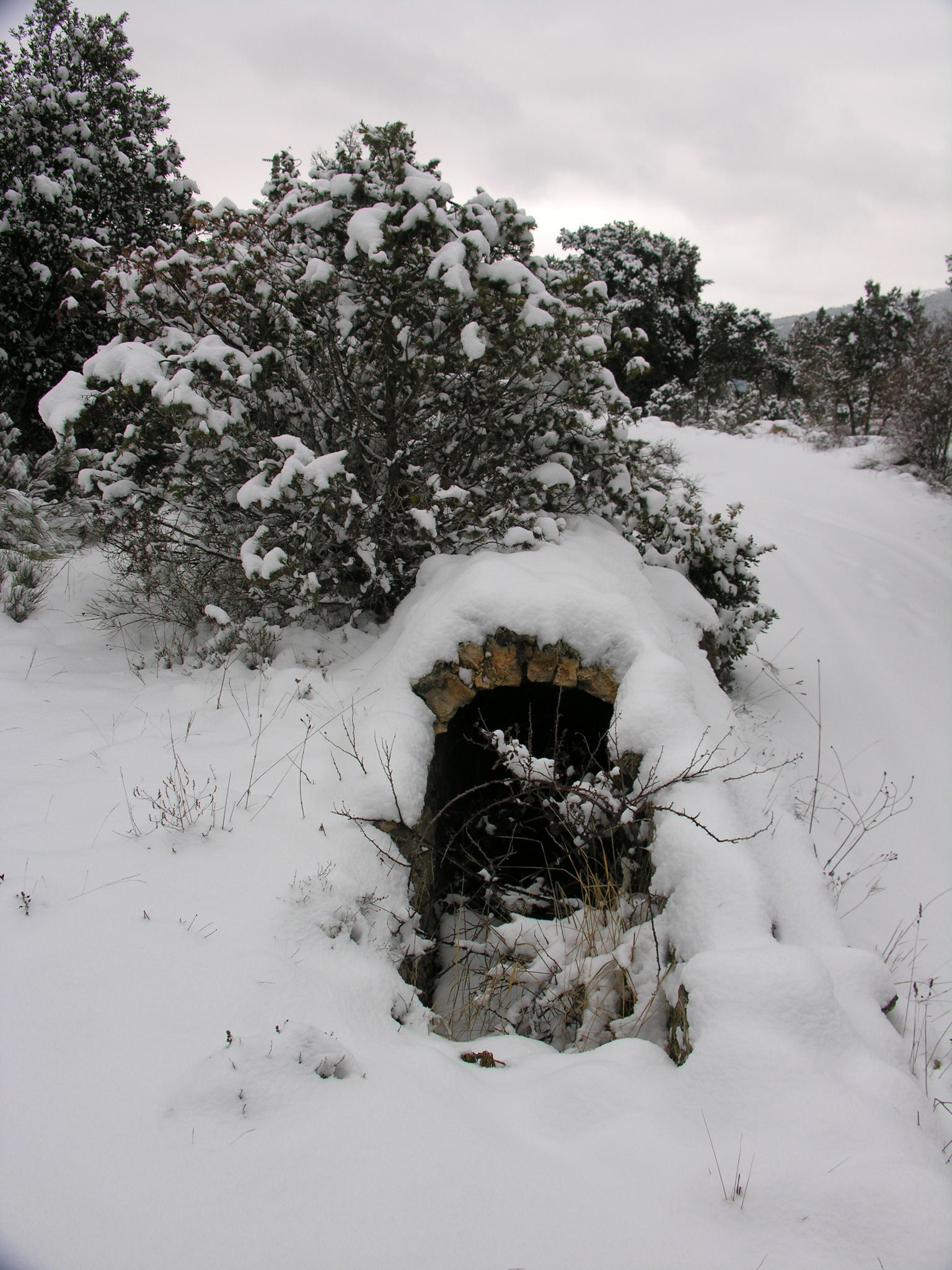
Aqueduc de Riens sous la neige.

##### Aqueduc des Ferrages (XVIe)

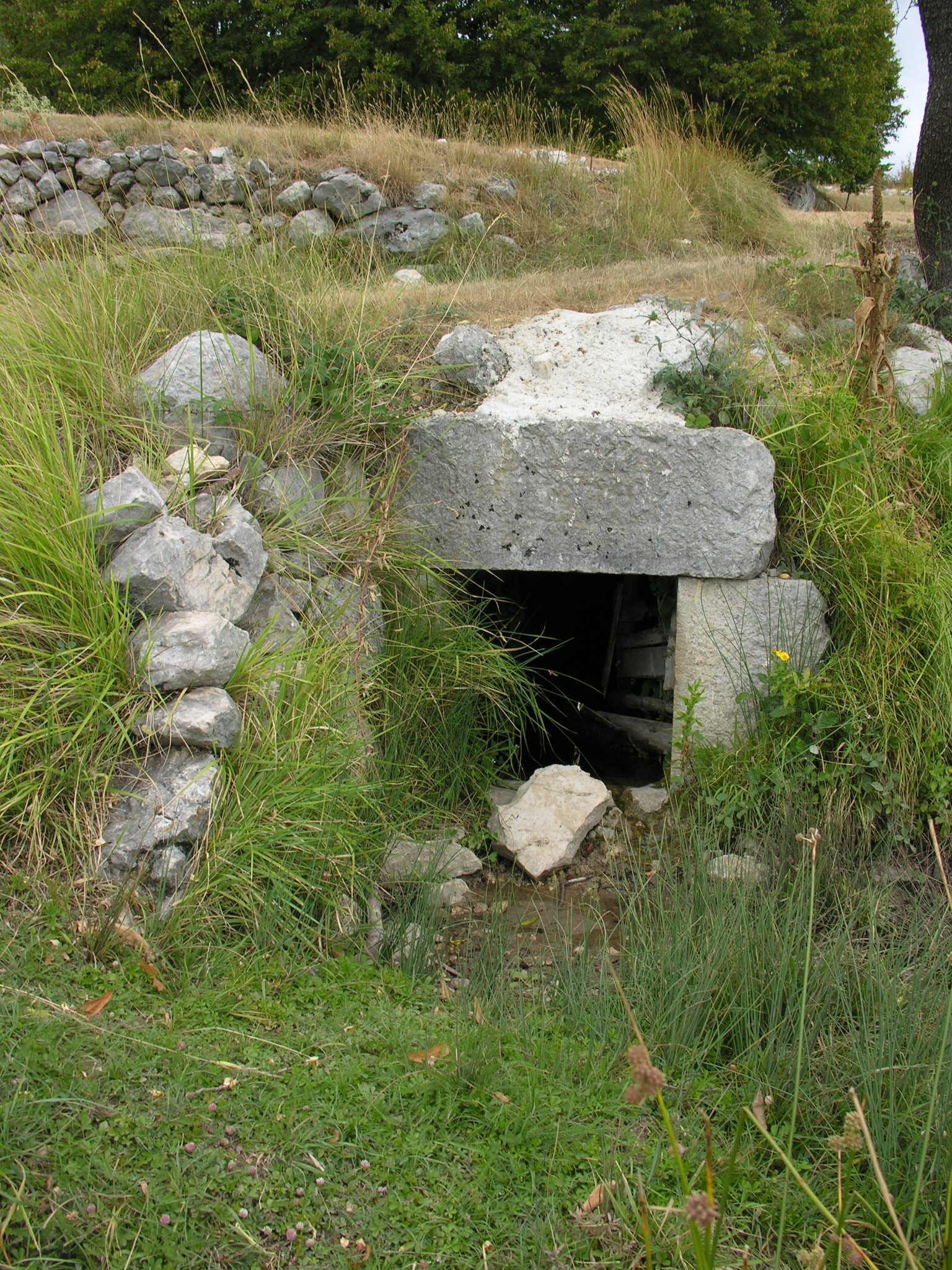
Aqueduc des Ferrages.
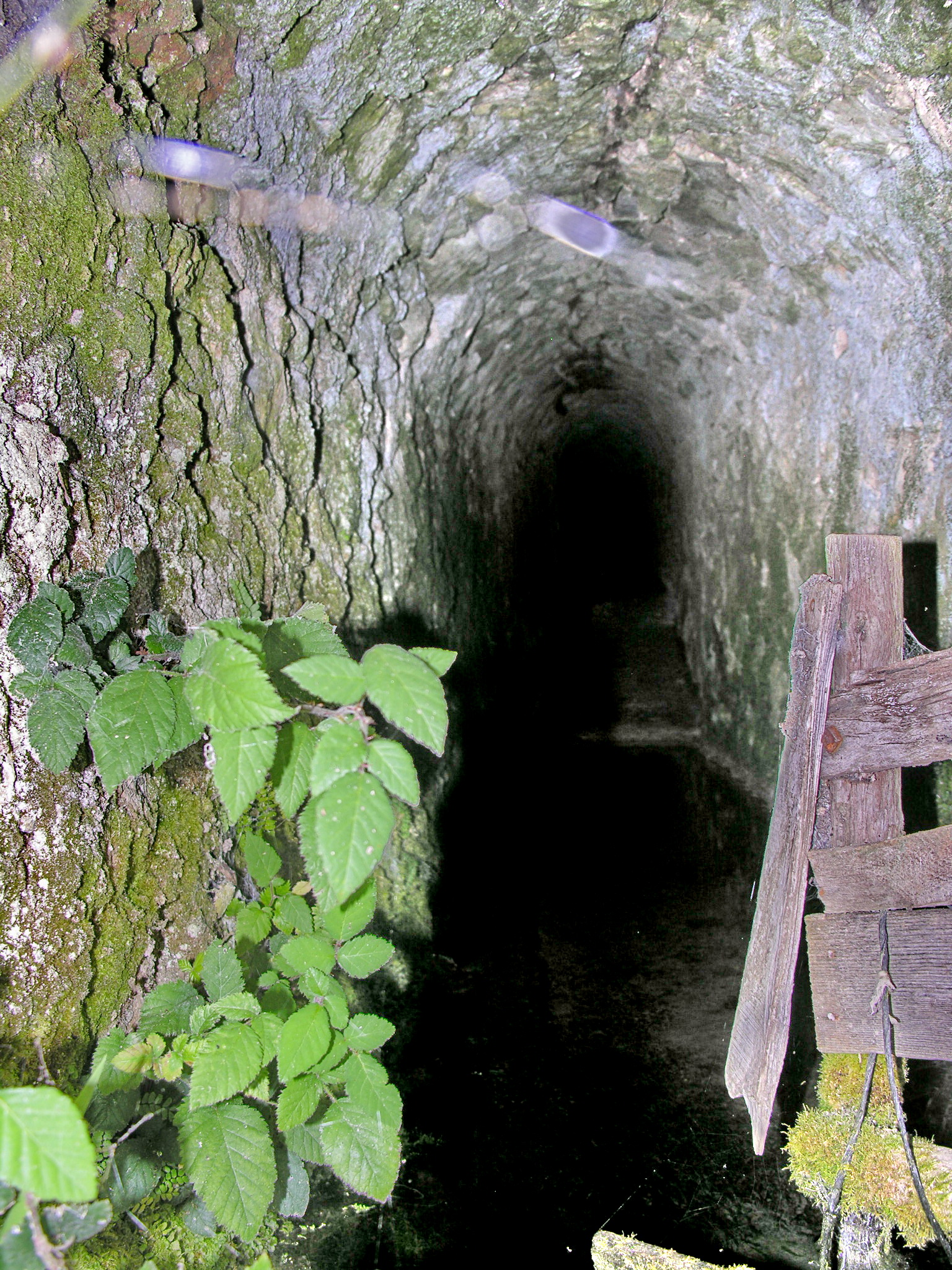
Aqueduc des Ferrages.
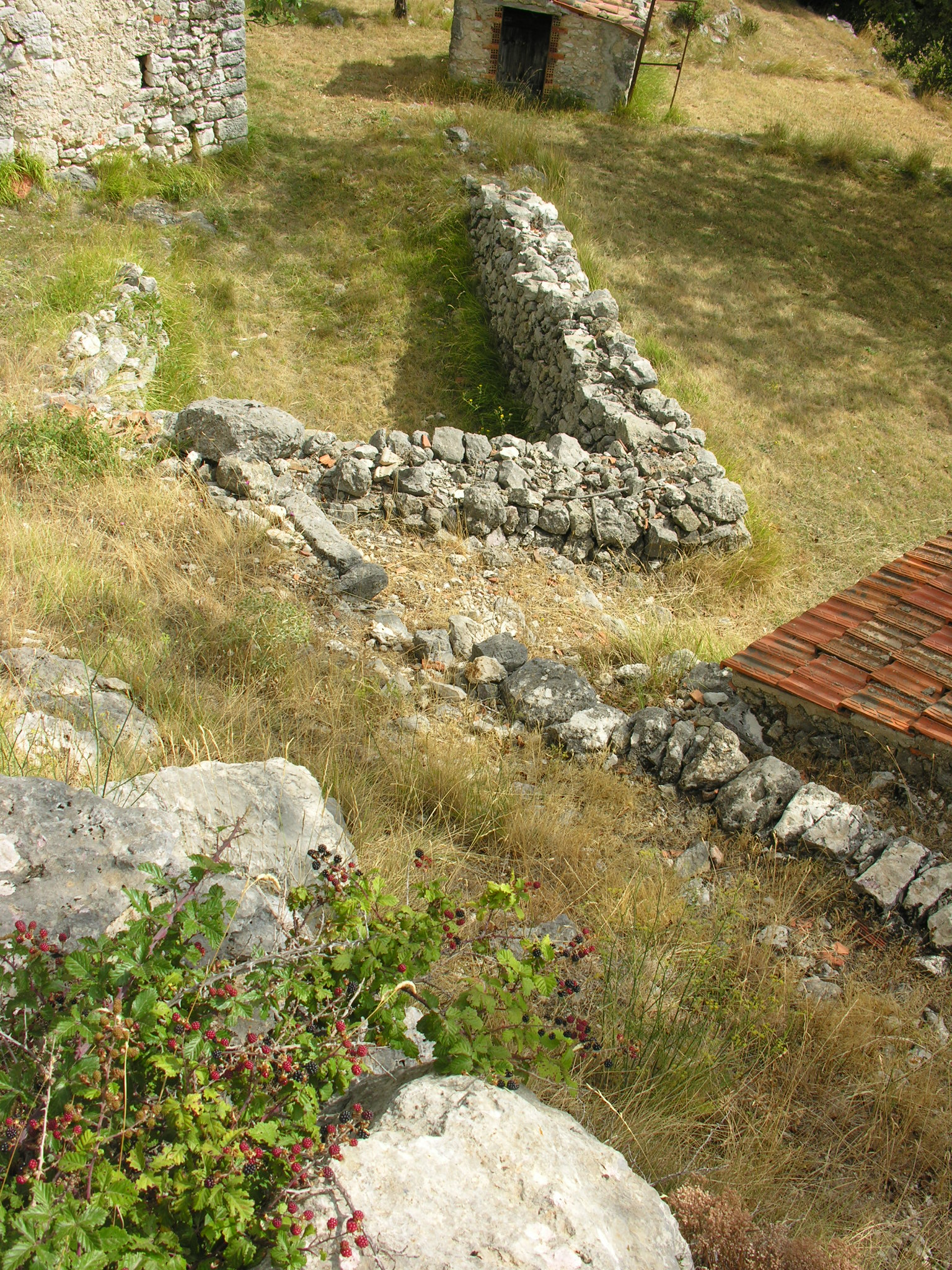
Bassin satellite de l'aqueduc des Ferrages.

##### Aqueduc de Beauregard (XVIe)

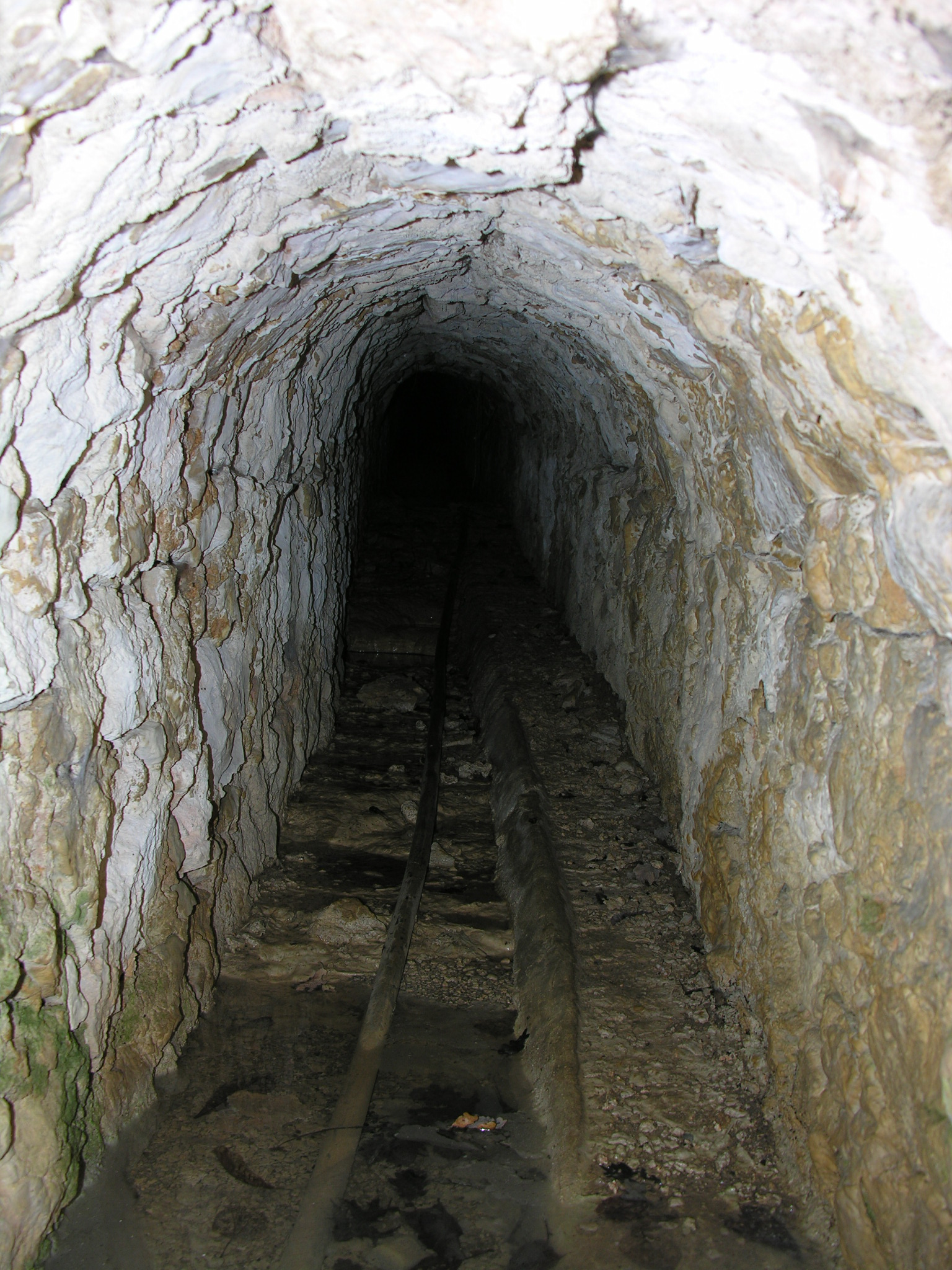
Aqueduc du château de Beauregard.
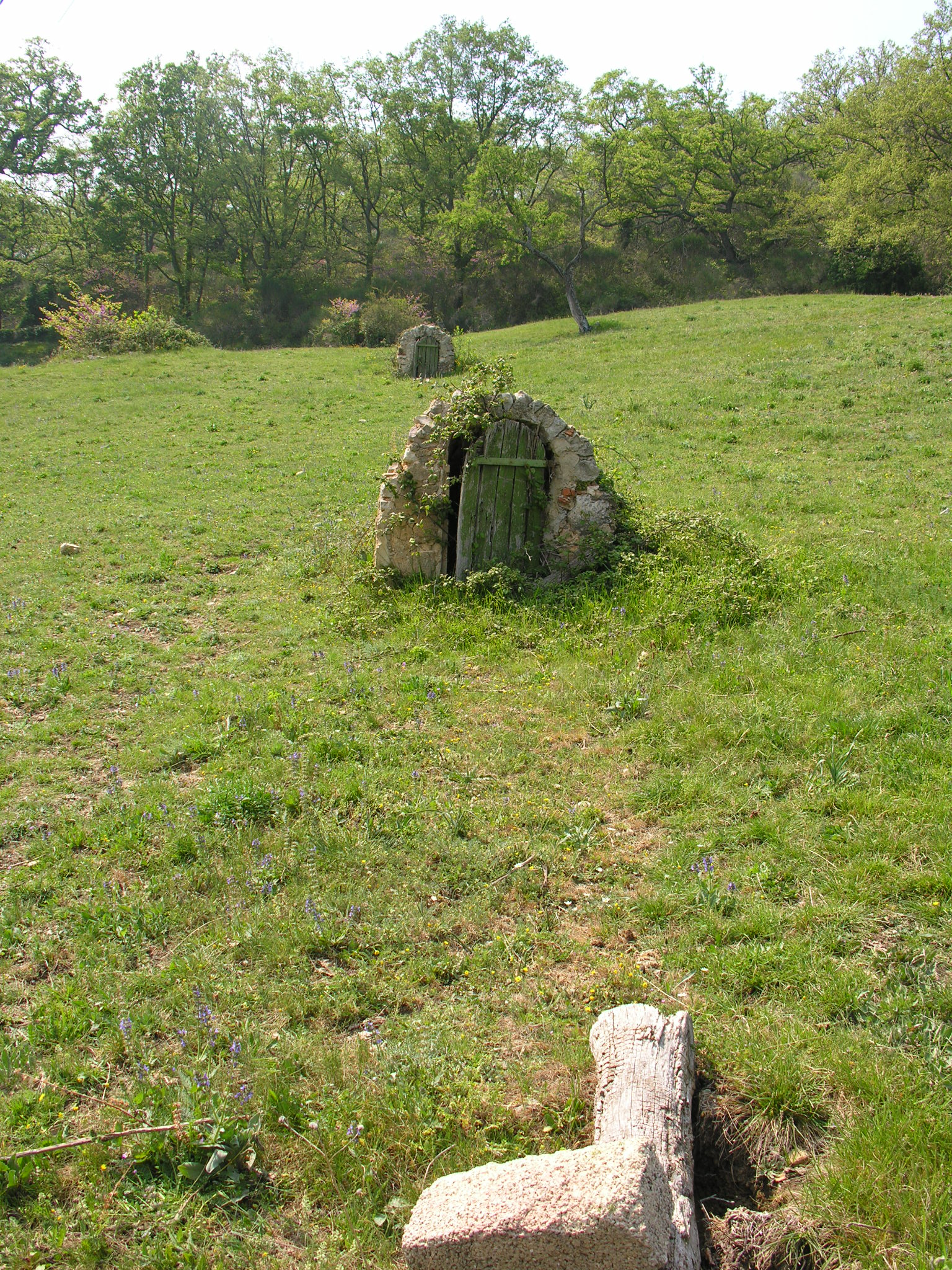
Aqueduc du château de Beauregard.
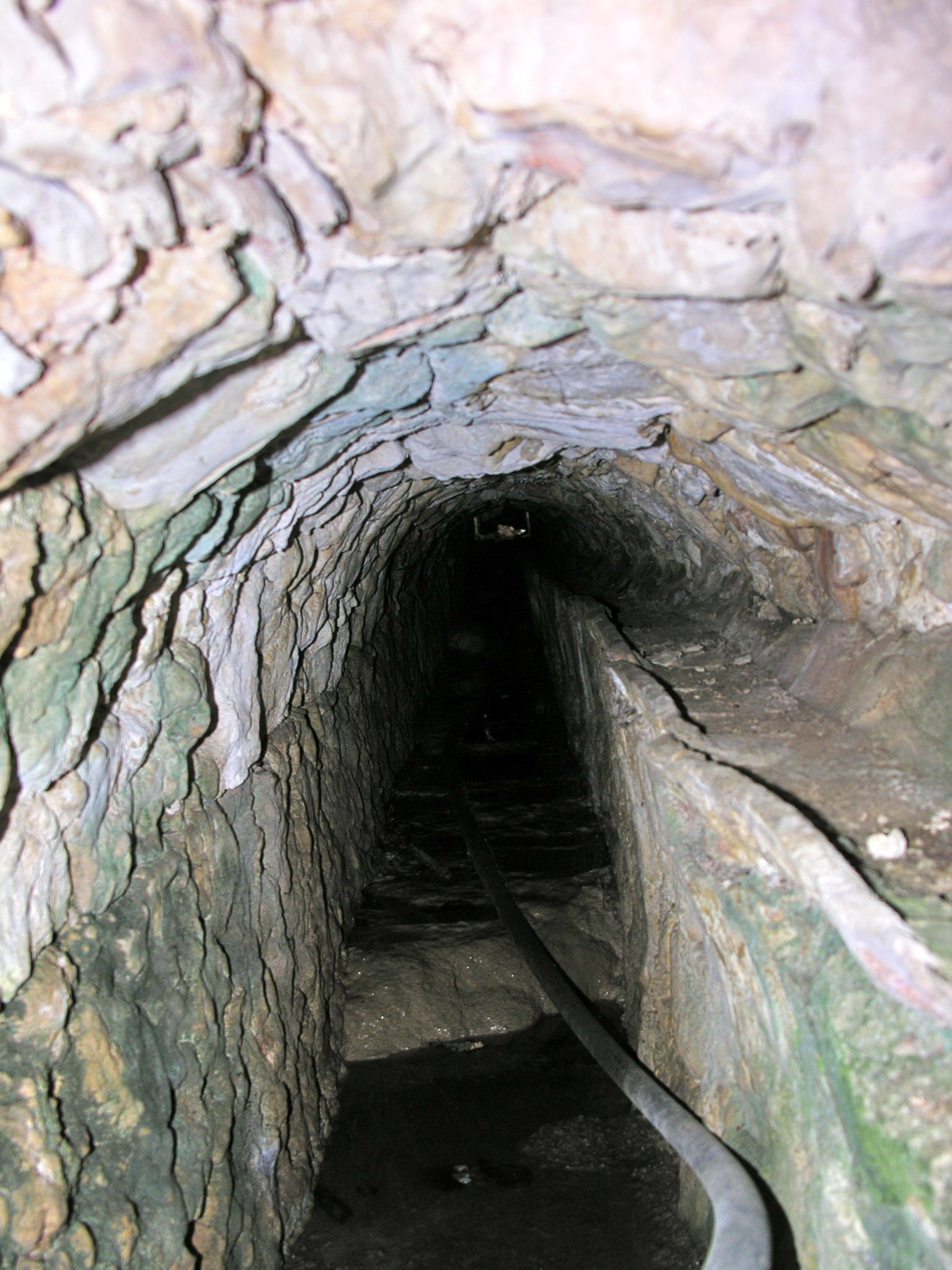
Aqueduc du château de Beauregard : conduit moderne intérieur

##### Petit aqueduc du château de la Lubi (XVIe)

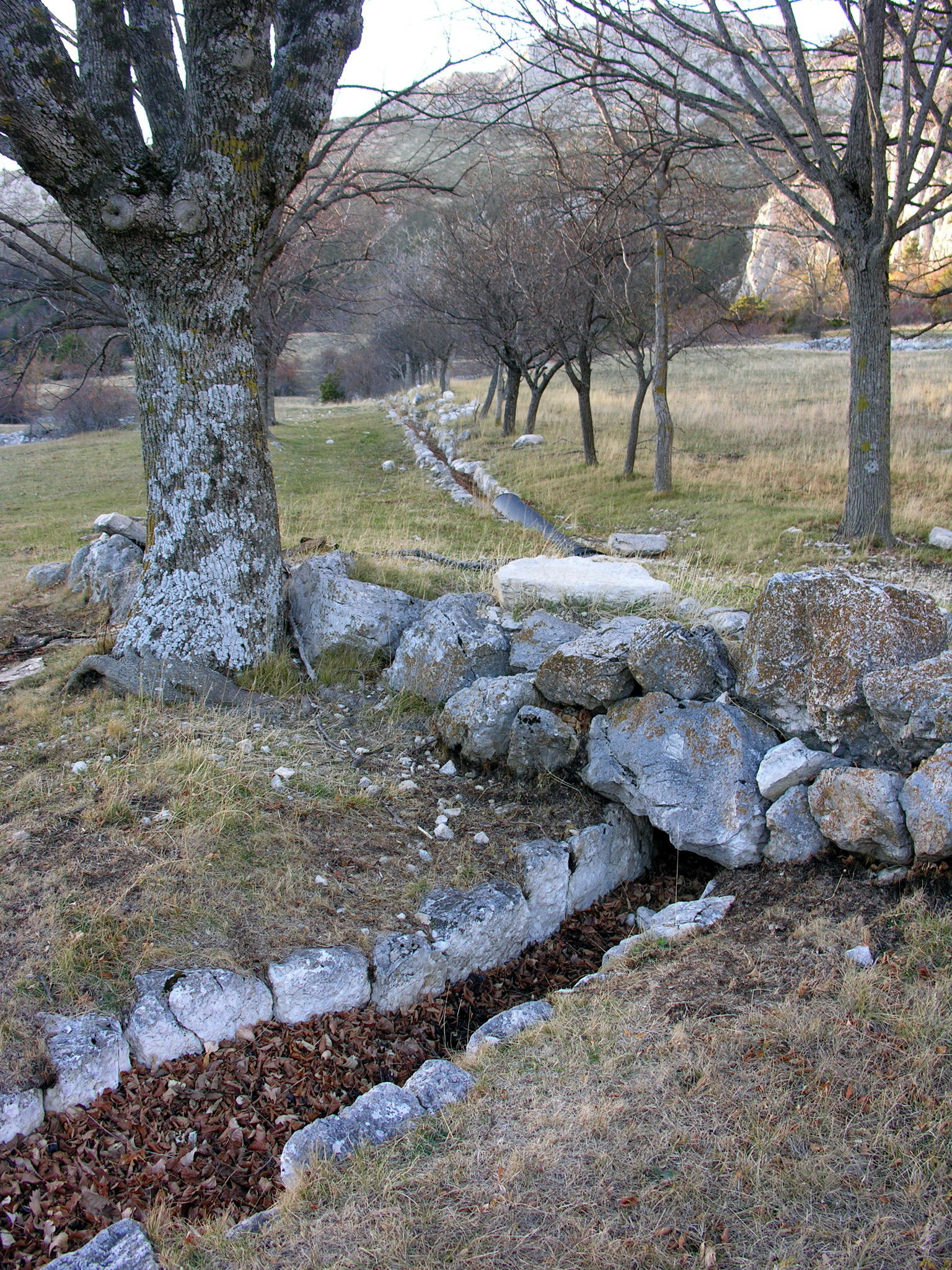
Aqueduc du château de la Lubi : canal d'alimentation.
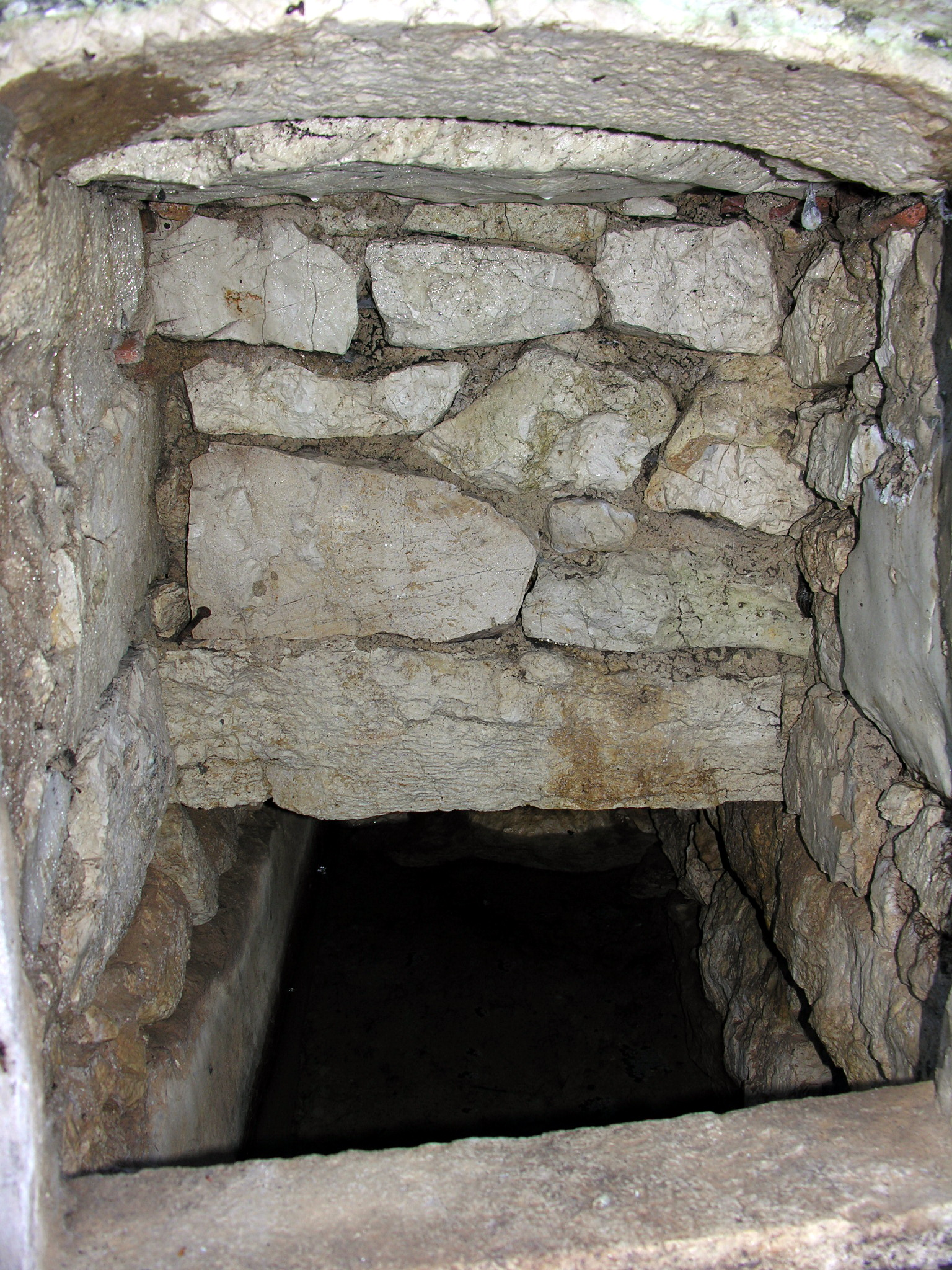
Aqueduc du château de la Lubi : regard de visite.
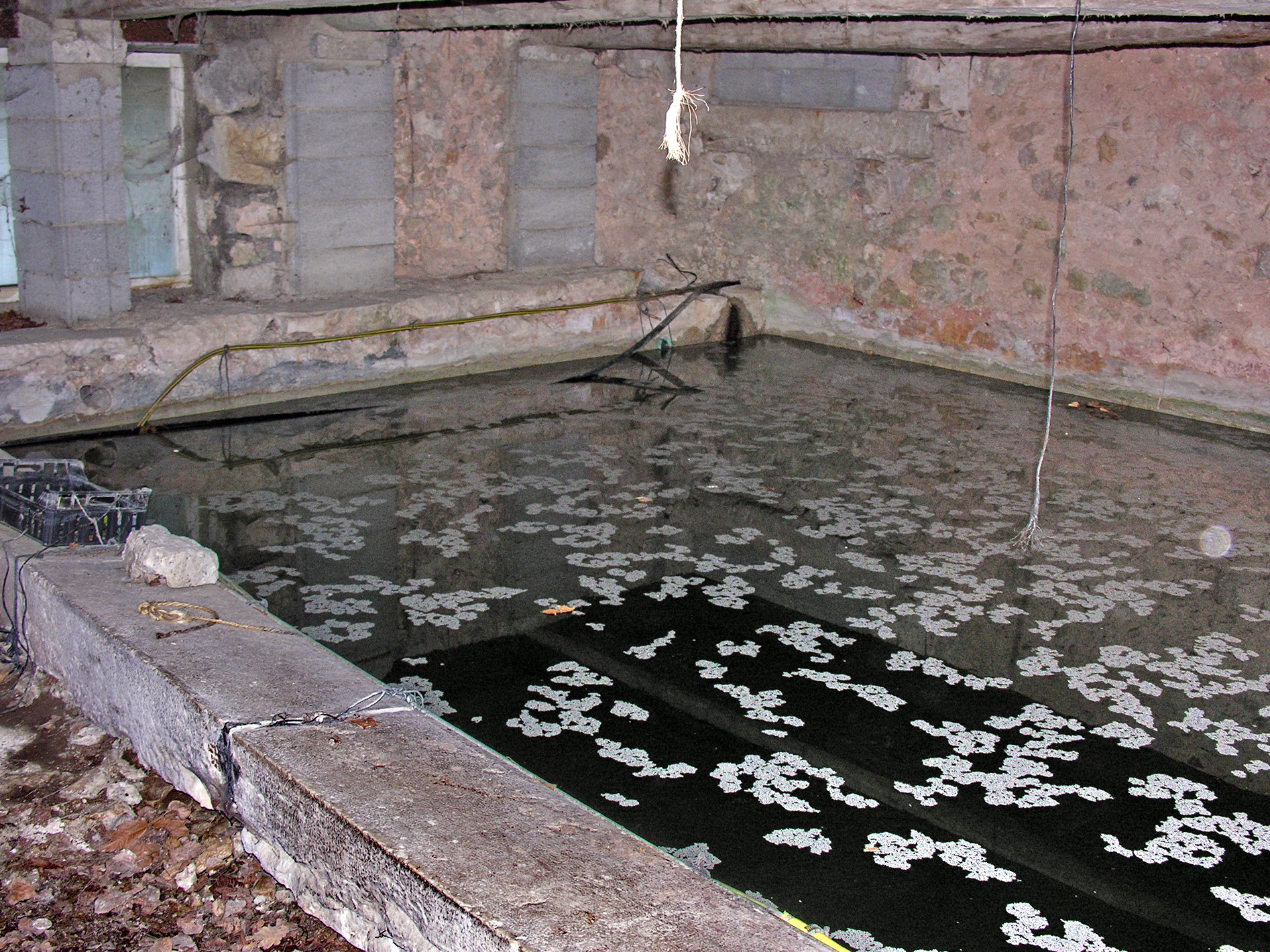
Aqueduc du château de la Lubi : bassin couvert de réception.

### Passé récent

#### Infrastructures

##### Sources, fontaines et lavoirs

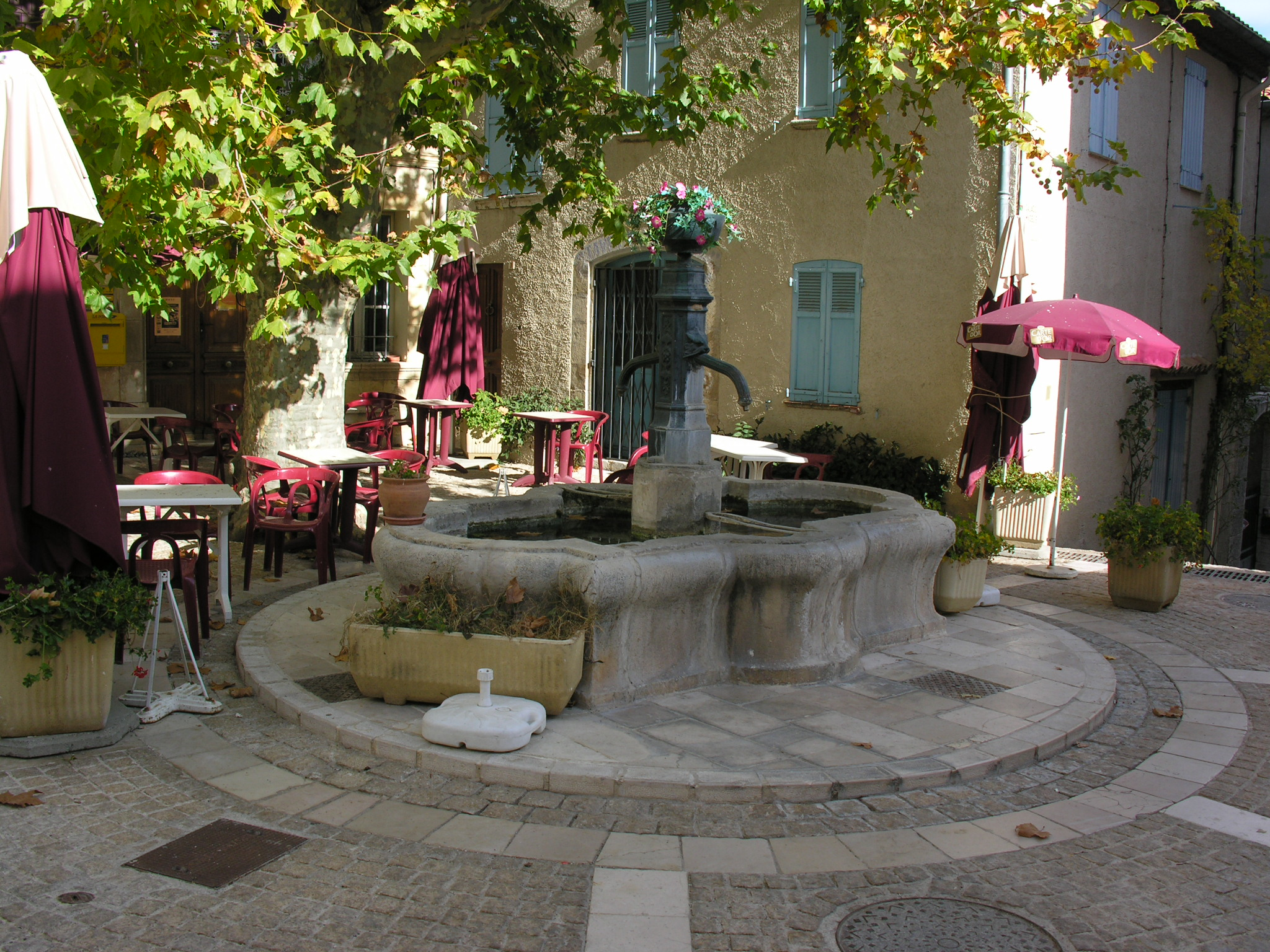
Fontaine de la place du Centre.
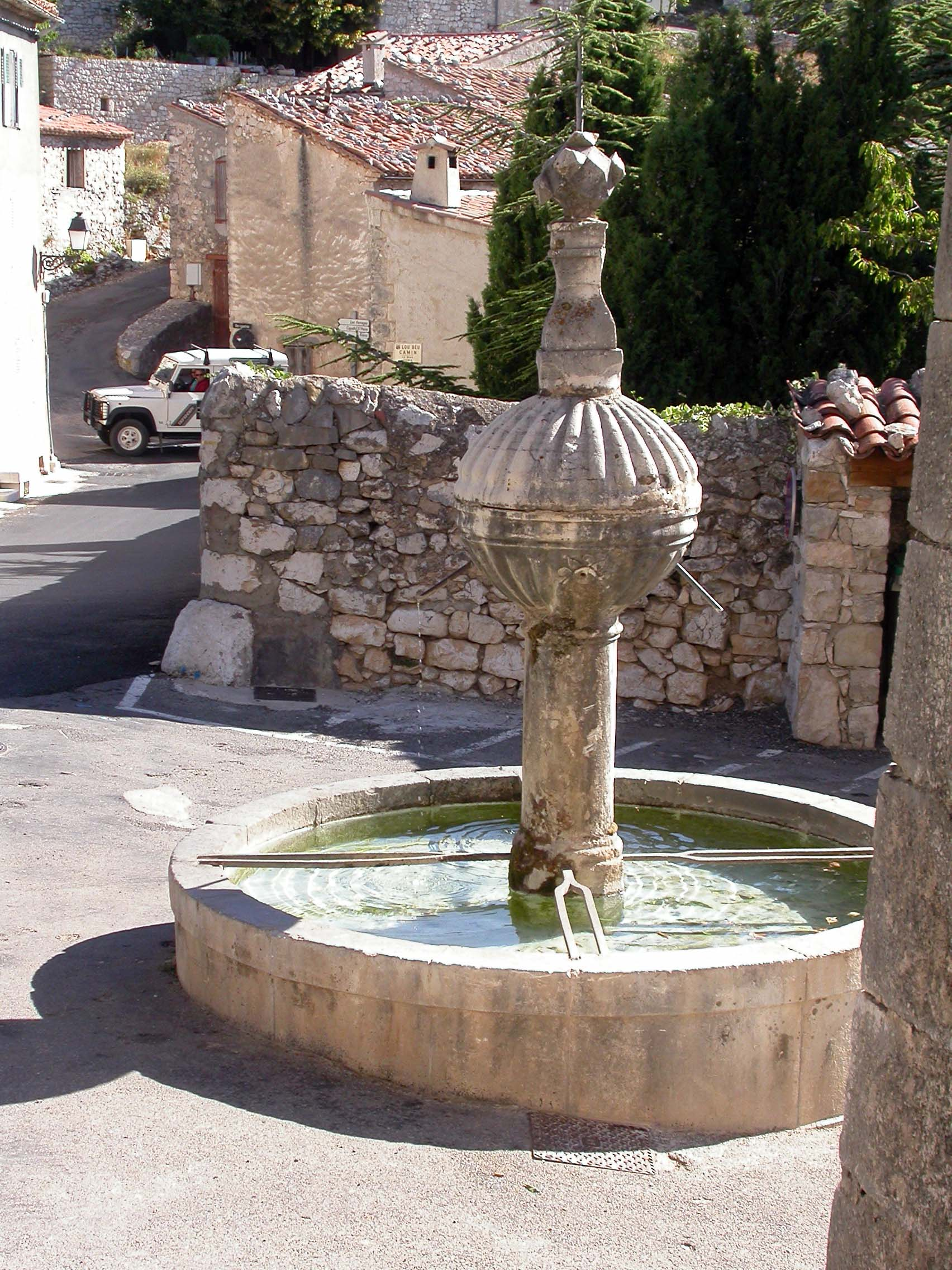
Fontaine Dei pu luenchco Fouan (XVIIIe)[70].
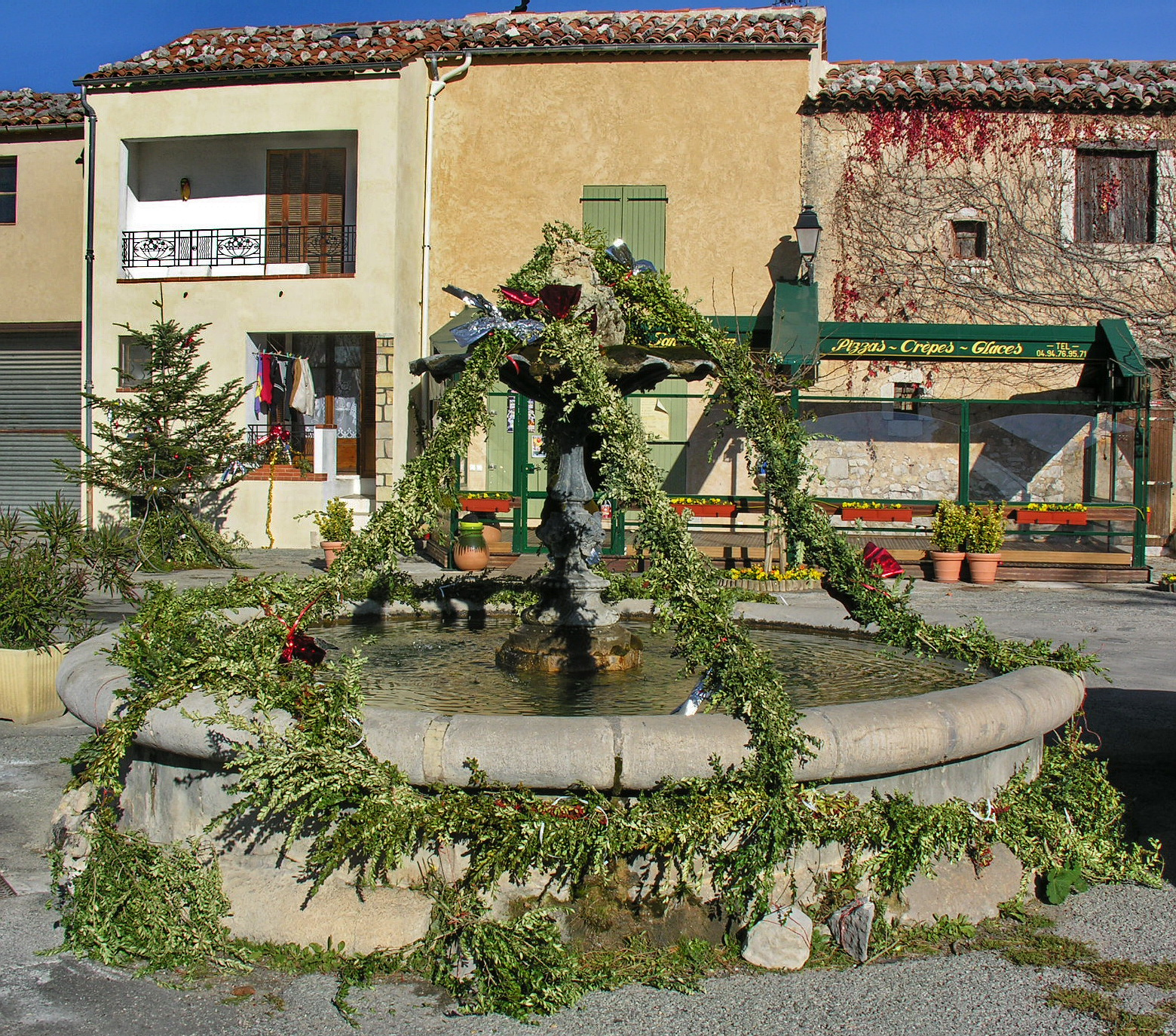
Fontaine place Saint-Sébastien (XVIIIe).
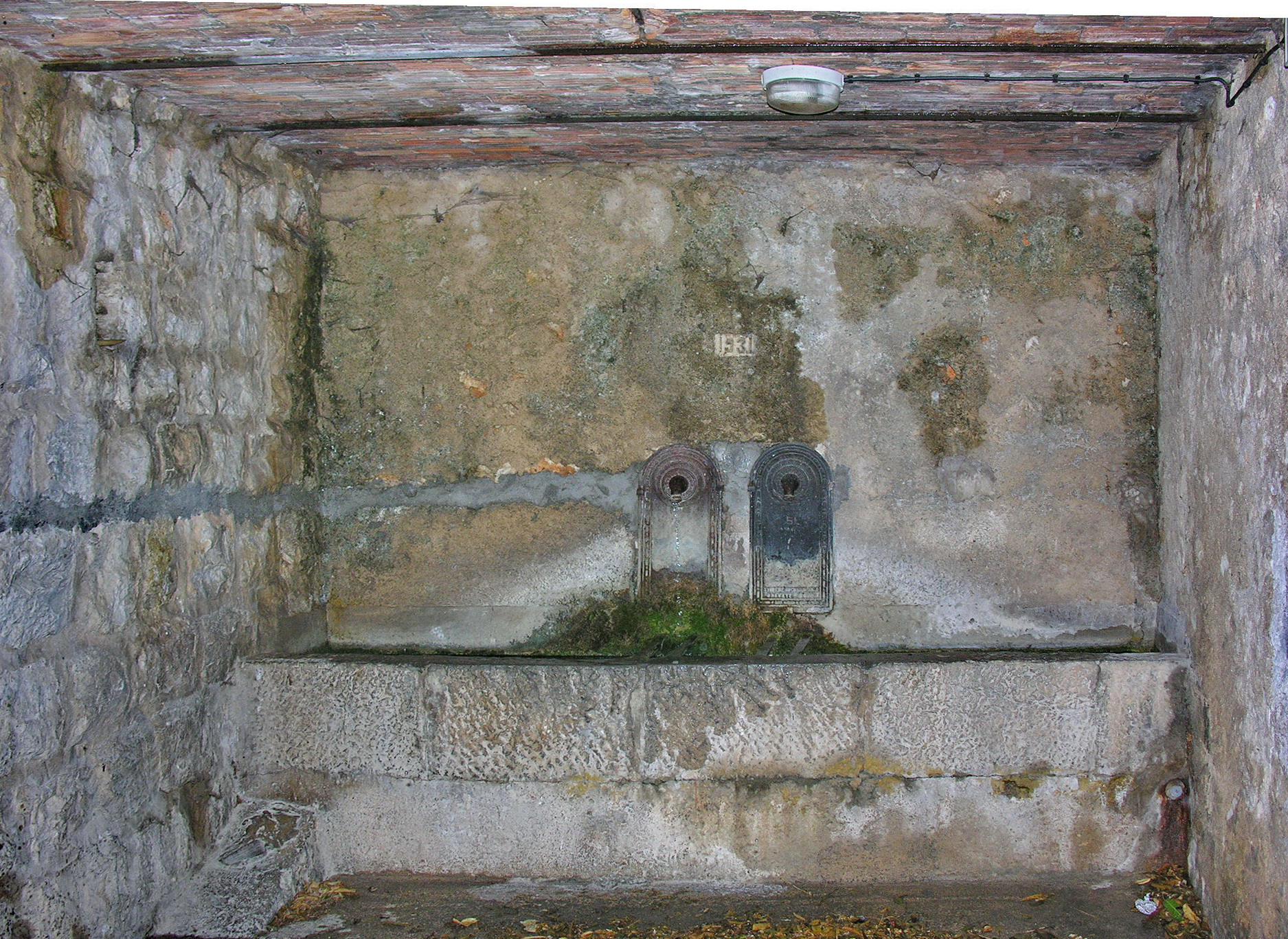
Fontaine initiale du château.
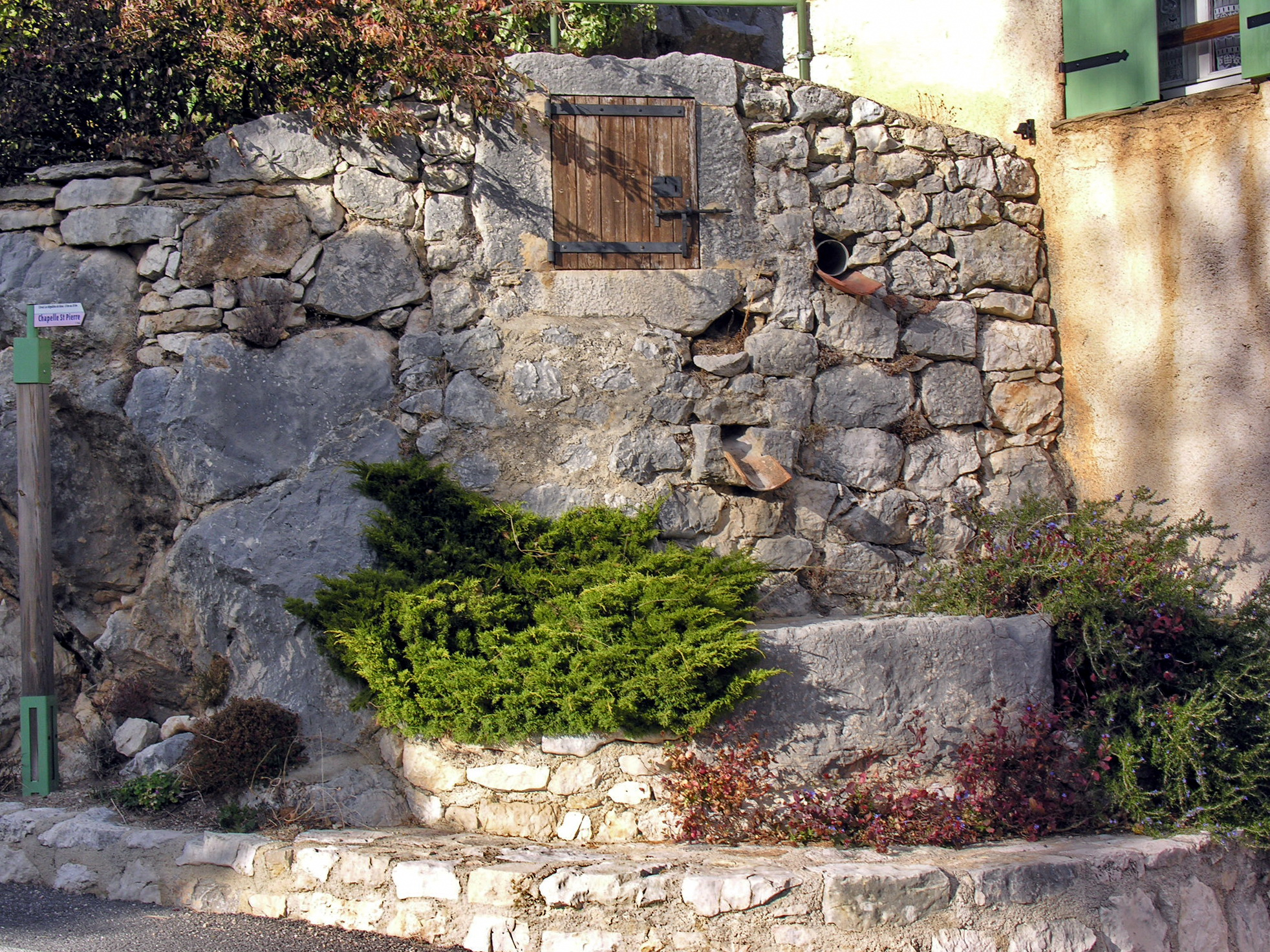
Fontaine dite du château.
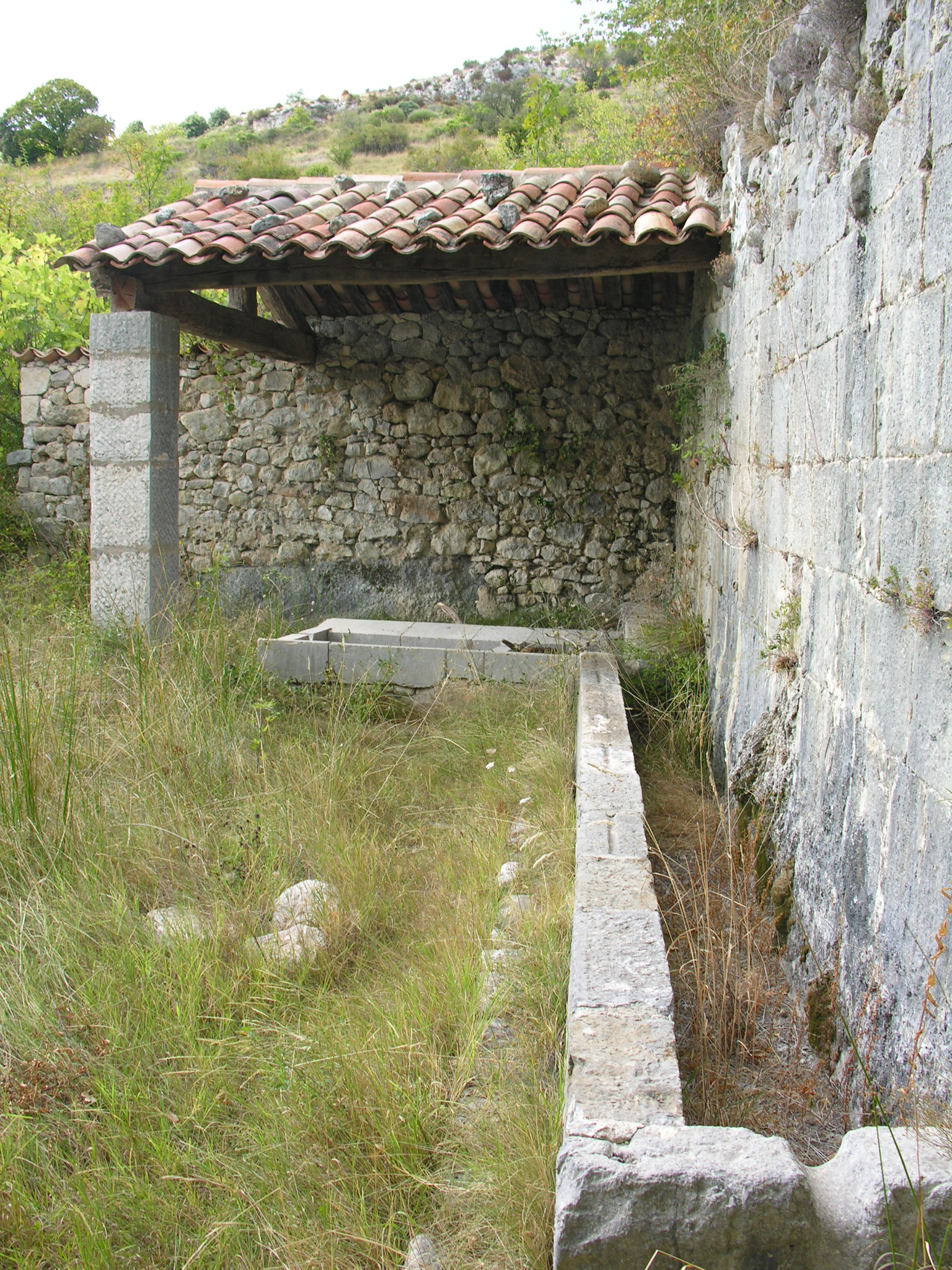
La plu louan Fouan (fontaine des Ferrages).
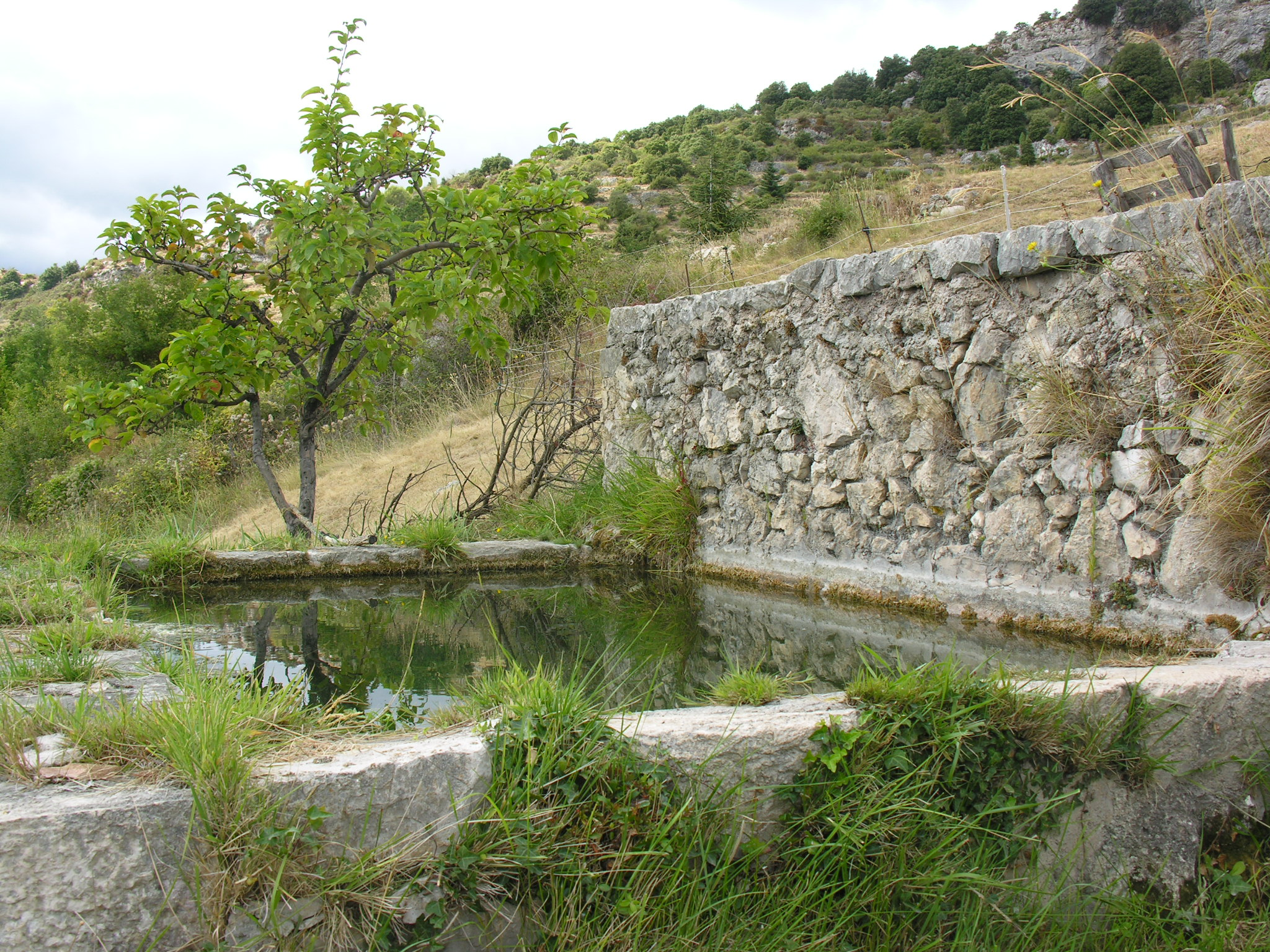
Fontane-lavoir des Ferrages, réservée aux malages.
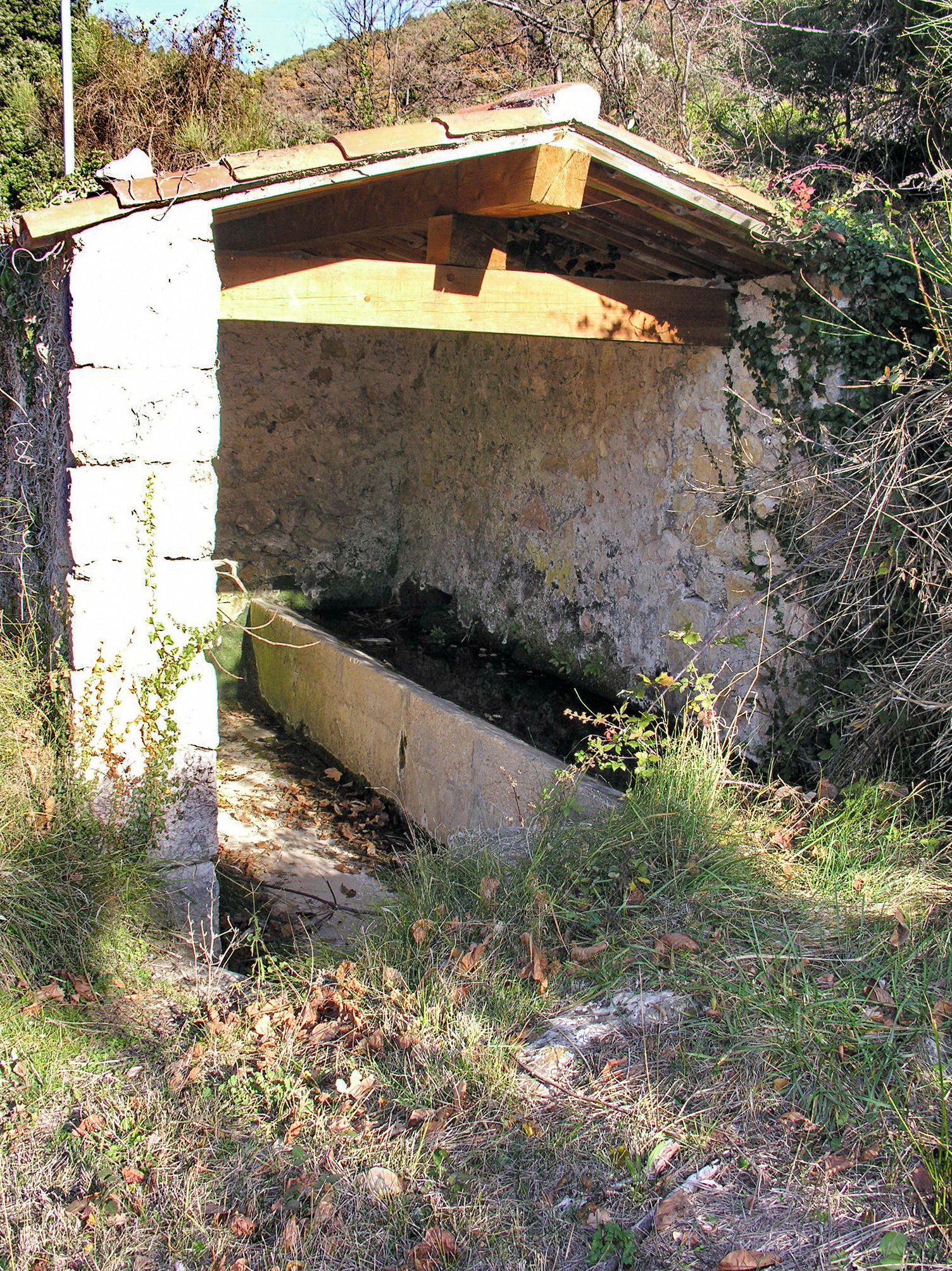
Fontaine-lavoir des Gombauds.
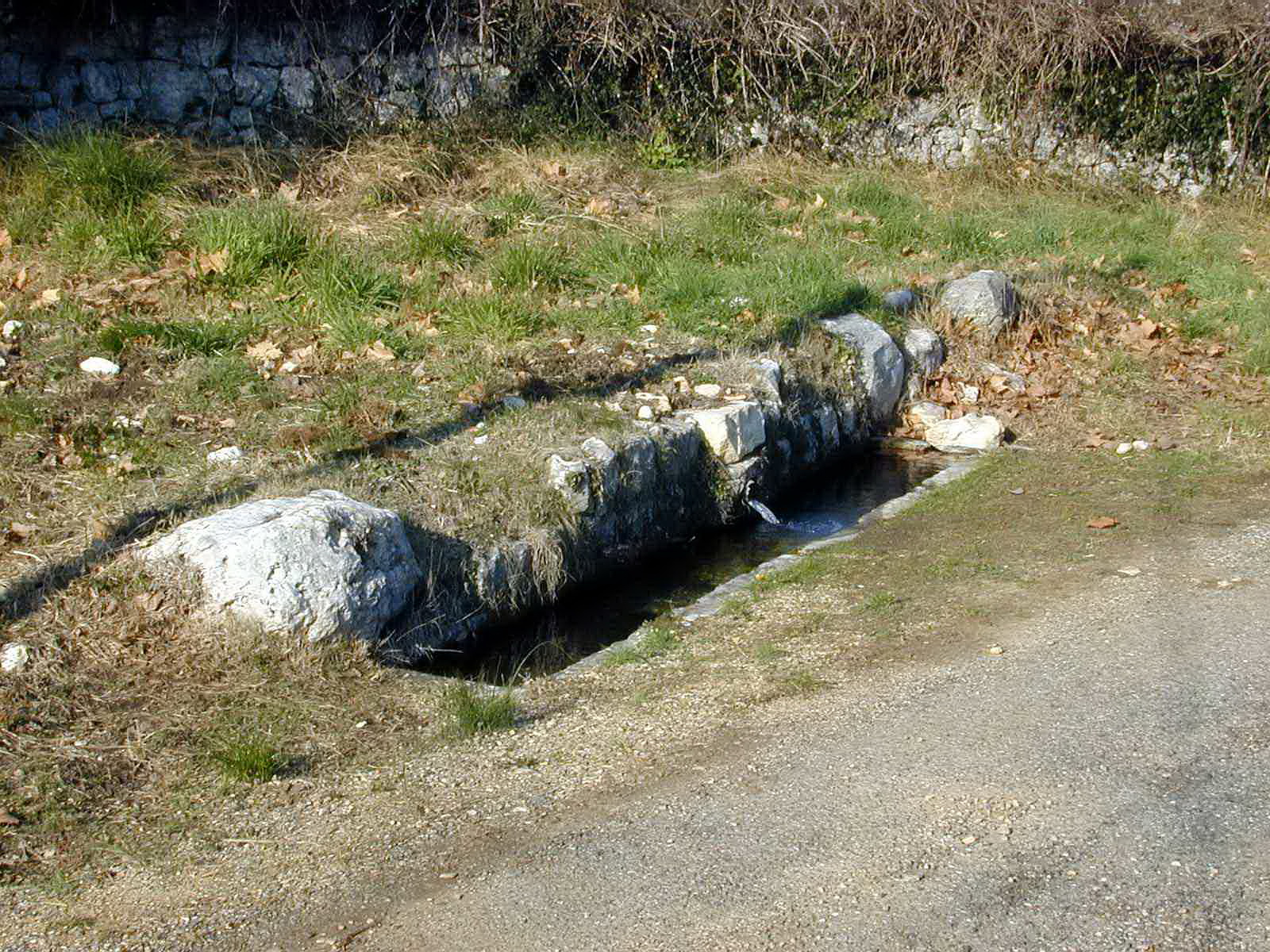
Source de Saint-Jean-de-Barrosse : la dernière à couler.
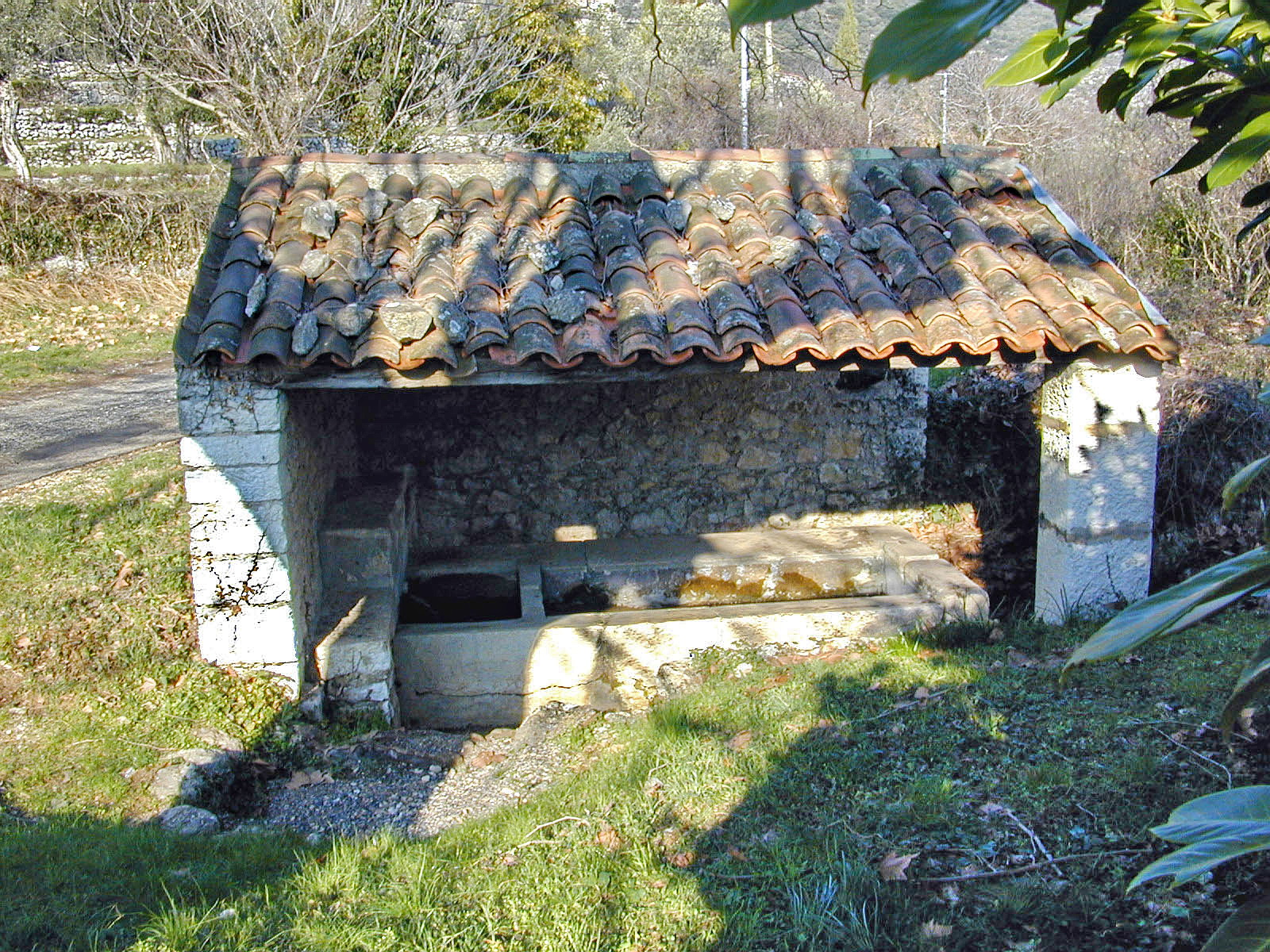
Lavoir de Saint-Jean-de-Barrosse.
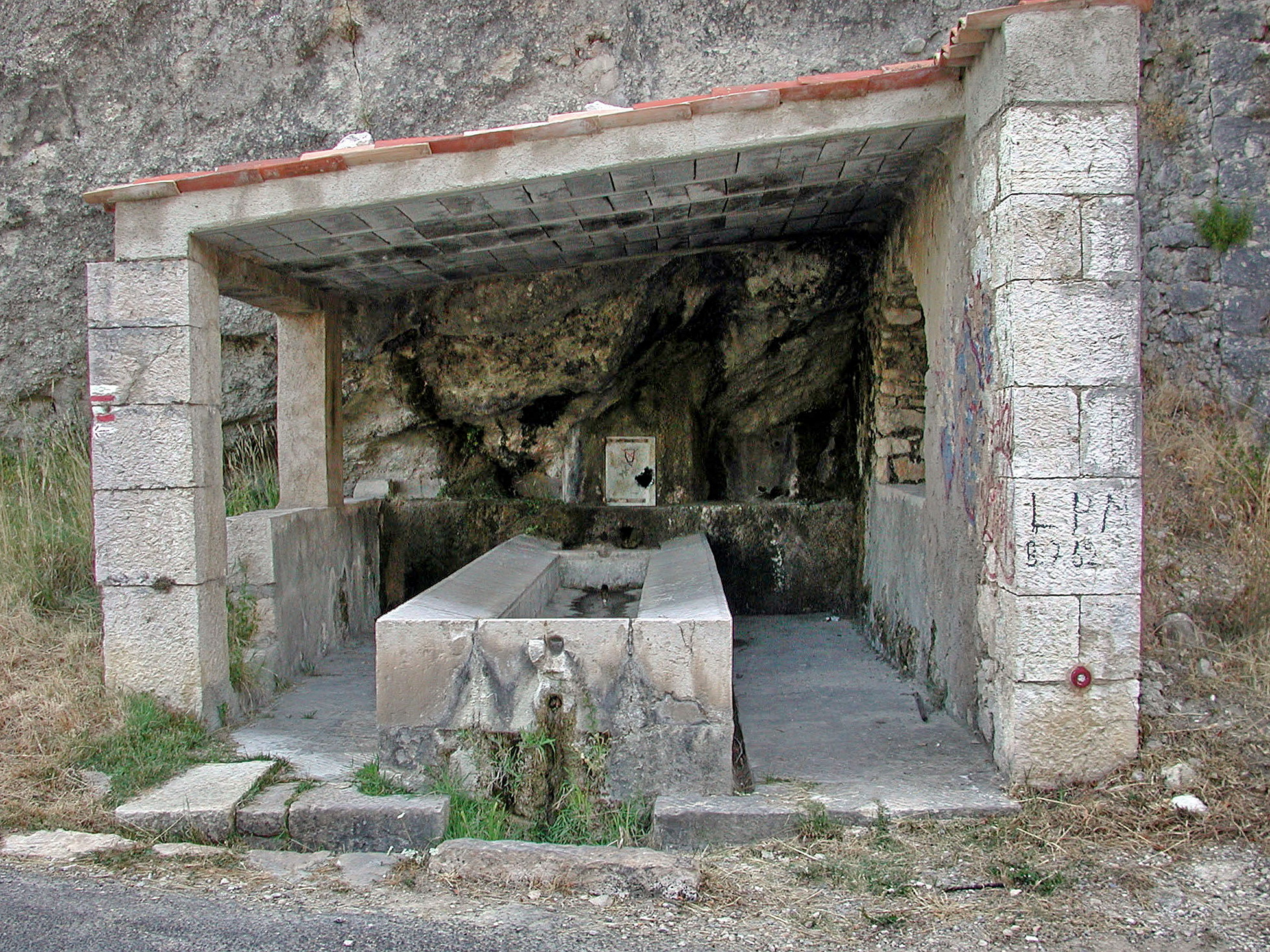
Lavoir de Valbouissole.
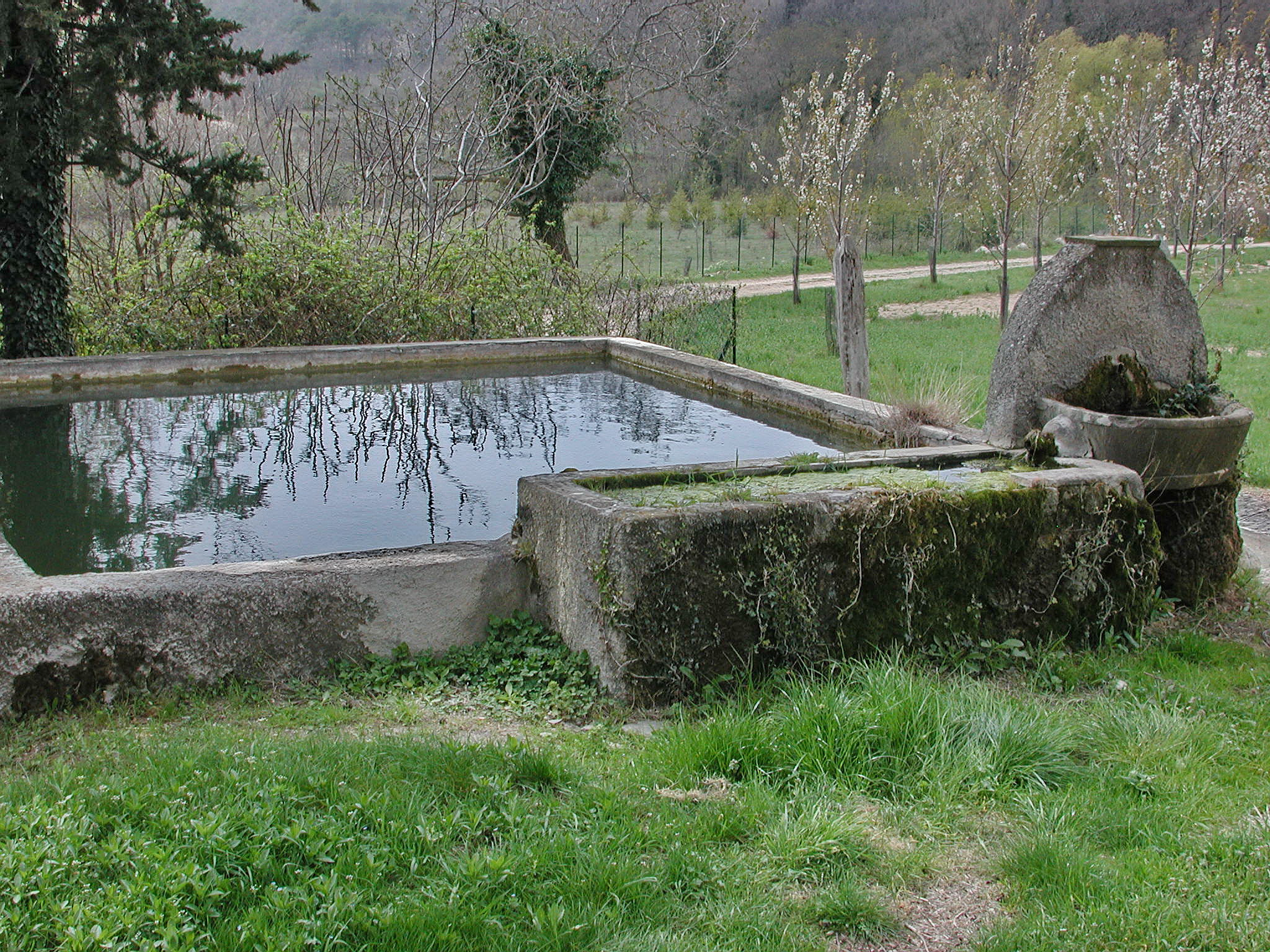
Fontaine du château de Bourrigaille.
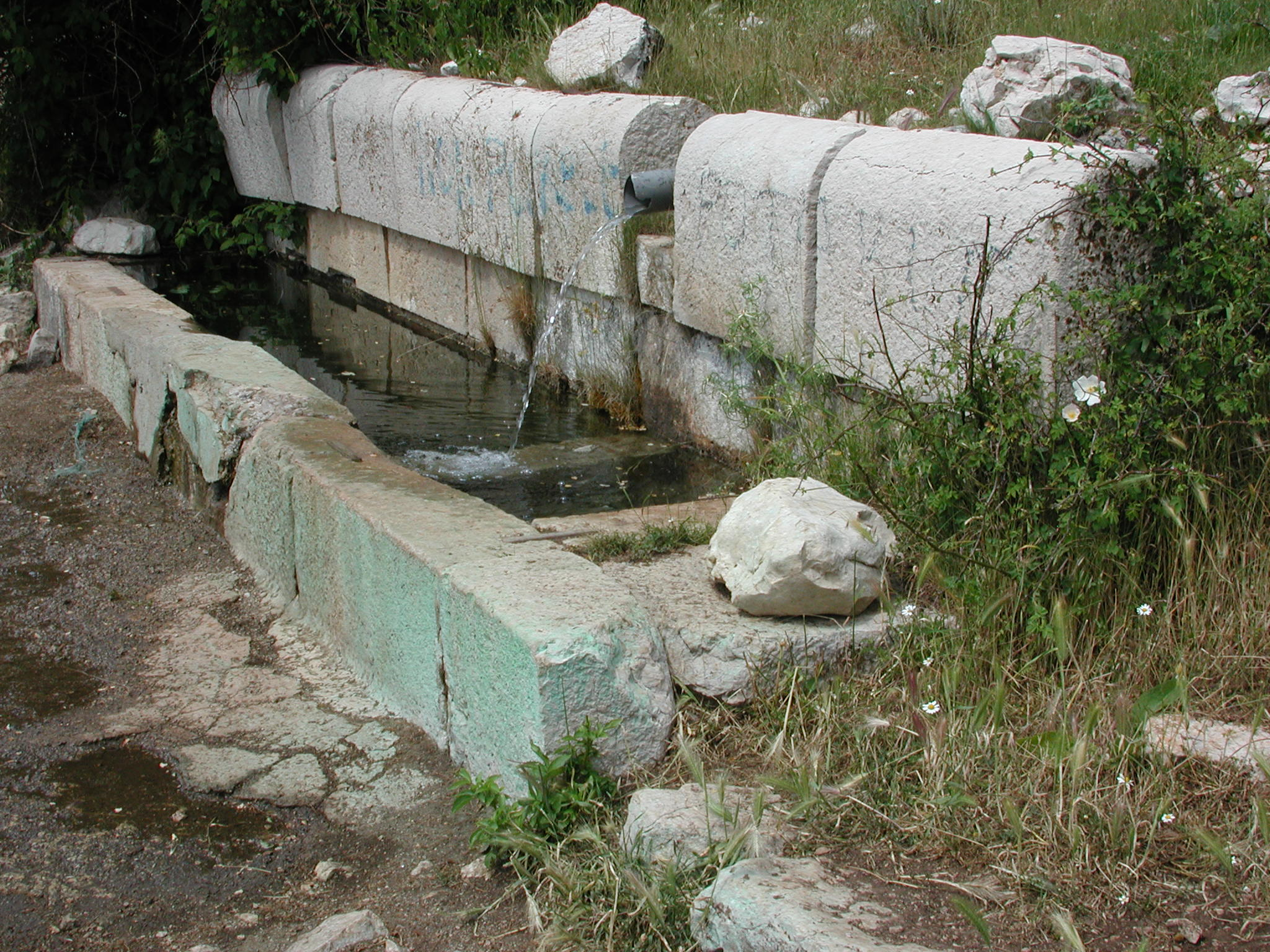
Fontaine de la ferme du Villard (Canjuers.
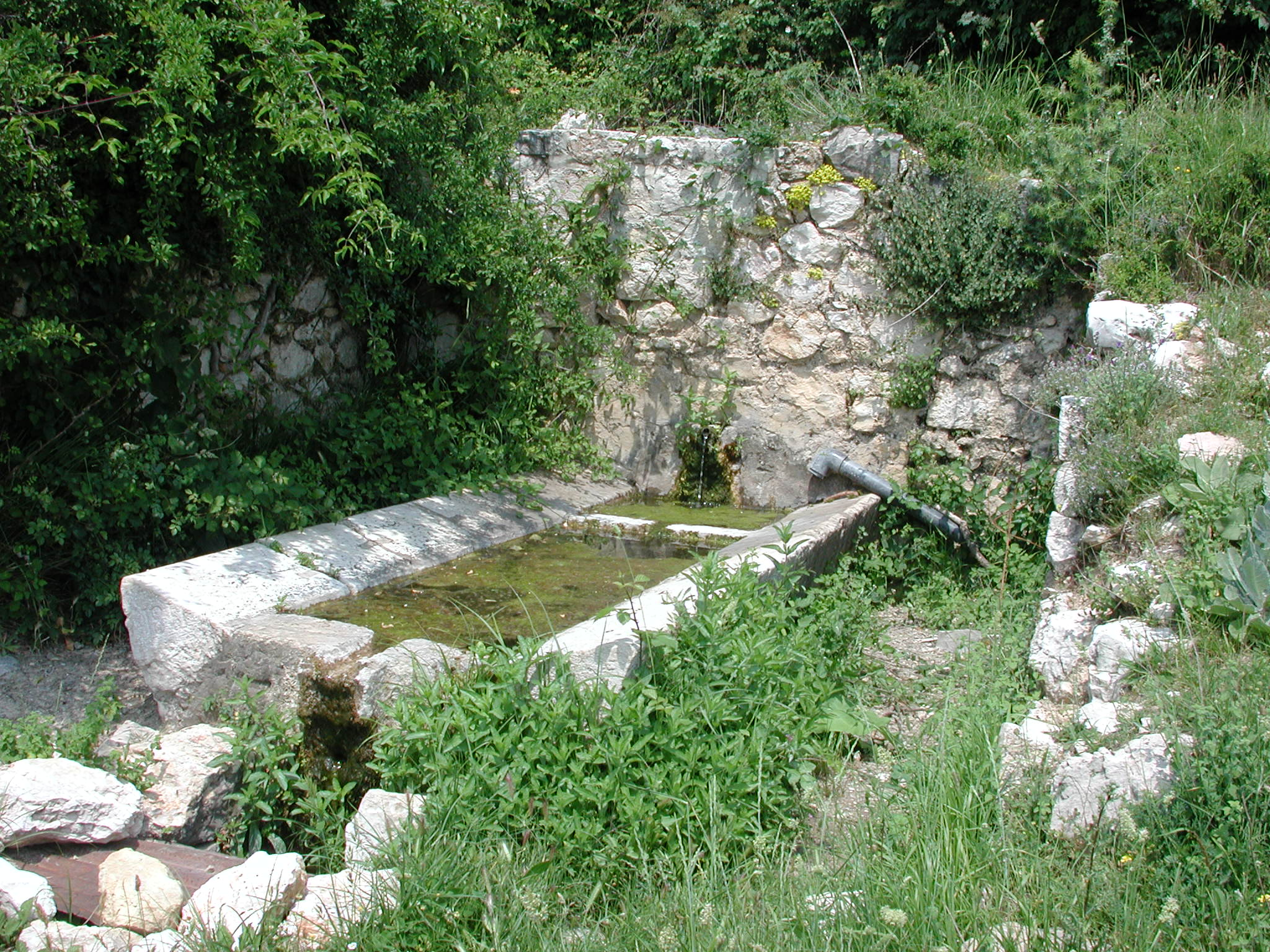
Source de Saint-Marcellin (Canjuers).

##### les ponts

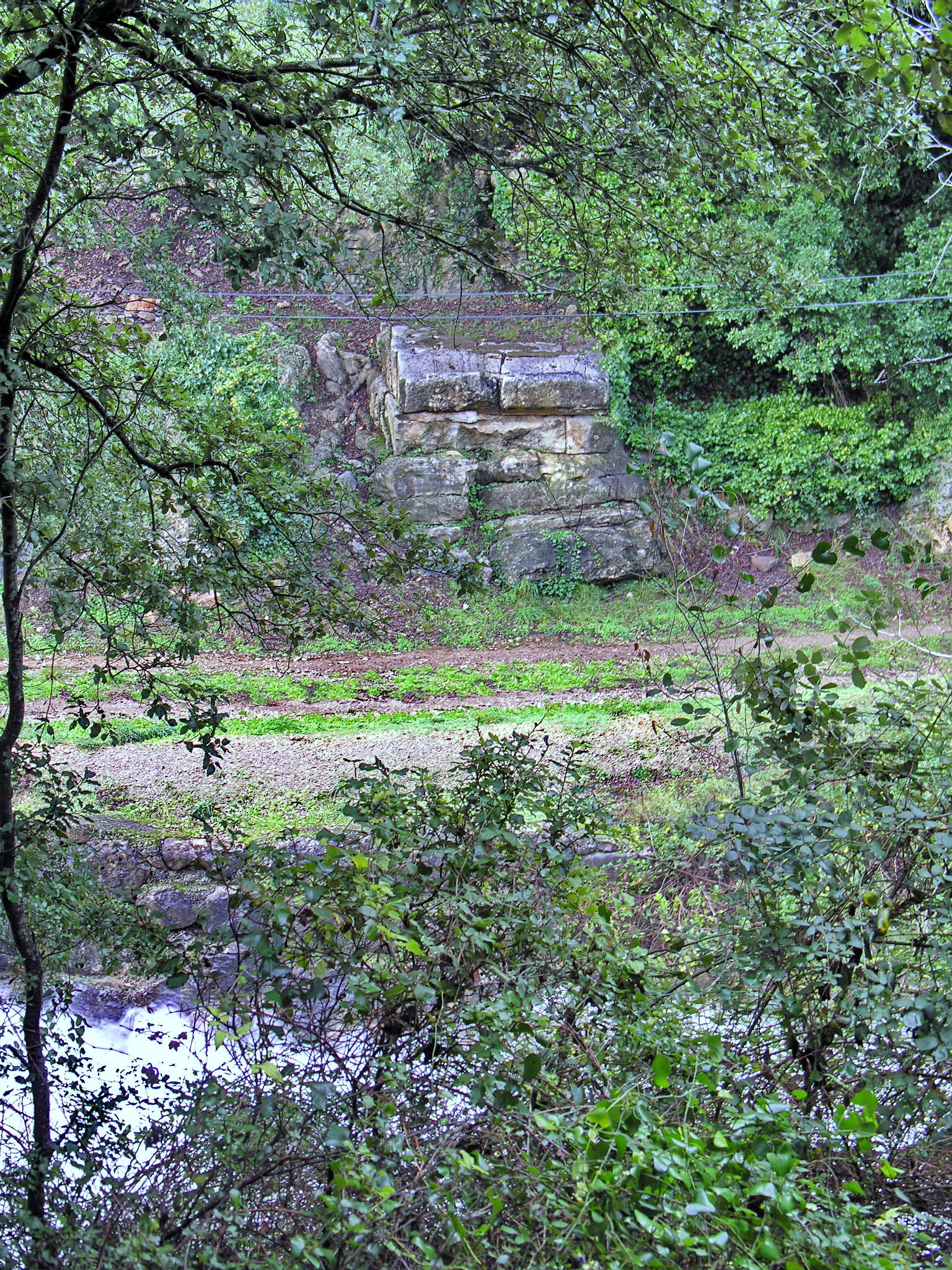
Culée du pont-aqueduc romain, sur la Siagnole, aux sources du Neissoun.
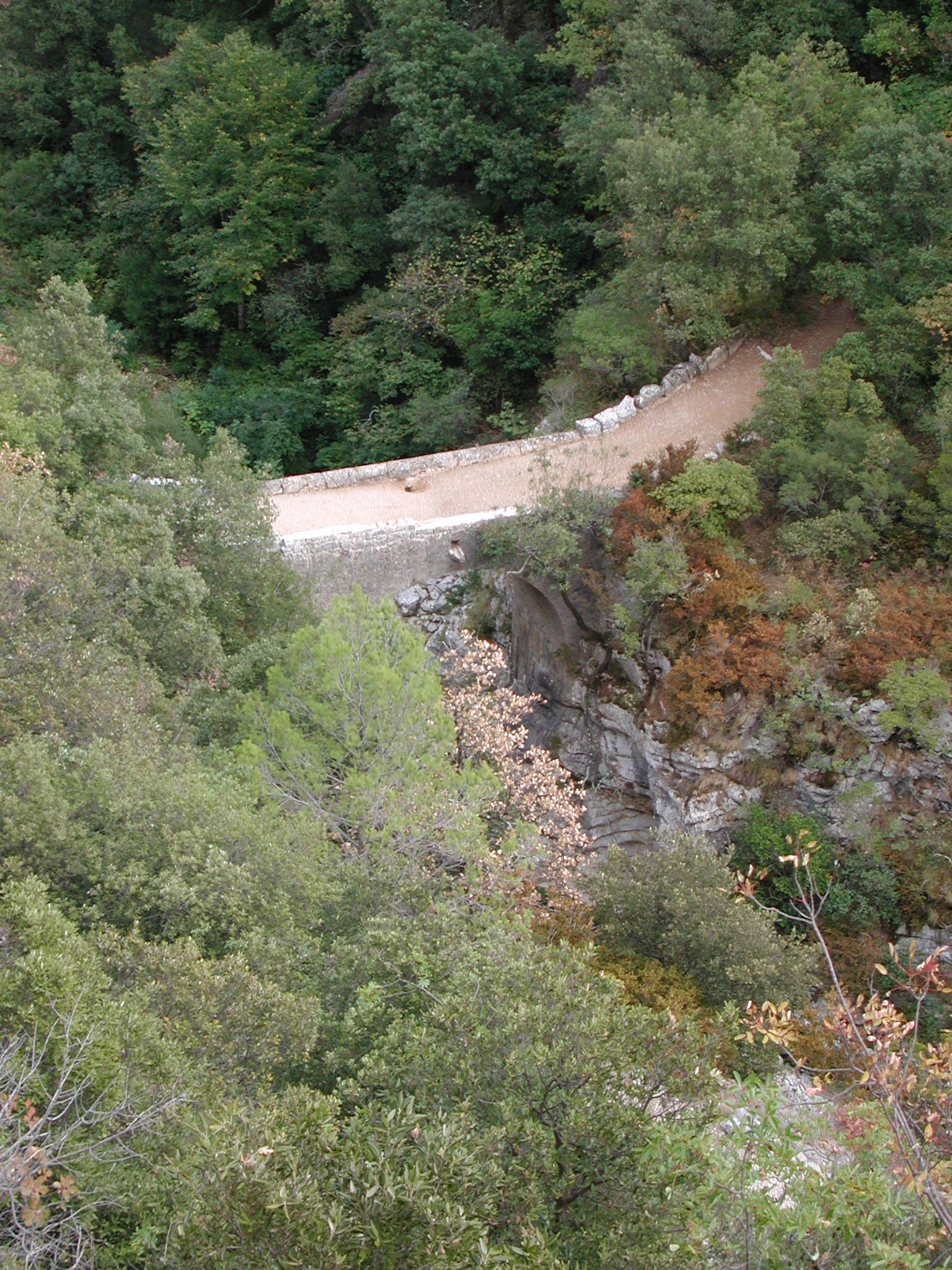
Pont dit de Mons sur la Siagne, ancien chemin de Saint-Cézaire à Mons, a hauteur de 12m.
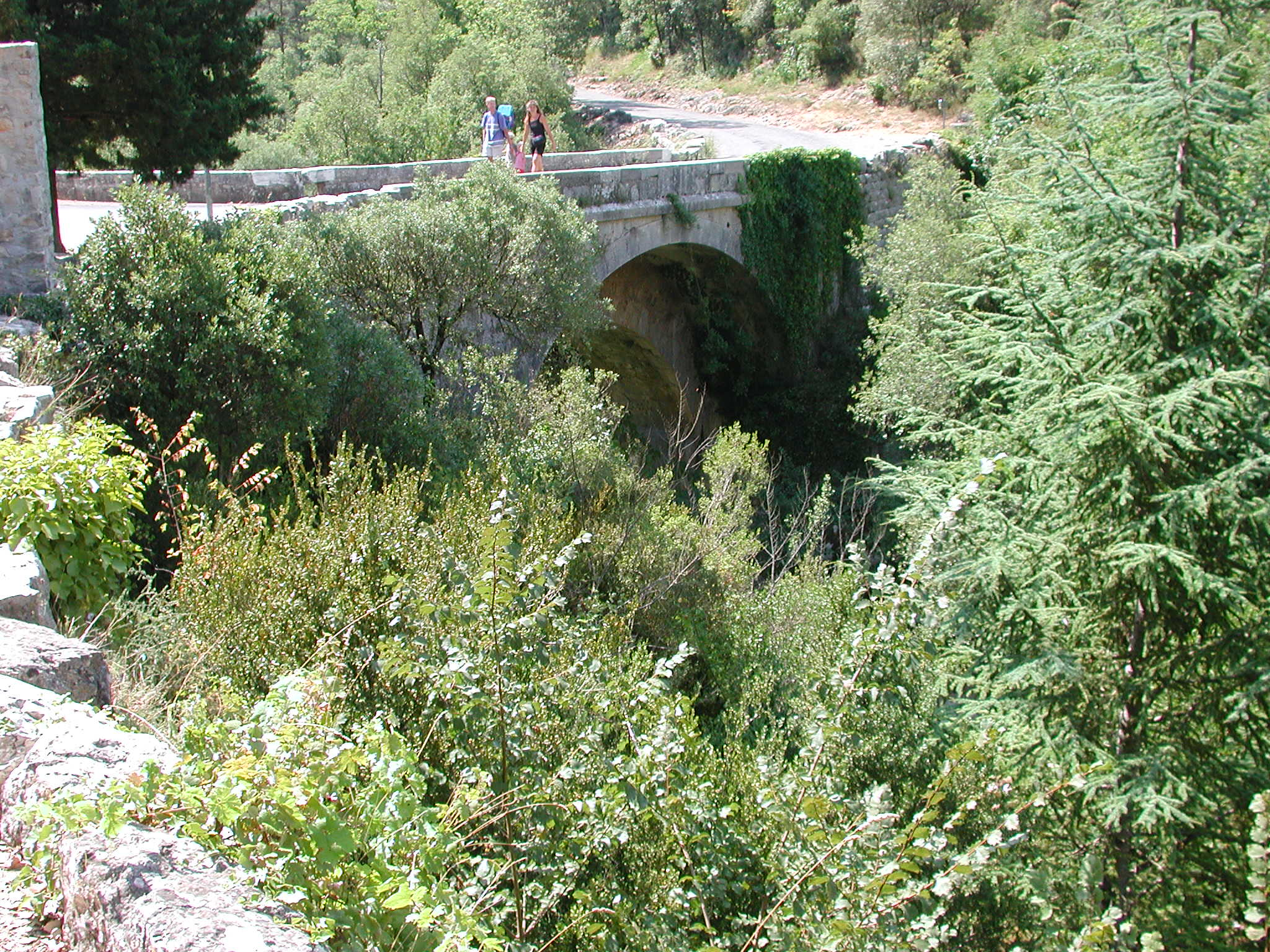
Pont à double tablier des Moulins sur la Siagnole : 1er 1655; 2e 1856.
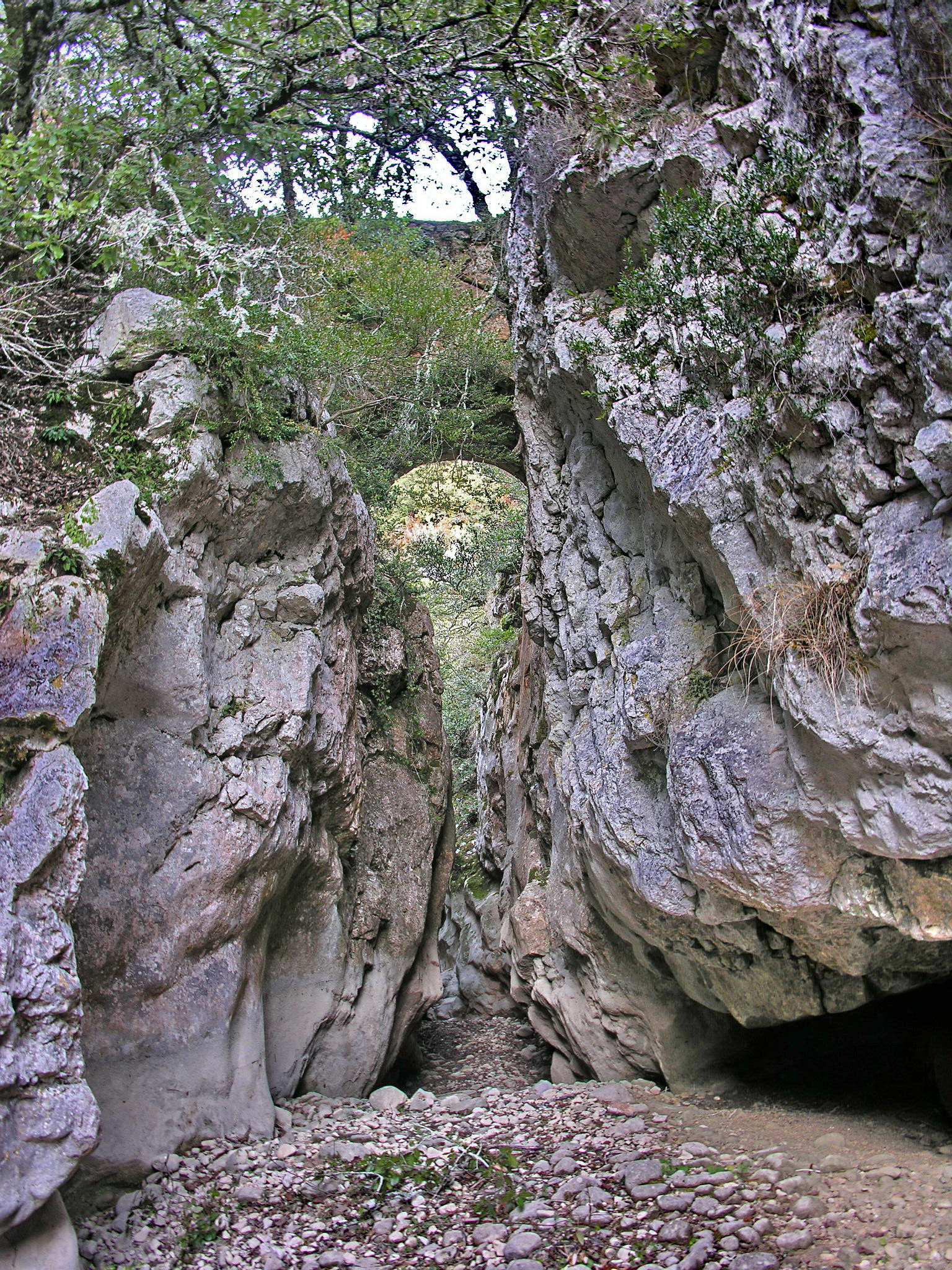
Pont de l'Oulo, sur le Fil.
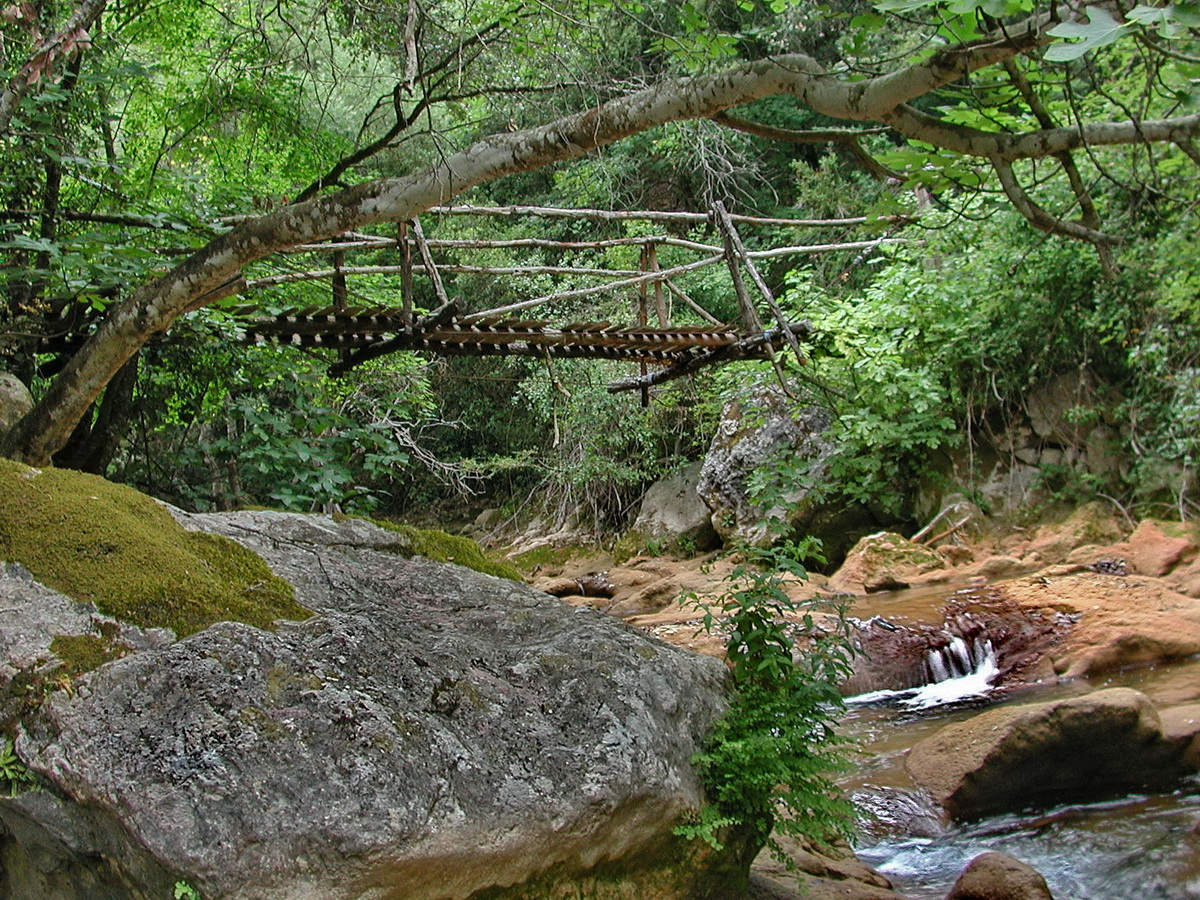
Pont suspendu de Saint-Pierre de Frigole juste avant le moulin à plâtre de Fayence.
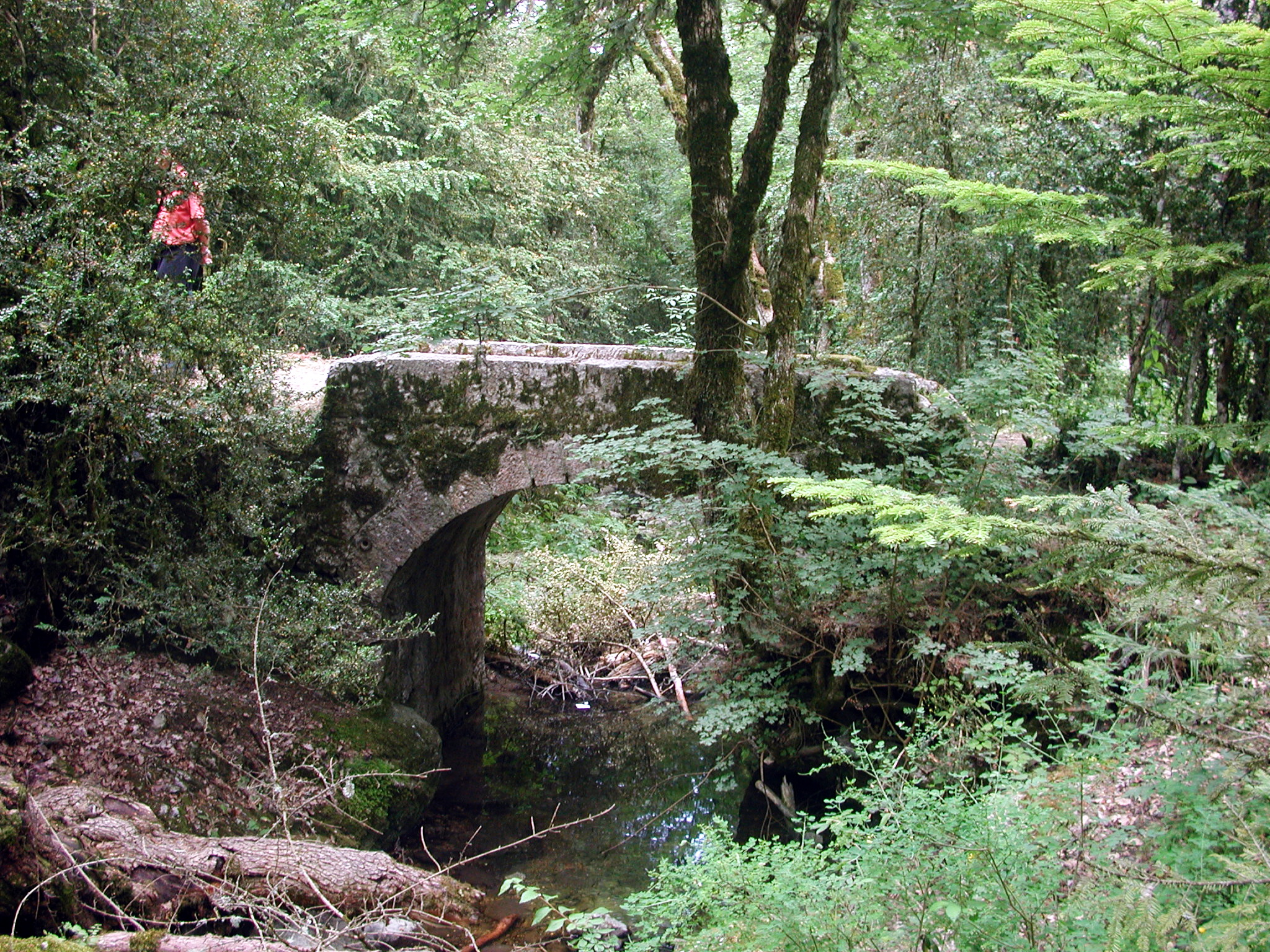
Pont de Mabille, sur le Fil.

##### La pierre sèche
La pierre extraite du champ est employée à sec (sans mortier) dans l'habitat temporaire (cabanes, cabanons, bergeries) et dans divers ouvrages (enclos, restanques, apiés, puits couverts, affûts, séchoirs à figues, fours à chaux),.

##### Cabanes, cabanons, bergeries

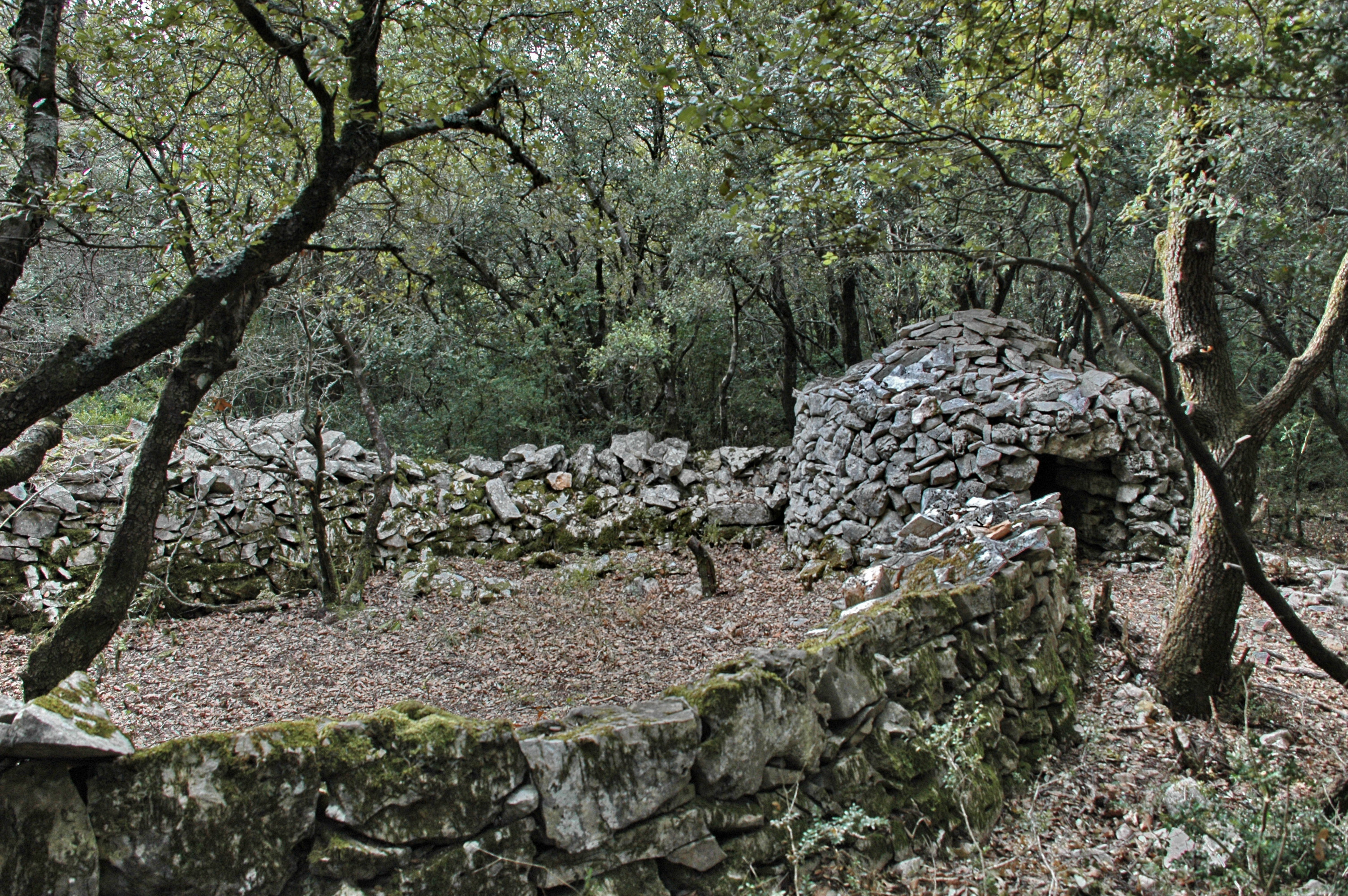
Cabane et enclos de Valbouissole.
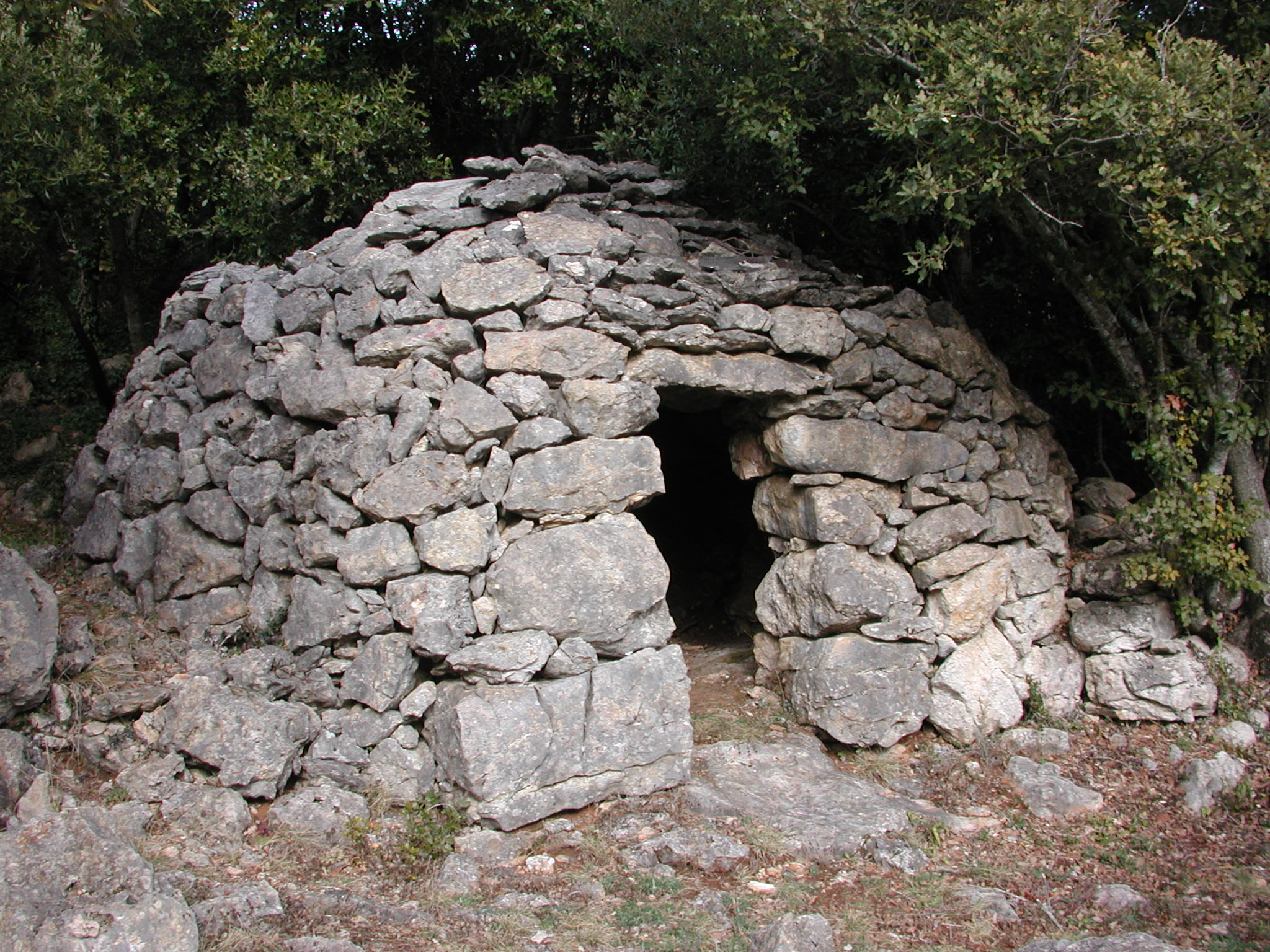
Cabane des Hautes-Campestres, avec date gravée : 1893.
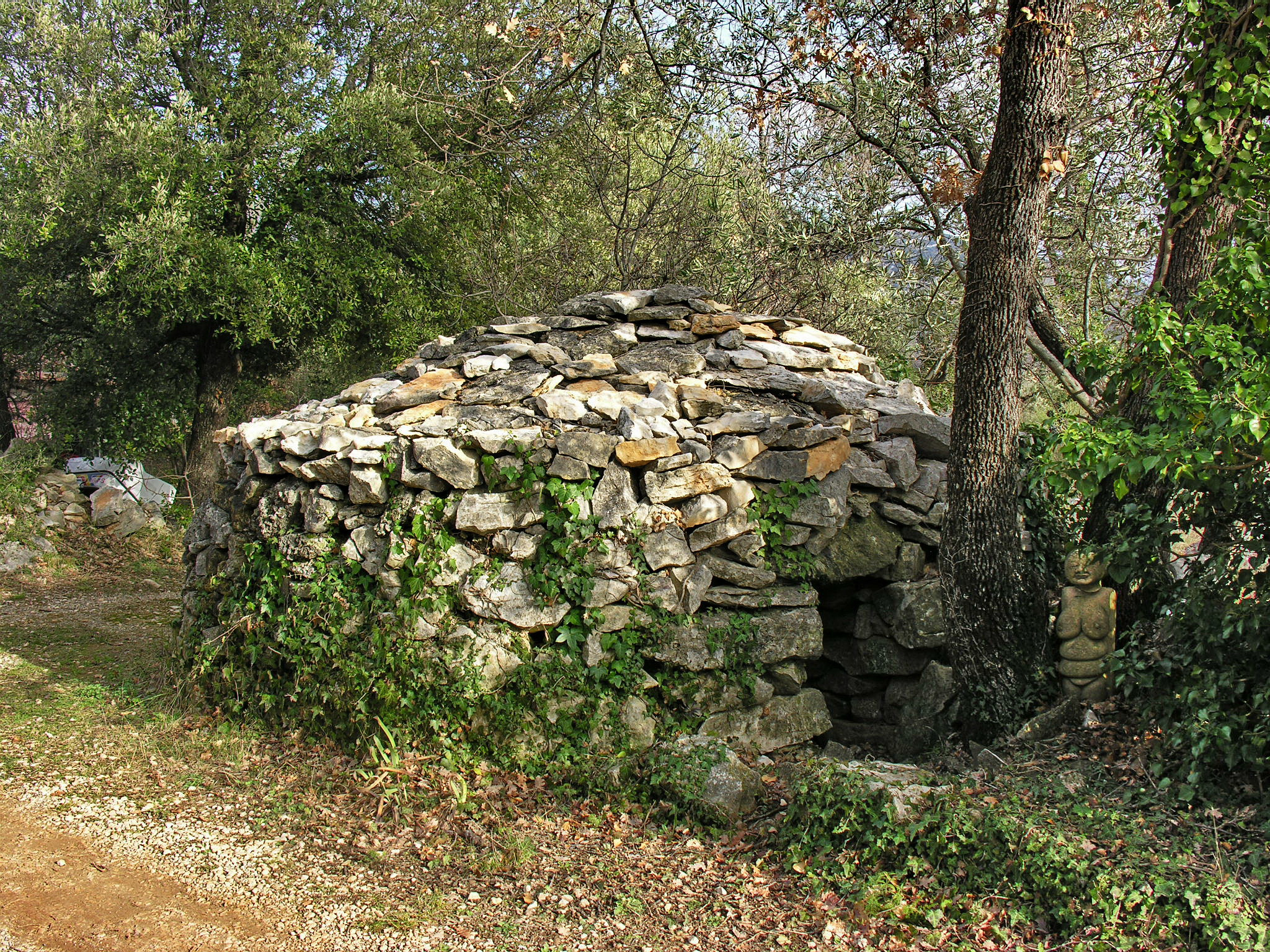
Cabane à l'est de Mons.
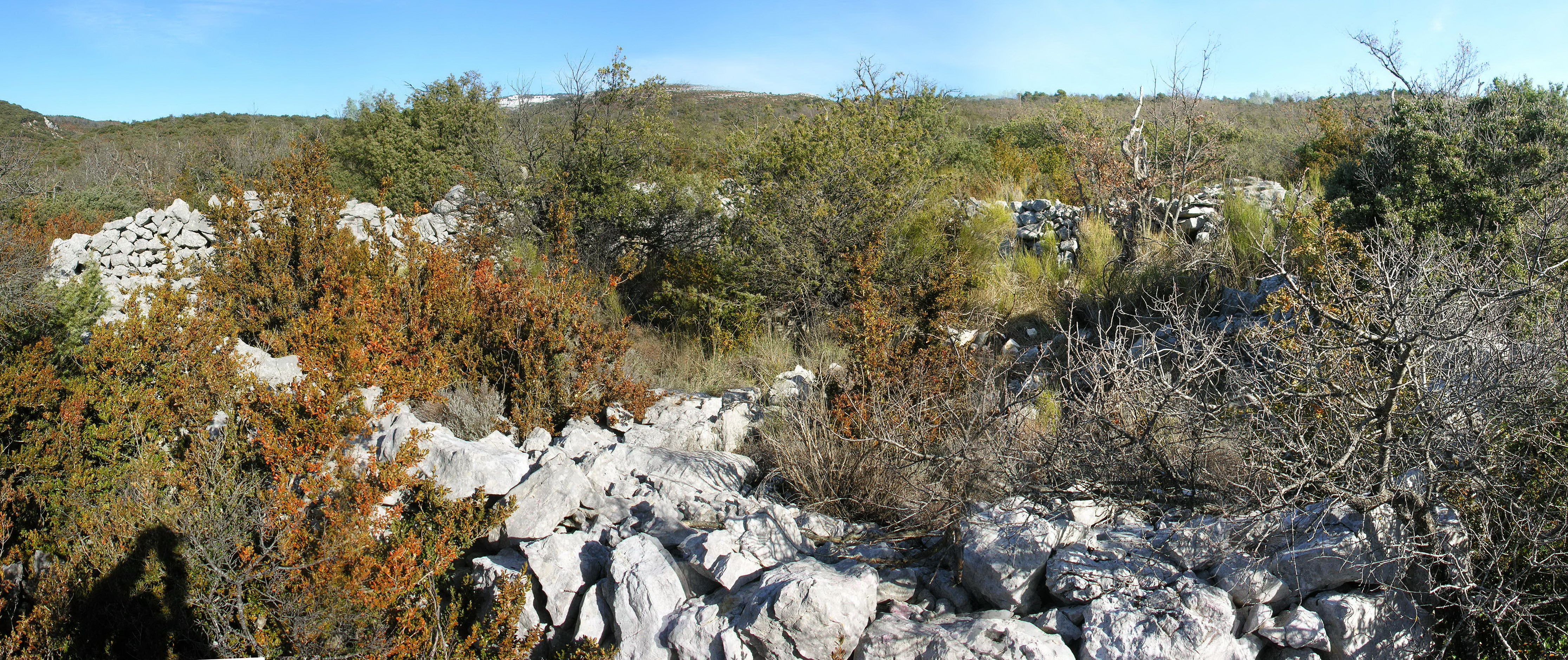
Haut-Mons : enclos carré (9 × 9 m), avec cabane et apié (6 loges).
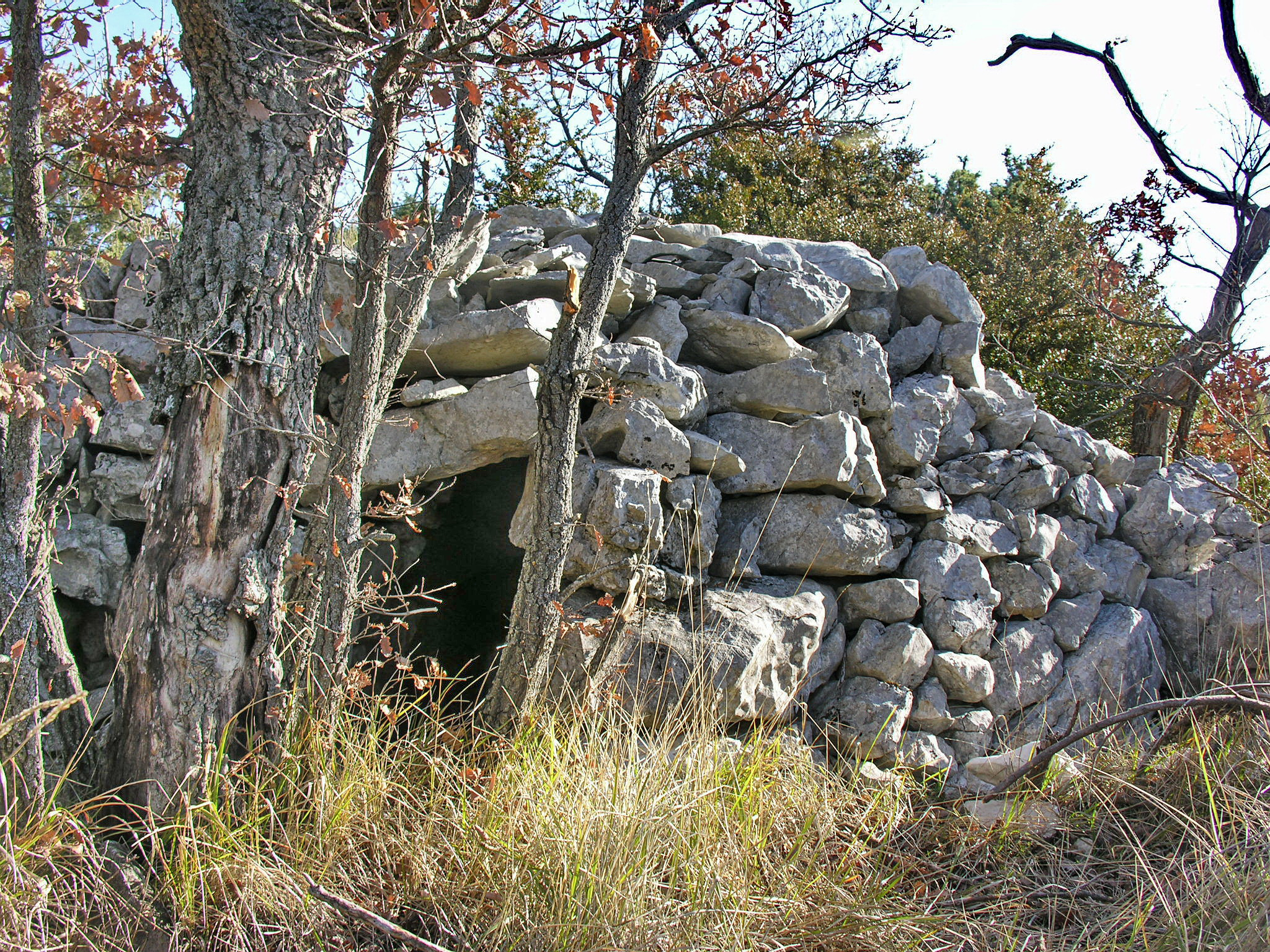
Cabane-abri dans le coin sud-est de l'enclos.
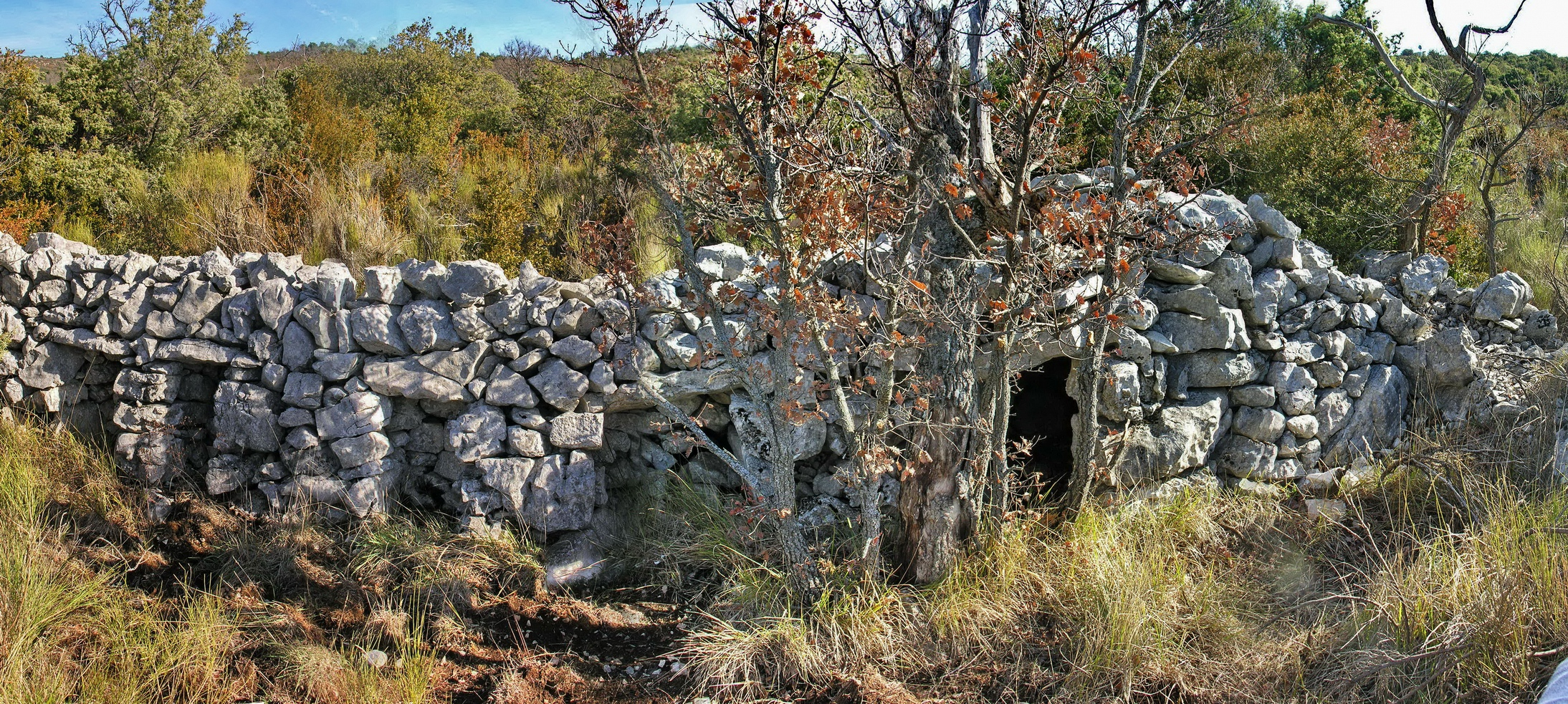
Apié à 6 loges dans le mur est de l'enclos contigu avec la cabane.
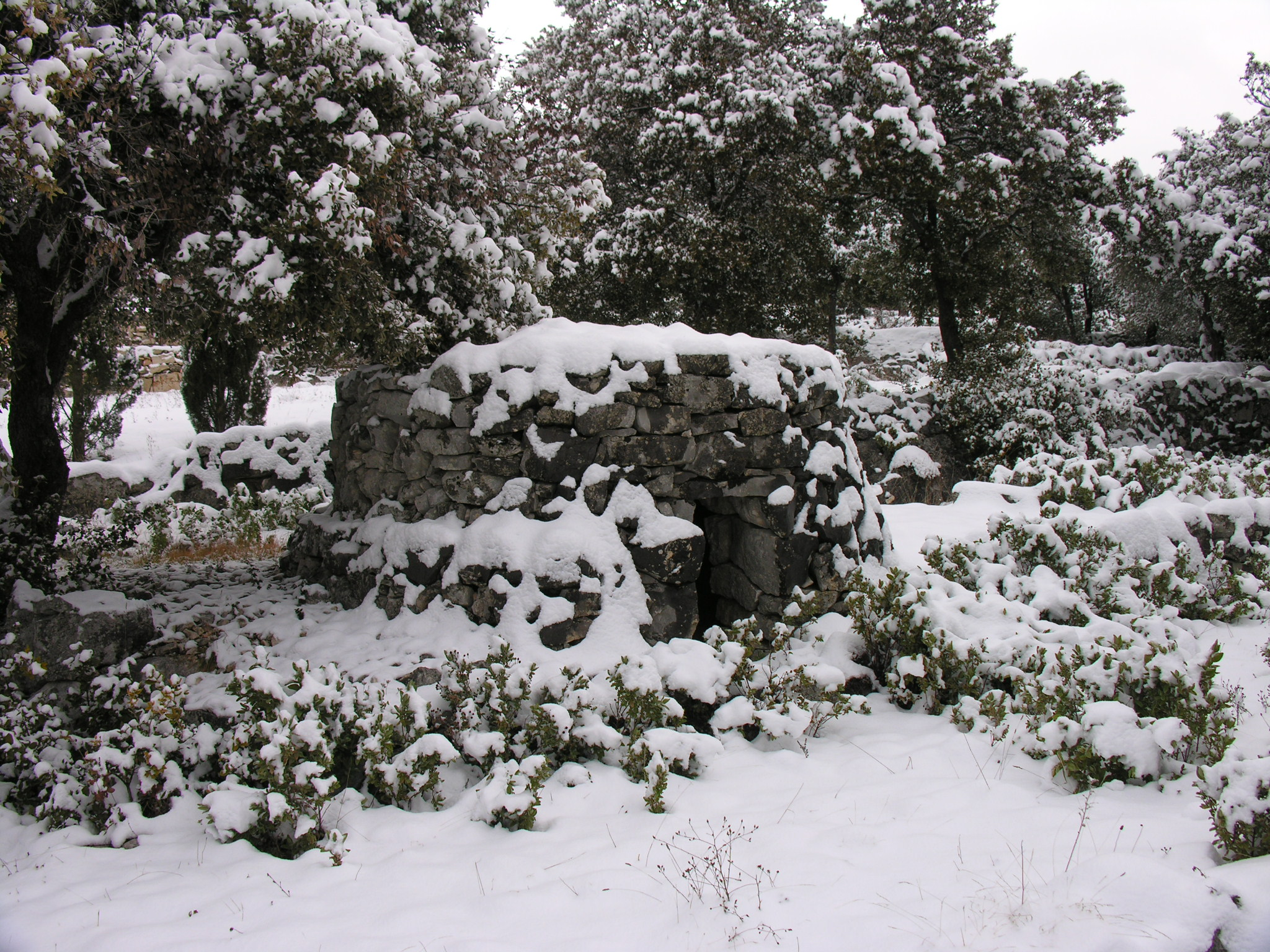
Cabane des Ferrages.
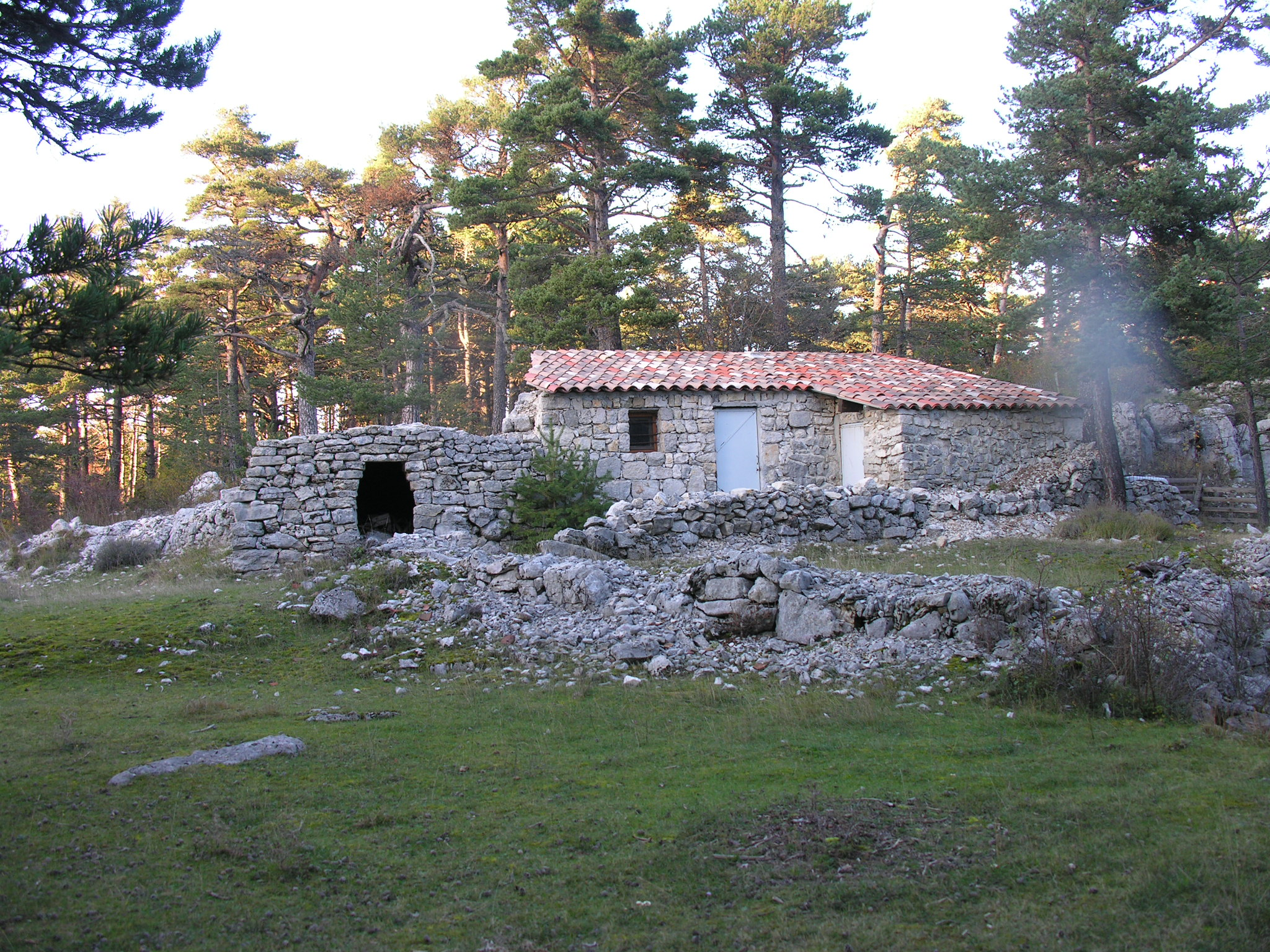
Cabane de la Bliauge, la plus haute du Var : 1 228 m.
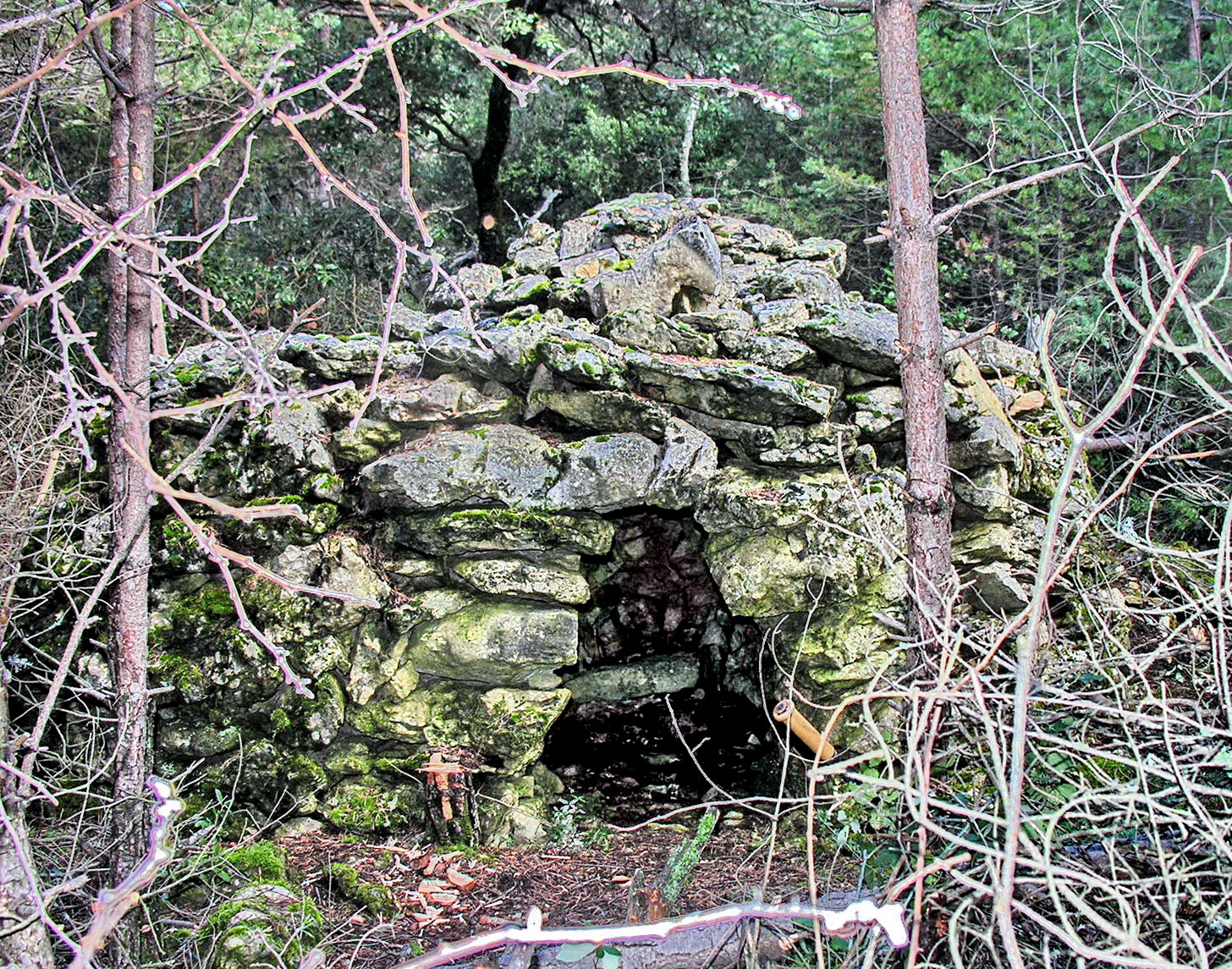
Cabane des Louquiers, 1 092 m.
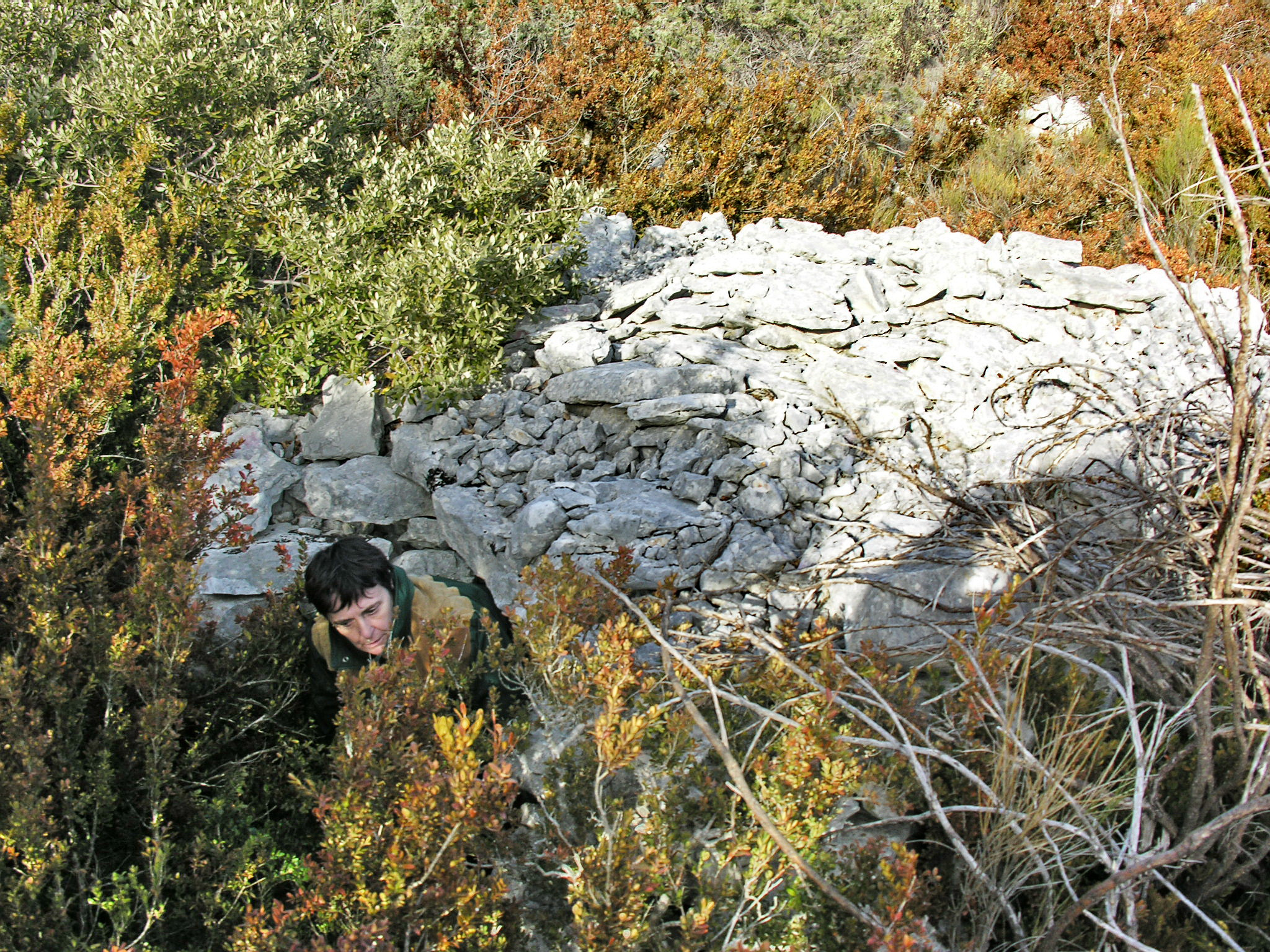
Cabane engloutie par la végétation (2).
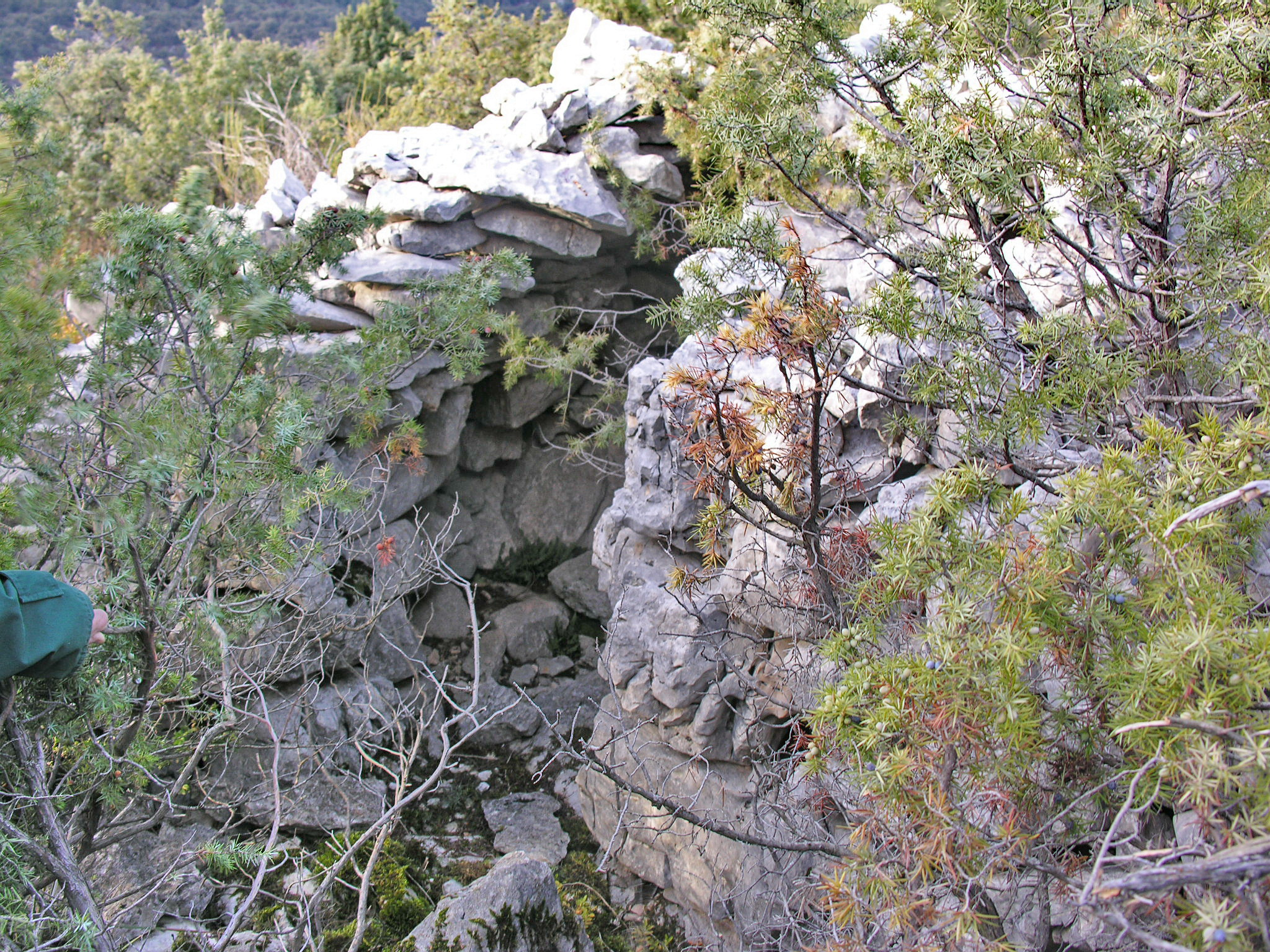
Haut-Mons : porte de la cabane isolée (3).
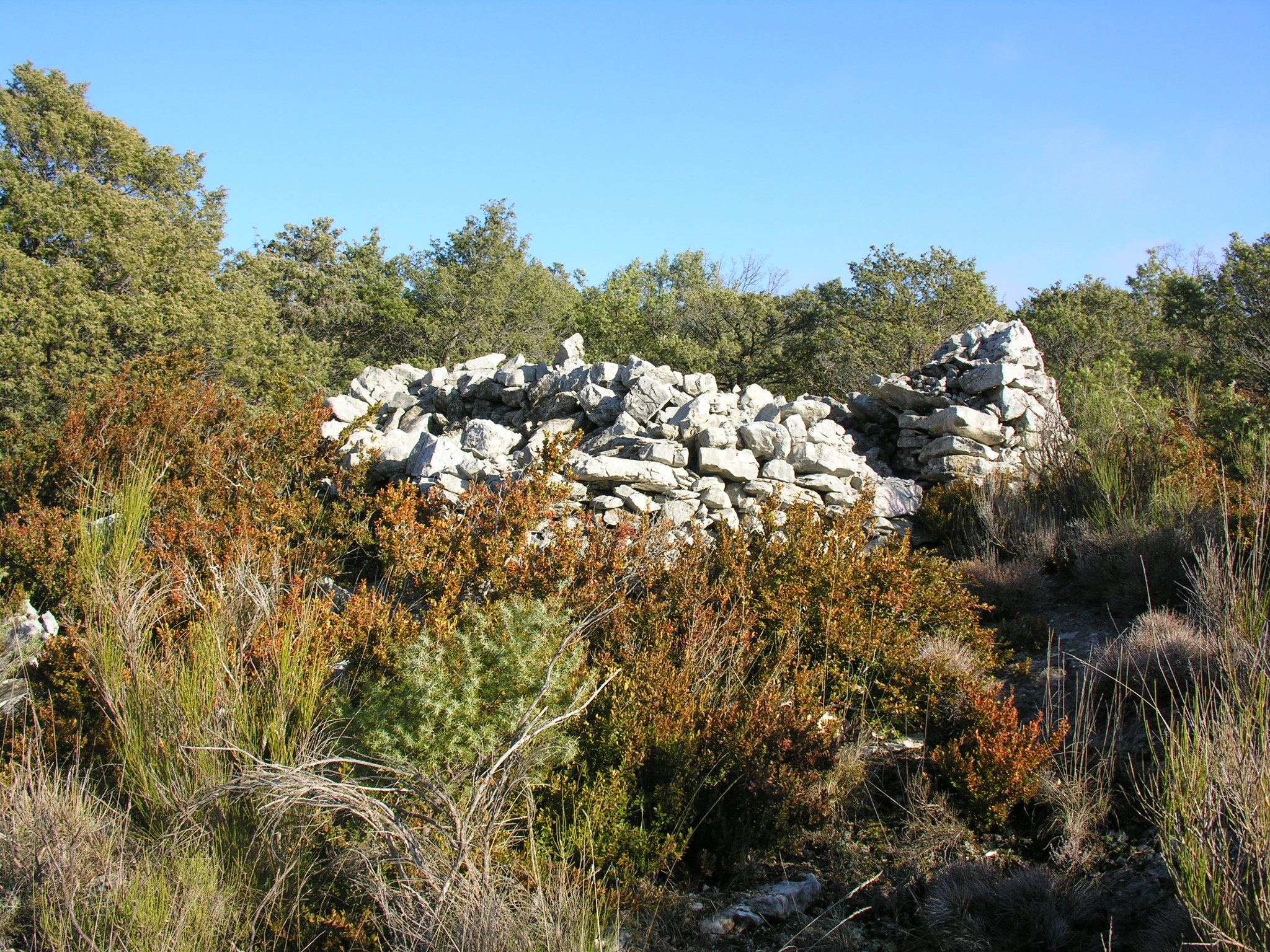
Grande cabane écroulée (Hauts de Mons).
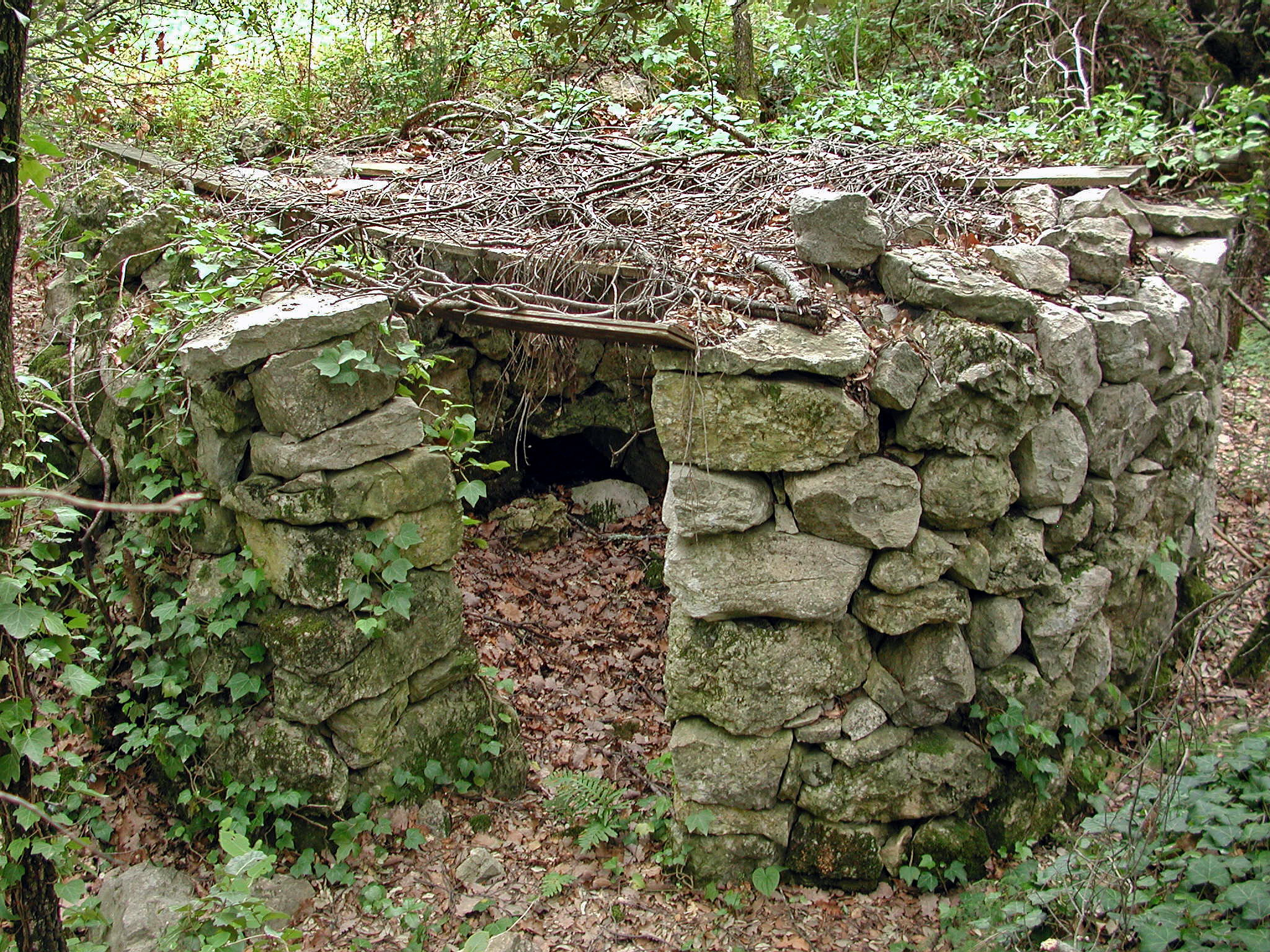
Agachon (affût) des Blaquières.
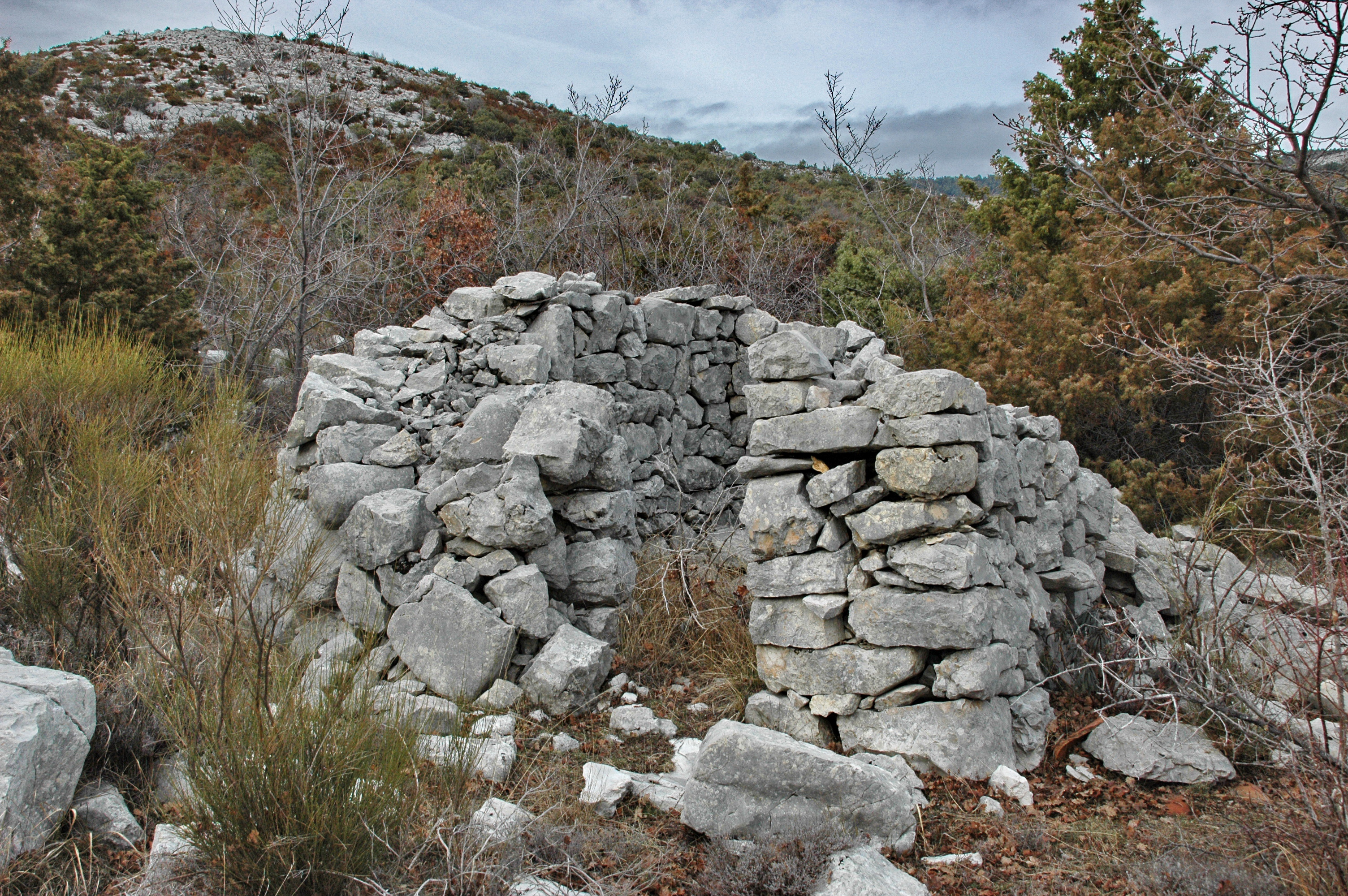
Haut-Mons : petit cabanon en forme de cabane.
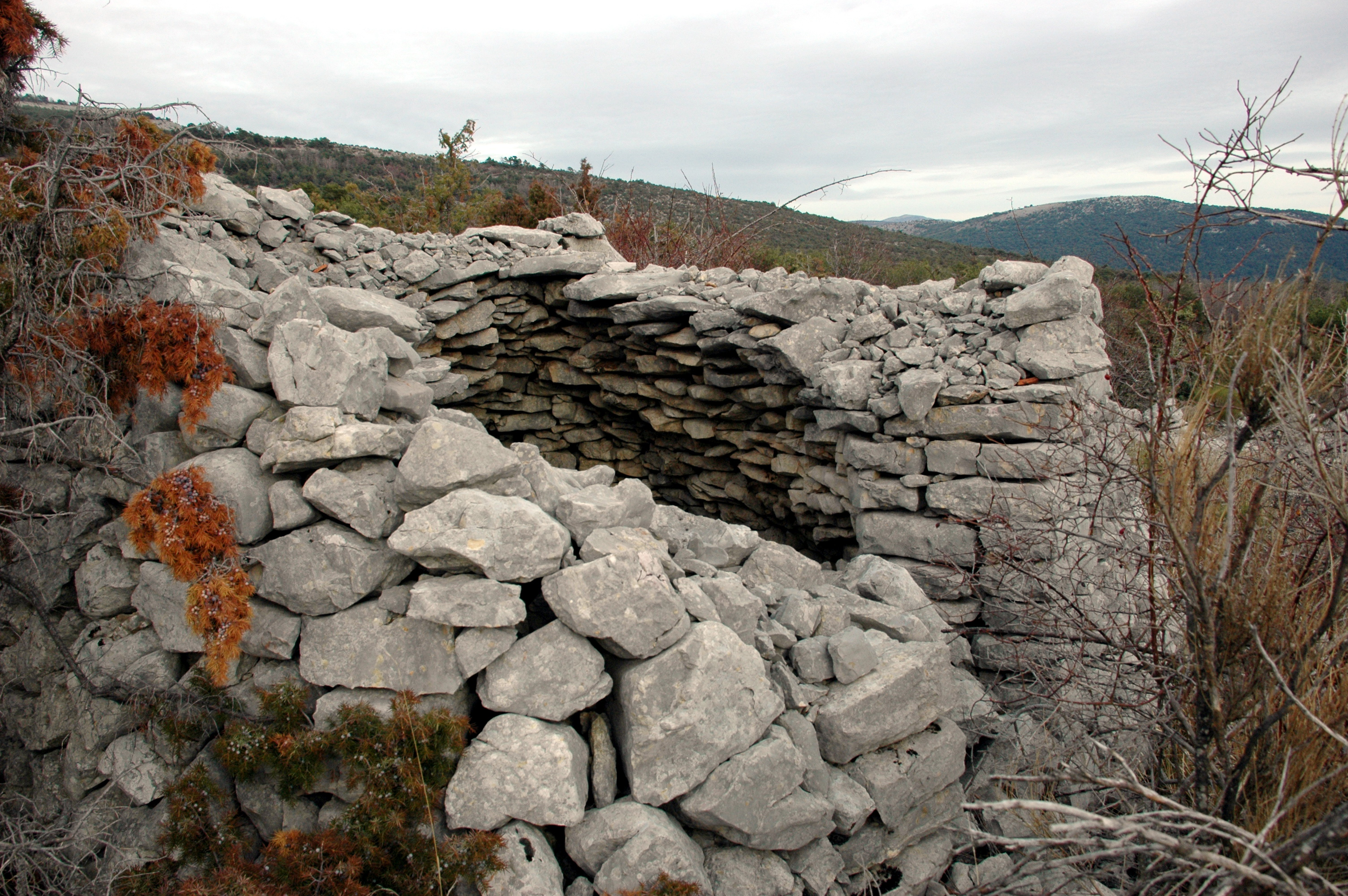
Haut-Mons : grande cabane ressemblant à un cabanon.
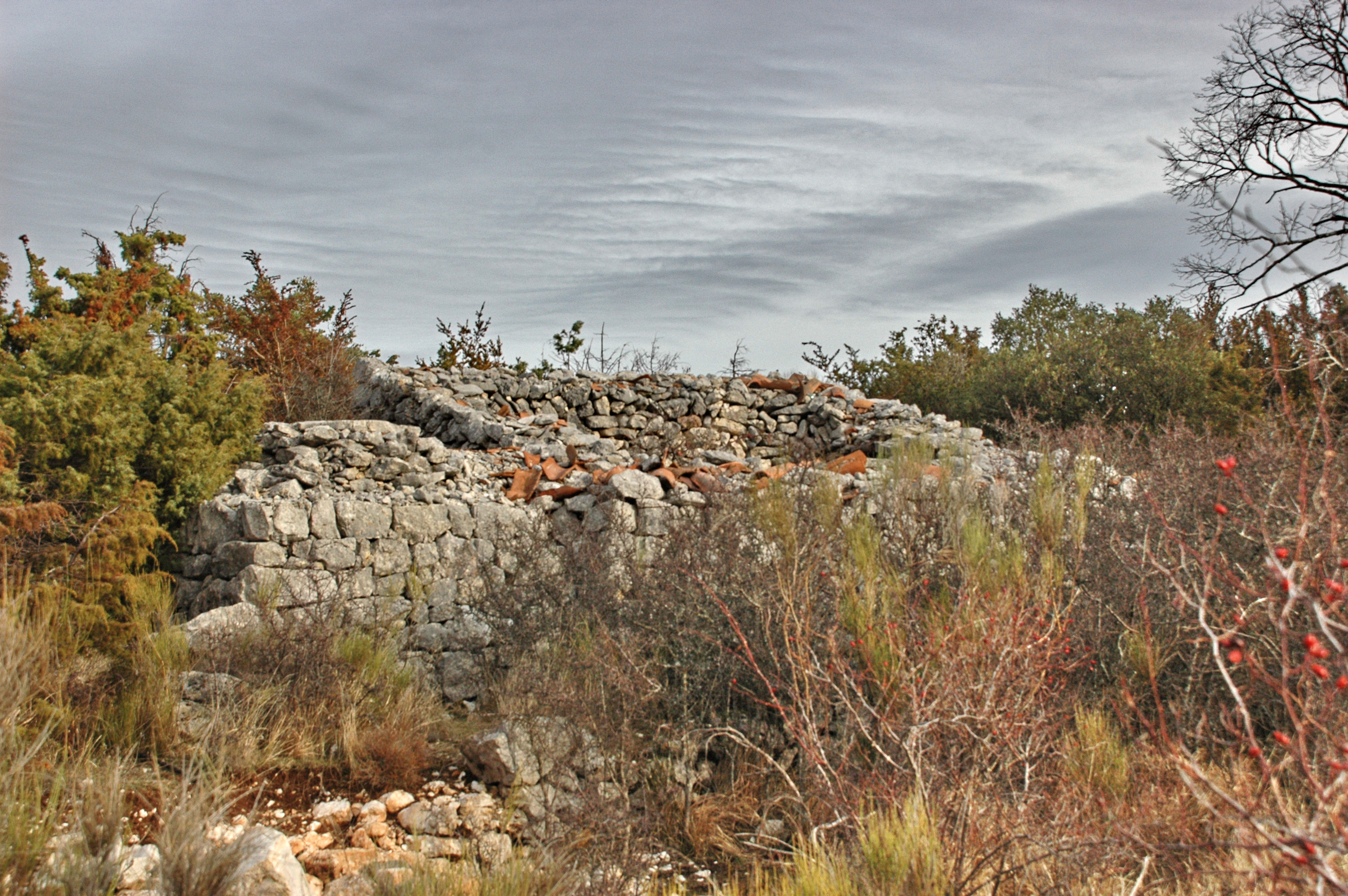
Cabanon et sa citerne accolée (Les Graïs).
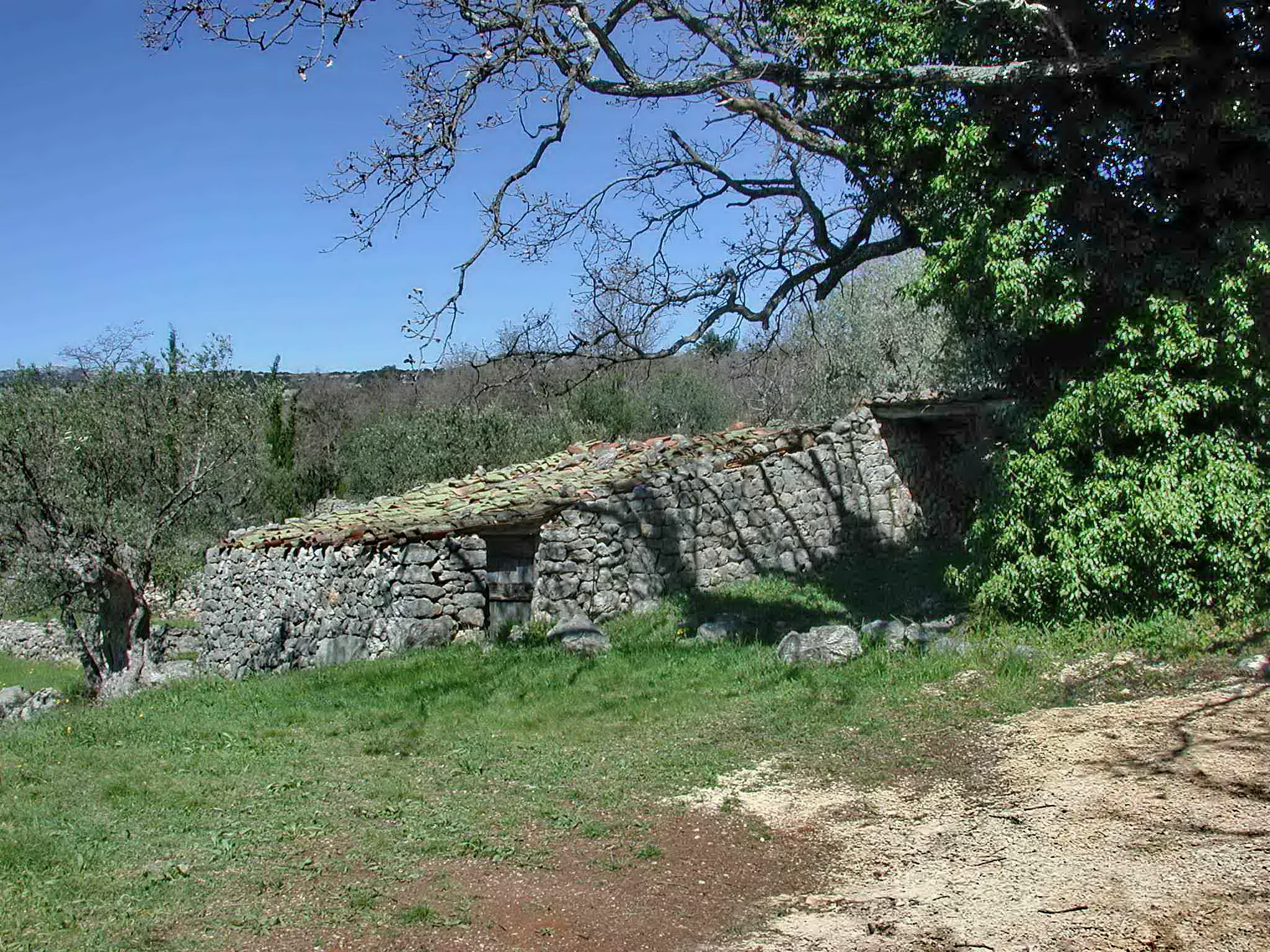
Bergerie des Blaquières.
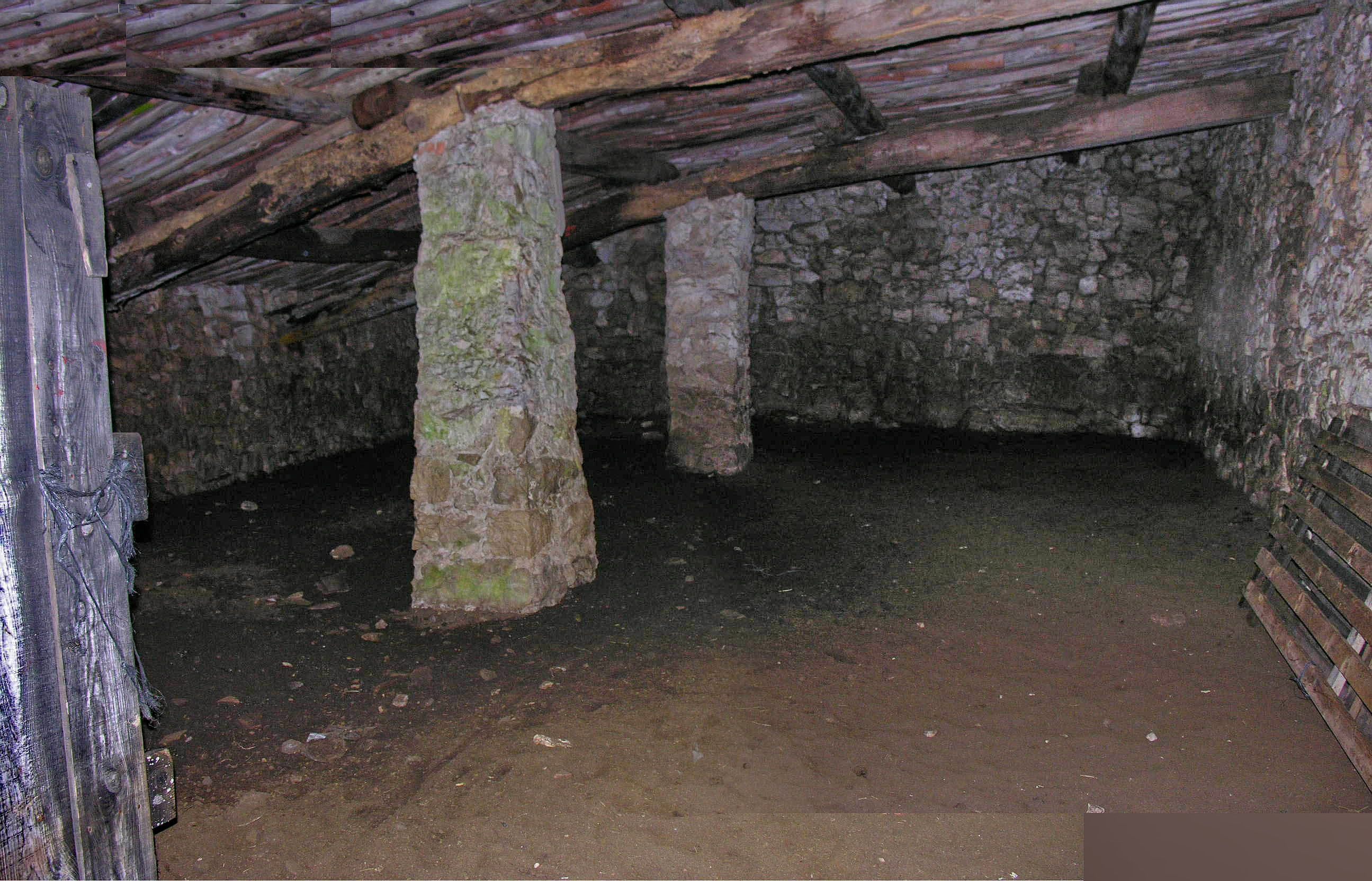
Bergerie de Bliauge.

##### Puits couverts

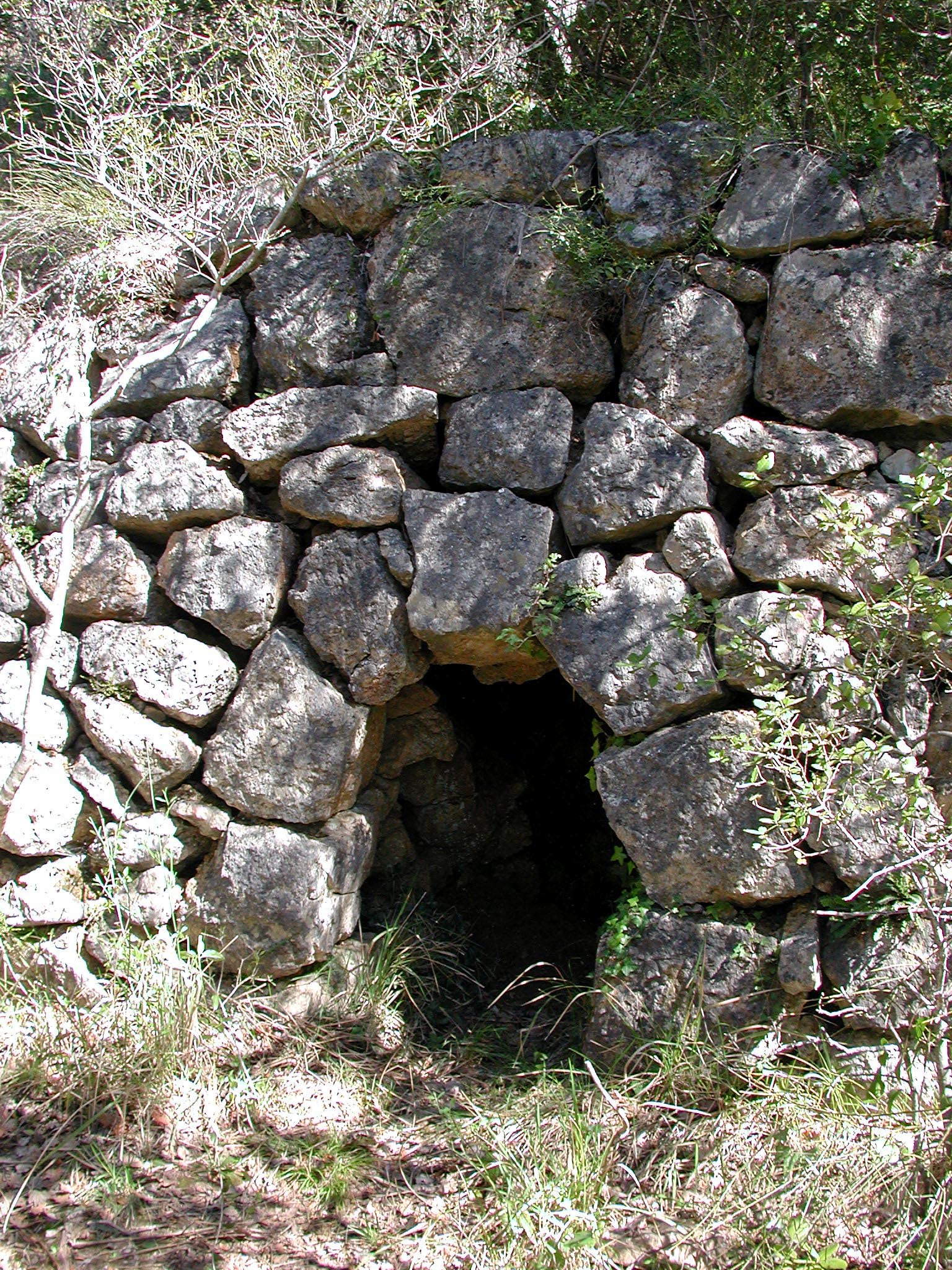
Puits de Frigoure, dit « romain ».
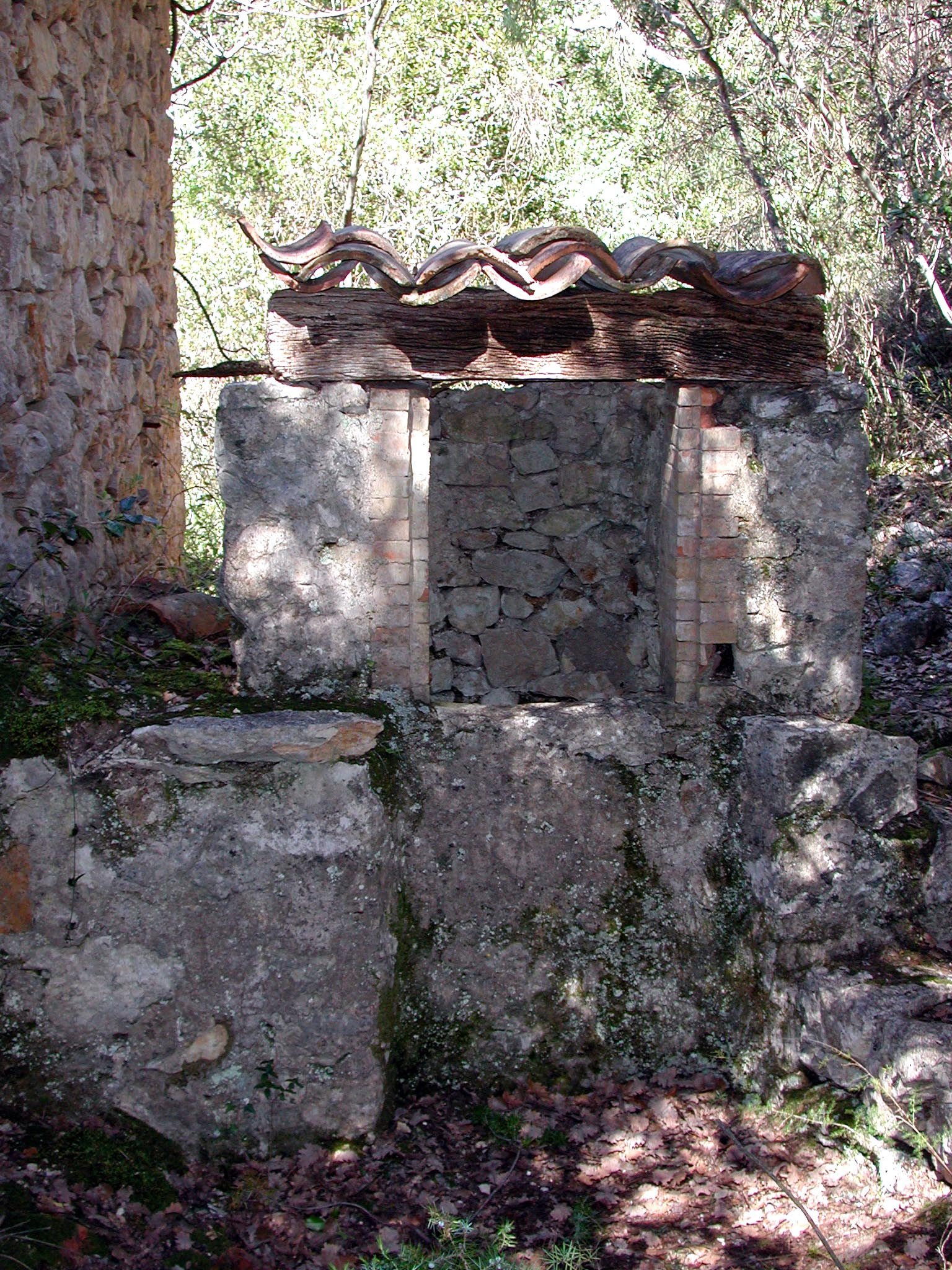
Puits de Frigoure.
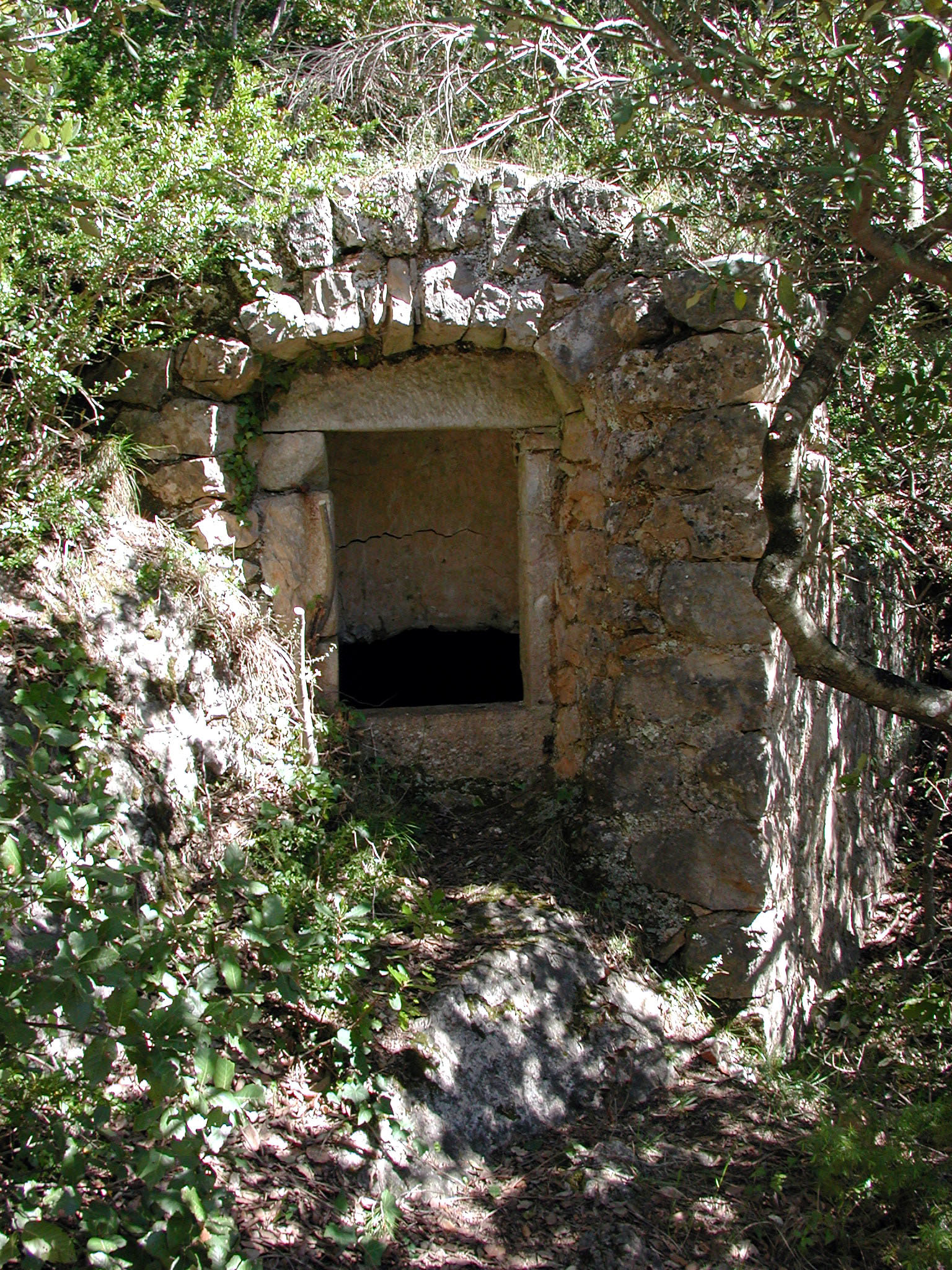
Puits de Frigoure.
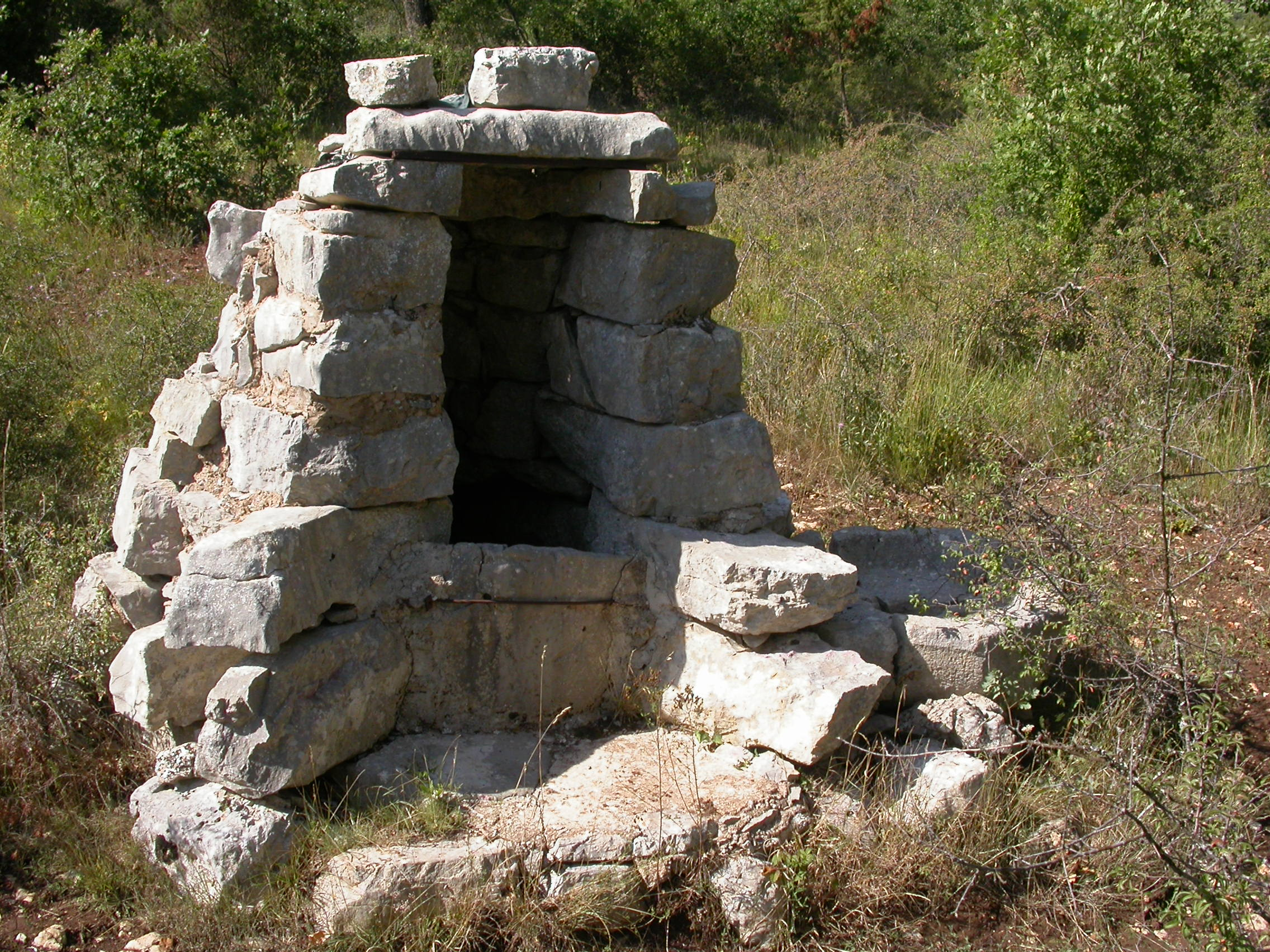
Puits couvert des Plaines.
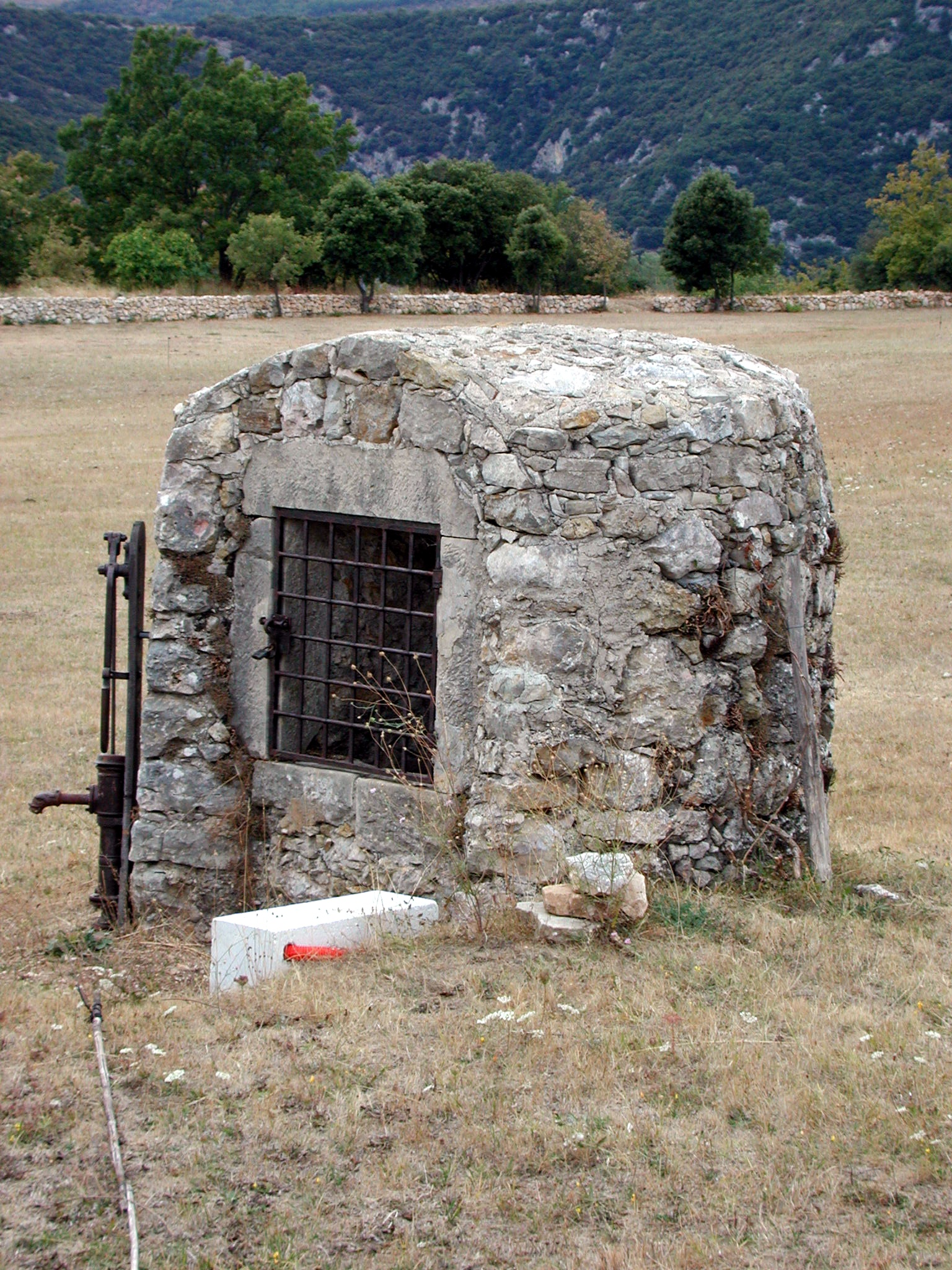
Puits couvert des Campestres.
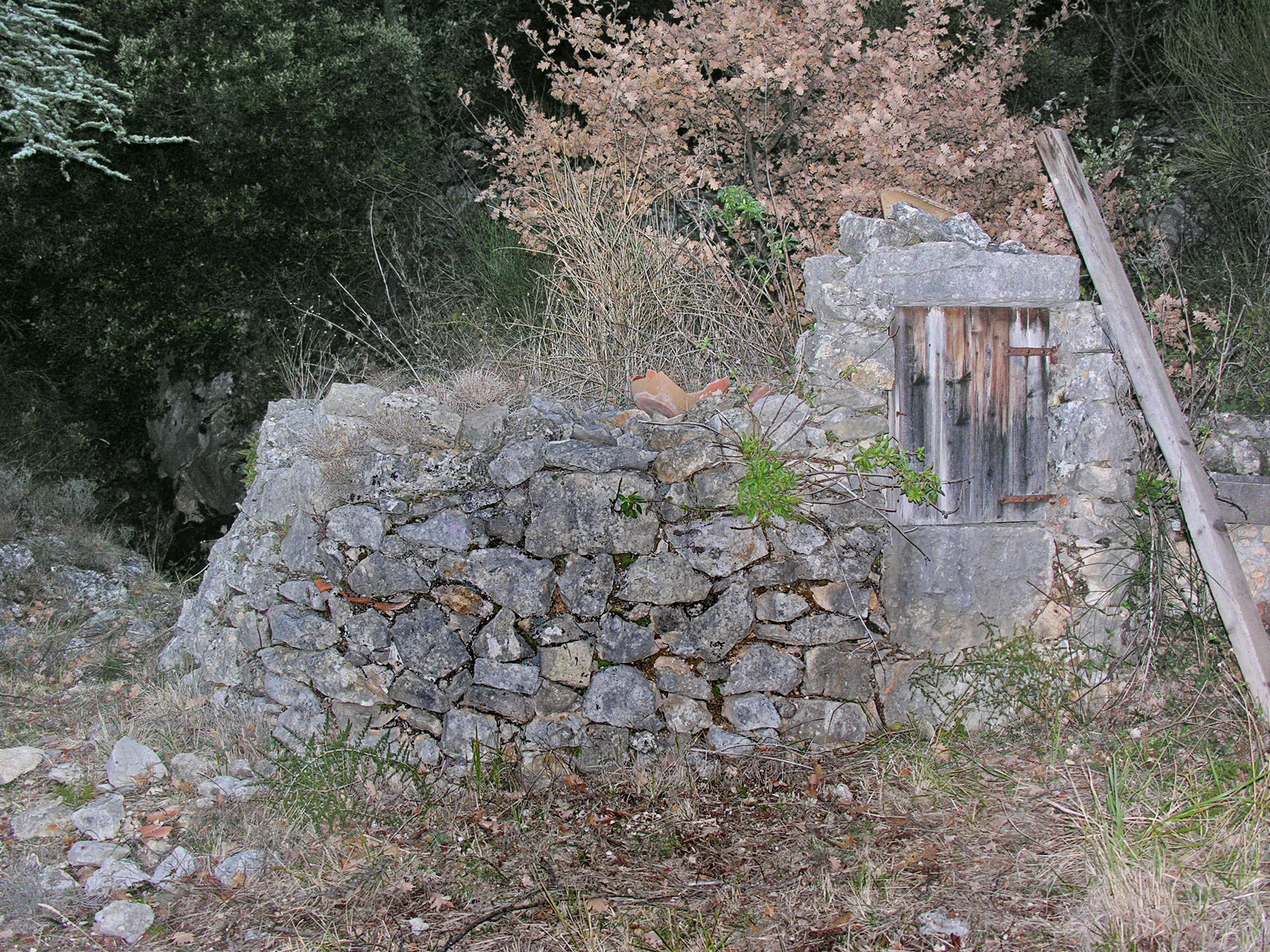
Puits couvert, en pierre sèche, sur une faille humide, et restes de poteries anciennes.
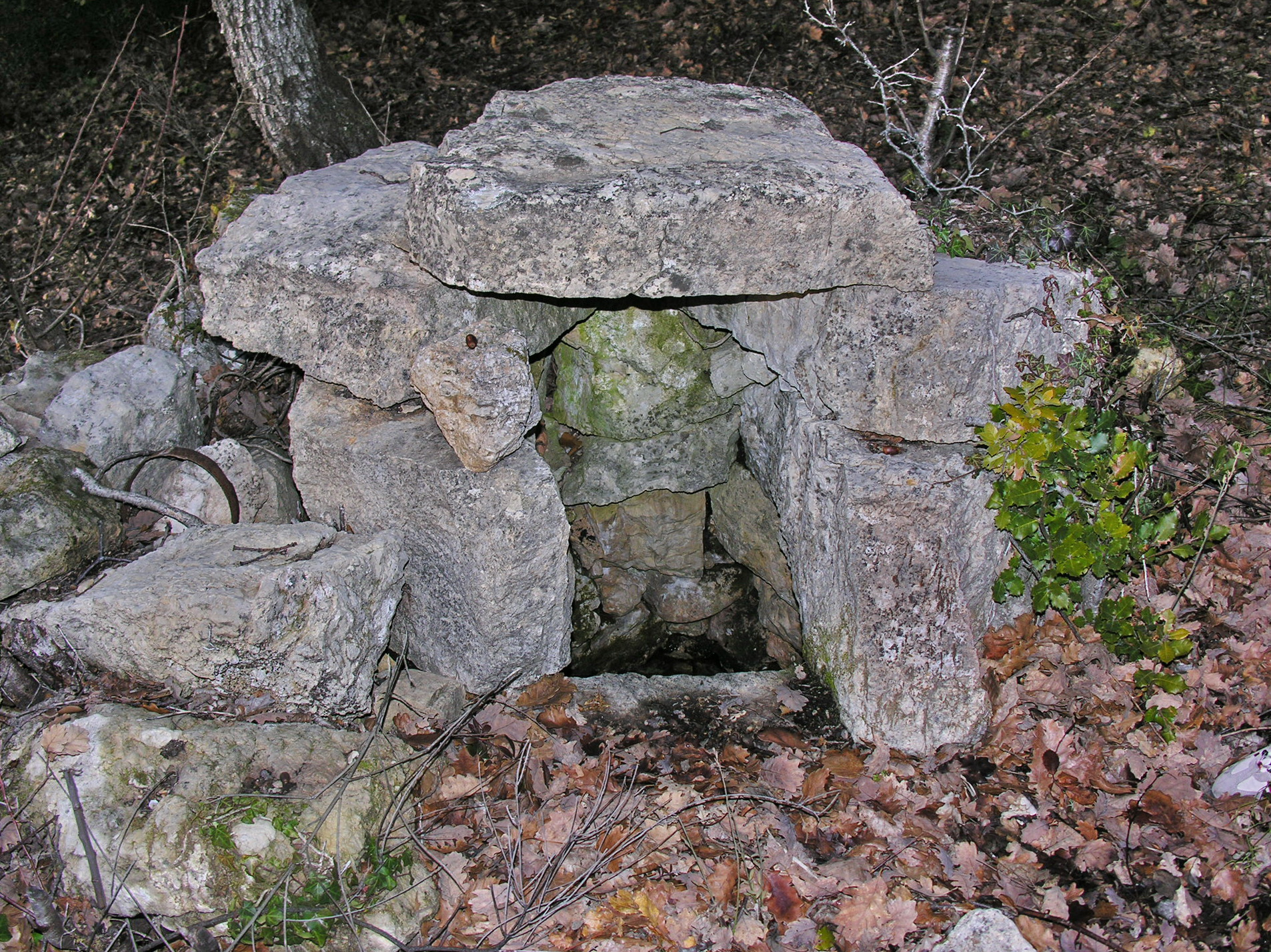
Petit puits couvert.

##### Restanques, fours à chaux, graïssiers, etc.

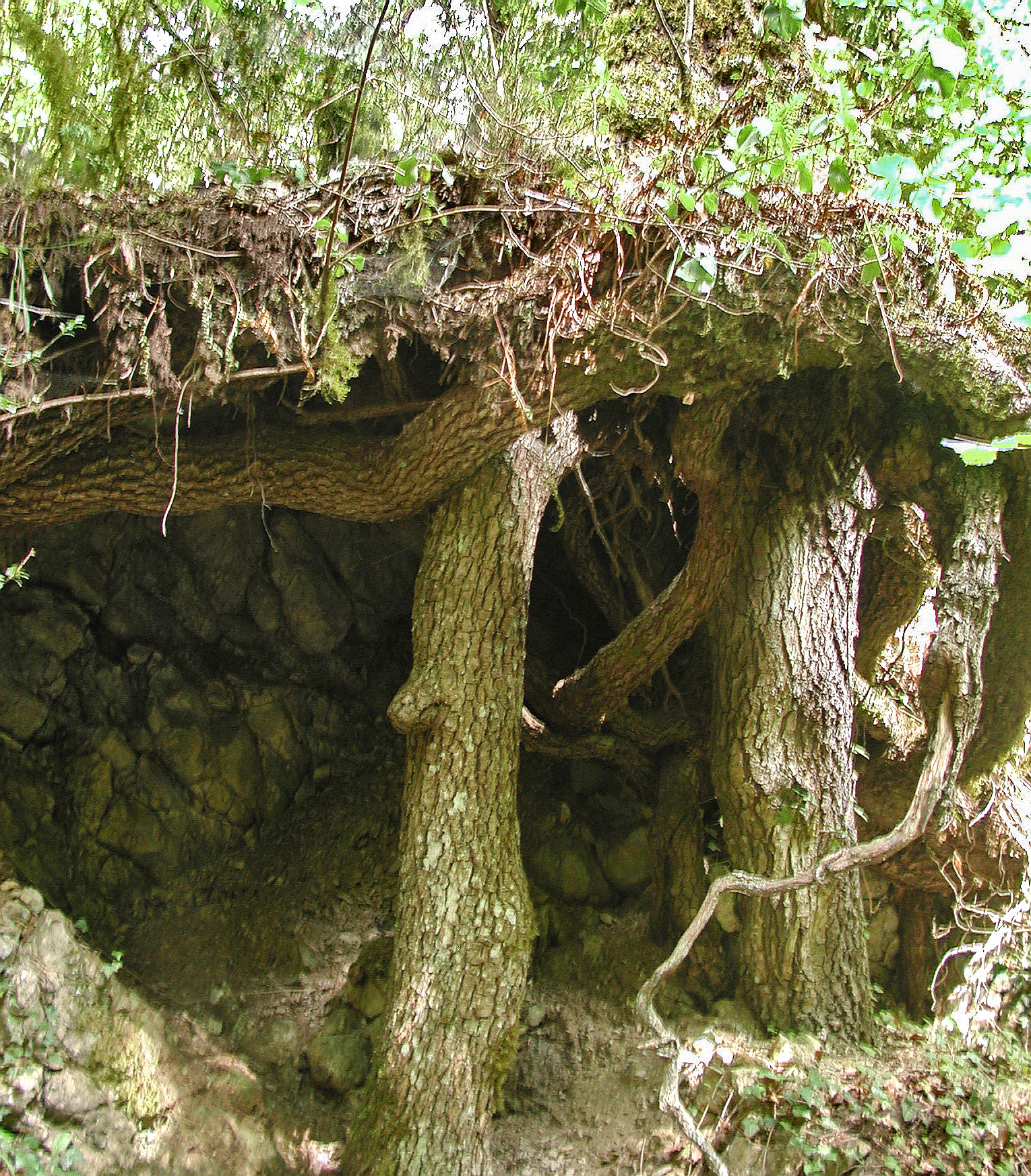
Cabane de charbonnier sur le Fil.
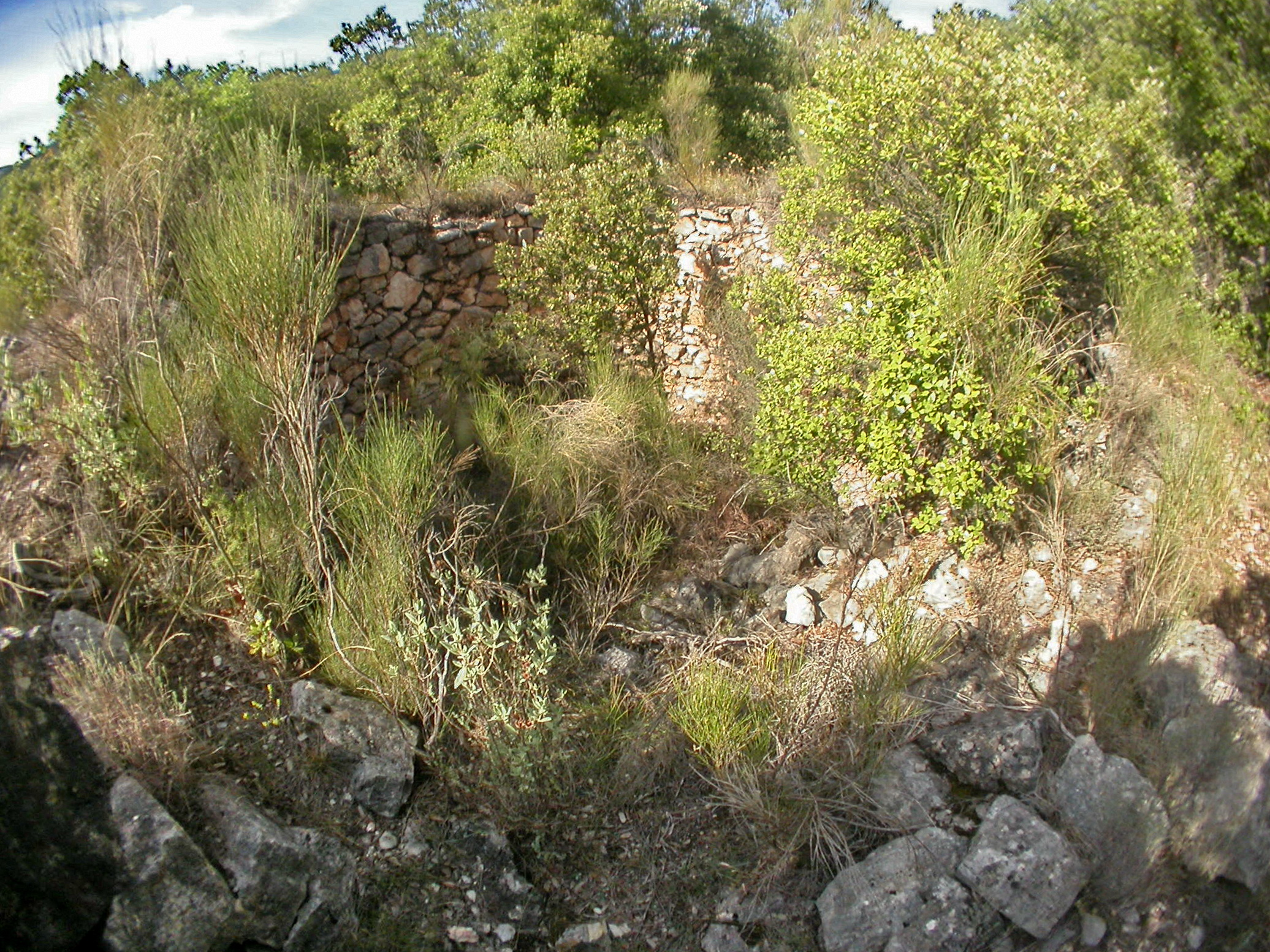
Four à chaux proche de l'aqueduc romain.
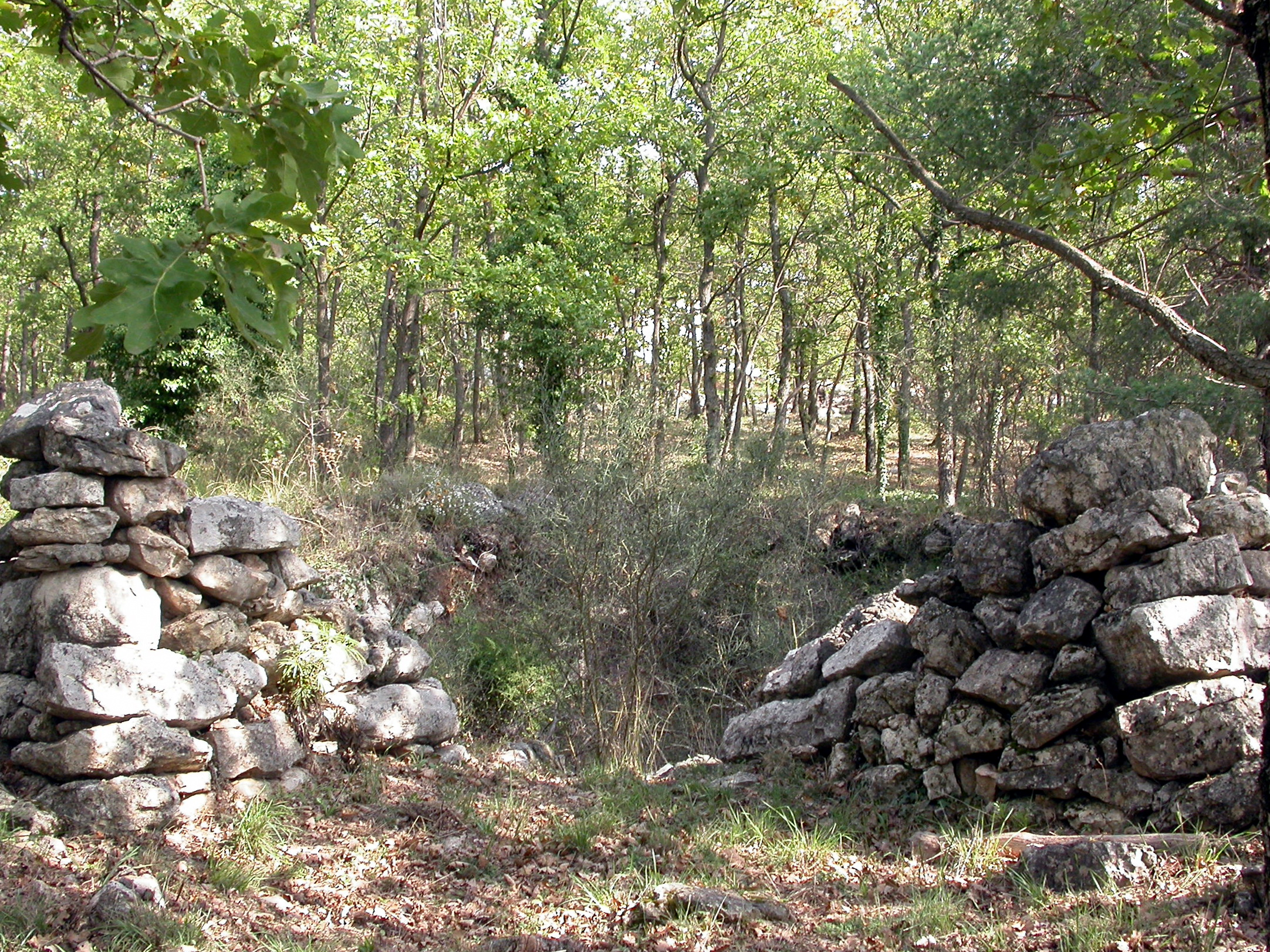
Four à chaux proche de l'aqueduc romain.
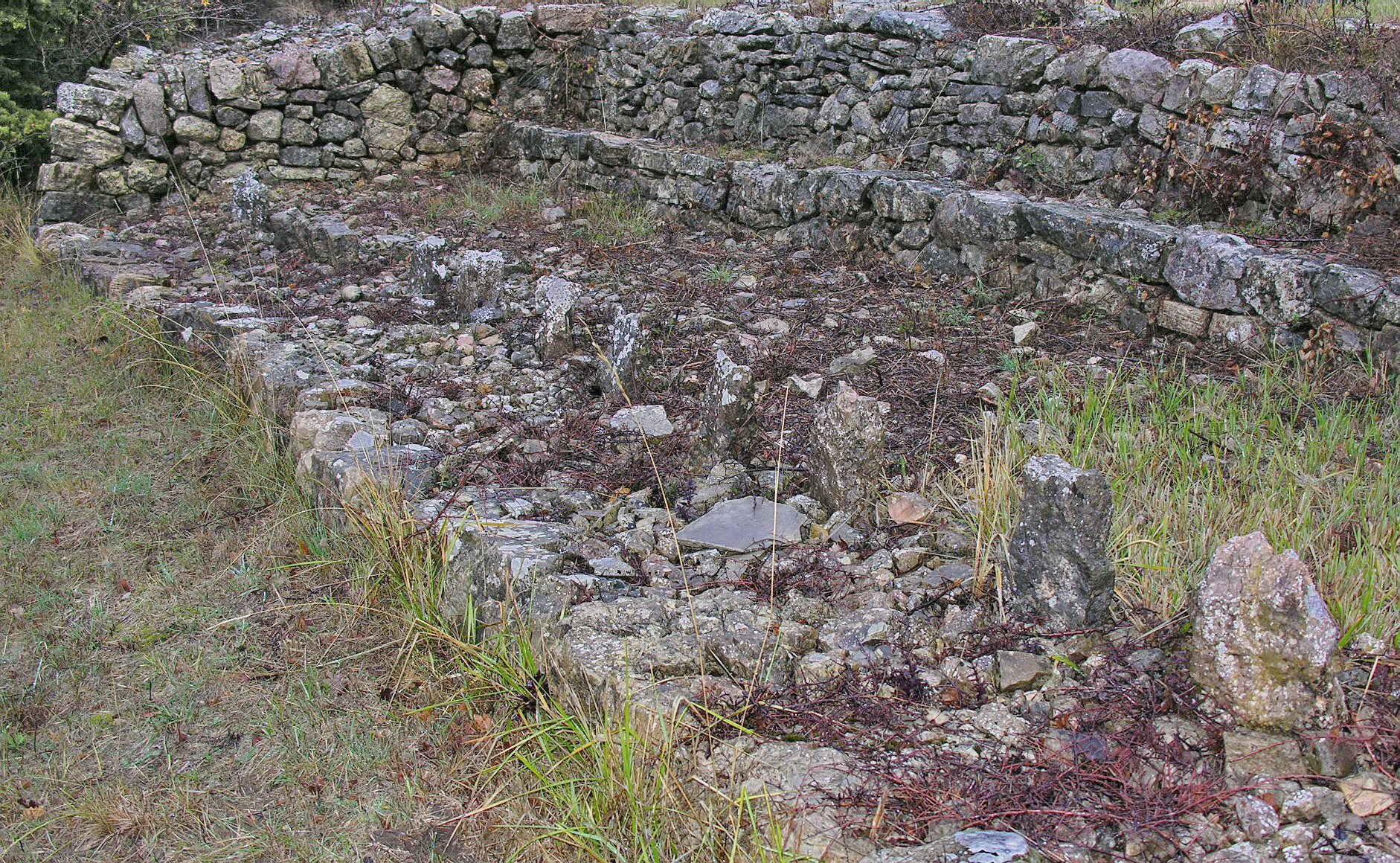
Graïssier (séchoir à figues).
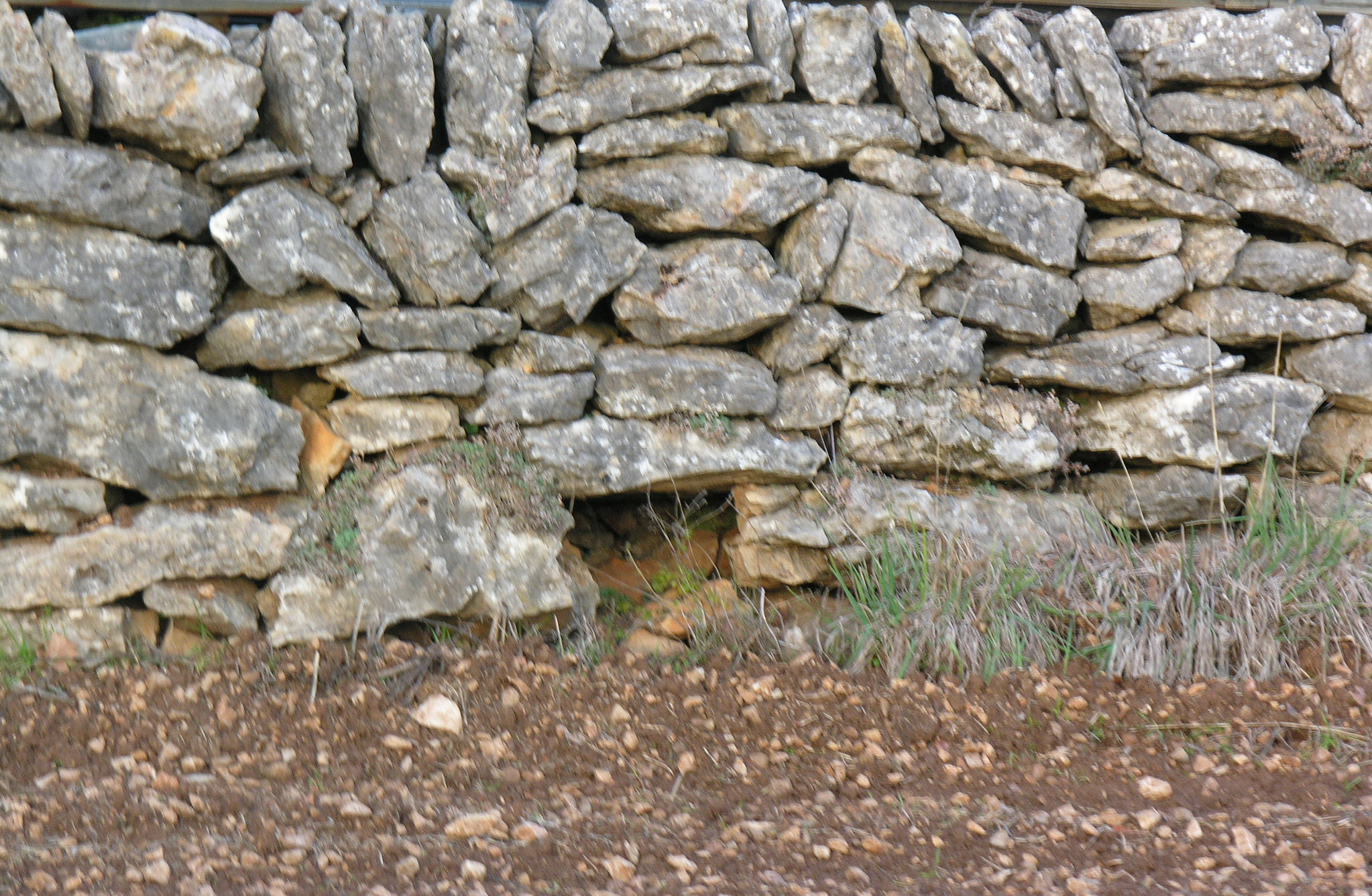
Lèque ou piège à lapin aménagé dans une restanque.
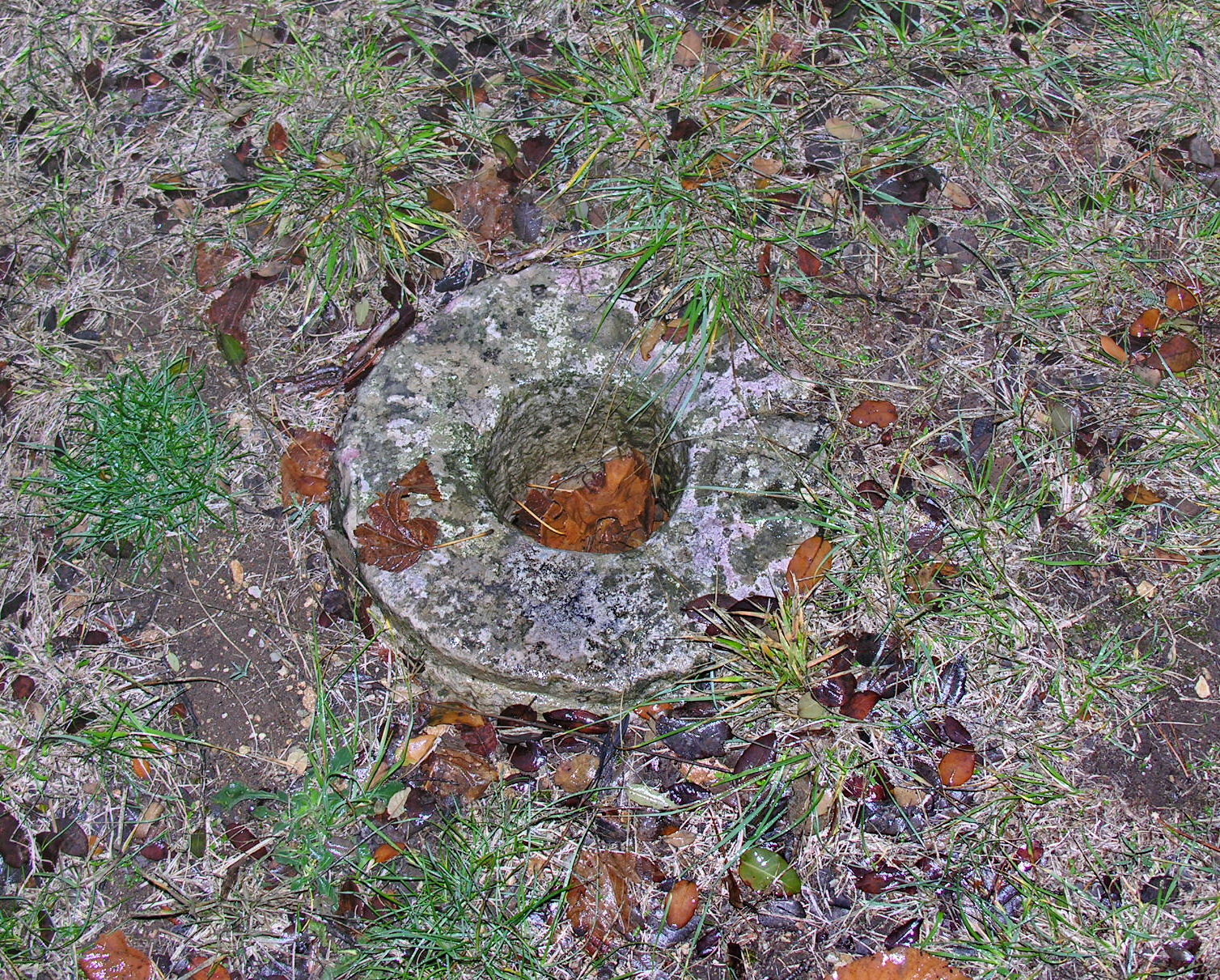
Pierre centrale d'aire de battage.
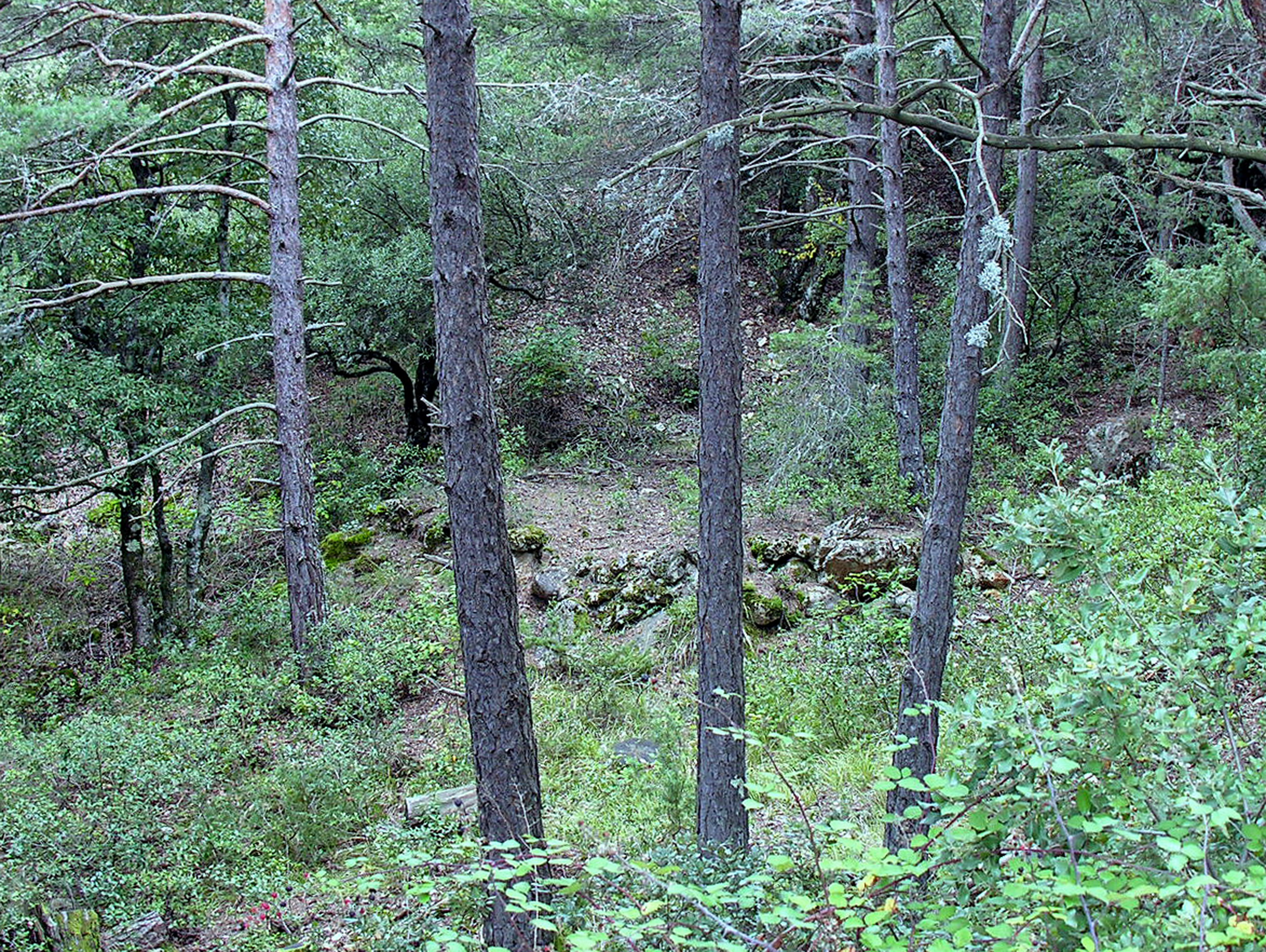
Recavade des Louquiers (restanque-barrage).
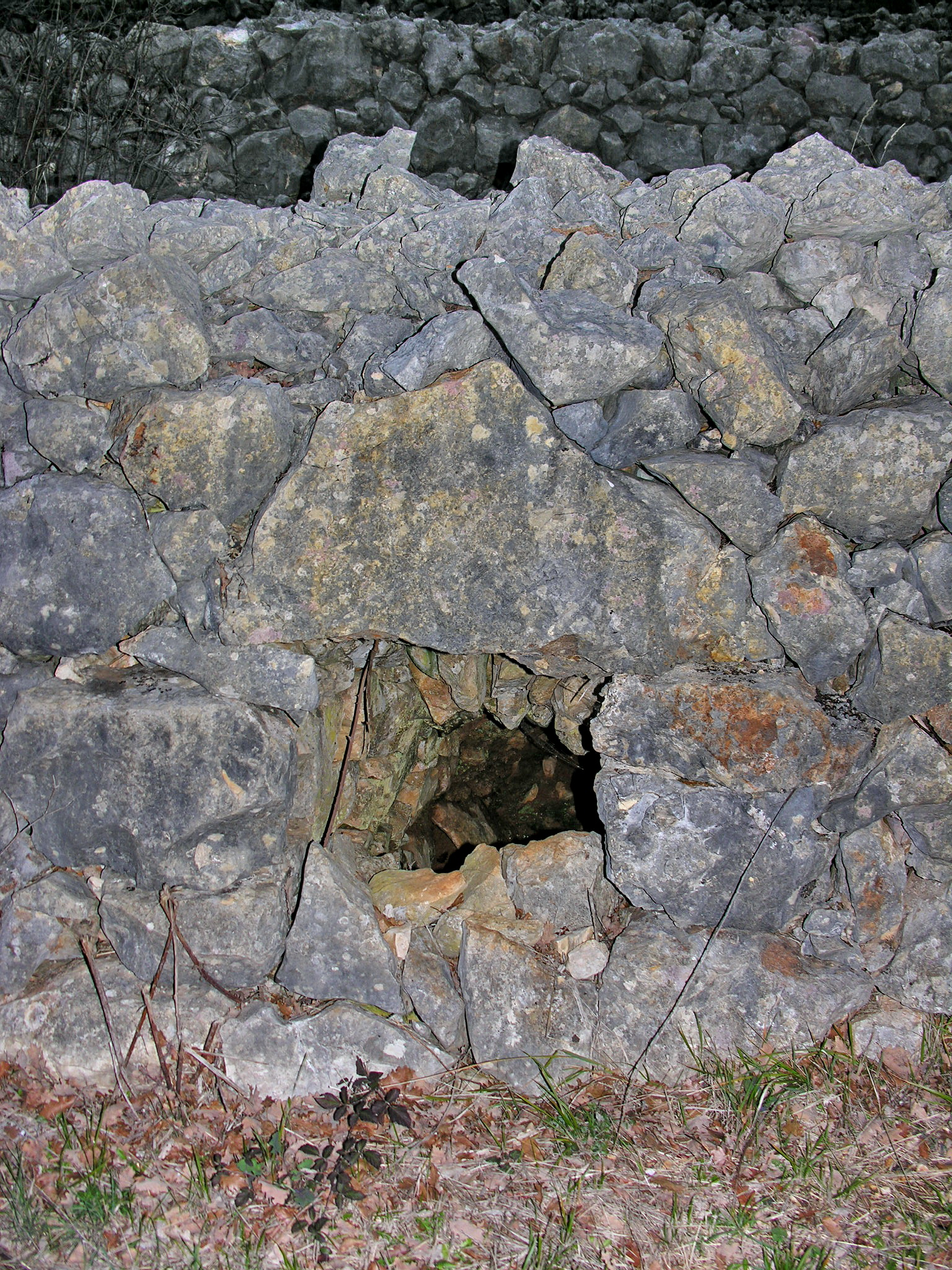
Aven sous restanque aménagé en aiguier-citerne.
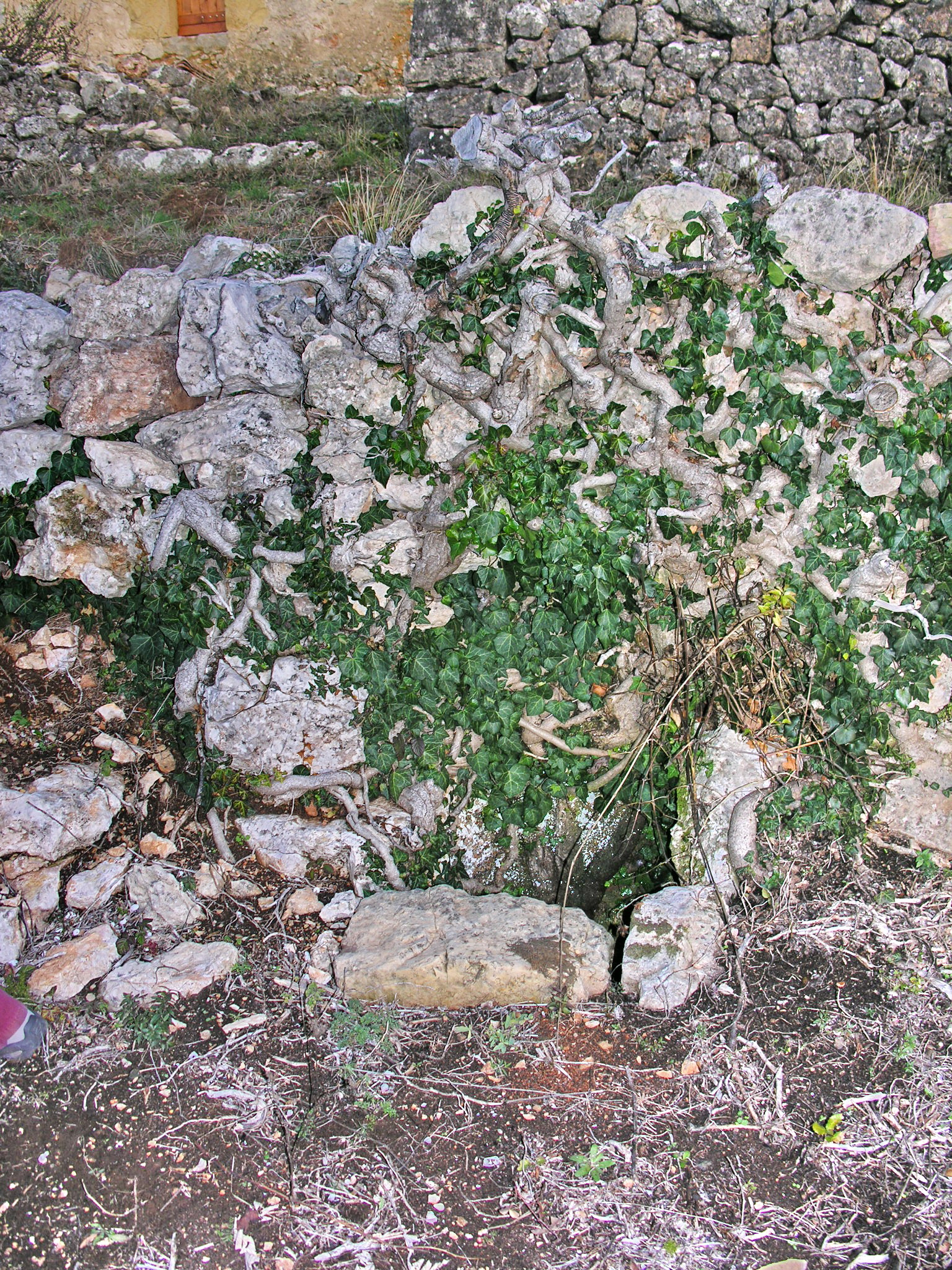
Trou au bas d'une berge (restanque), caché par du lierre.
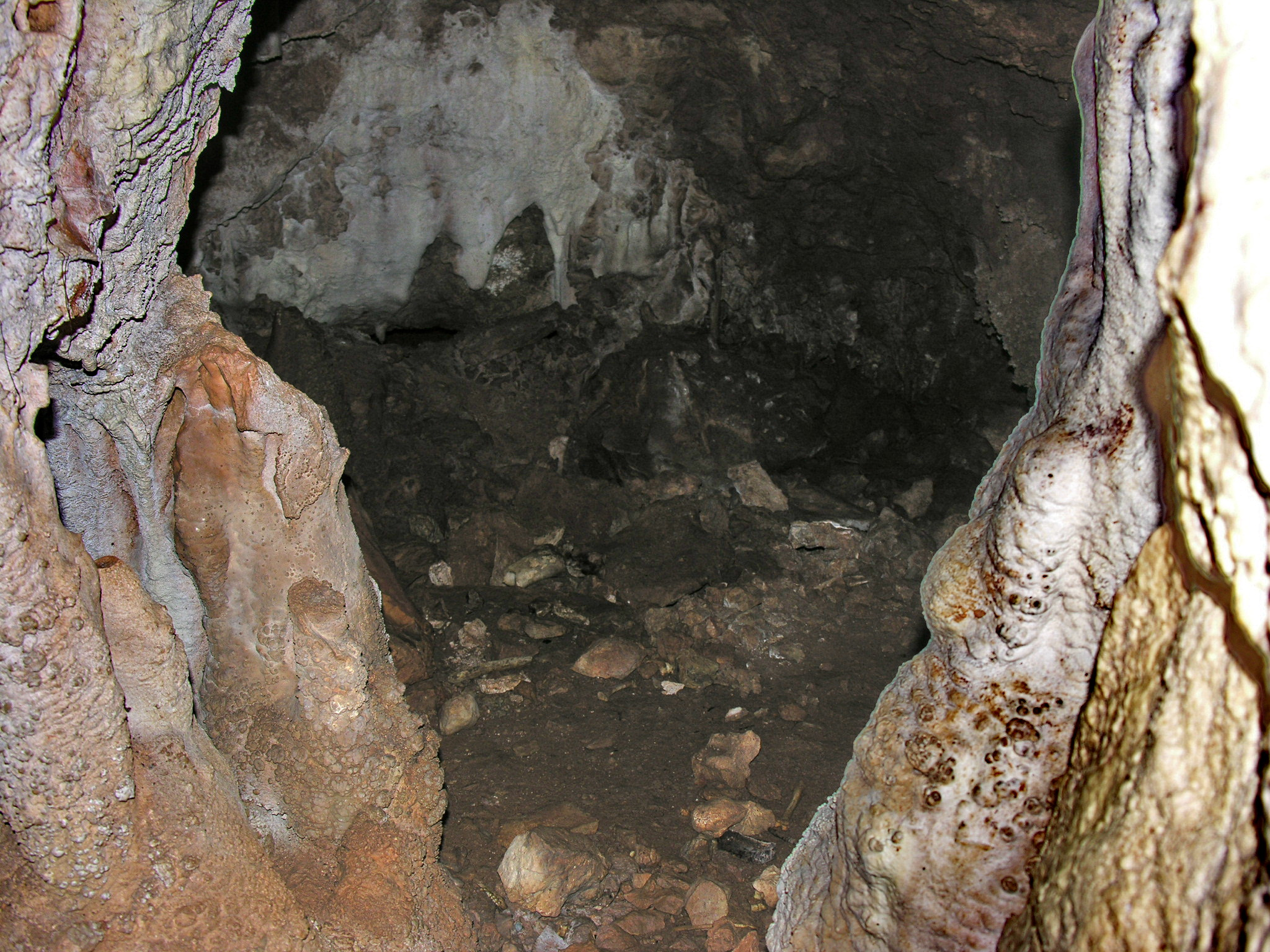
Même trou débouchant sur une salle naturelle où 10 hommes peuvent tenir debout.
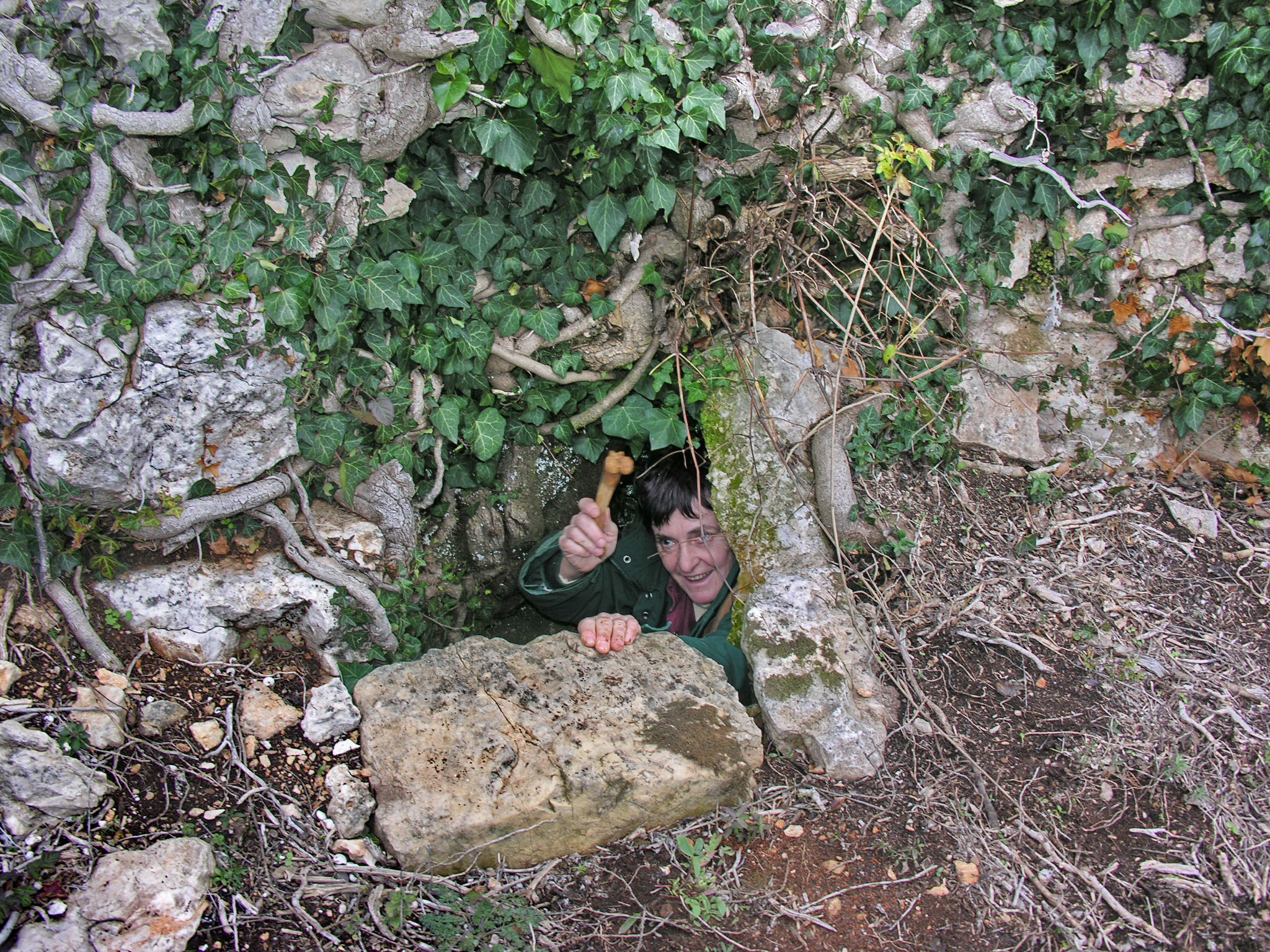
Sortie de la cave naturelle, vraisemblablement habitée.

##### Les tours-pigeonnier

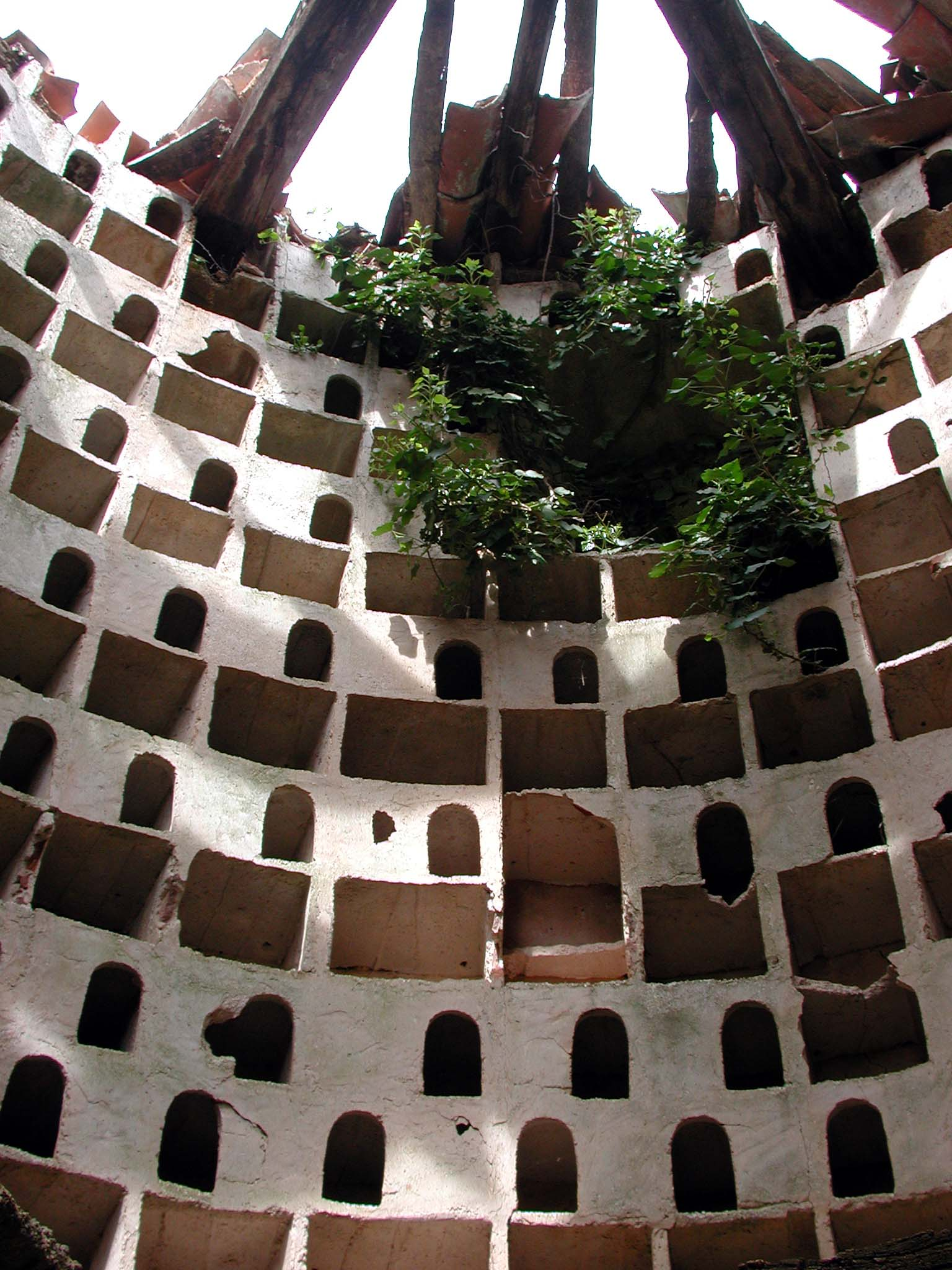
Tour-pigeonnier de San-Peyre.
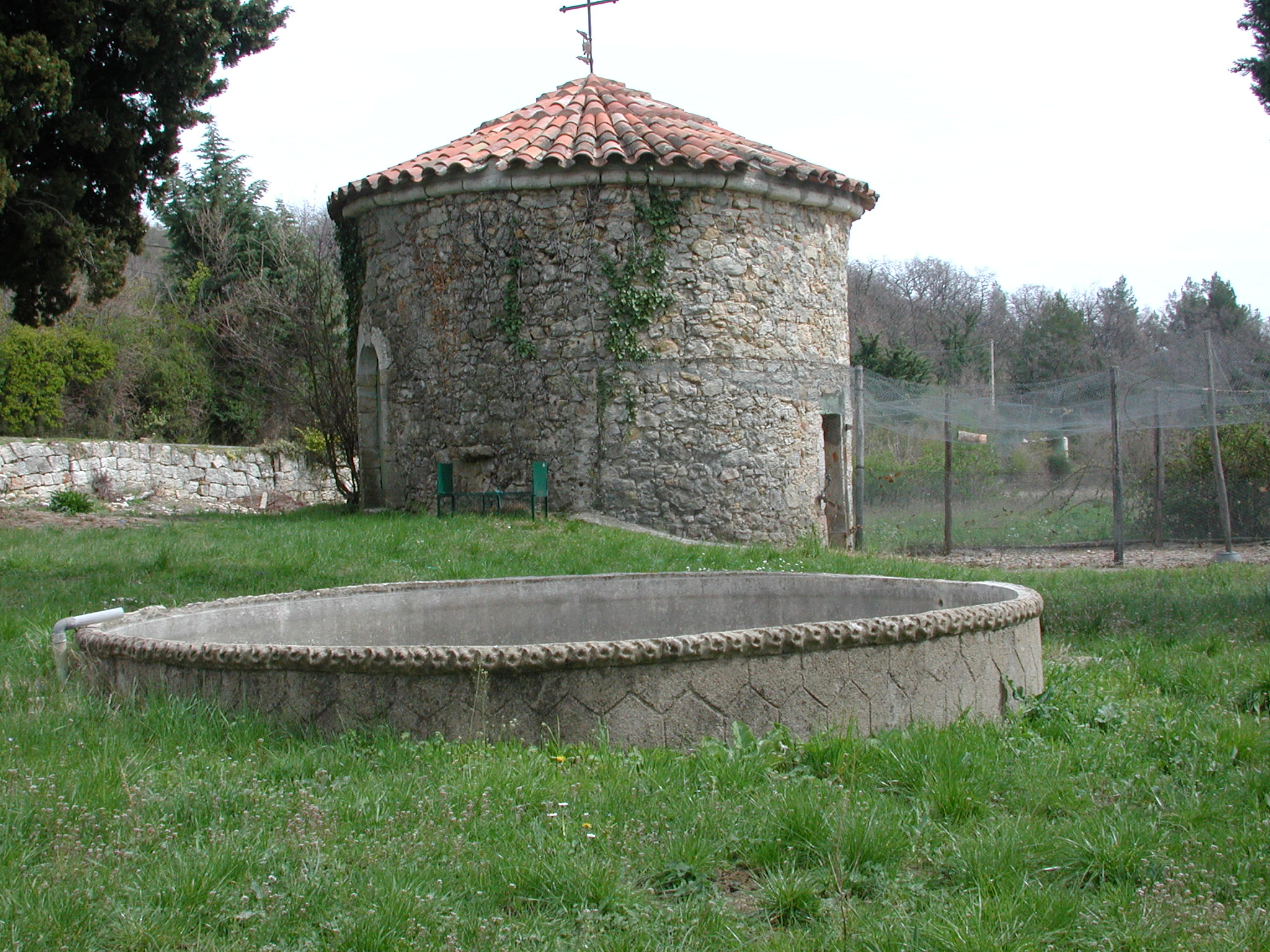
Tour-pigeonnier de Bourigaille.
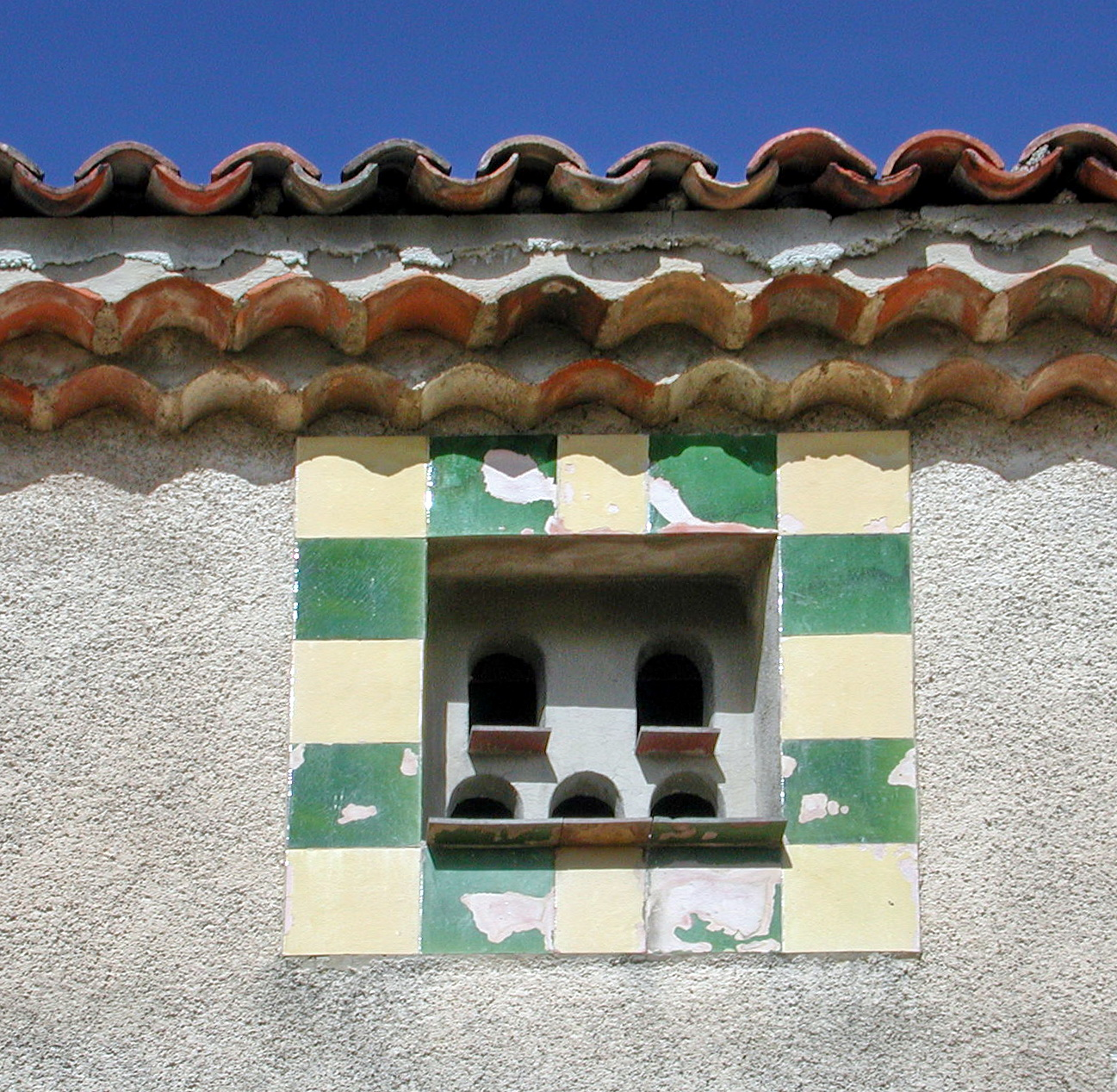
Pigeonnier du château d'Esclapon-bas.

##### Moulins, usines et barrages

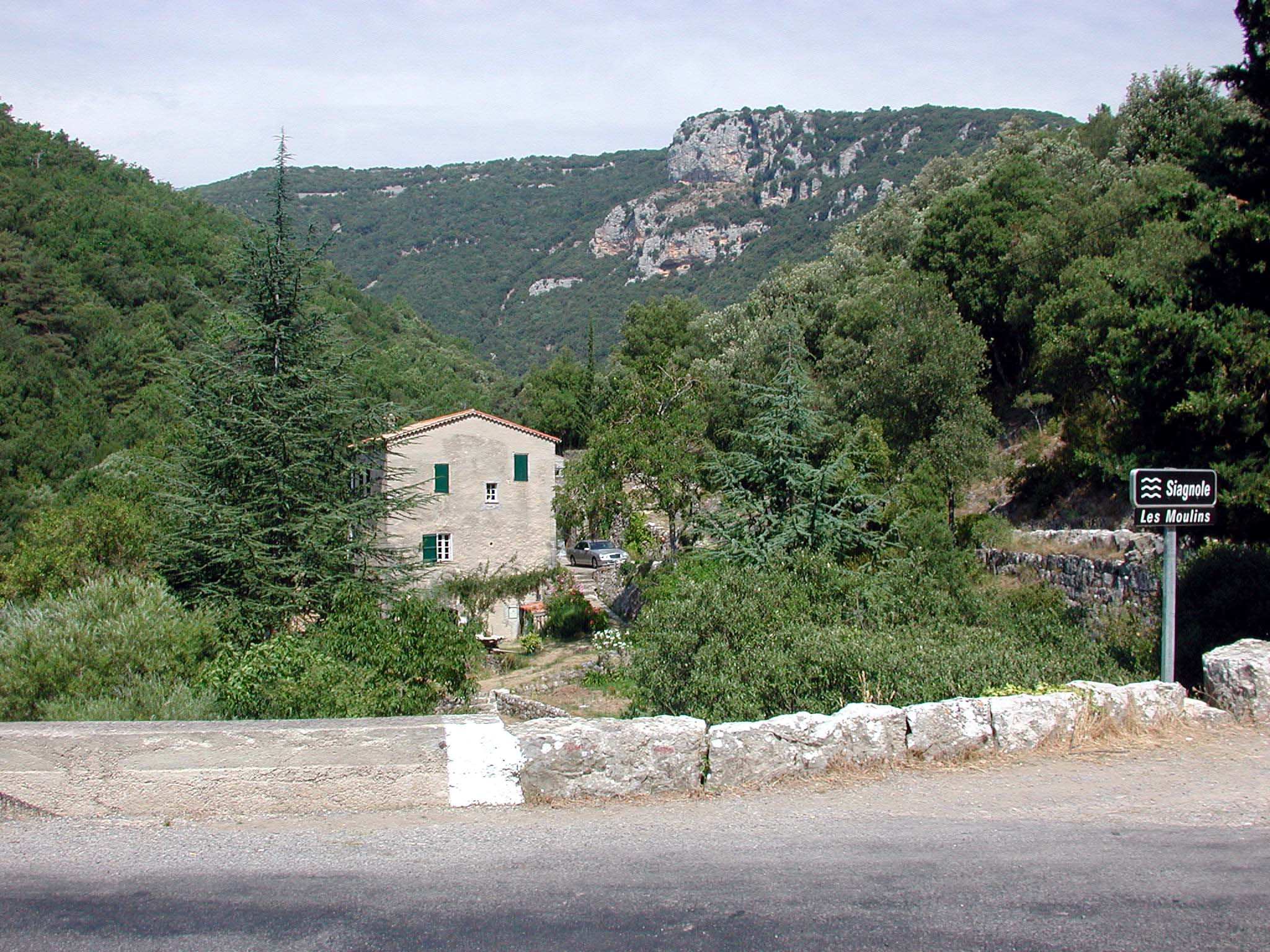
Ancien moulin communal de Mons (blé, olives, foulon).
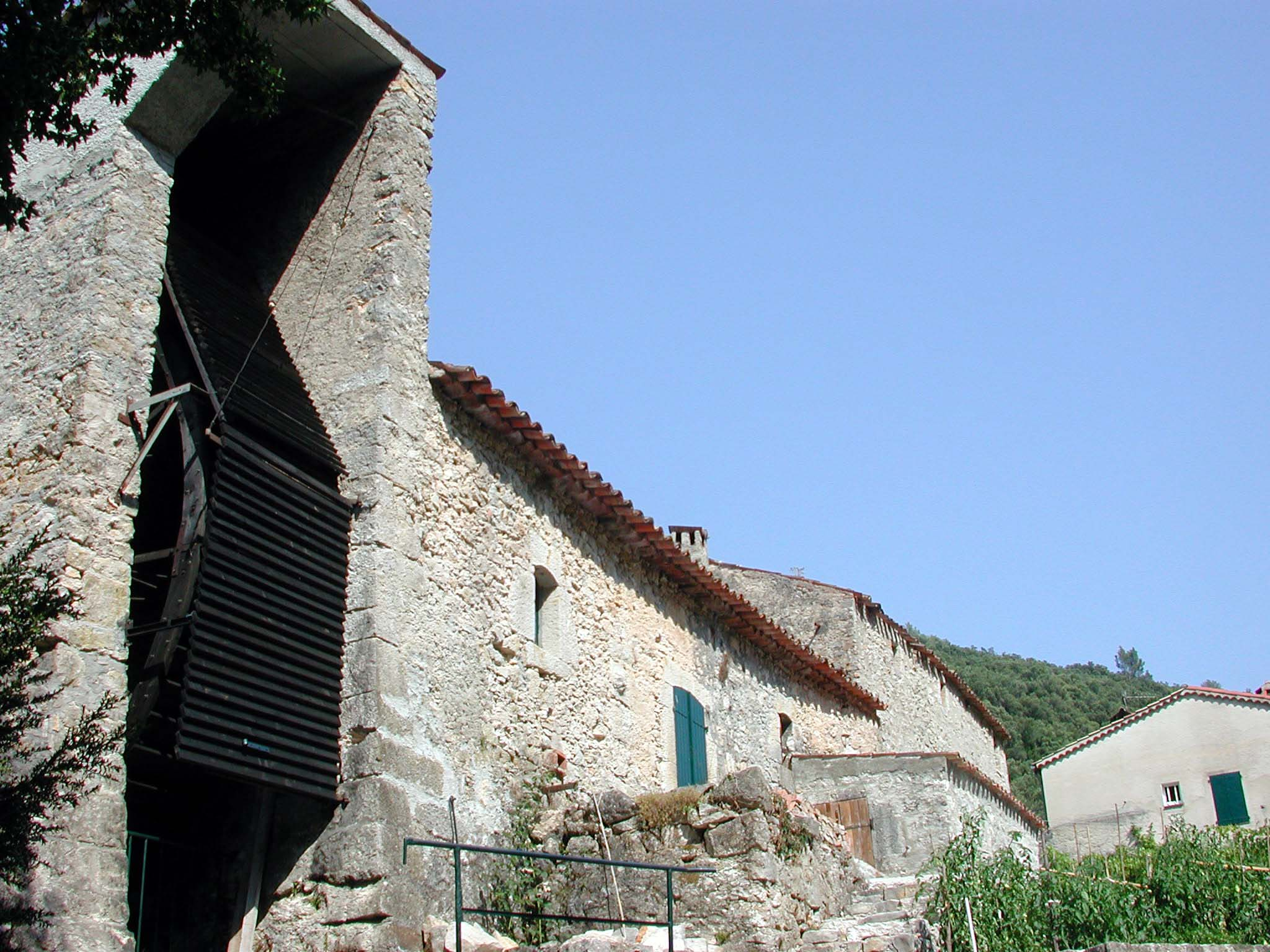
Ancien moulin communal de Mons (blé, olives, foulon).
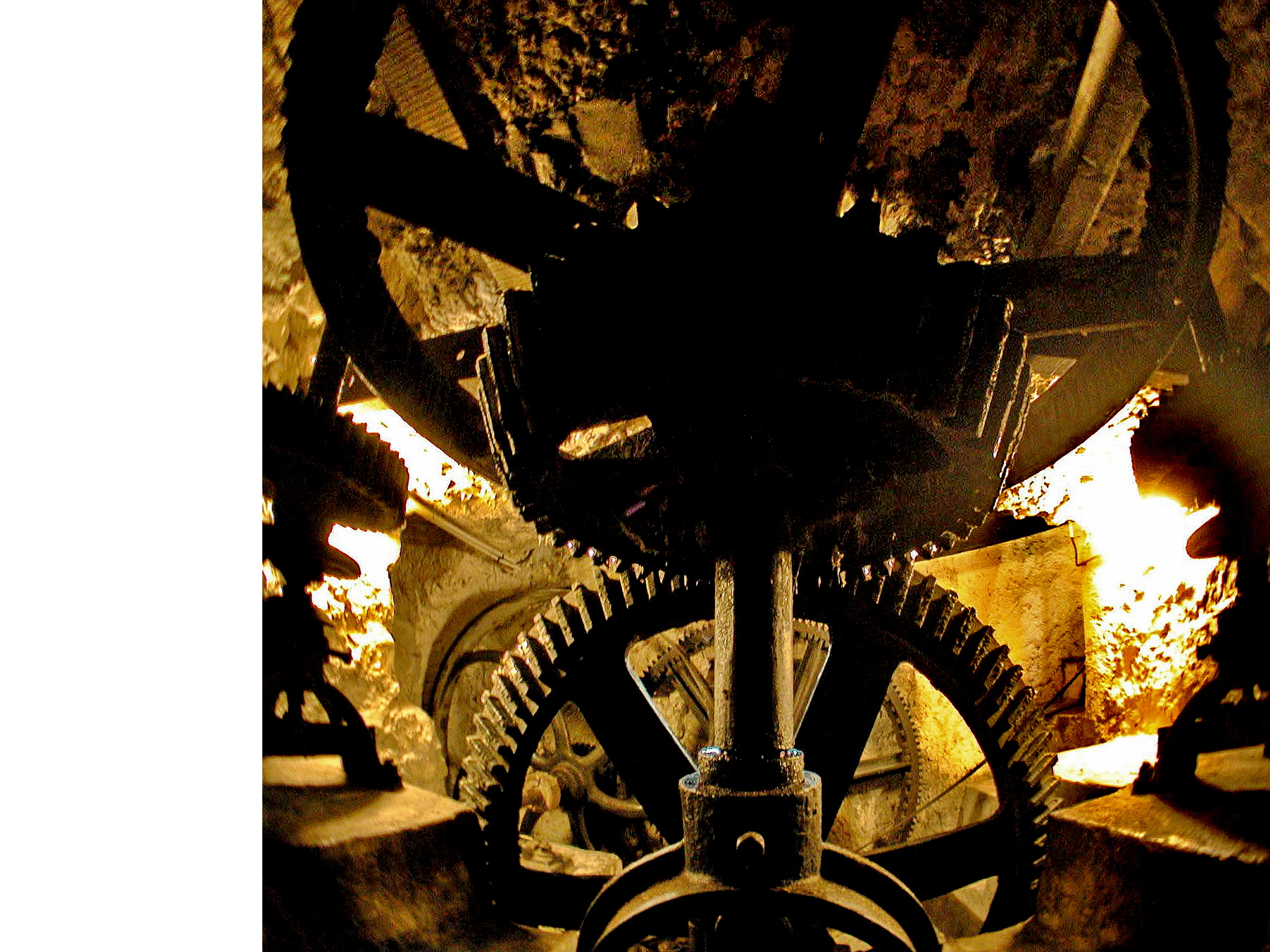
Moulin communal à blé : mécanisme de transmission avec dents en bois.
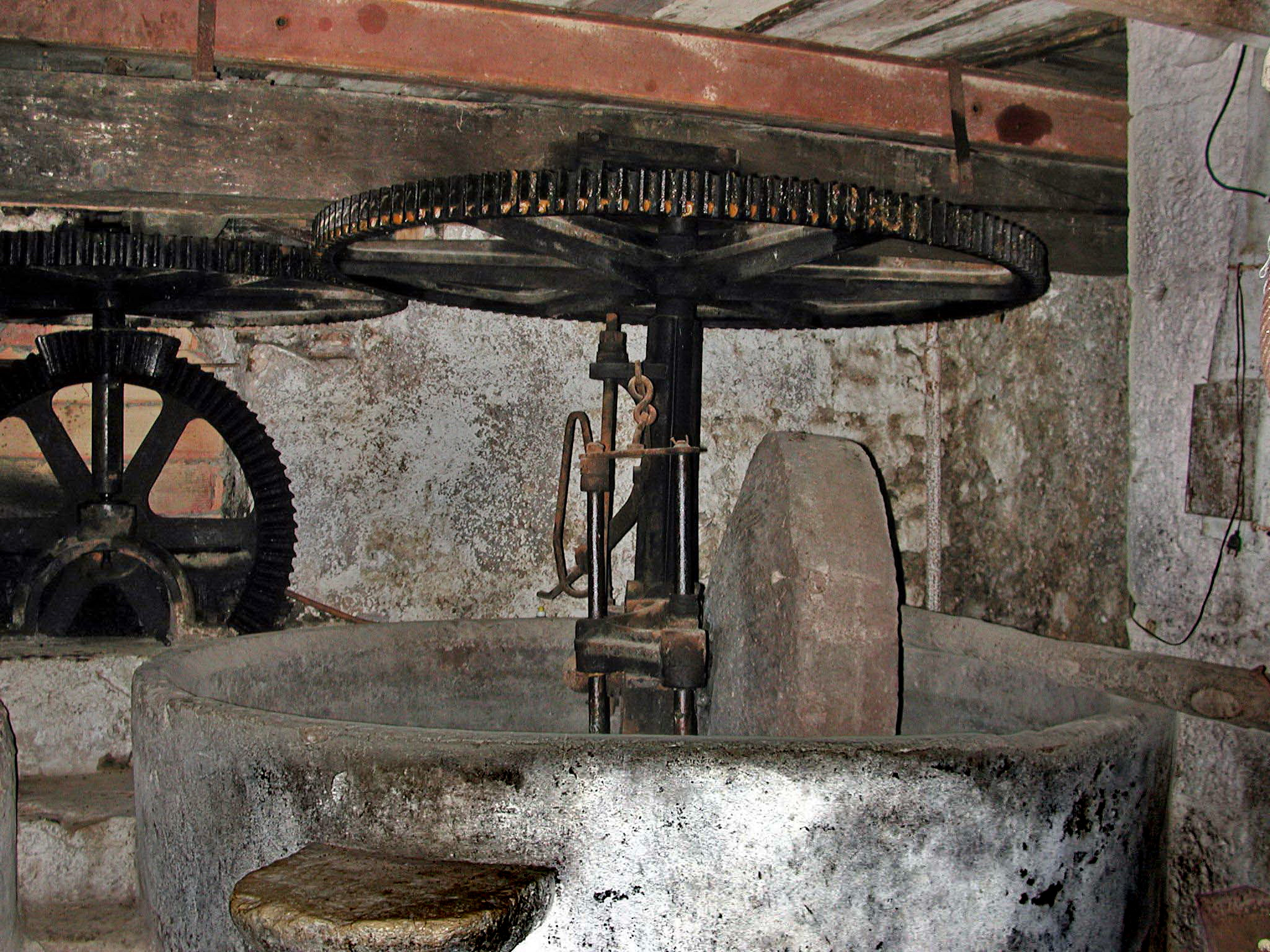
Moulin à huile.
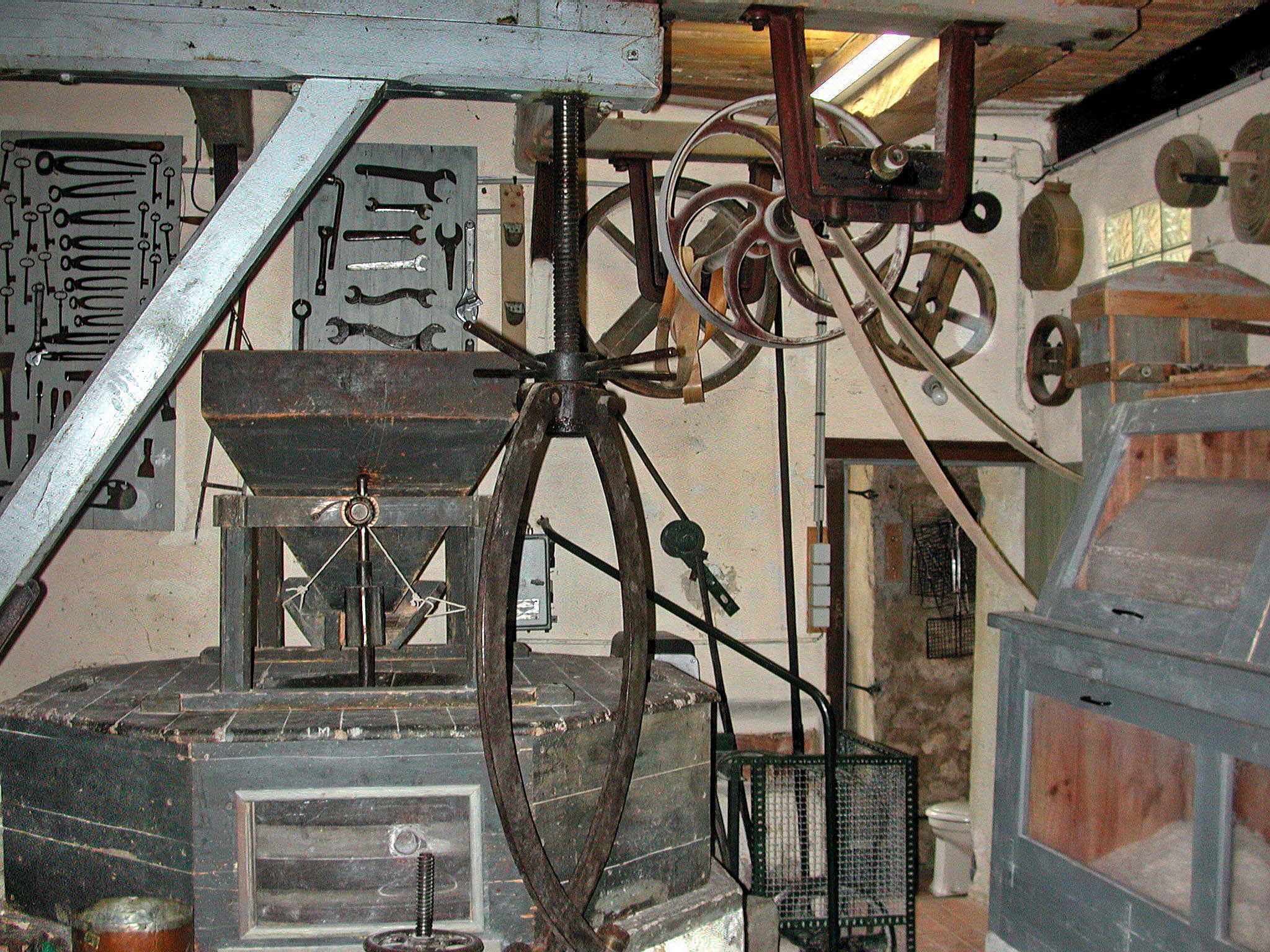
Moulin à farine.
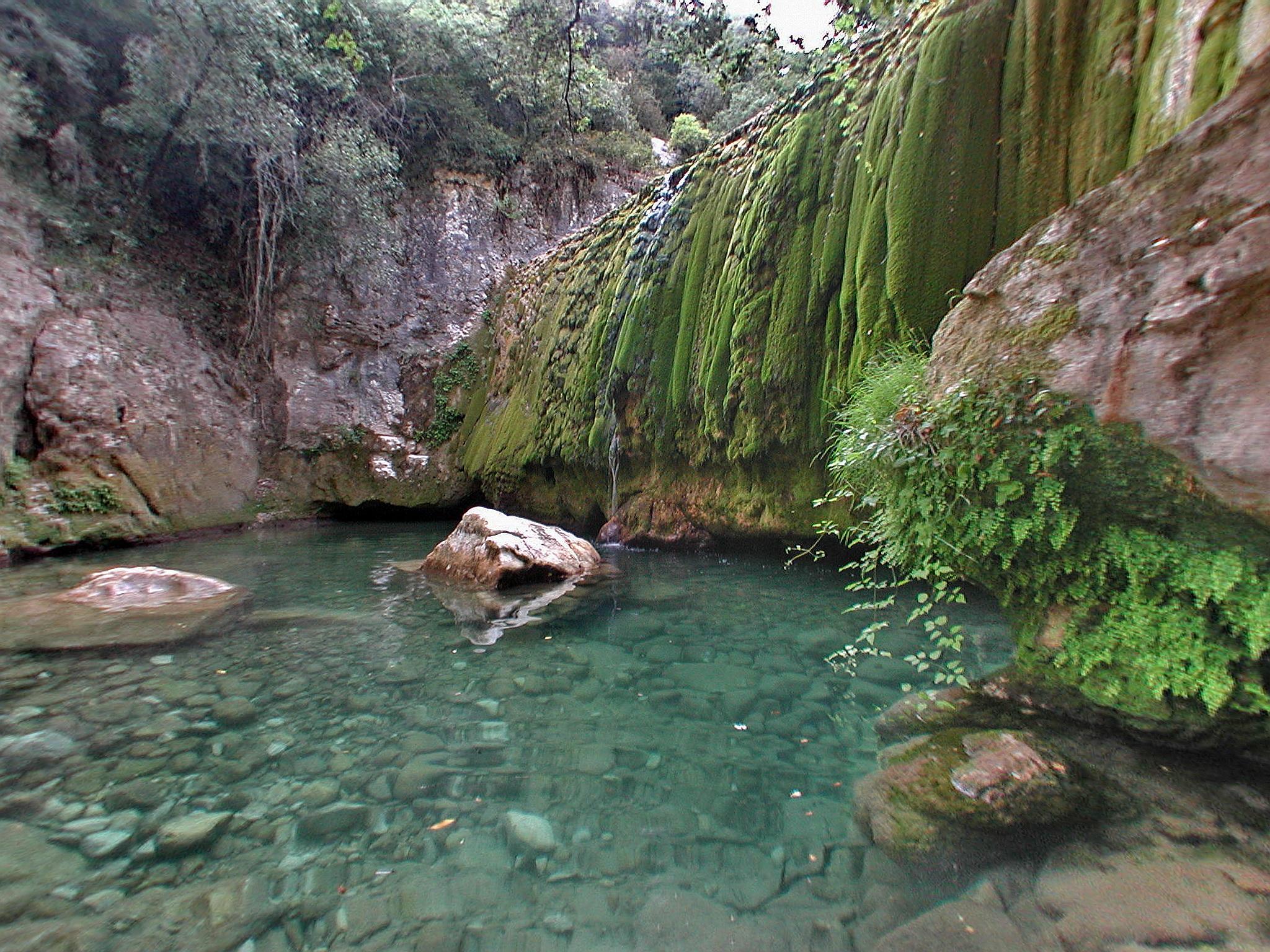
Barrage de capture sur la Siagnole, en période sèche.
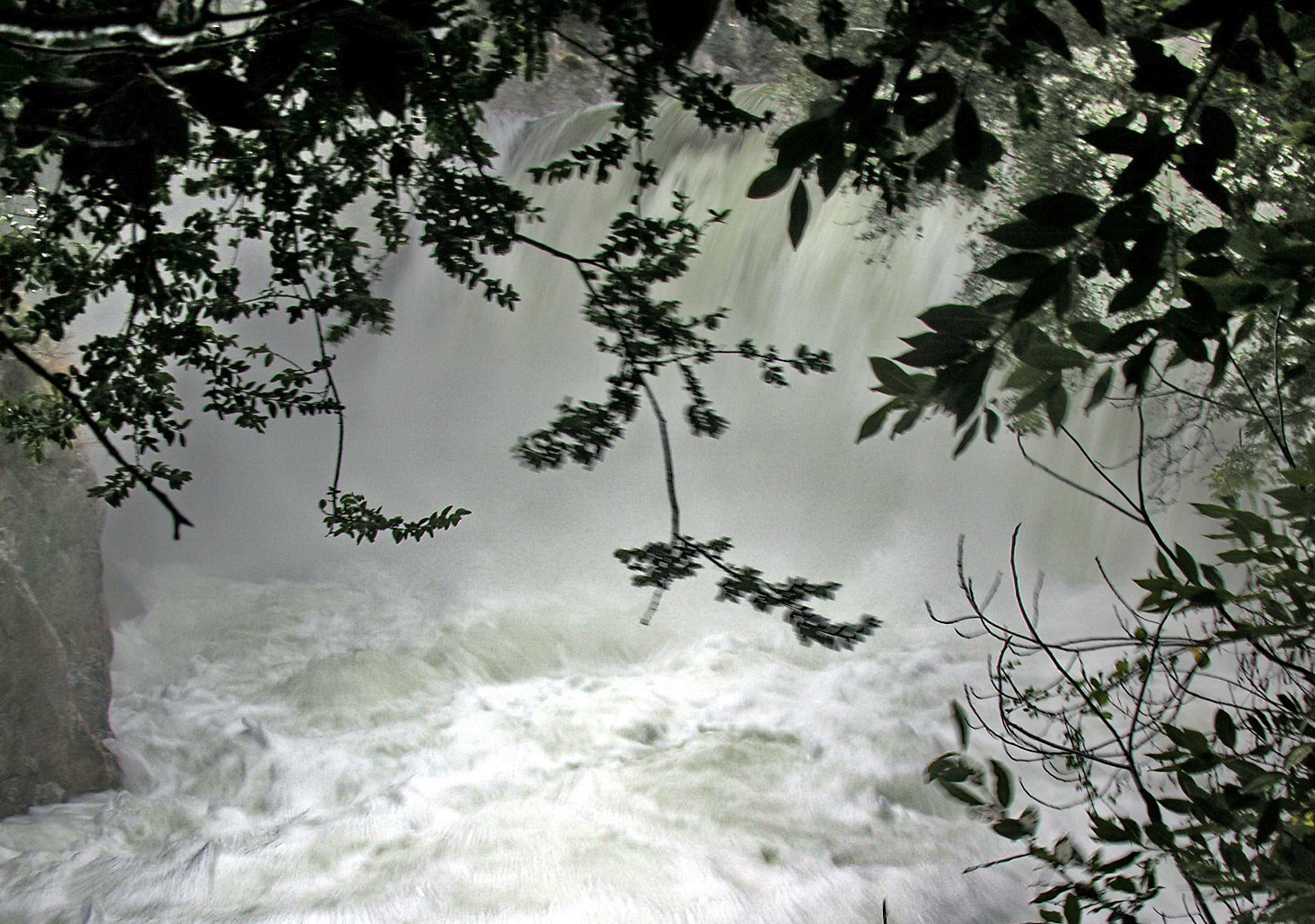
Barrage de capture sur la Siagnole, après la pluie.
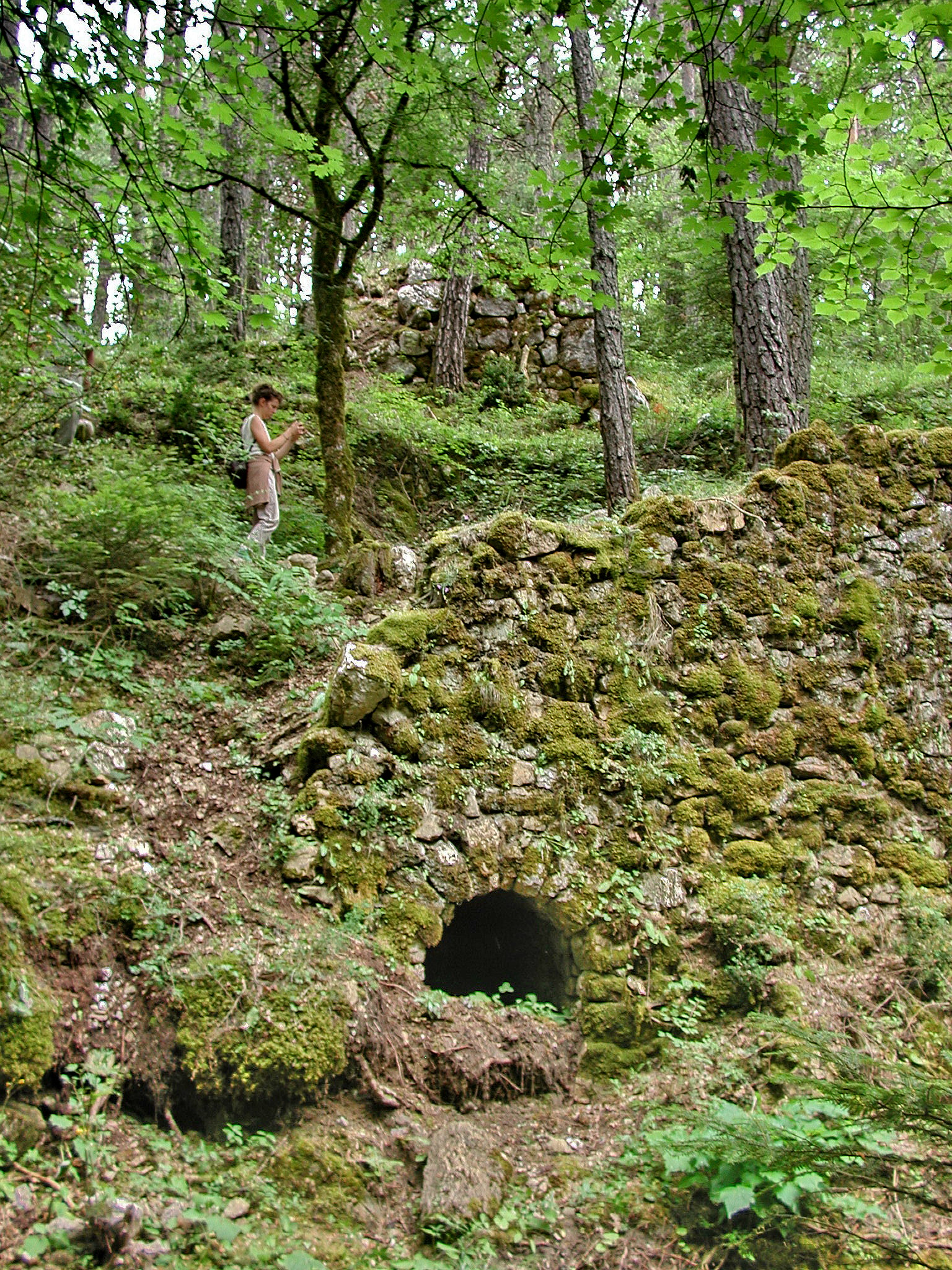
Ancien moulin à cuillère sur le Fil (Esclapon).
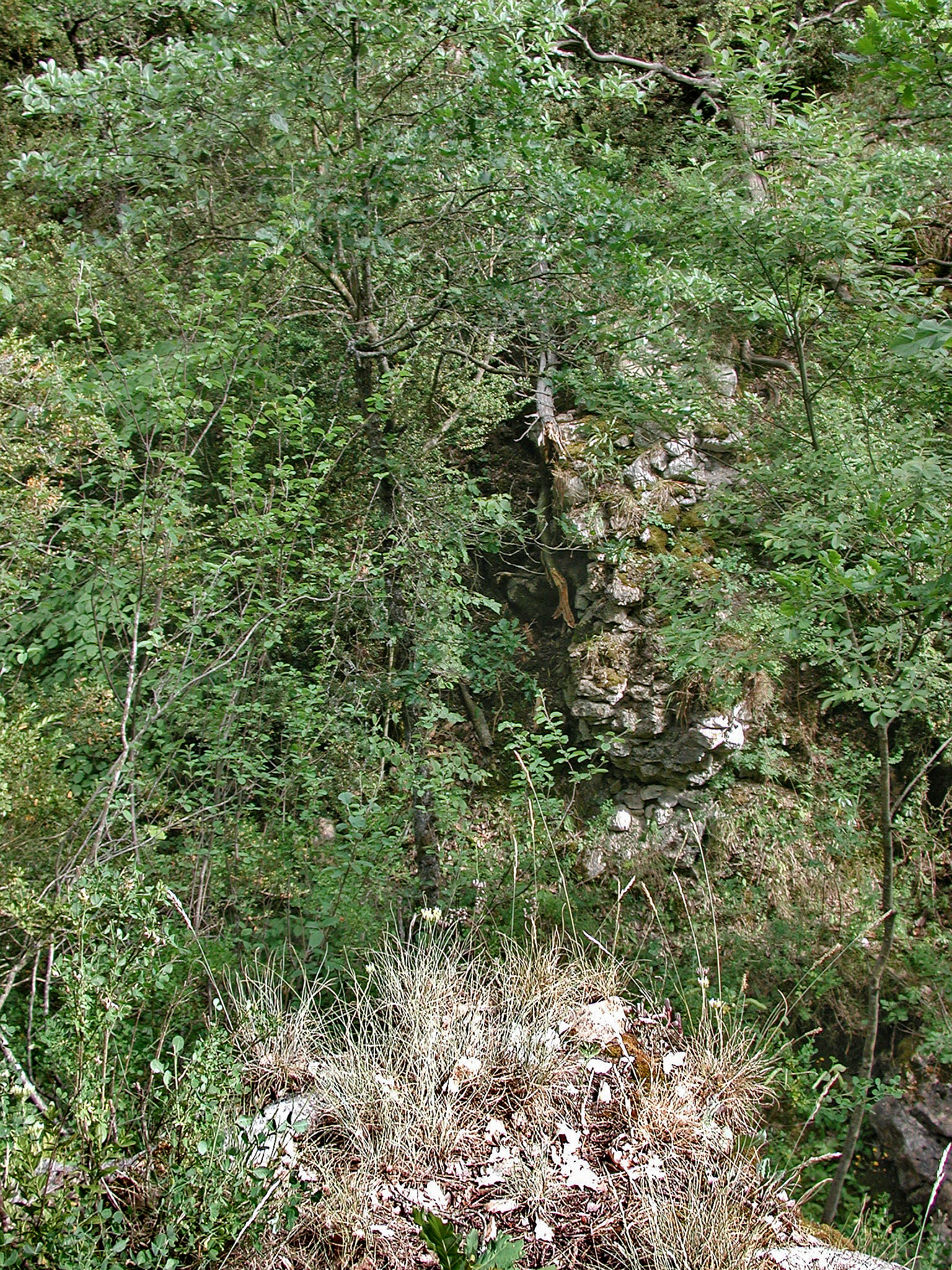
Ancien barrage effondré, sur le Fil (Esclapon).

### Époque moderne

#### La conduite moderne de doublement de l'aqueduc romain ditecanal Jourdan(1894)

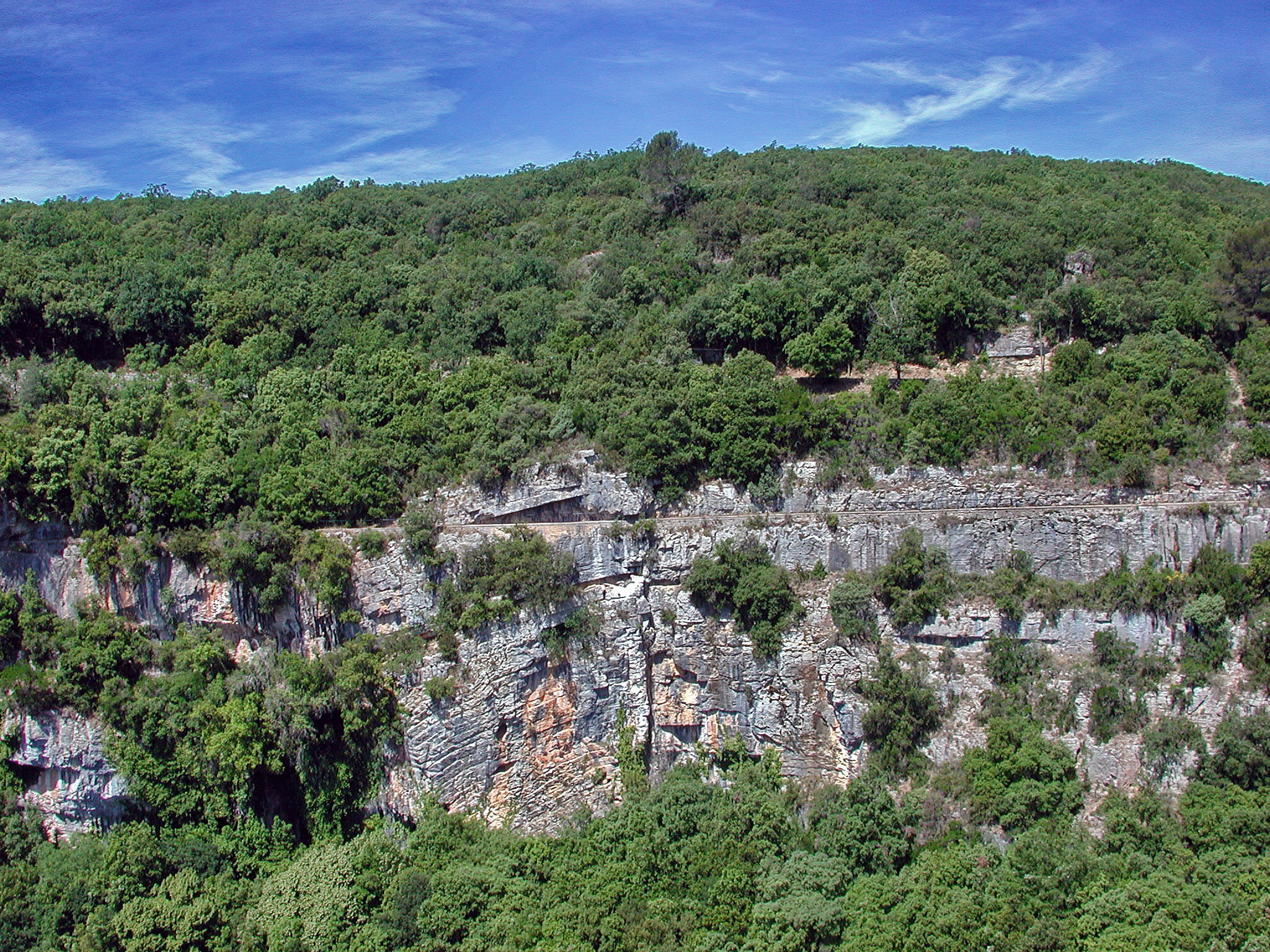
Le canal Jourdan dans la paroi de la Roche-Taillée.
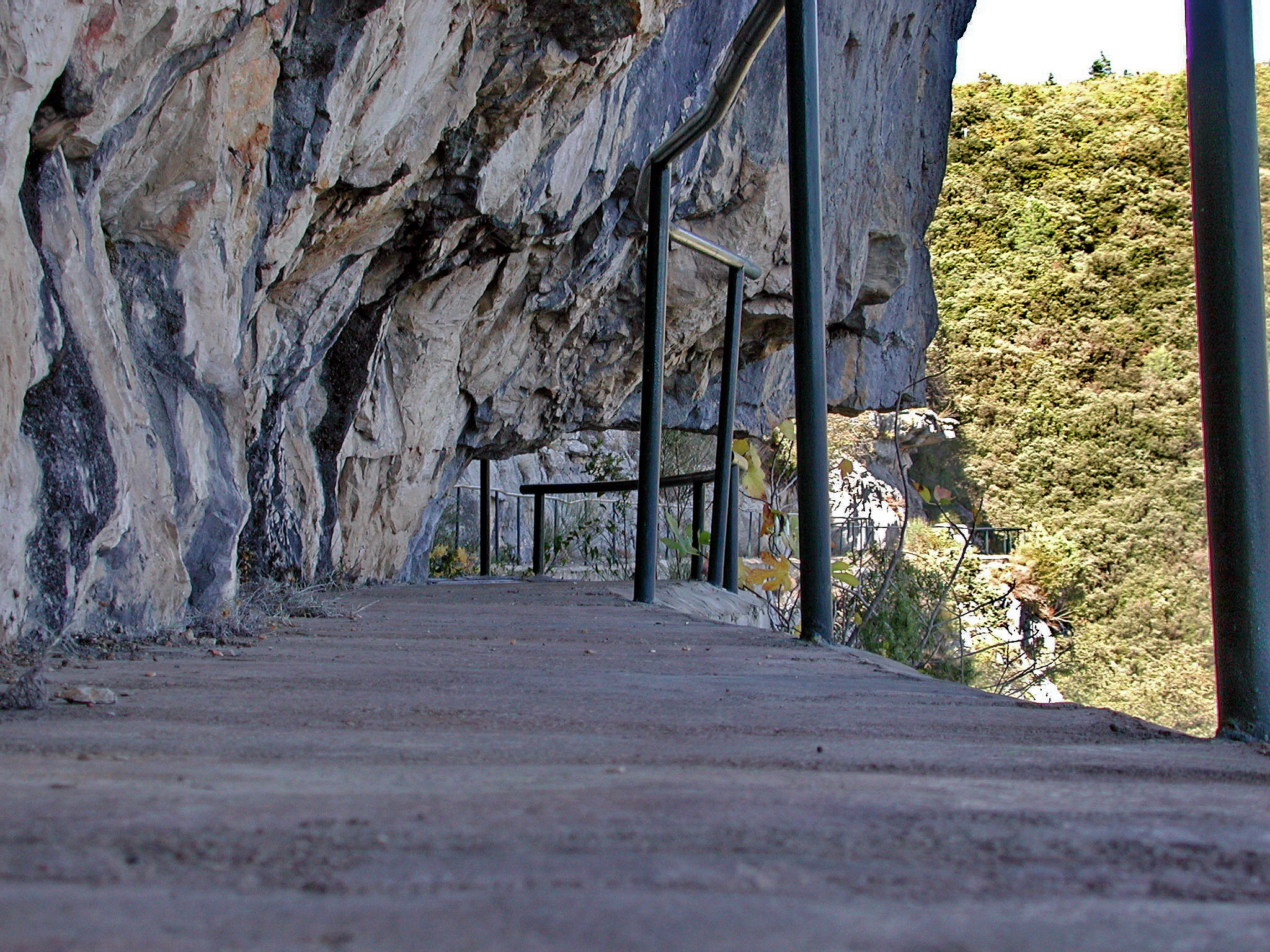
Le canal engravé dans la roche.
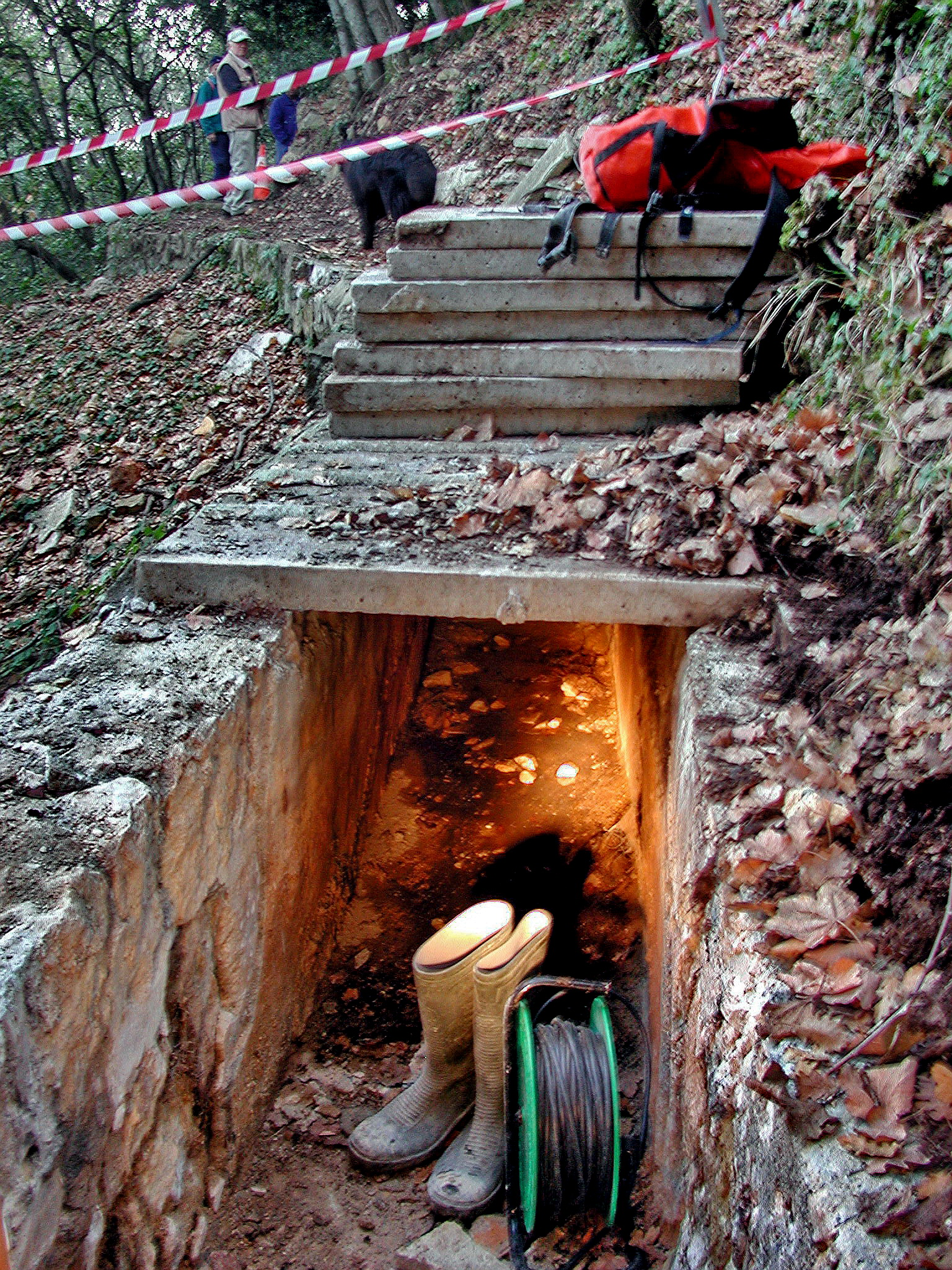
Canal Jourdan : travaux à la Gigeade (zone très instable).
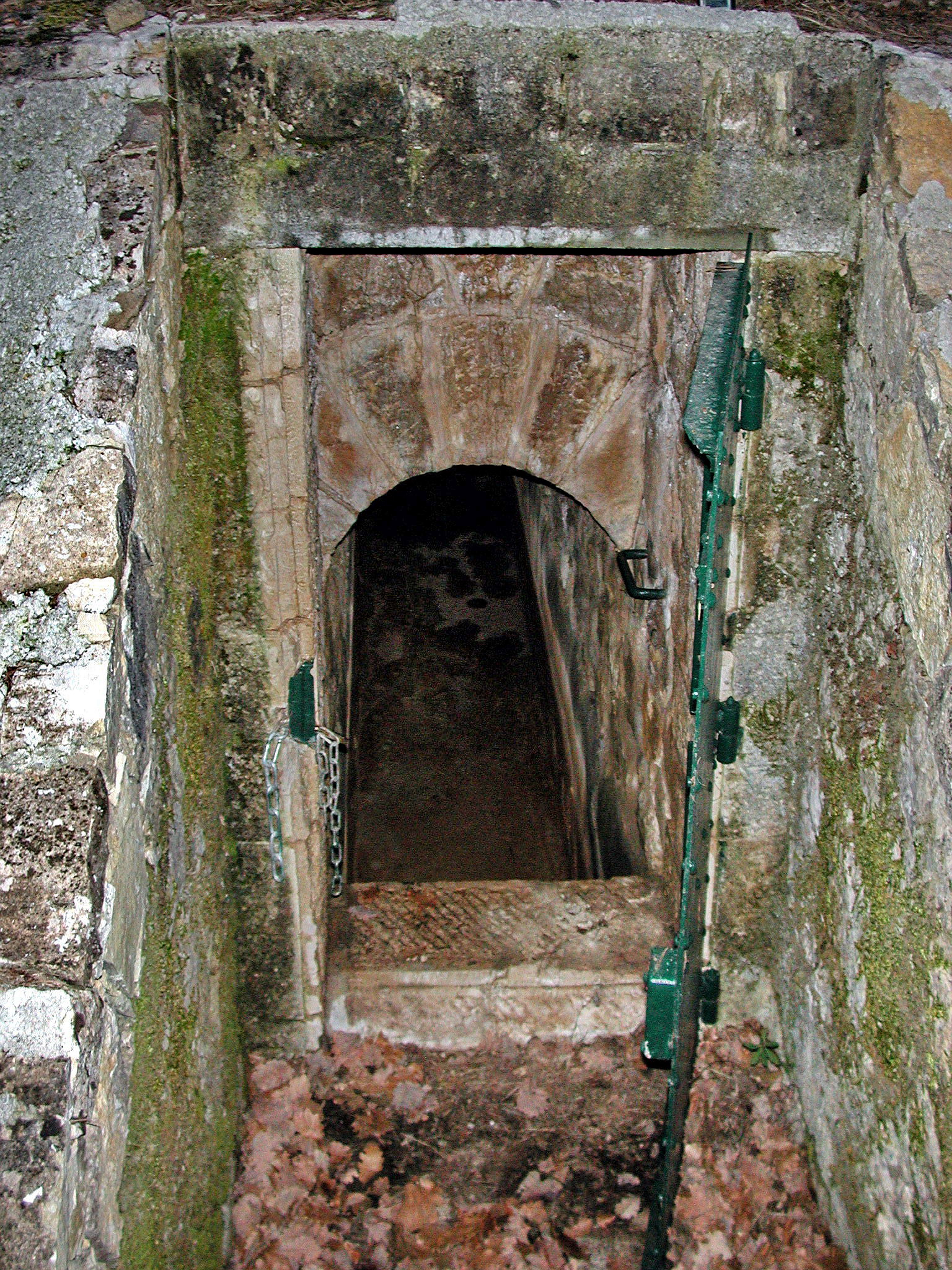
Tunnel du canal Jourdan à San-Peyre : porte d'accès.
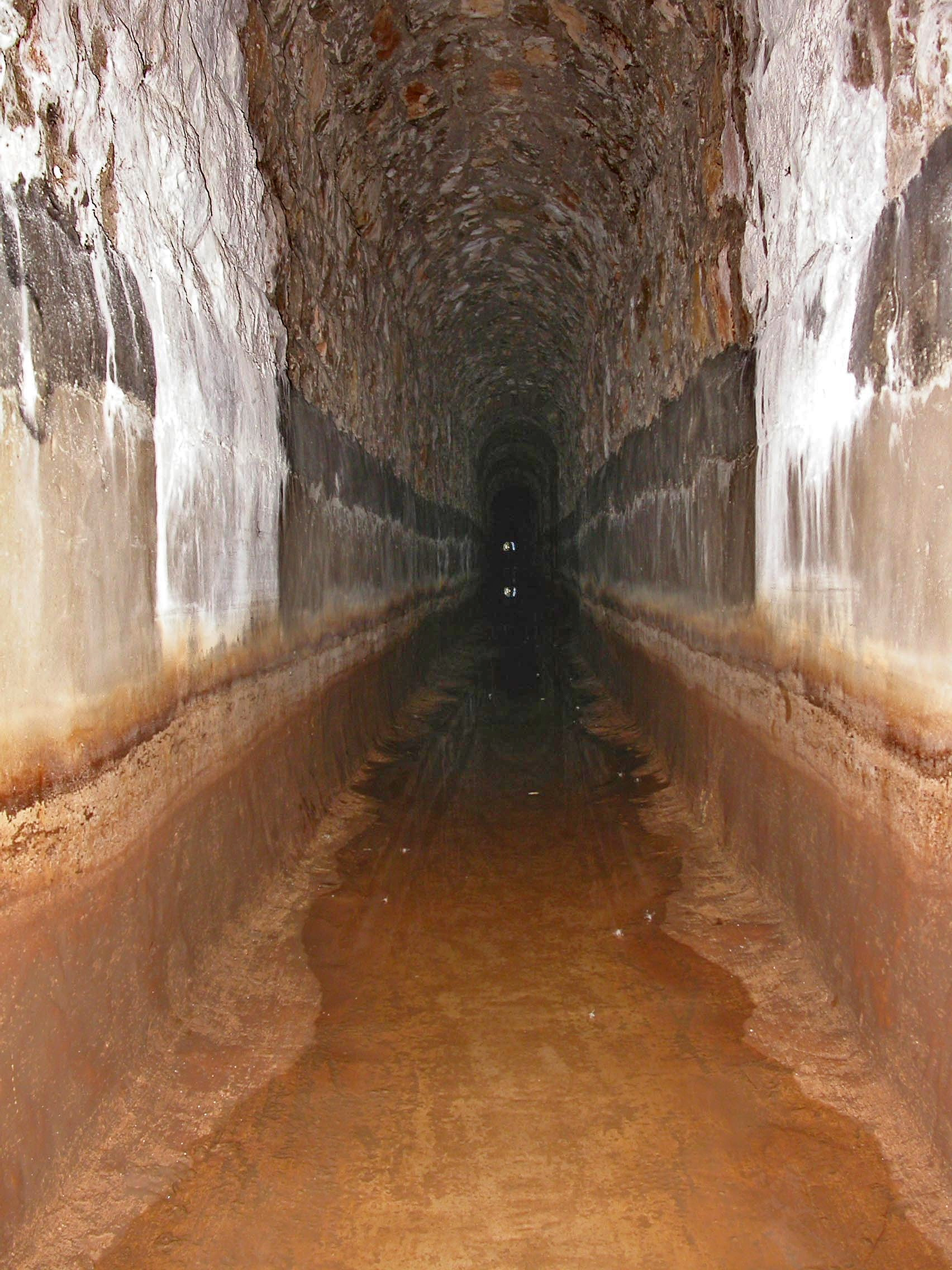
Tunnel du canal Jourdan à San-Peyre.
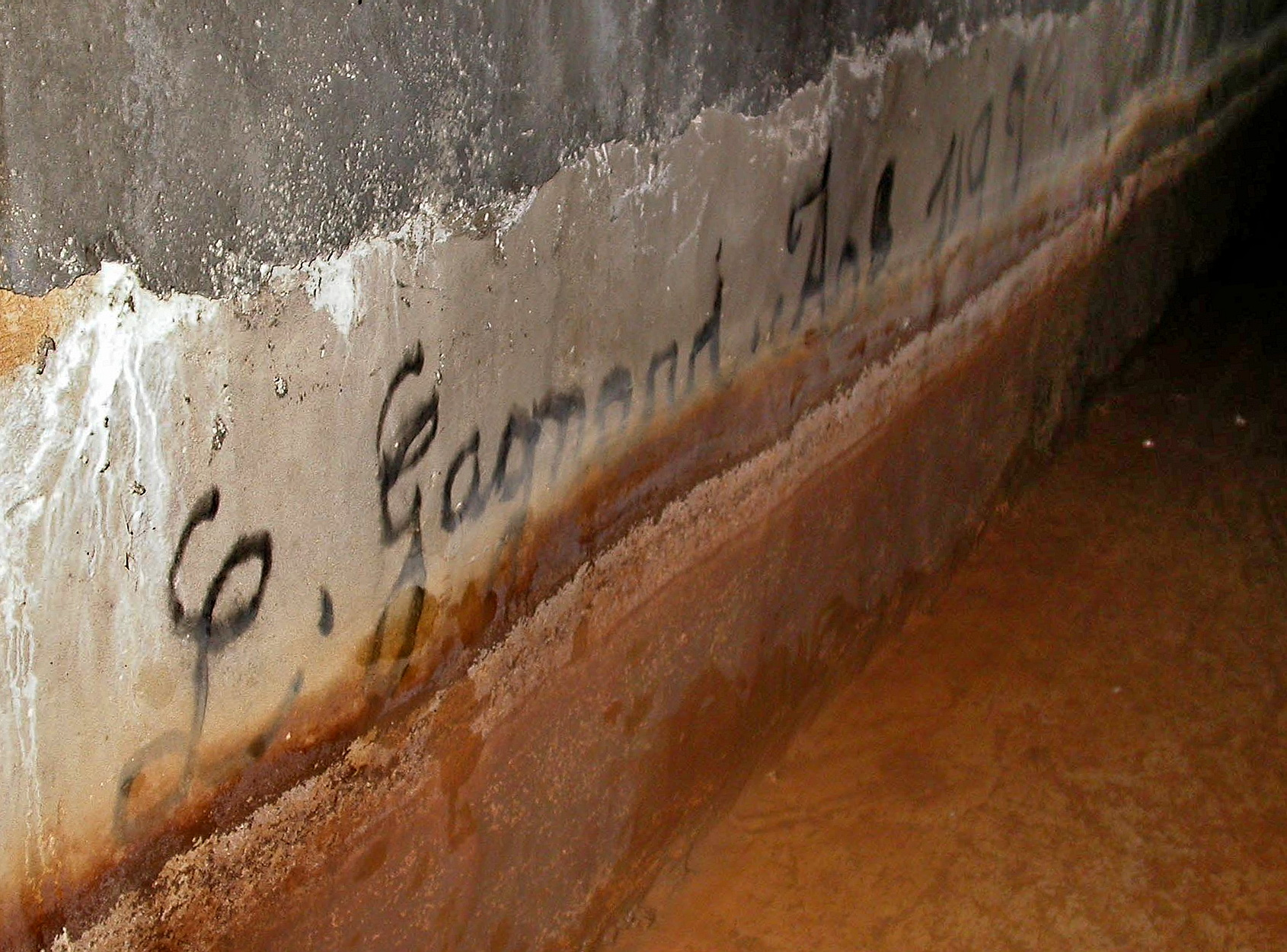
Tunnel du canal Jourdan : graffiti d'un ouvrier d'entretien.
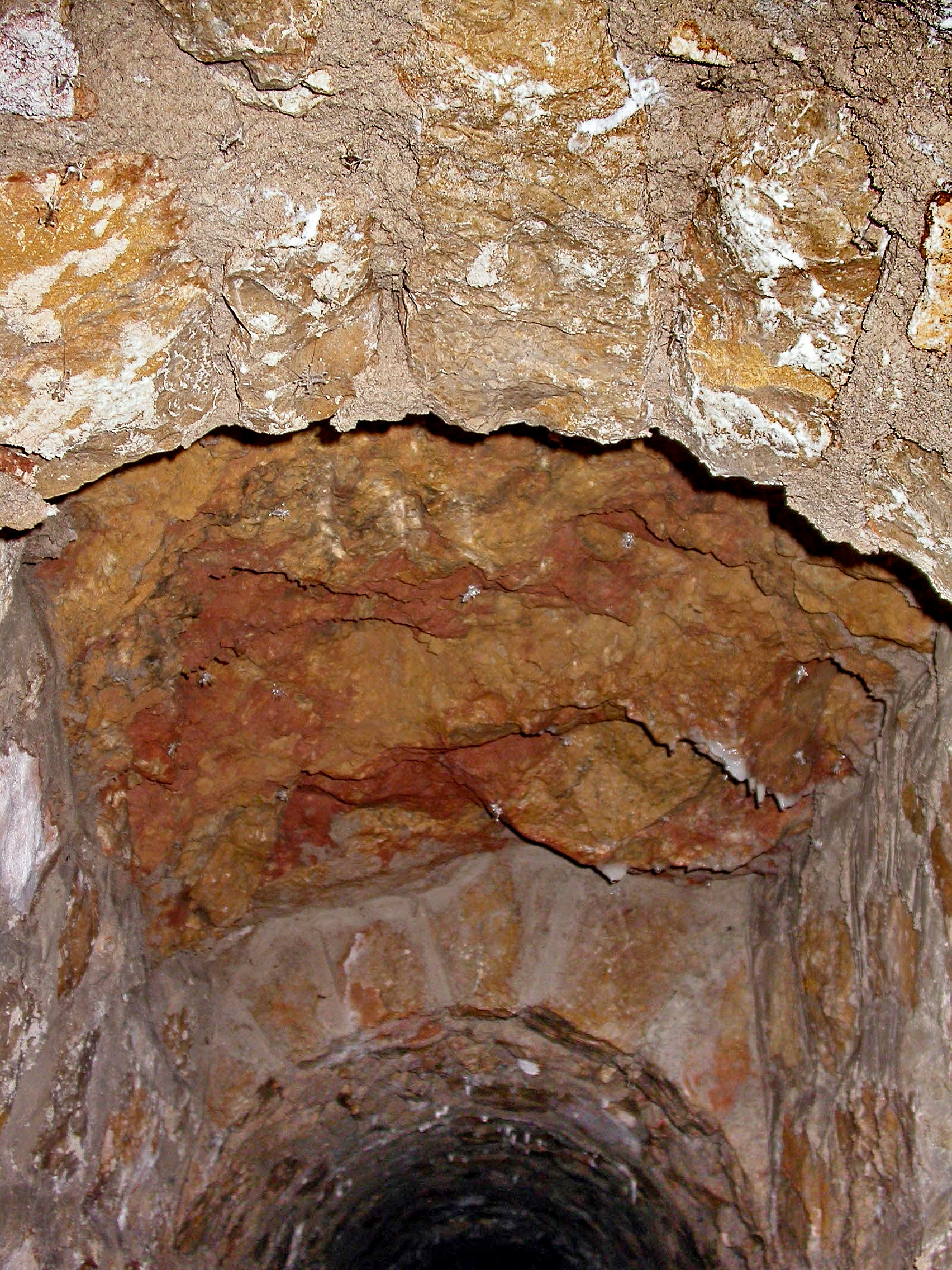
Tunnel du canal Jourdan : regard.
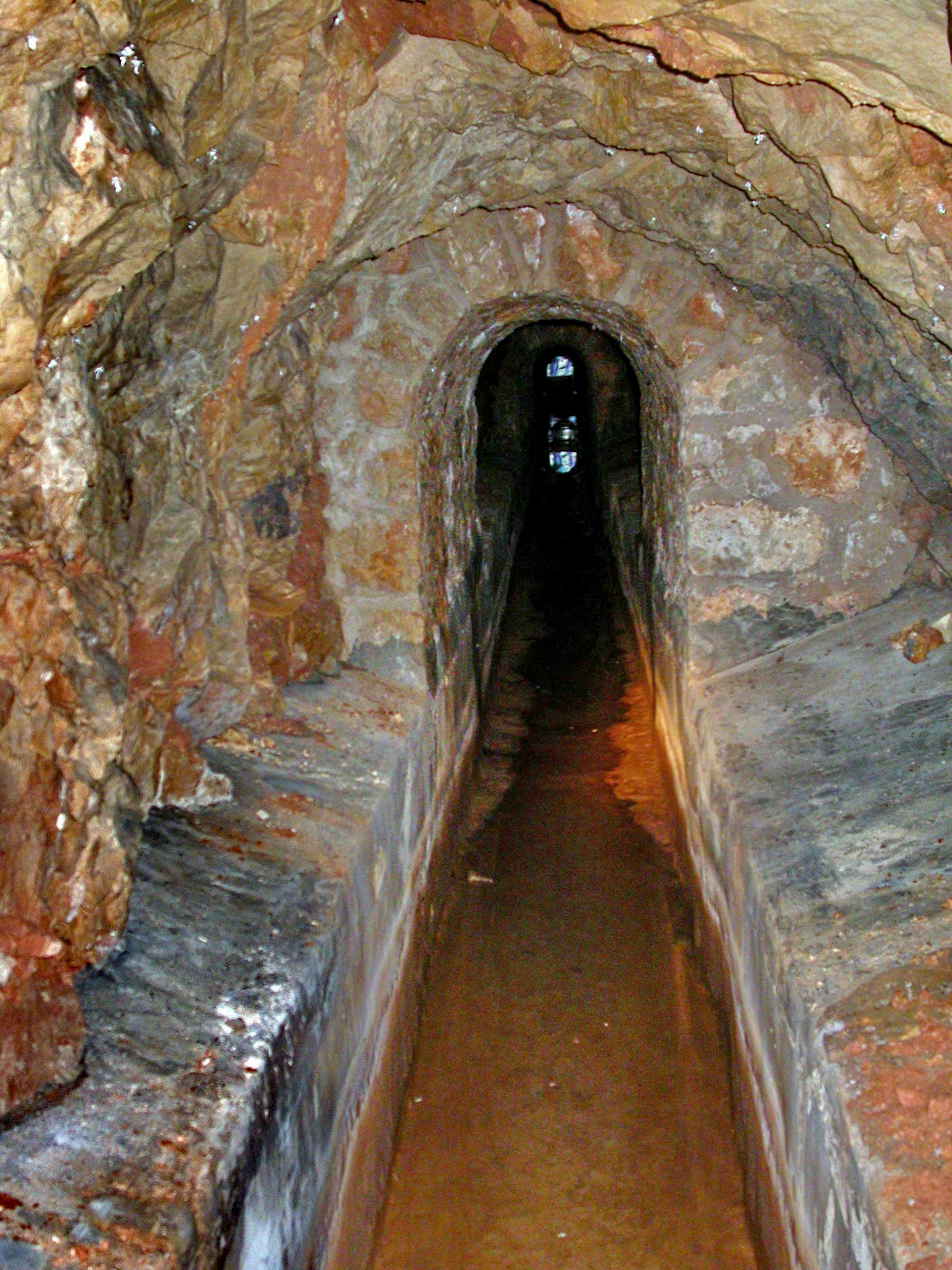
Tunnel du canal Jourdan : refuge-repos.
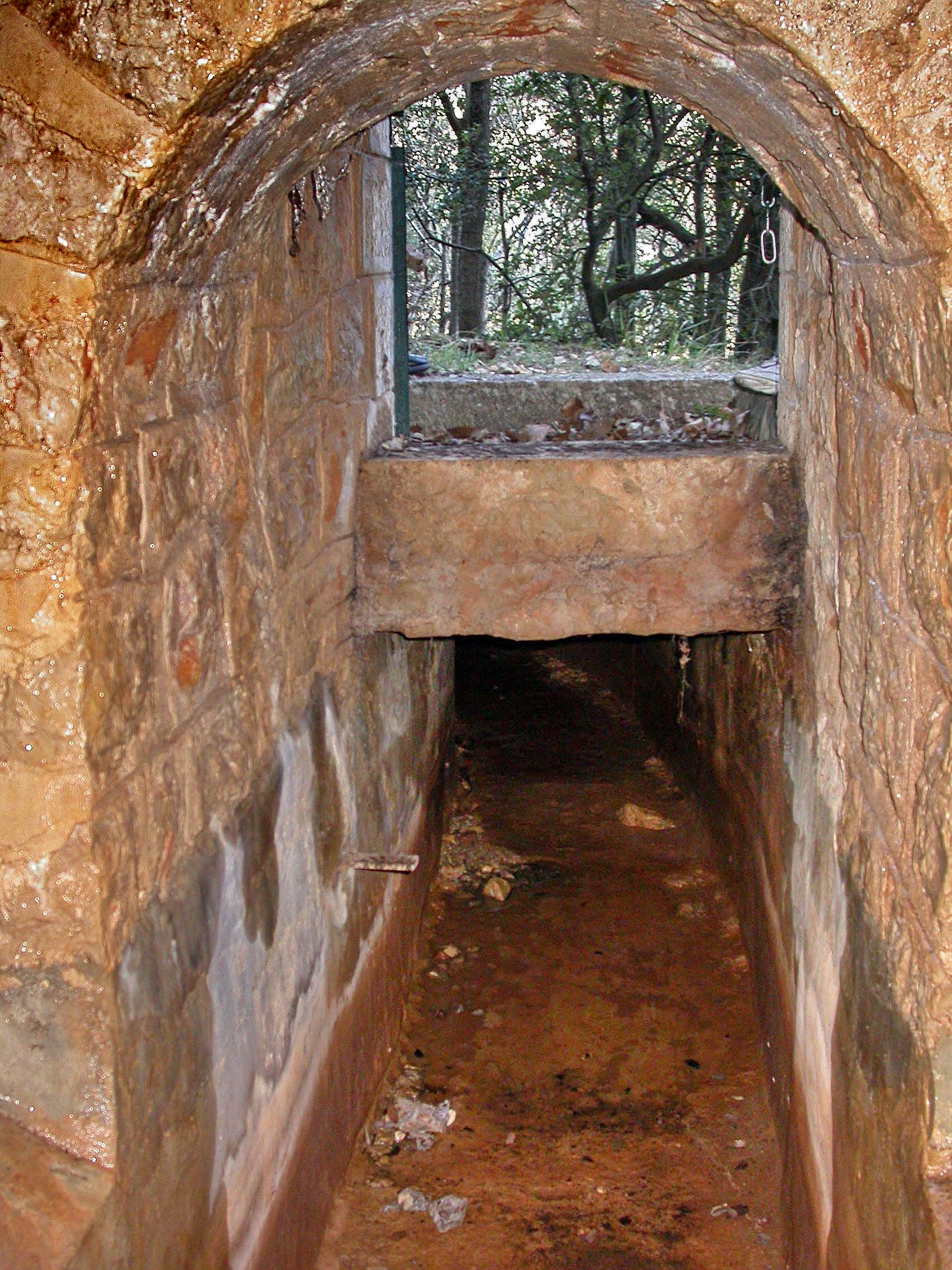
Tunnel du canal Jourdan : sortie.

## Patrimoine naturel

### Grottes[73]et Canyons

#### Grottes, avens, réseaux, avens failles, résurgences (près de 150)
Ajustadous, Canebières, Combrière, Esclapon, Peintures, Pestiférés, Peygros, Tranchée...

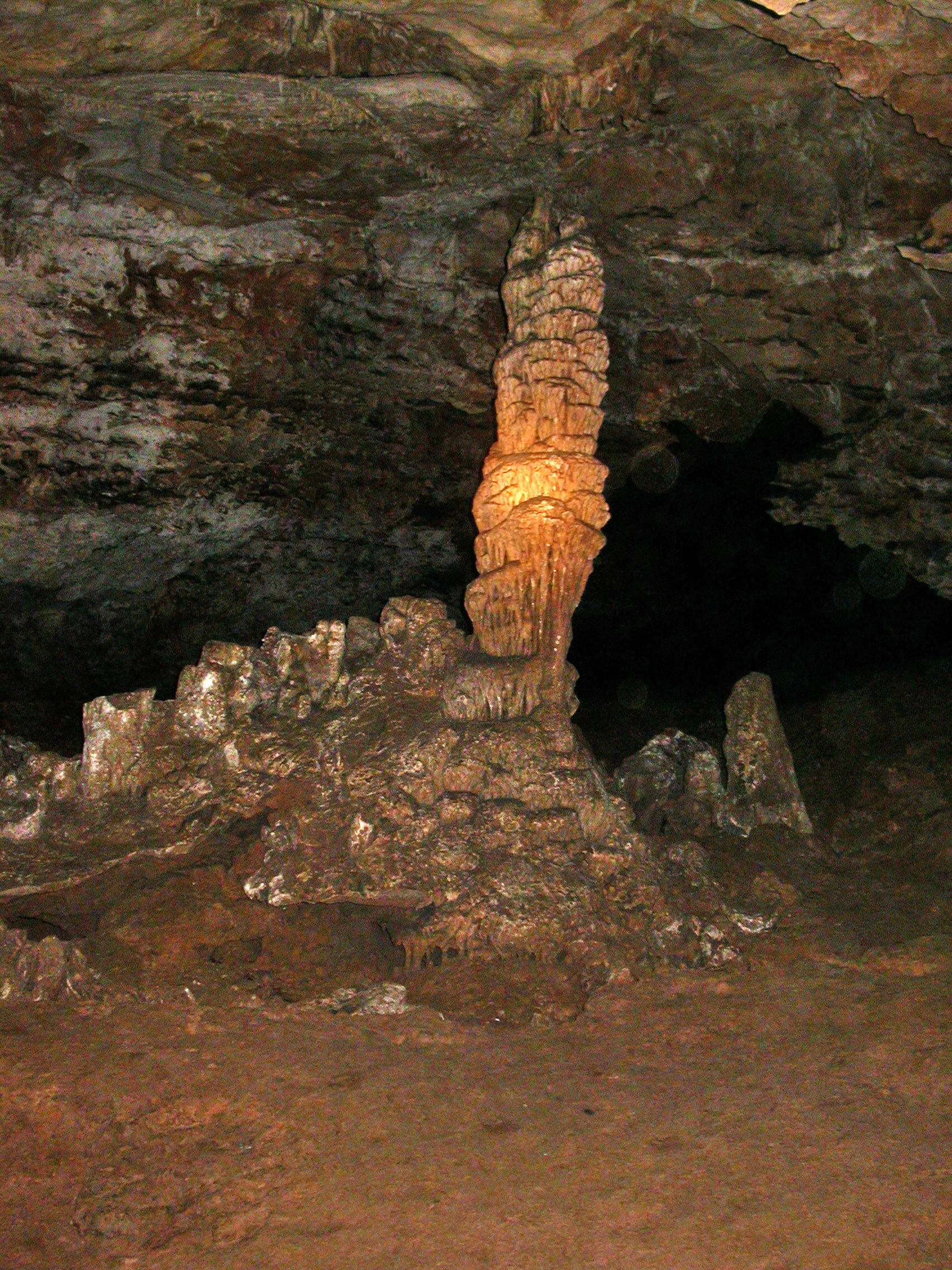
Grotte de la Combrière (pèlerinages)[75].
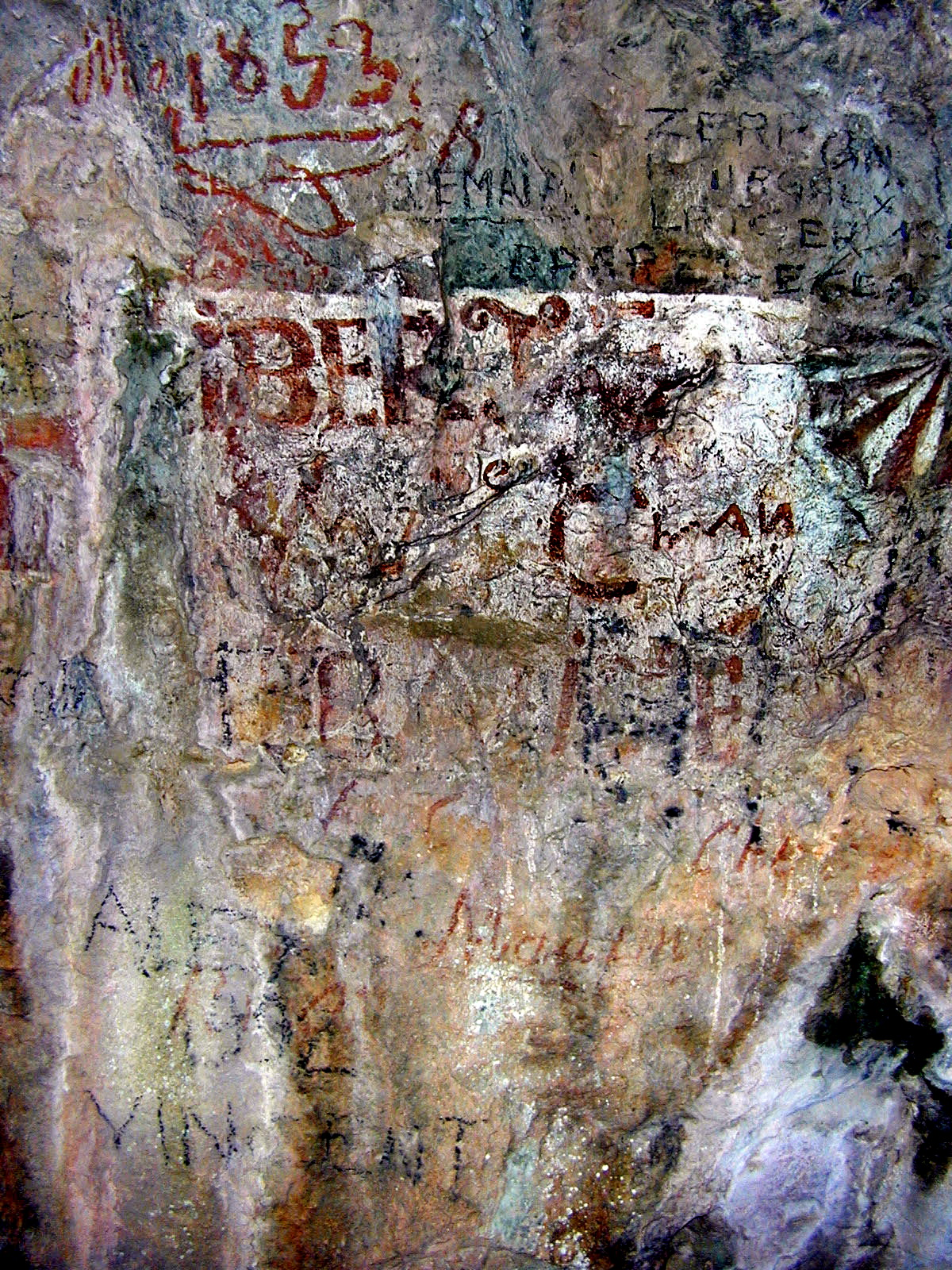
Grotte des Peintures[76].
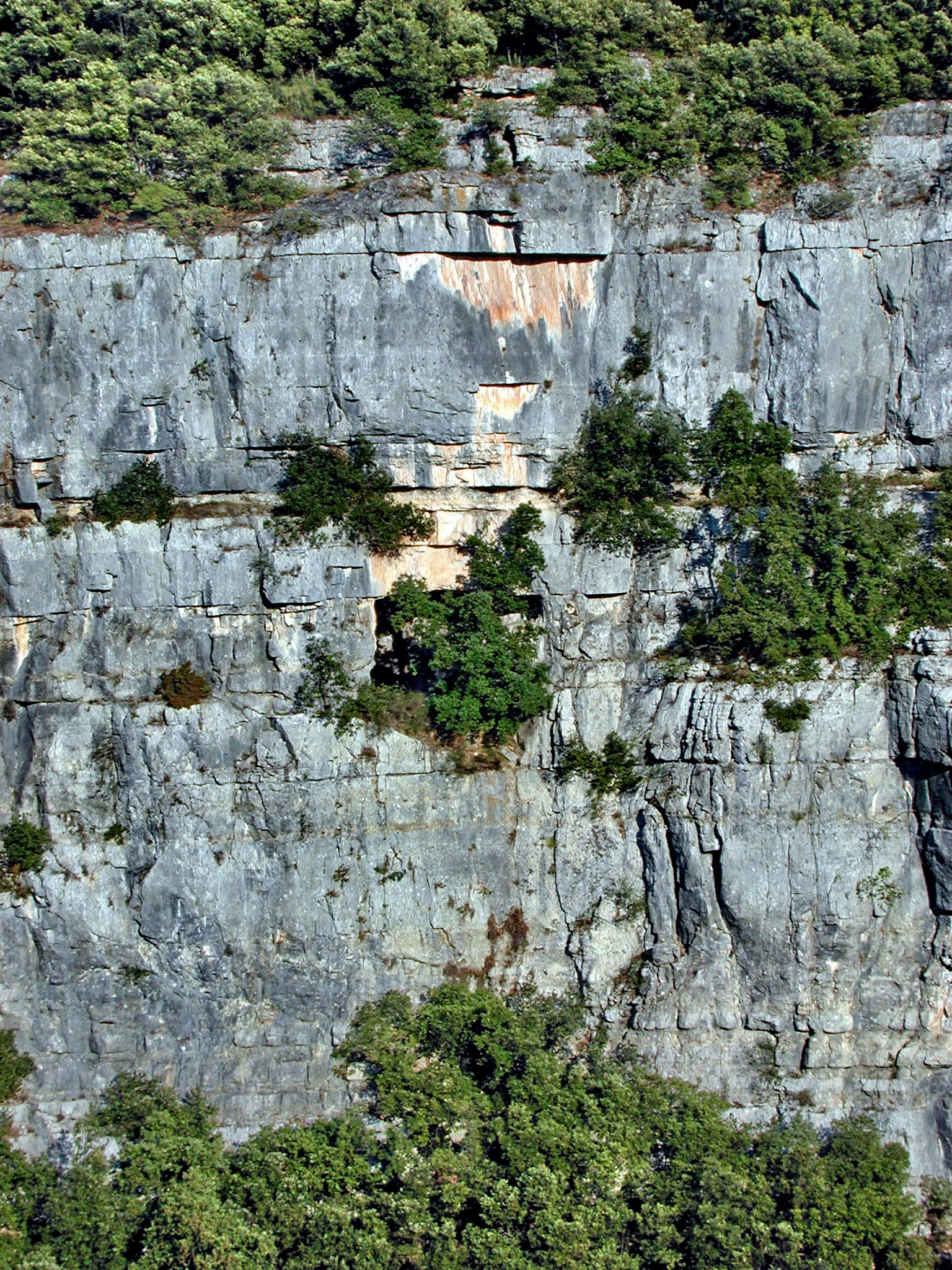
Grotte des Pestiféré[77].
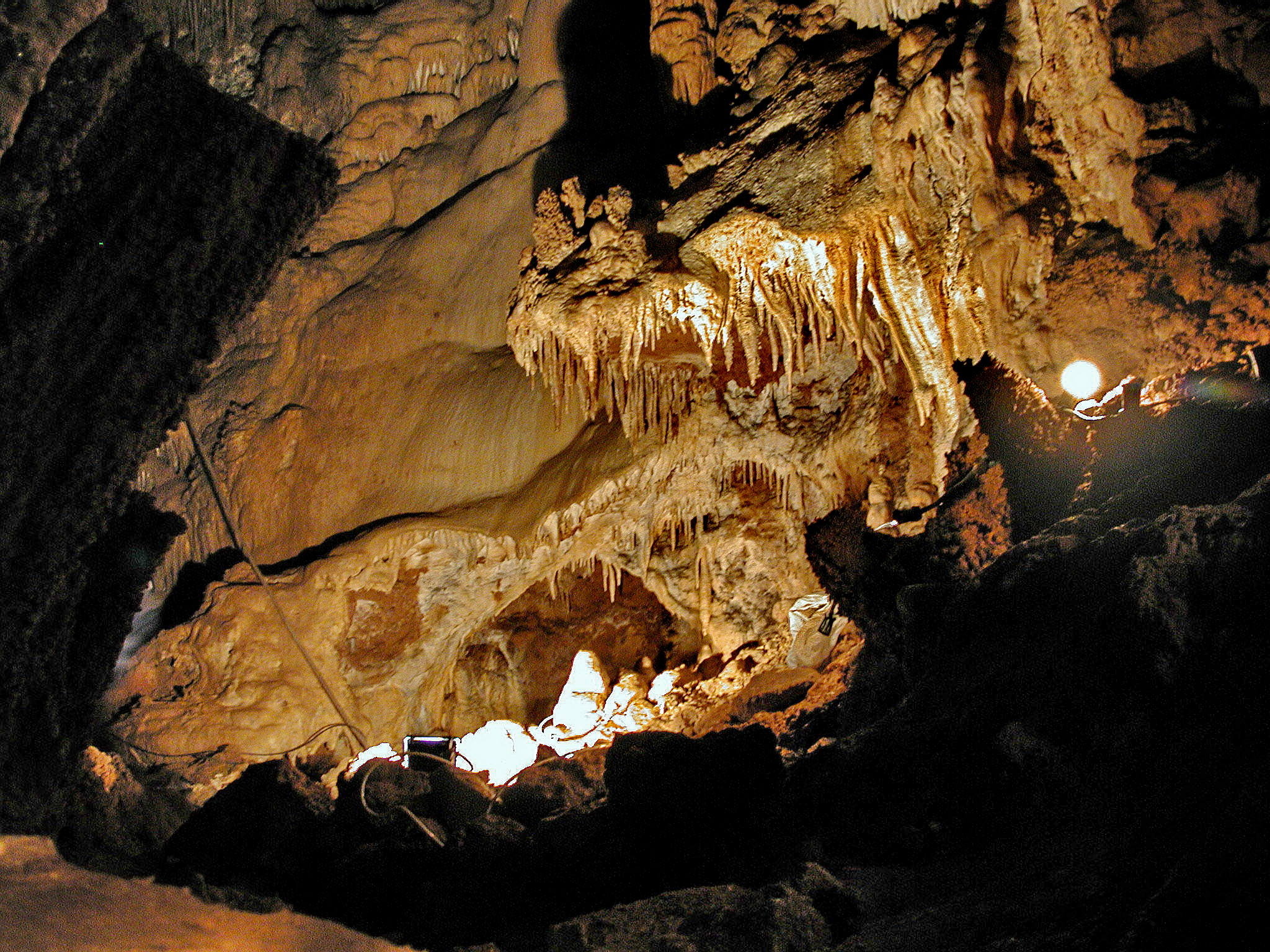
Grotte d'Esclapon[78].
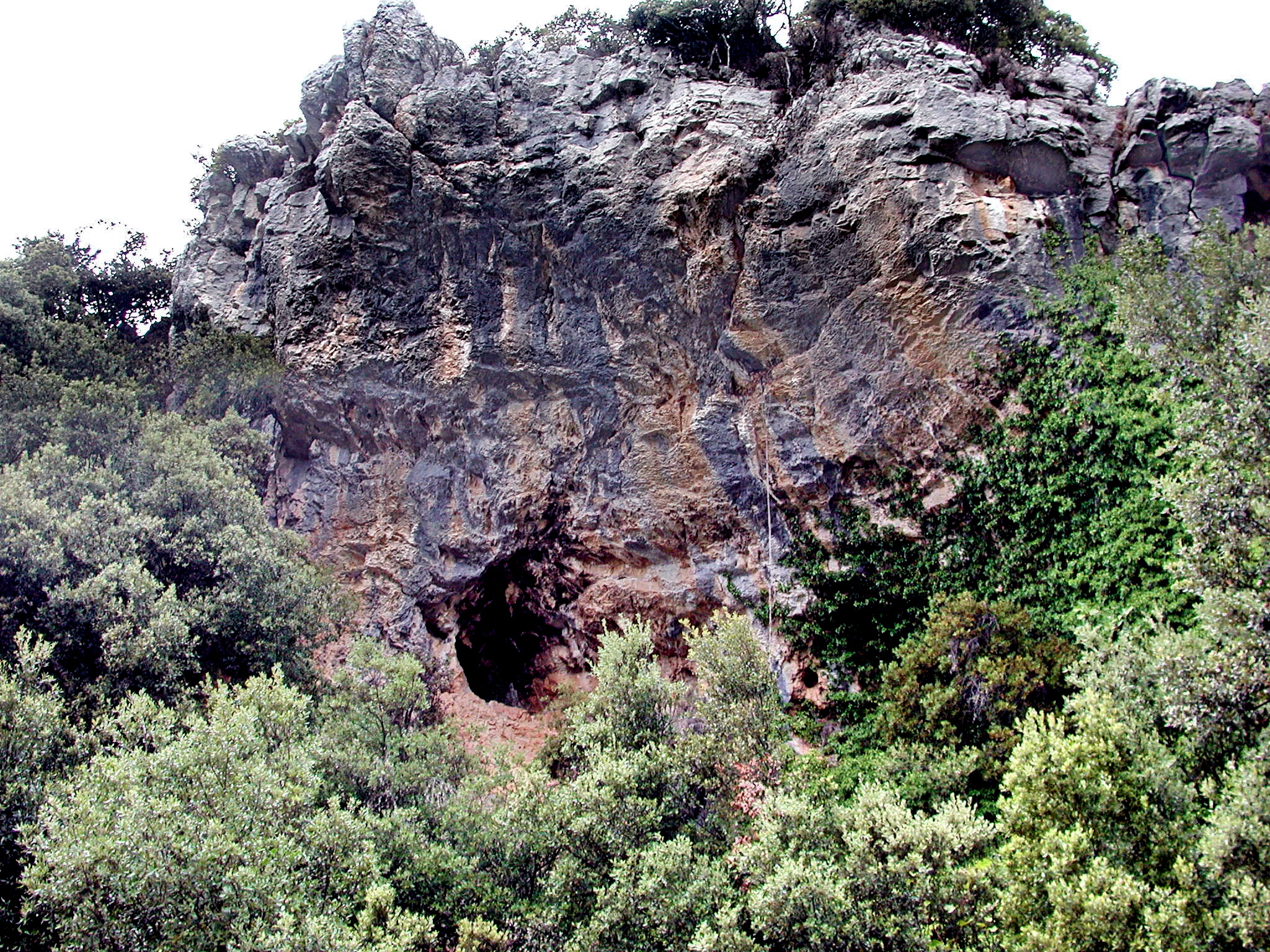
Grotte de Baume Caude[79].

C'est dans la grotte des Mouches, sur le Fil, que s'étaient réfugiés les déserteurs de la guerre de 1914-1918.

#### Pertes et résurgences
Elles sont trop nombreuses pour être toutes énumérées :
- en ville : perte du Vallon rouge dans le premier virage vers le col de Val Ferrière,
- sur le Fil :
  - il existe au moins trois sources notables en amont du Neissoun, mais insuffisantes pour approvisionner l'aqueduc.
  - lieu-dit 'les pertes du Fil' au nord du village au niveau de la Tuilerie, signalé sur la carte IGN,
  - il est fréquent que le Fil coule au-dessous du pont des Veynes, mais reste sec au niveau du Neissoun,
  - les chasseurs parlent d'une perte qui nécessite un débit suffisant, sans doute pour amorcer un siphon.
- sur la Siagnole :
  - la Siagnole disparait par endroits pour réapparaître plusieurs centaines de mètres plus loin, une centaine de mètres en amont du confluent avec la Siagne.
  - Les résurgences sont très nombreuses, parfois volumineuses (trou du Bœuf) : on les reconnaît à la différence de température de l'eau.

### Faune, Flore, Chasse, Pêche, Protection de la Nature,Natura 2000[81]

#### La démarcheNatura 2000
- À la suite du constat inquiétant d’une biodiversité en régression voire en disparition au niveau planétaire, l’Union Européenne a décidé d’enrayer le processus. La démarche Natura 2000 consiste à favoriser, sur les sites éligibles, le maintien de la biodiversité tout en tenant compte des exigences socio-économiques dans une logique de développement durable.

Ainsi, l’Union Européenne a été amenée à adopter deux directives : l’une en avril 1979 concerne les oiseaux, l’autre en mai 1992 concerne certains habitats naturels, pour donner aux États membres un cadre commun d’intervention en faveur de la préservation des milieux naturels et des espèces.
- La directive Habitats du 21 mai 1992, dite directive 92/43/C.E.E. dont relève le site FR 9301574 " Gorges de Siagne ", prévoit la conservation des habitats de la faune et de la flore sauvages. Elle est inspirée de la Convention de Berne de 1989 relative à la conservation de la vie sauvage et des milieux naturels en Europe. En application, elle prévoit la création d’un réseau écologique européen de Zones Spéciales de Conservation (ZSC).
- Cette directive s'appuie sur six annexes et particulièrement sur l'annexe II « espèces faisant l'objet de mesures de conservation » et l'annexe IV « espèces faisant l'objet de mesures de protection strictes ».
- La France recèle de nombreux milieux naturels et espèces qui relèvent de cette directive et qui ont fait l’objet d’un recensement mené sous l’égide du Muséum National d’Histoire Naturelle. À partir de ce recensement, la directive a conduit à la création d’un réseau Natura 2000 en 2006 qui reprend les objectifs fixés par la Convention sur la diversité biologique adoptée lors du « Sommet de la Terre » à Rio de Janeiro en 1992 et ratifiée par la France en 1996.
- Natura 2000 a pour objectif de maintenir la diversité biologique, tout en respectant les activités humaines. Concrètement, la démarche Natura 2000 ne consiste pas à créer des sanctuaires de nature mais à assurer la conservation ou le rétablissement d’espèces et d’espaces naturels reconnus d’intérêt communautaire par la mise en œuvre d’un développement durable conciliant exigences écologiques et exigences économiques, culturelles et sociales. Aussi, la directive habitats se veut être une directive de gestion à partir d’une approche contractuelle privilégiant la concertation avec tous les interlocuteurs concernés.

#### Le site FR 93 01574-2005  "Gorges deSiagne"
S’étend des sources du fleuve à Escragnolles à Auribeau-sur-Siagne sur une superficie d’environ 5 300 ha.
Au titre de la directive européenne 92/43/C.E.E. dite « Habitats », ce site a été retenu notamment en raison de son complexe de gorges parfois très profondes constituant une zone d’accueil pour de nombreuses espèces.
La combinaison de facteurs climatiques et géologiques a permis à la Haute Siagne de conserver son caractère sauvage. Située à un carrefour associant climats montagnard et méditerranéen et substrats calcaire et cristallin, elle se caractérise par une grande diversité biologique pour la région Provence-Alpes-Côte d'Azur.
On distingue six grands types de milieux naturels sur le territoire de la Haute Siagne :
- Les milieux souterrains (grottes et cavités)
- Les milieux saxicoles (falaises et éboulis)
- Les milieux aquatiques (Siagne, Siagnole, Siagne de la Pare, et leurs sources)
- Les milieux humides (fonds de vallées et les gorges)
- Les milieux forestiers fermés (chênaie pubescente, chênaie verte, châtaigneraie, hêtraie, charmaie, suberaie, mimosa, landes, maquis et garrigues)
- Les milieux ouverts (oliveraies, zones de cultures, pelouses, formations arbustives)

Ce site abrite 23 habitats d’intérêt communautaire dont 7 d’intérêt prioritaire avec plus de 80 espèces de la faune protégées (hors oiseaux), une cinquantaine d’oiseaux protégés et 24 espèces végétales protégées.
Le S.I.I.V.U. "Syndicat Interdépartemental, Intercommunal à Vocation Unique" de la Haute Siagne a été désigné successivement opérateur du site pour élaborer et faire valider le DOCOB, puis animateur pour la gestion du site tant de l’hydrosystème que des milieux terrestres. Il a des comptes à rendre à l’État quant au travail effectué et aux résultats obtenus.

#### Lechêne

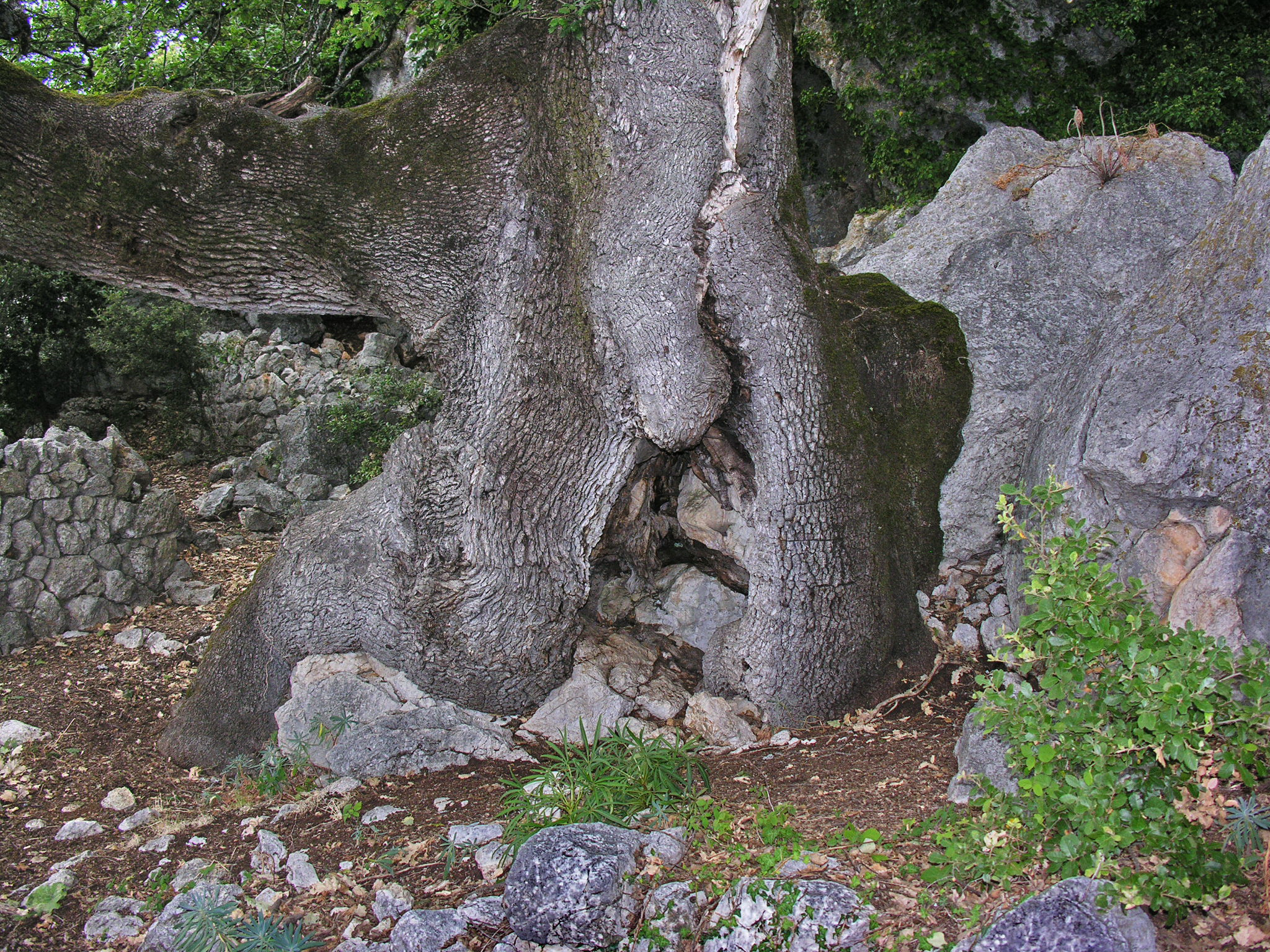
Le plus gros chêne de Mons et région.
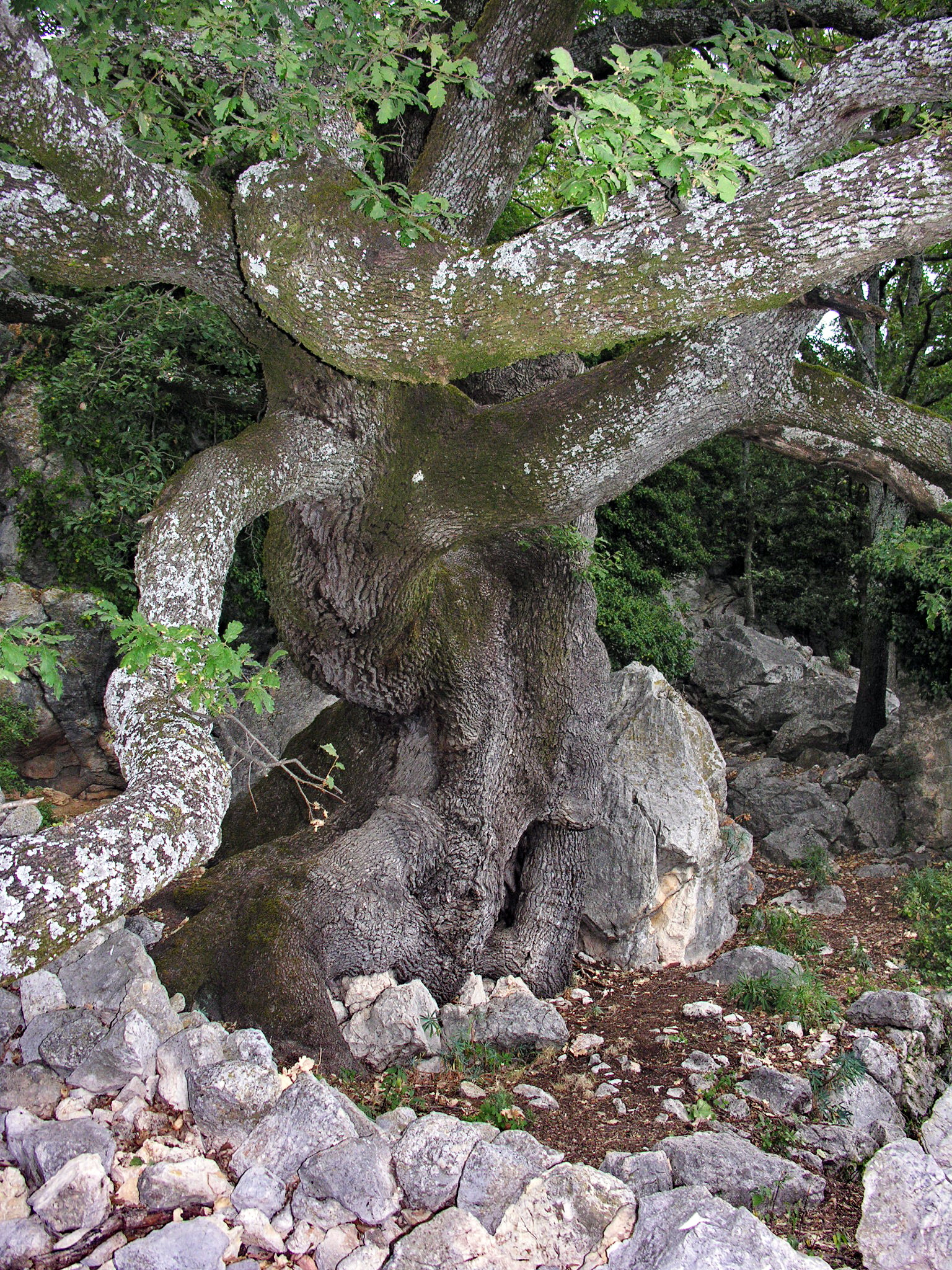
Le plus gros chêne de Mons et région.
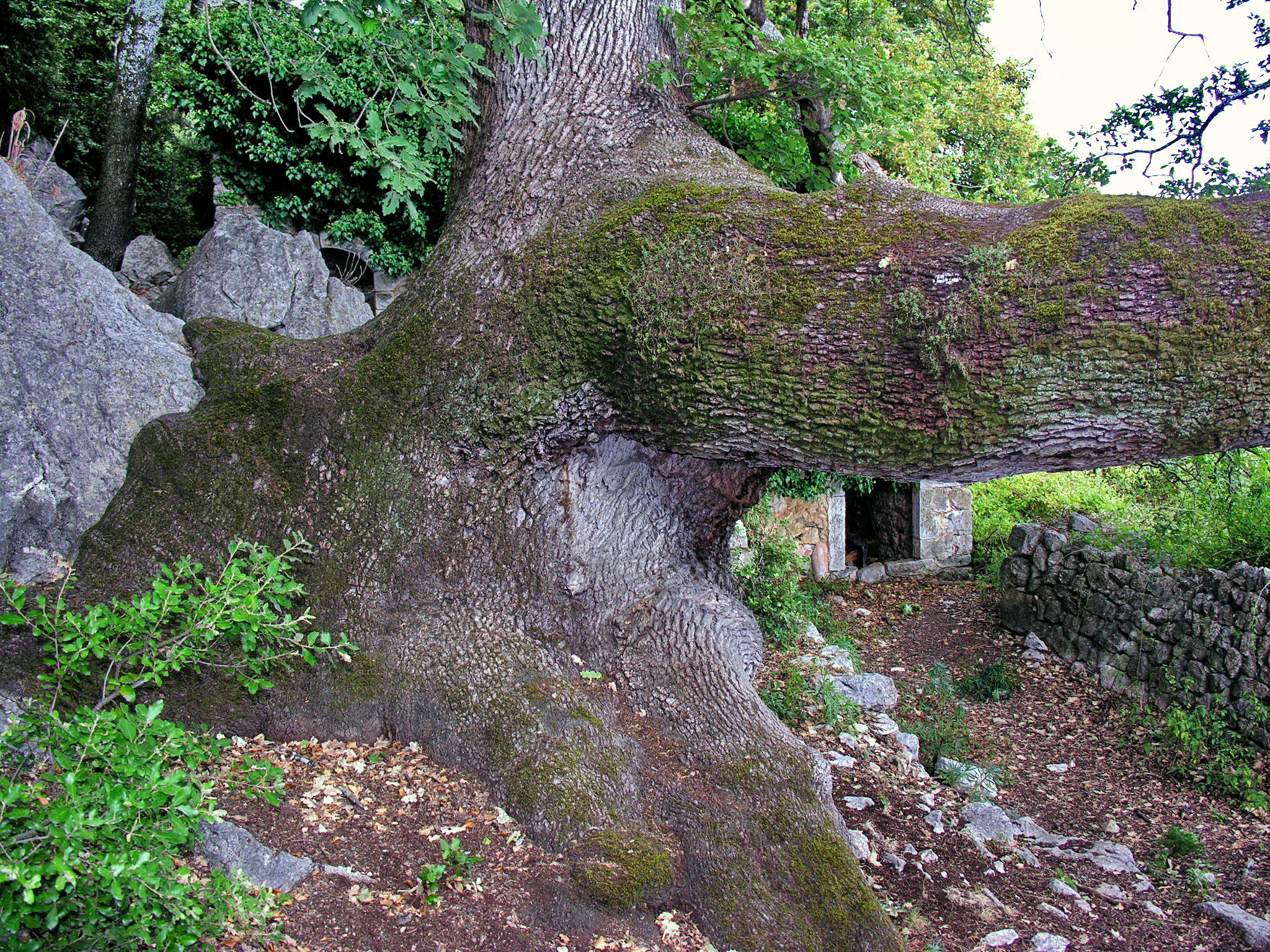
Le plus gros chêne de Mons et région.

Quant au plus gros chêne vert de Mons, il se trouve aux Hauts-Campestres.

#### Truffes(rabasses)[83]
- Truffe : la référence = Tuber melanosporum (ou truffe noire, en hiver) à ne pas confondre avec Tuber brumale (truffe d'hiver ou musquée), puis la maienco (grise, au printemps), et aestiven (truffe d'été ou de la Saint-Jean, claire) sont souvent remarquables. Tuber magnatum (truffe blanche d'Alba) est très rare dans nos contrées.
- Pour trouver les truffes, soit on repère à vue une gerçure (craquelure de la terre), soit la 'mouche à truffes' (Suillia fuscicormis) sur un brûlé (ou cramadis), sous une garouille (bouquet de jeunes chênes), soit on utilise un animal (chien, porc) dit trouveur : le ramasseur (caveur) fouille alors la terre avec son piochon (ou fessou, covadou, fouji) en respectant le mycélium (racines), brosse la peau (ou péridium), la tranche (canife) pour examiner la chair (gléba), avant de la mettre dans sa 'saquette' en toile.

Attention : brûlé ne signifie pas nécessairement truffière, et il existe des truffières sans brûlé. Ce brulé résulterait d'une action antimitotique et 'coumarine-like' du mycélium, mobilisant les ions K− et Ca++. Par ailleurs les murs en pierre sèche, en réverbérant le soleil ont une action adjuvante par leur effet de 'four solaire'. Petit détail : les lapins adorent les truffes !
- avant la création du camp, l'O.N.F. amodiait 400 ha de bois pour sa recherche dans la partie ouest du camp (Vérignon) pour 30 000 F.

| 1955 | 1956 | 1957 | 1958 | 1959 | 1960 | 1961  | 1962  | 1963  |
| 30 F | 30 F | 50 F | 32 F | 40 F | 50 F | 110 F | 200 F | 100 F |

| 1955 | 1956 | 1957 | 1958 | 1959 | 1960 | 1961 | 1962  | 1963  |
| 28 F | 23 F | 63 F | 40 F | 45 F | 50 F | 80 F | 150 F | 110 F |

- En Périgord, en 1982, la truffe se vendait 5 francs le kilogramme, soit 25 euros actuels.
- actuellement, et pour la même somme, vous ne pouvez acheter une demi-truffe (et petite, en plus !).

#### Autres

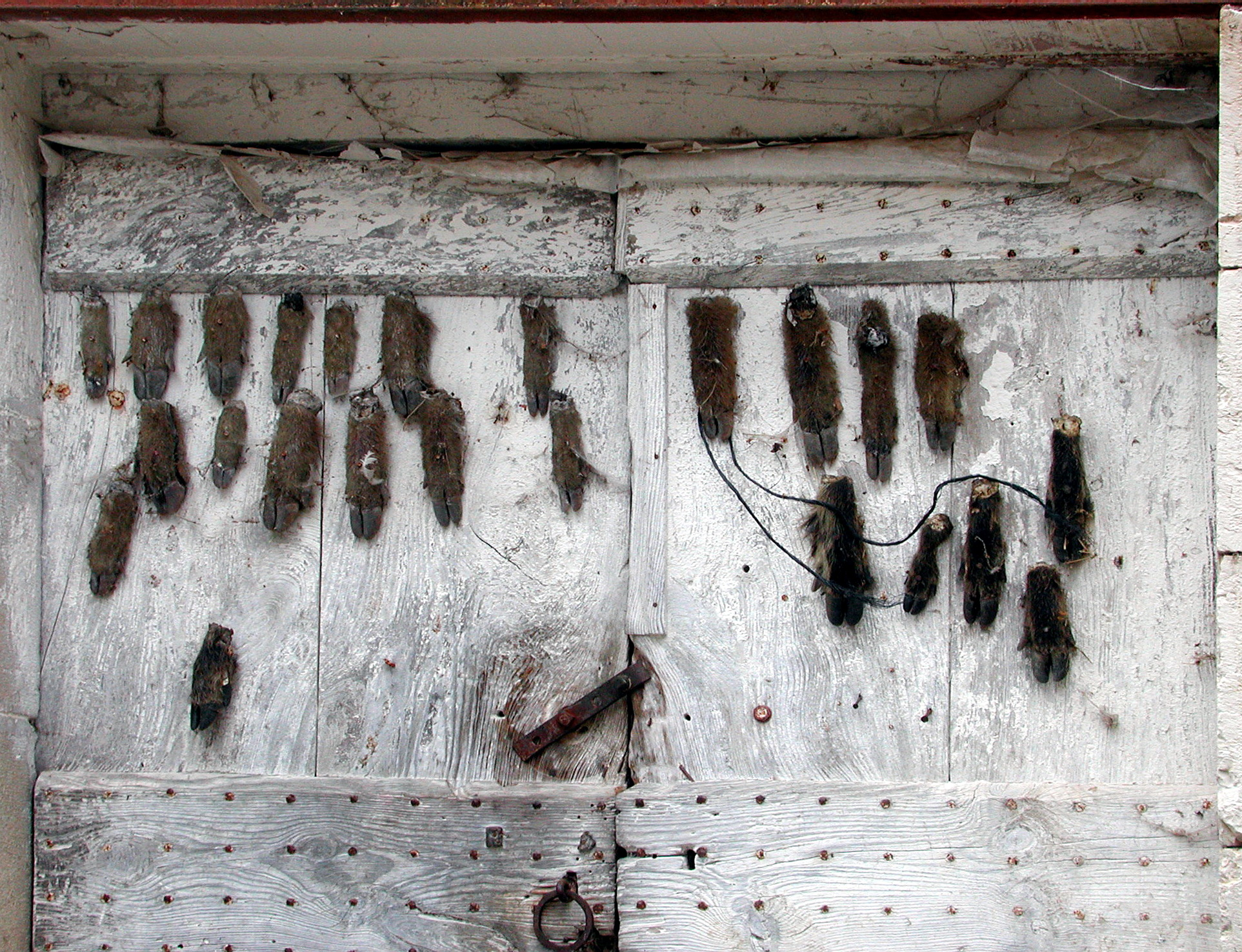
Cabanon de chasseurs.
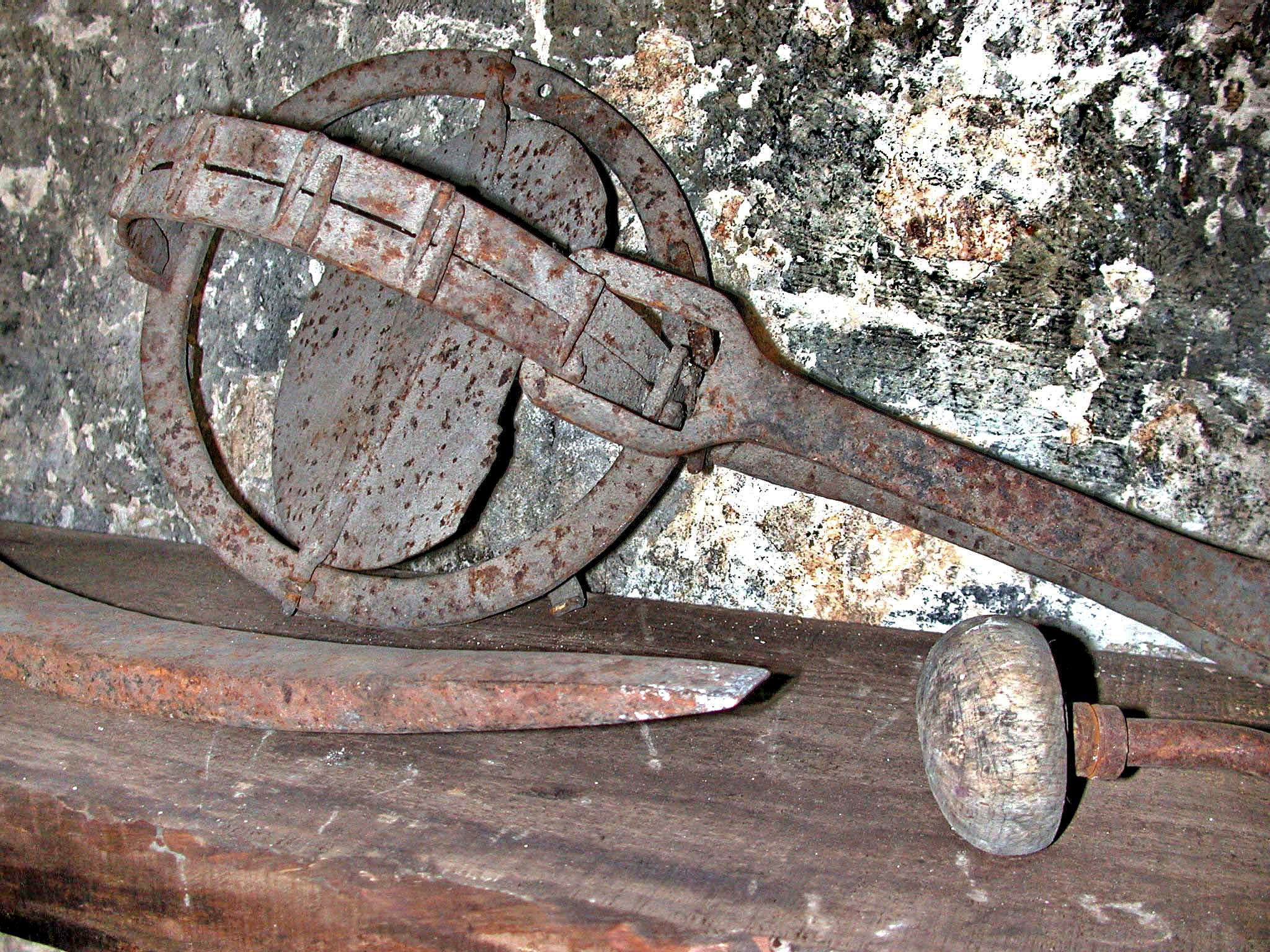
Ancien piège à loups : Le loup dans l'histoire de Mons[84],[85],[86].
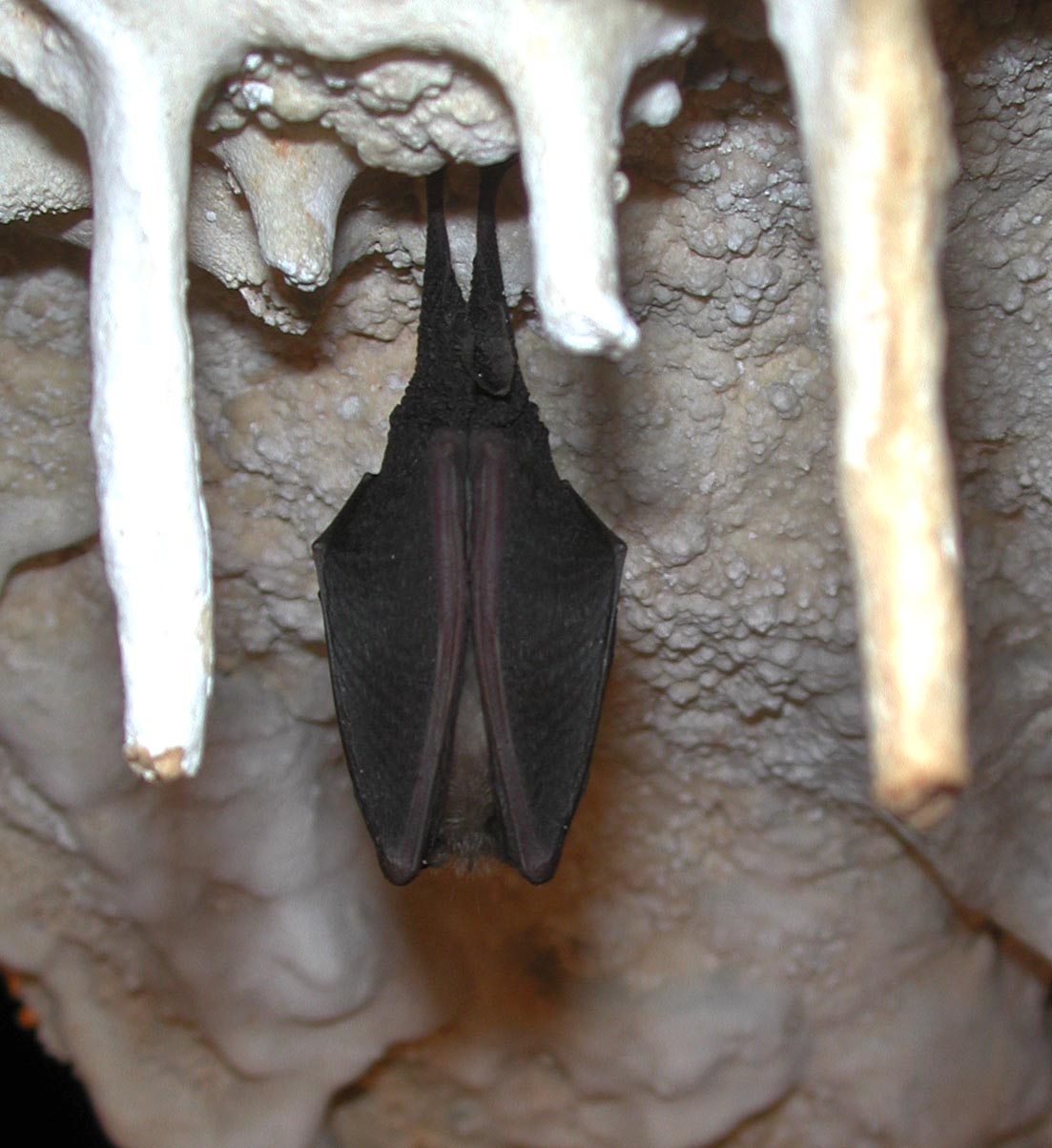
Pipistrelle cavernicole[87].

## Patrimoine intellectuel et humain

### Musées

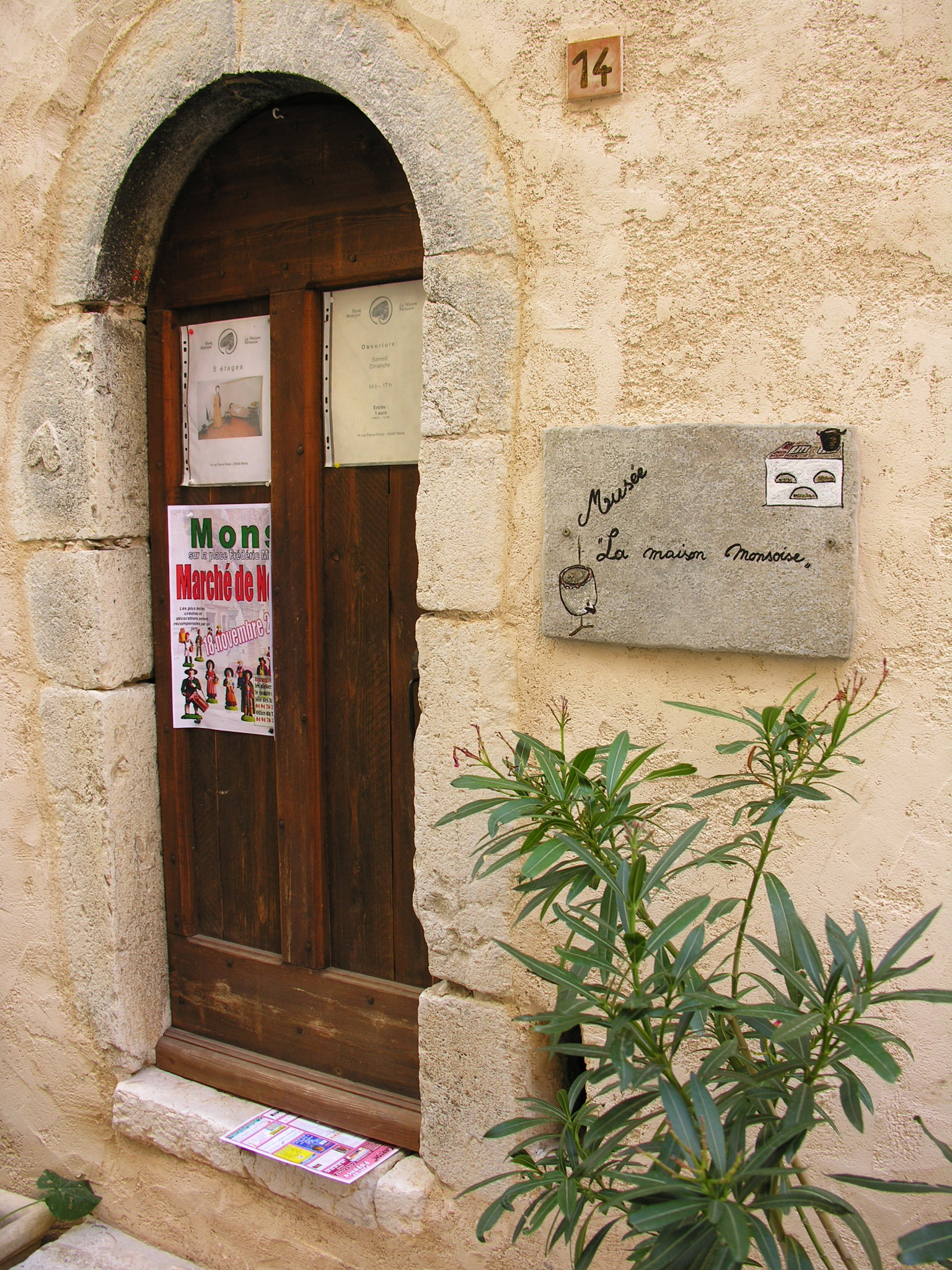
Musée de la Maison monsoise.
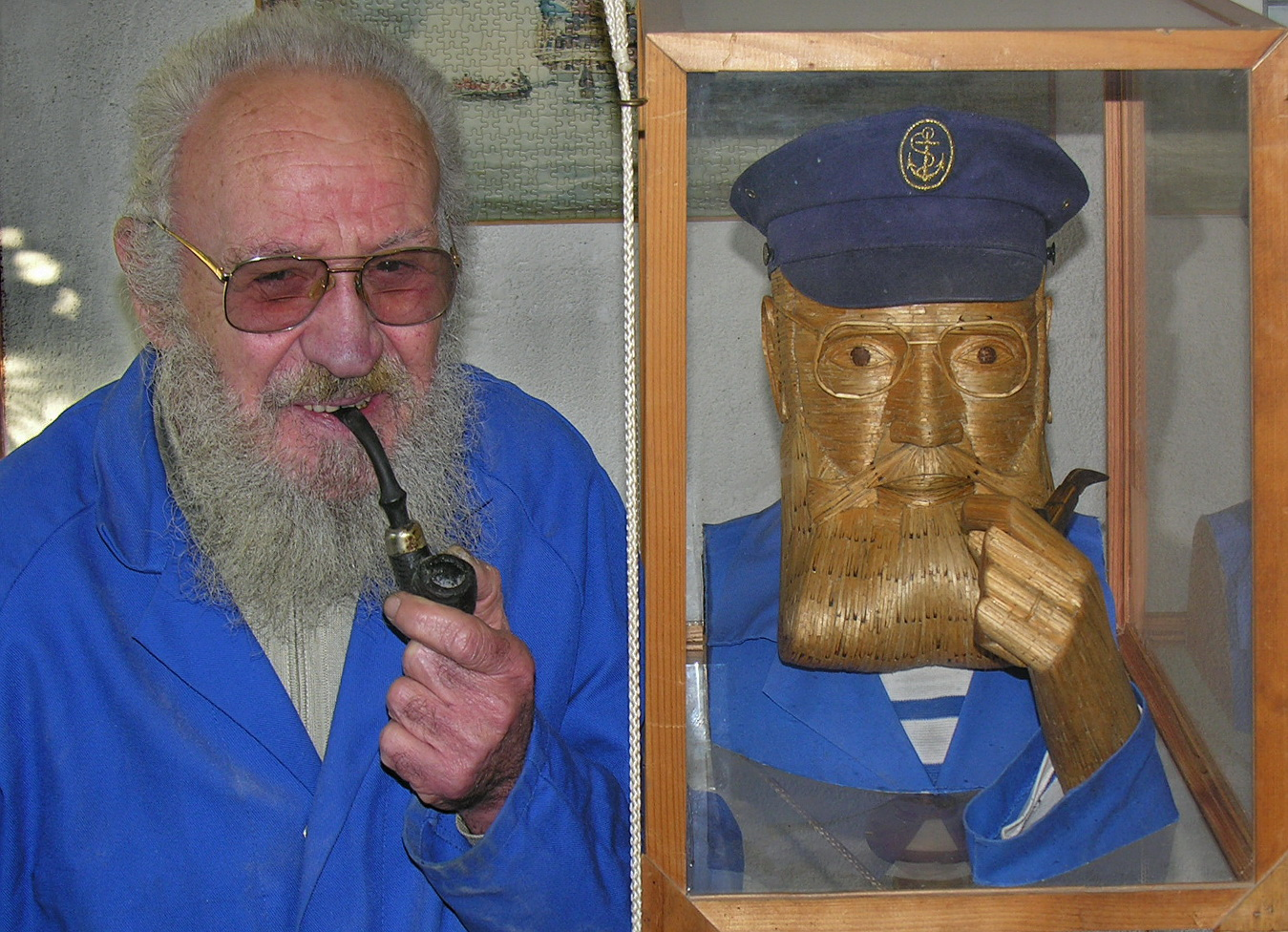
Musée "Marine et MonStagne"[88] : le maître et son buste en allumettes.
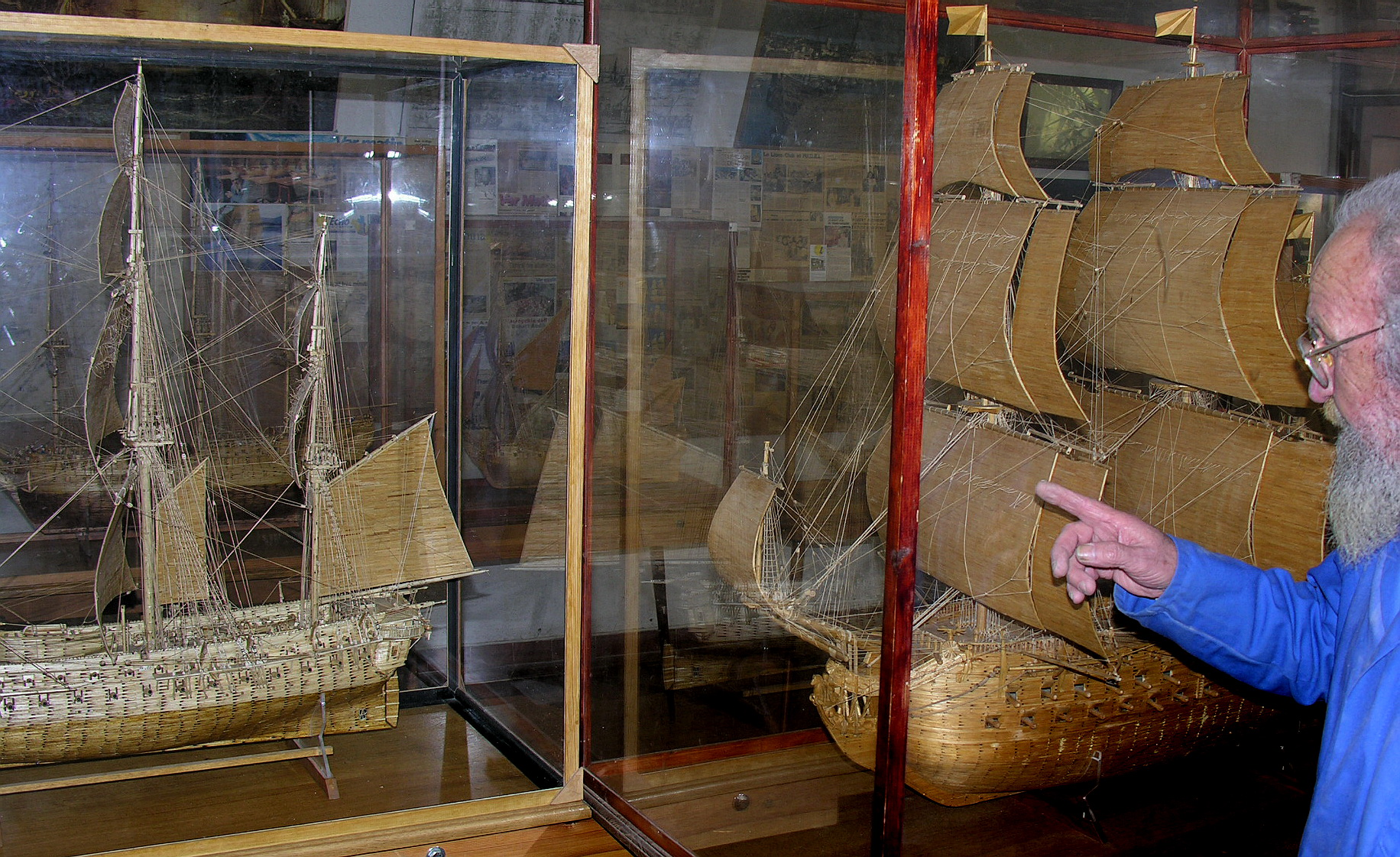
Maquettes de navires anciens en allumettes.

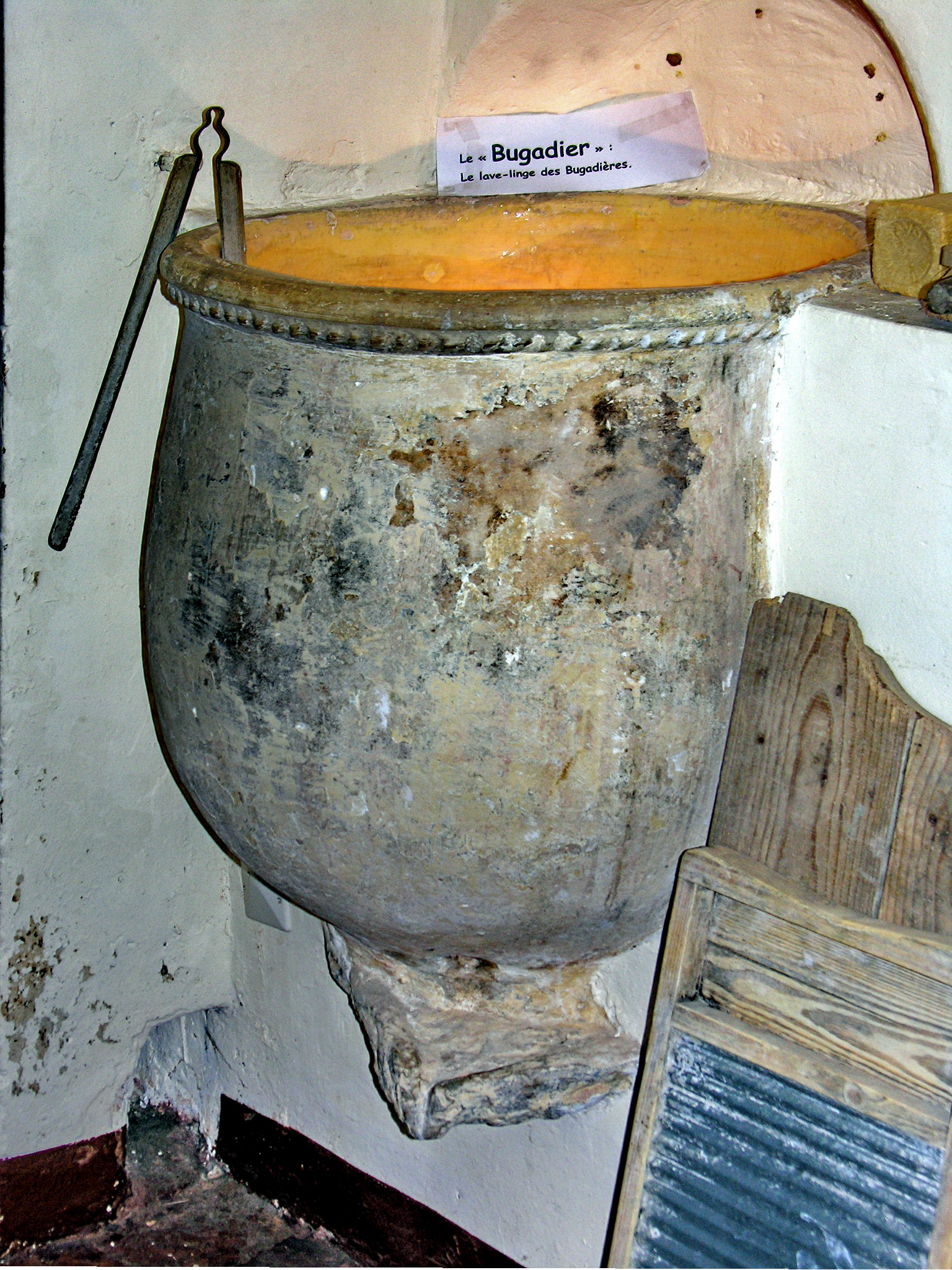
Bugadier ou pot à lessive.
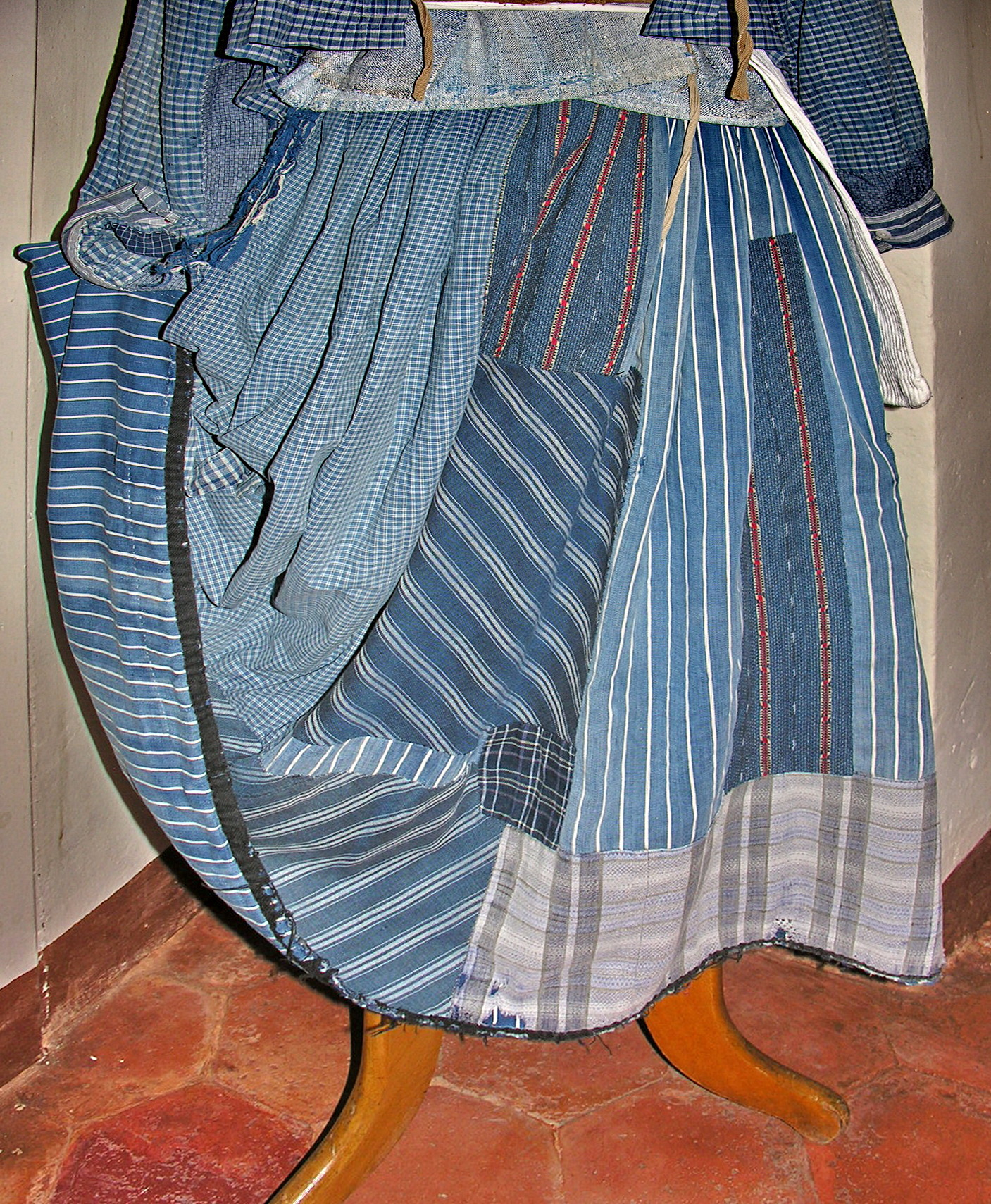
Patchwork monsois.
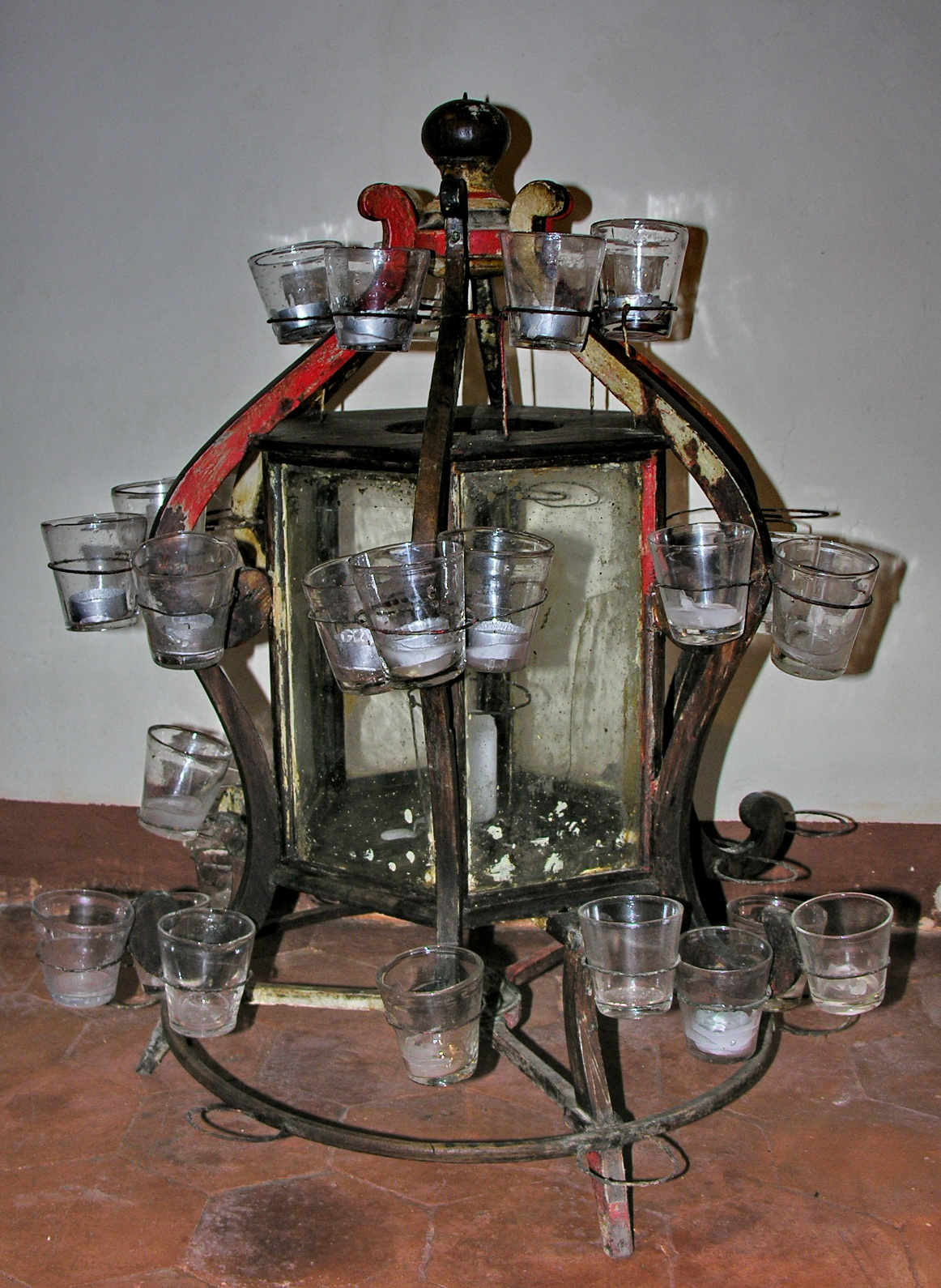
Lanterne : ancien lustre des cercles d'hommes.

### Traditions
- Sainte Maxime est la sainte patronne de Mons,
- Février, 1er week-end : Sainte-Agathe, fête des femmes,
- juin :  messe à la chapelle de Saint-Marcellin (camp de Canjuers),
- Juin, 15 : fête du Patrimoine,
- Juin, 29 : Chapelle Saint-Pierre à Riens = petit roumavagi (pour voyage à Rome),
- Août, 15 : fête patronale de Notre-Dame.

### Héraldique
|  | Les armoiries de Mons se blasonnent ainsi : De gueules au mouton contourné d'argent grimpant sur un rocher du même semé de touffes d'herbe de sinople au chef cousu d'azur chargé de trois étoiles d'or. |

## Personnalités liées à la commune
Il est impossible de citer tous les membres illustres de la famille de Villeneuve,,,,, une des plus grandes de France, comptant près de 1 400 membres authentifiés, regroupés en « branches » avant 1900, avec des descendants survivant de nos jours (Ampus, Arcs, Bargemon, Barrême, Bouliers, Beauregard, La Berlière, Bourgogne, Callian, Cananilles, Carros, Clemensane, Clumanc, Esclapon, Espinouse, Flayosc, Granges, Grasse, Gréolières, Hollande, Lascaris, Mons, Montignan, Monvoisin, Oppio, Ramatuelle, Revest, Roque, Russie, Saint-Cézaire, Séranon, Source, Tartonne, Trans, Thorenc, Tourrettes-lès-Fayence, Tourrettes-lès-Vence, Vauclause, Villevieille), et qui a fourni au cours des siècles : ceux de Mons avaient pour fiefs : Avaye, Beauregard, Cananilles, Esclapon, Gaut(d), Pibresson, Saint-Jean, Saint-Marcellin, Saint-Pierre, Tansonive...
- De la grande famille sont issus :
  - des croisés : Pons de Villeneuve, Arnaud de Villeneuve
  - une sainte : sainte Roseline, Roseline de Villeneuve (abbaye, Les Arcs, chapelle au château de Beauregard)
  - un excommunié : Pierre Romieu de Villeneuve, en 1291,
  - des hommes et des femmes d'église : prêtres, abbés, chanoines, prieurs, évêques, mères supérieures, etc.,
  - des membres et dignitaires de la plupart des grands Ordres : Malte, Hospitaliers, etc.,
  - des hommes de guerre : Pierre Charles, Jean-Baptiste, Silvestre de Villeneuve-Esclapon, contre-amiral à la bataille de Trafalgar,
  - des hommes politiques (maires, préfets, conseillers),
  - des hommes de lettres (archéologues, historiens),
  - malheureusement des victimes de la Révolution,
  - le fief de Beauregard est actuellement tenu par les De Clarens.

Les Villeneuve sont surtout sur Trans, et dans la région sur Tourrettes. Mons n'a que la branche des Villeneuve de Beauregard et la branche des Villeneuve de Mons et du Gaut.
Autres personnalités liées à la commune :
- Pierre Porre, maire de 1904 à 1908 et conseiller général jusqu'à sa mort en 1919,
- Théophile Jourdan, maire de Mons et conseiller général,
- Alfred Rolland (1922- 2003), maire de Mons et conseiller général (modif MG),
- Pierre Hemmer (1950-2013), chef d'entreprise suisse, décédé à Mons.
- Jean Vadon, entomologiste (1904-1970).

Depuis quelques années, les résidents occasionnels du domaine de la Gray, de multiples nationalités, aux activités professionnelles évoluées, médecins, professeurs, pilotes, se sont passionnés pour Mons, au point de participer à la vie touristique du village.

## Curiosités

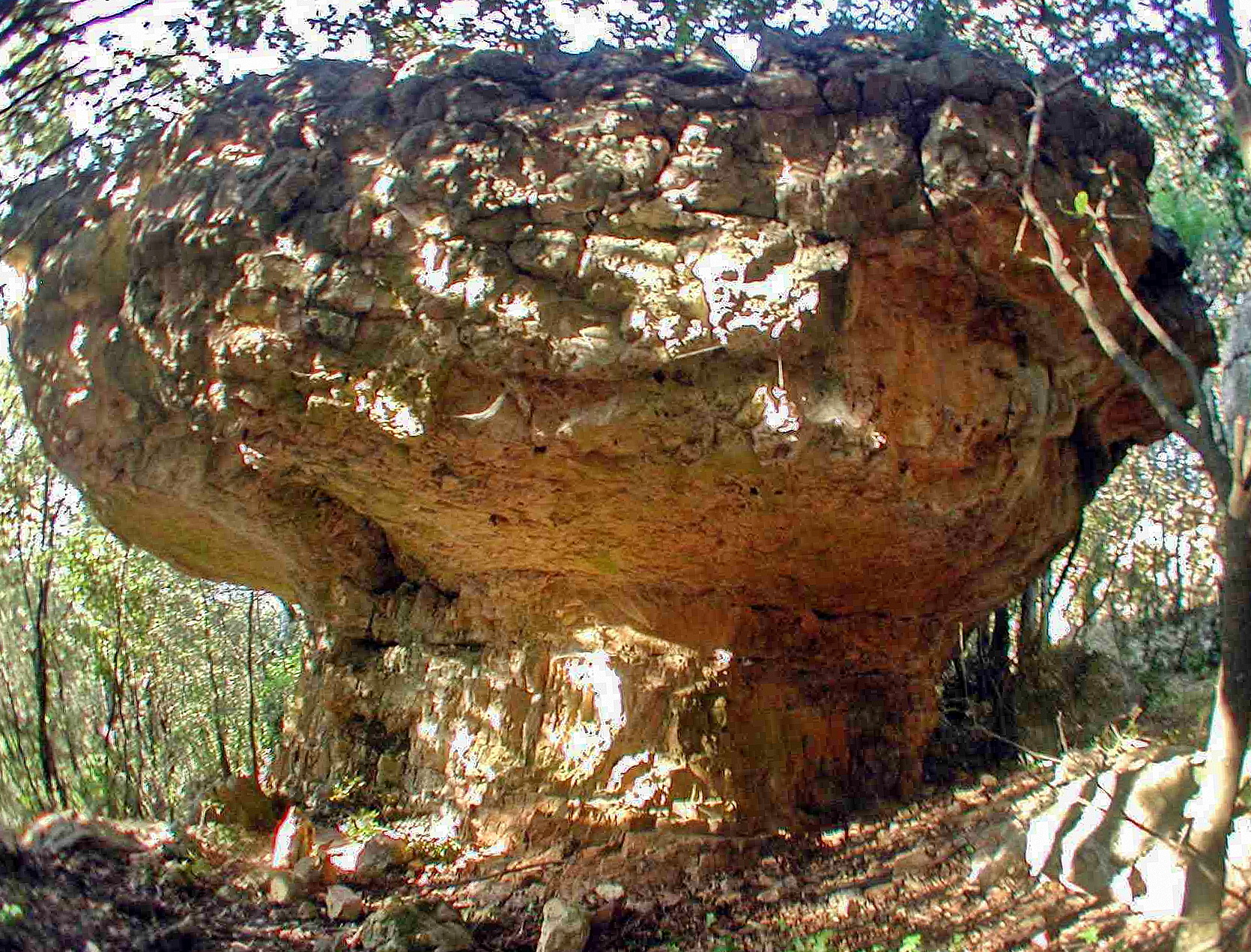
Champignon ou table calcaire : naturel ou construit ? (Blaquières).
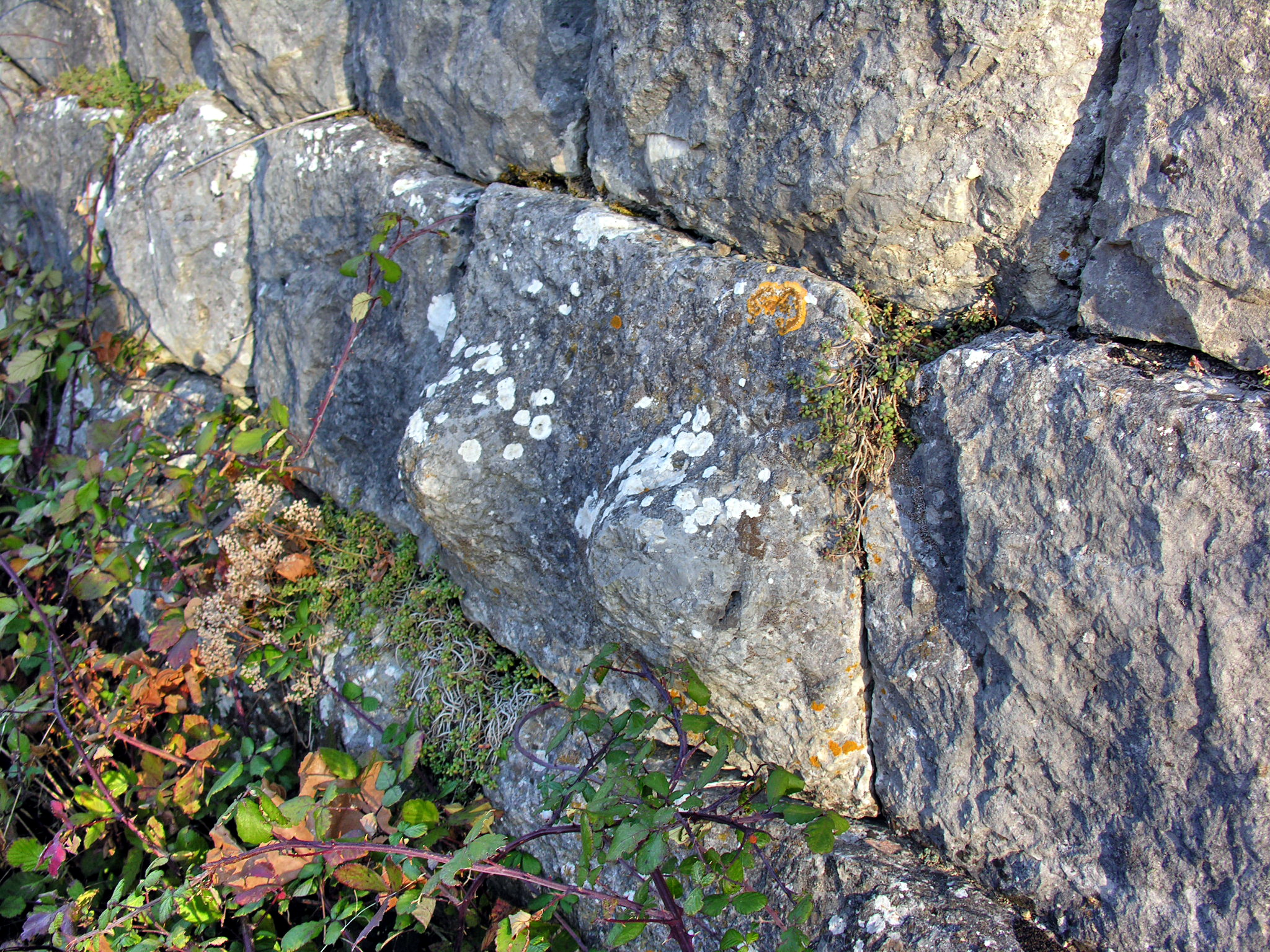
Seins de Sainte-Agathe, dans les remparts de la ville.
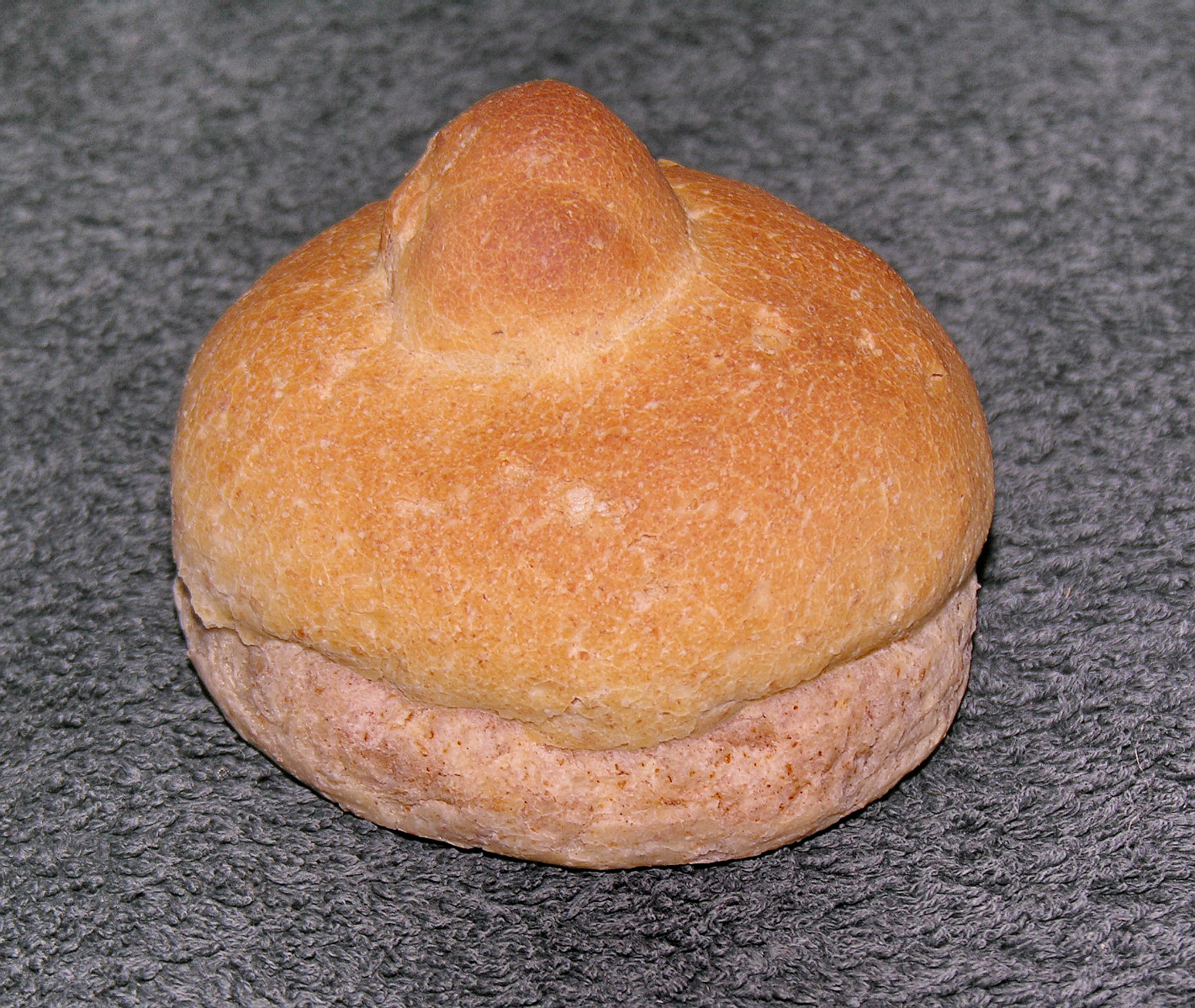
Pain pour les festivités de la Sainte-Agathe.
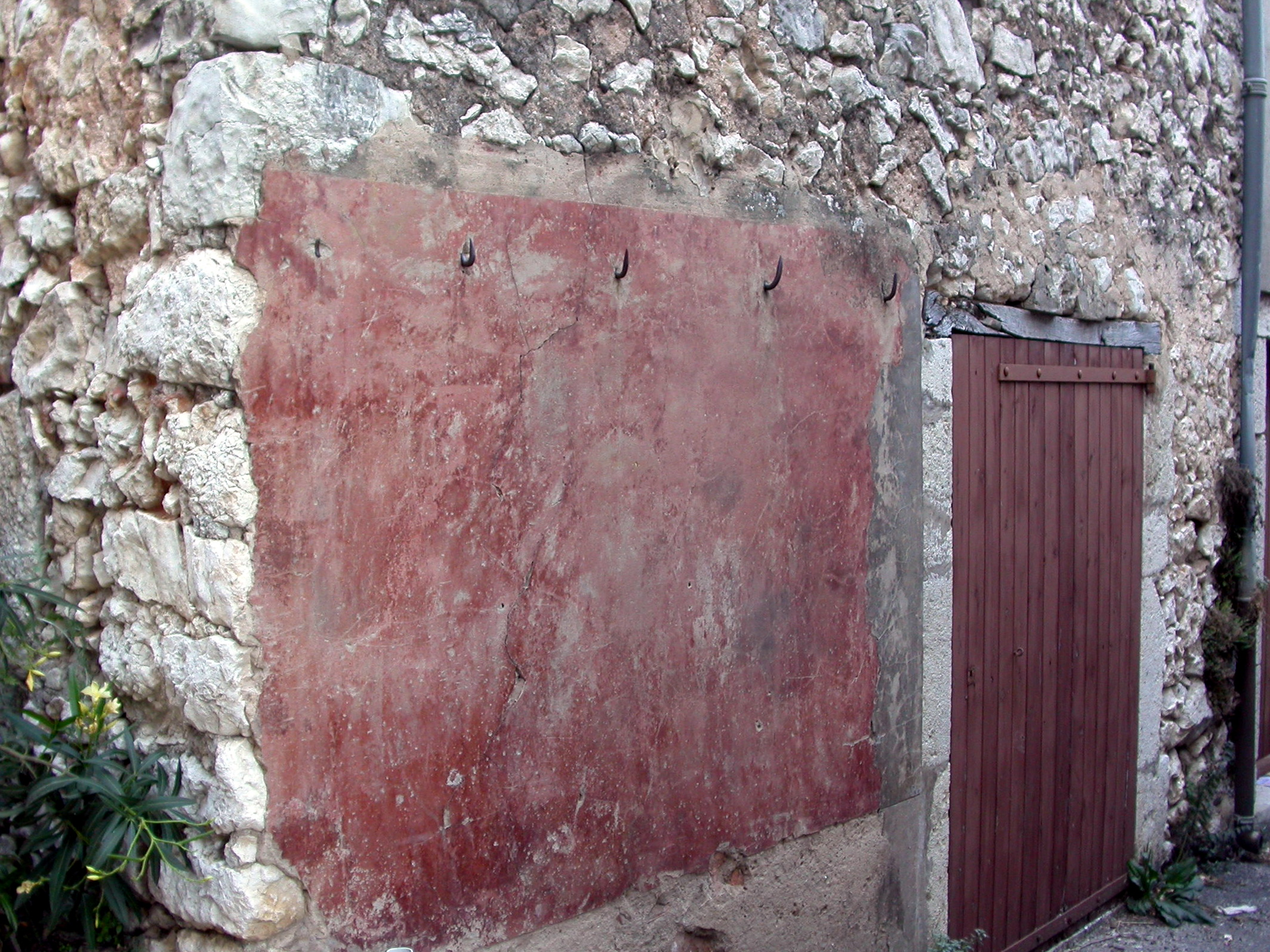
Crocs de boucherie foraine (Calado Dou Maselié).
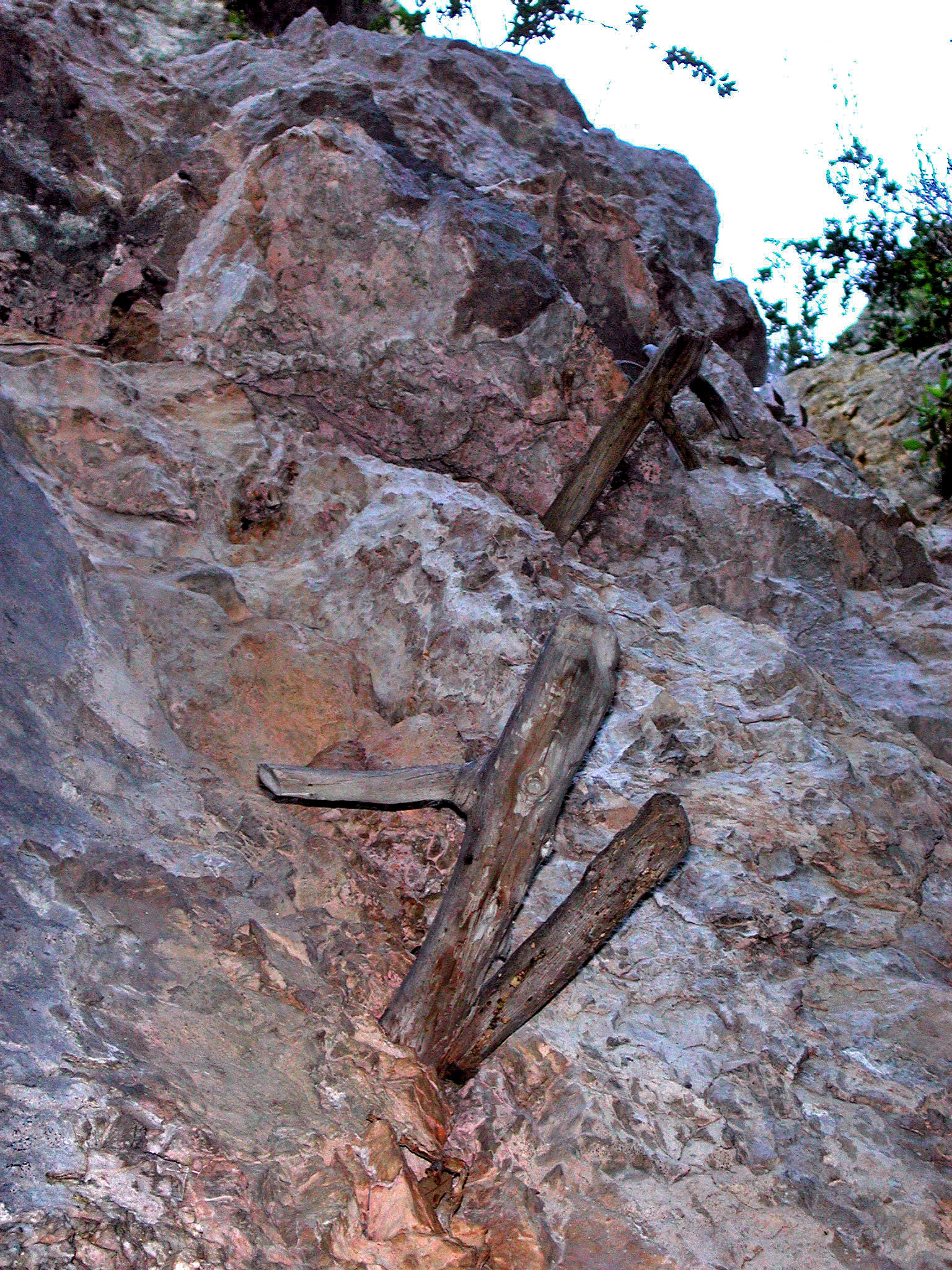
Antique échelle d'apiculteur, en paroi de falaise (Frigoure).